# Église Saint-Pierre d'Hanvec
L'église Saint-Pierre d'Hanvec a été construite de 1875 à 1877. L'ancien porche, d'excellente facture et datant de 1625 a été conservé. La bénédiction de la première pierre a eu lieu le 22 février 1876, et l'église a été consacrée le 31 mai 1877. Le clocher a été terminé le 20 août 1879.

## Éléments de description
Matériaux du gros-œuvre et mise en œuvre : granite ; schiste ; moellon ; pierre de taille ; enduit ; kersantite ; microdiorite quartzique
Matériau de couverture : ardoise
Parti de plan : plan en croix latine
Vaisseau et étage : 3 vaisseaux
Type et nature du couvrement : lambris de couvrement
Parti d'élévation extérieur : élévation à travées
Type de la couverture : toit à longs pans ; noue ; flèche carrée ; appentis ; pignon découvert ; flèche en maçonnerie
Commentaire descriptif : Église de plan en croix latine à trois vaisseaux ; chevet à pans coupés flanqué de deux sacristies de plan rectangulaire. Porche sud hors-œuvre. Clocher en pierre de taille de granite à chambre de cloches ouverte et à galerie en encorbellement, base de la flèche octogonale à galerie à quatre gâbles ajourés. Gros œuvre en moellon de schiste et de granite recouvert d'un léger enduit. Encadrement des baies en kersantite et microdiorite. Nef à cinq travées éclairée par des baies hautes, piliers octogonaux, arcs brisés, lambris de couvrement peint en bleu sur fausses voûtes à croisées d'ogives reposant sur des culots à décor végétal situés entre les fenêtres hautes. Sol couvert de dalles de granite.
Technique du décor des immeubles par nature : sculpture
Représentation : personnage biblique
Dimensions : 41,00 m × 23,50 m, clocher : 42 m
État de conservation : bon état

## Extraits du registre des délibérations duconseil de fabriqued’Hanvec
Bénédiction de la première pierre
Le 22 février 1876, les habitants d’Hanvec en très grand nombre assistaient à une cérémonie bien émouvante pour eux. Privés depuis dix-huit mois de leur église paroissiale, et obligés depuis ce laps de temps d'assister au Saint Sacrifice de la messe tantôt sous la pluie tantôt exposés aux rayons brûlants du soleil, ils ont salué avec joie l'aurore d'un temps plus heureux. Ils ont vu, avec une émotion bien grande, la bénédiction de la première pierre de l'édifice qui va être élevé à Dieu dans la paroisse, grâce à leurs sacrifices. Cette cérémonie a été faite par Monseigneur Nouvel, évêque de Quimper. L'assistance était nombreuse, tant du clergé que des personnes de la paroisse, de tout âge et sexe. Les petits enfants ont tenu tous à donner leur petite obole pour le commencement de leur église.
Consécration de l'église
Le 11 mai 1877, les habitants d’Hanvec ont eu le bonheur de voir la consécration de leur nouvelle église paroissiale. Monseigneur Nouvel, évêque de Quimper, assisté de Monsieur Le Guen de Kerneizon, membre du chapitre, a fait la consécration de cet édifice commencé en 1875, d'après les plans de Monsieur Bigot, architecte, et sous l'administration de Monsieur François Saliou, maire et Monsieur Yves Mallégol, adjoint. Les travaux, exécutés par Monsieur Guyomard de Morlaix, ont eu leur fin sous l'administration de Monsieur Corentin Le Bras, maire, Monsieur Floc'h, Monsieur François-Marie Morvan, adjoints. Les conseillers de la fabrique, Monsieur Yves Mallégol, président, Monsieur Jean-François Saliou, trésorier, Messieurs Yves Léon, Hervé Callec et Jean Couloigner étaient tous présents à la cérémonie. Quelques chanoines et plusieurs curés y assistaient, ainsi que d'autres ecclésiastiques au nombre d'environ quatre-vingt.
Monsieur Quéré, curé de Châteaulin, a prononcé une allocution qui a fait couler les larmes de toute l'assistance[réf. souhaitée]. Cette assistance, qui aurait pu être plus nombreuse, suivait, avec un vif intérêt, les prières et les actes liturgiques. La cérémonie a commencé à huit heures du matin et s'est terminée vers onze heures.
L'église nouvelle d’Hanvec a été placée sous le patronage de saint Pierre, comme la précédente. Les reliques déposées dans l'autel consacré sont les reliques de Sanctus Drobus, Sanctus Vigilans et Sancta Ymocantia.

## Travaux de restauration
Restauration presque complète concernant le clocher, les vitraux, le jointoiement des pierres, la réfection des peintures intérieures, du chauffage et de l'électricité. D'un coût de 709 000 euros, et subventionné de 308 000 euros, le chantier avait commencé en 2001 et s'est achevé en 2009.
Le 28 juin 2013, Thérèse Marguerite Marie, la plus grosse cloche (1 100 kg, 1,20 m de diamètre), datant de 1964, souffrant de microfissures, a profité de la grue utilisée pour le saut à l'élastique afin d'effectuer une descente de 25 mètres.

## Extérieur

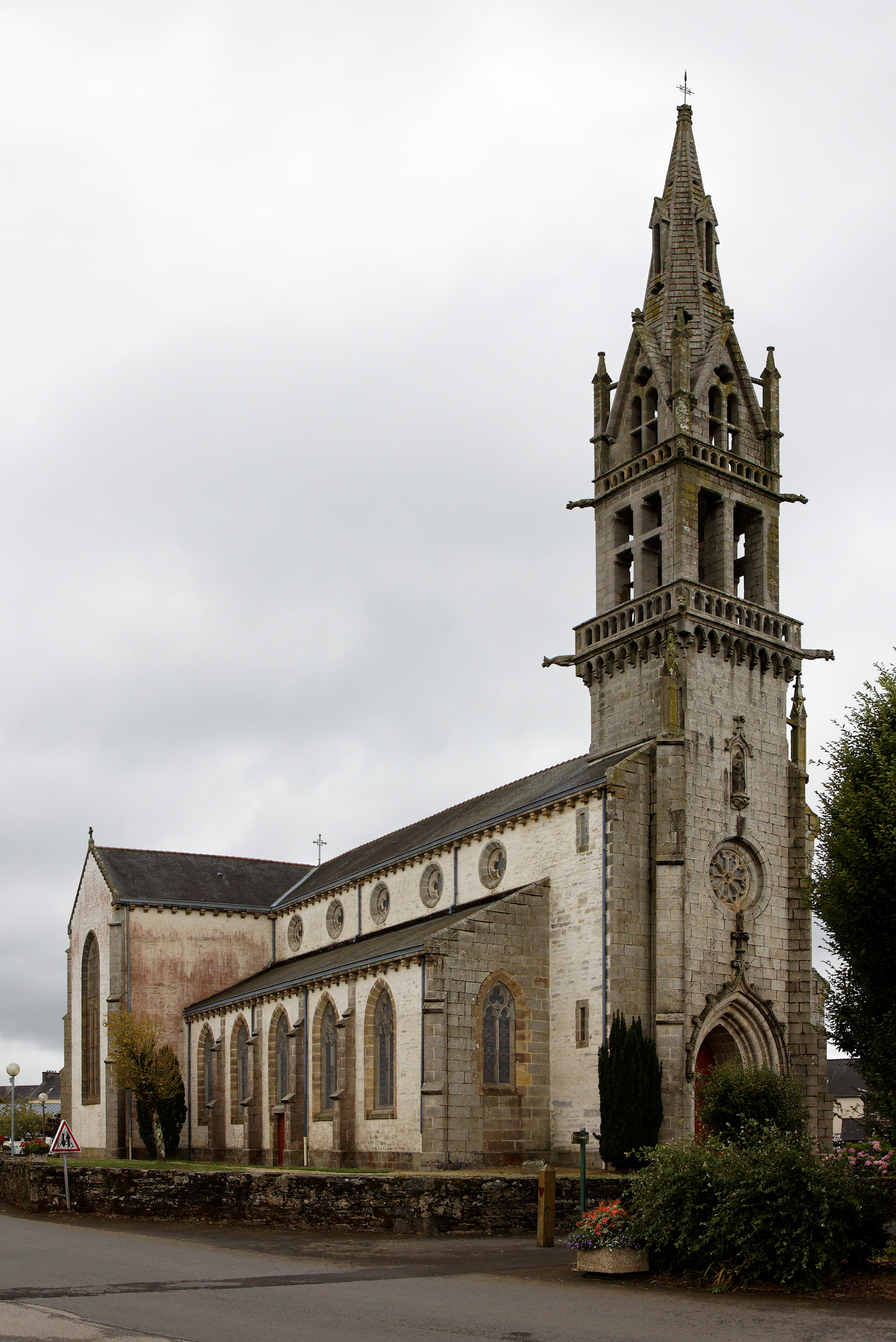
Église Saint-Pierre
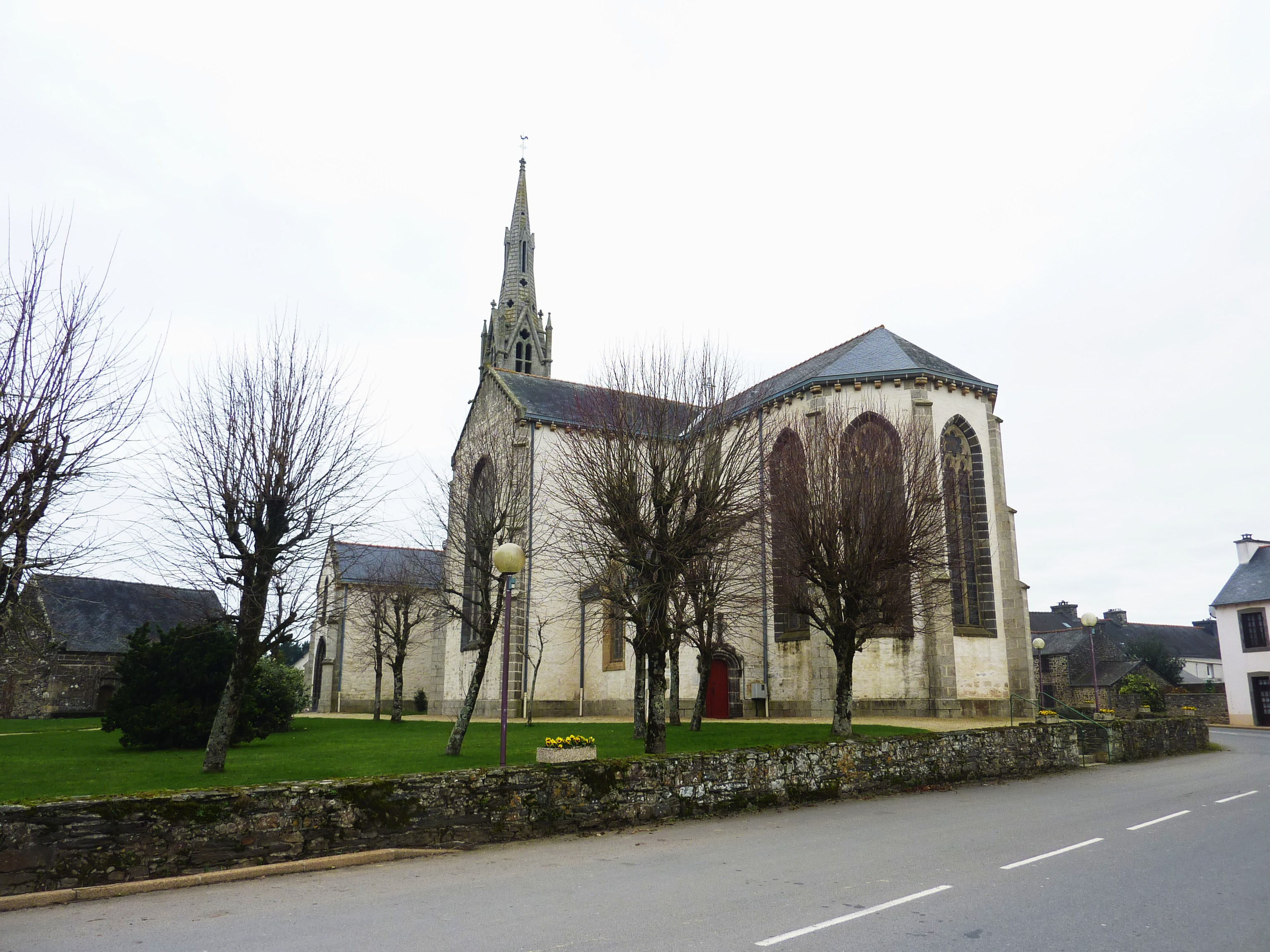
Vue sud-est
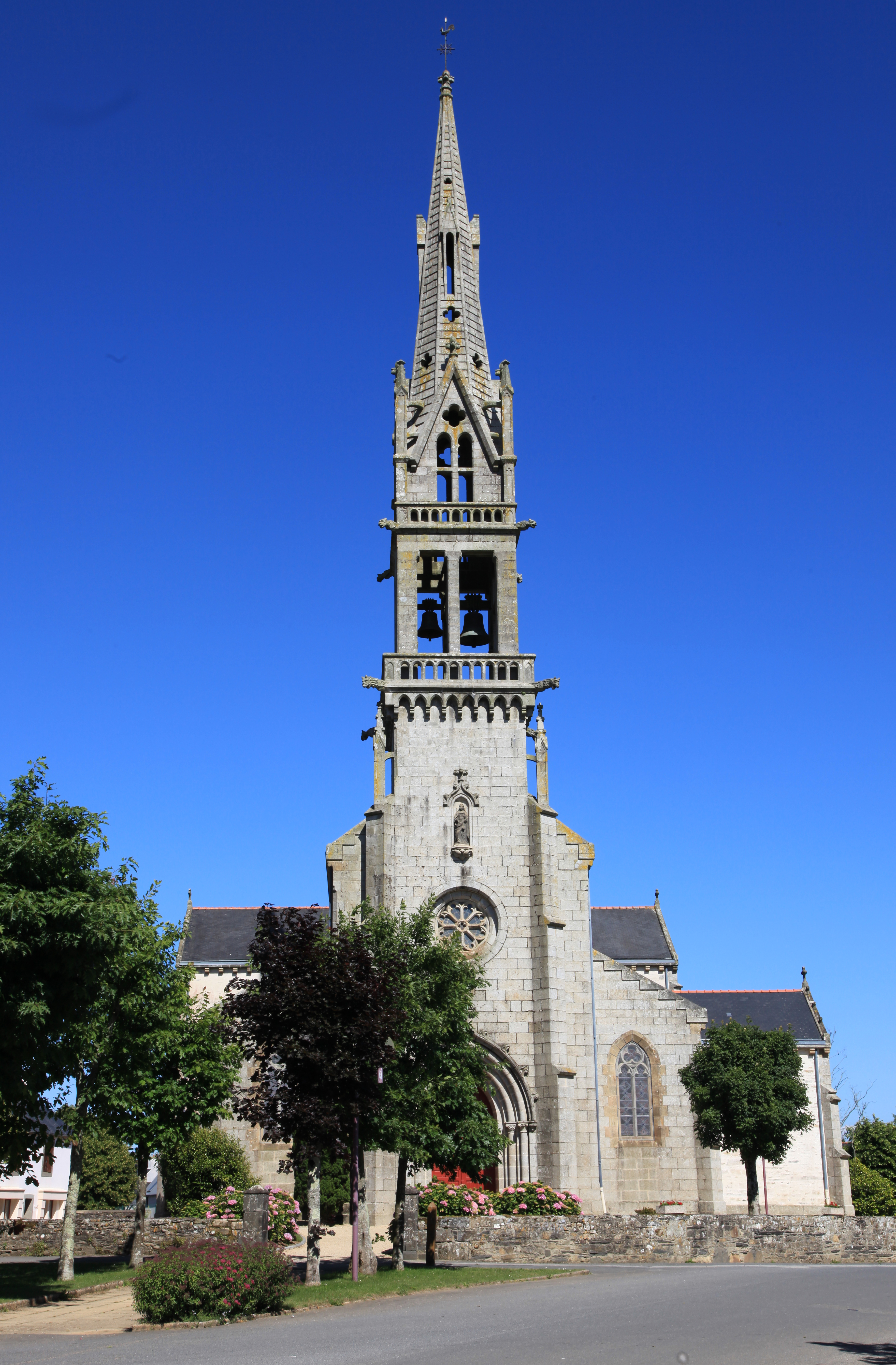
Façade ouest
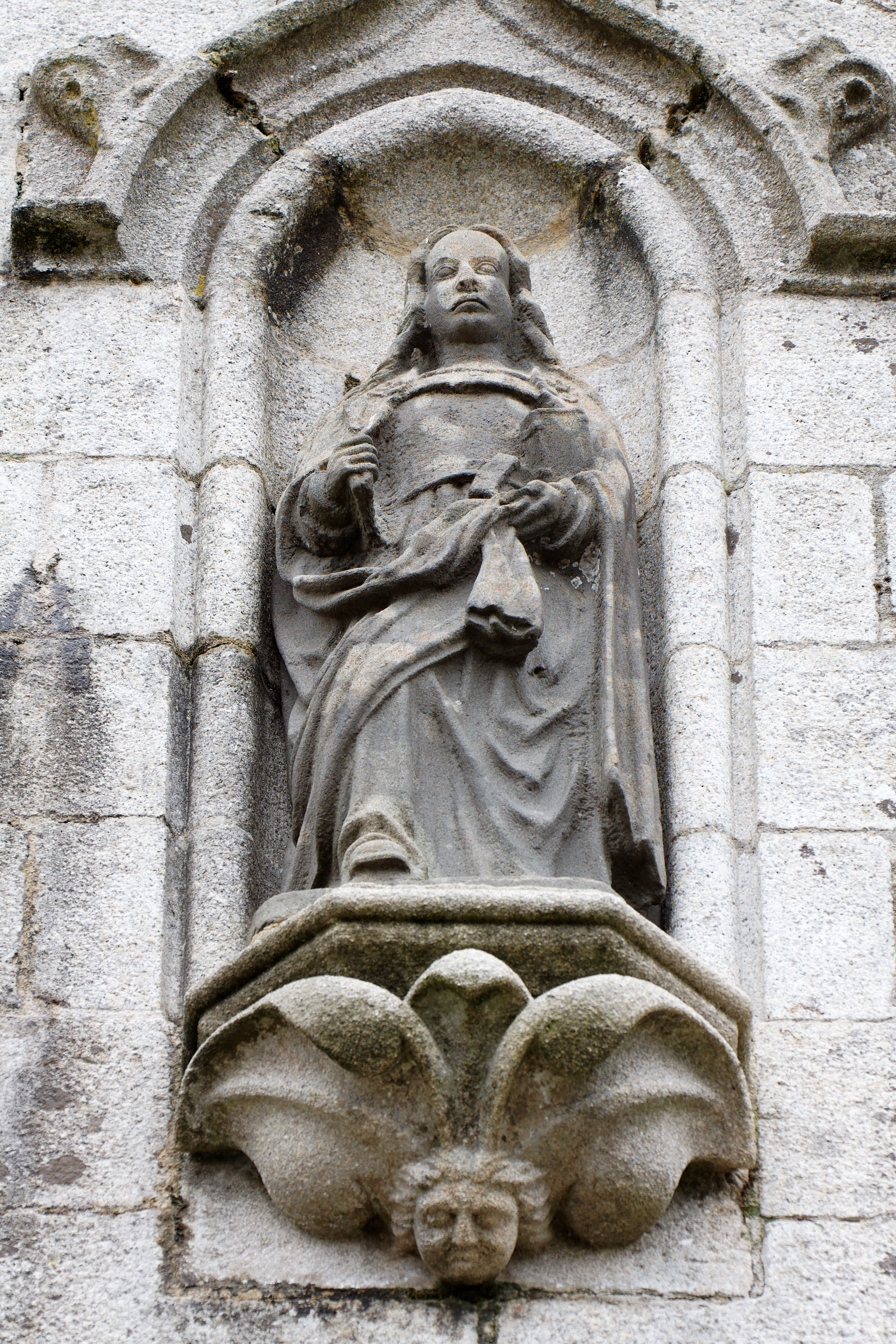
Marie Madeleine au flacon de nard
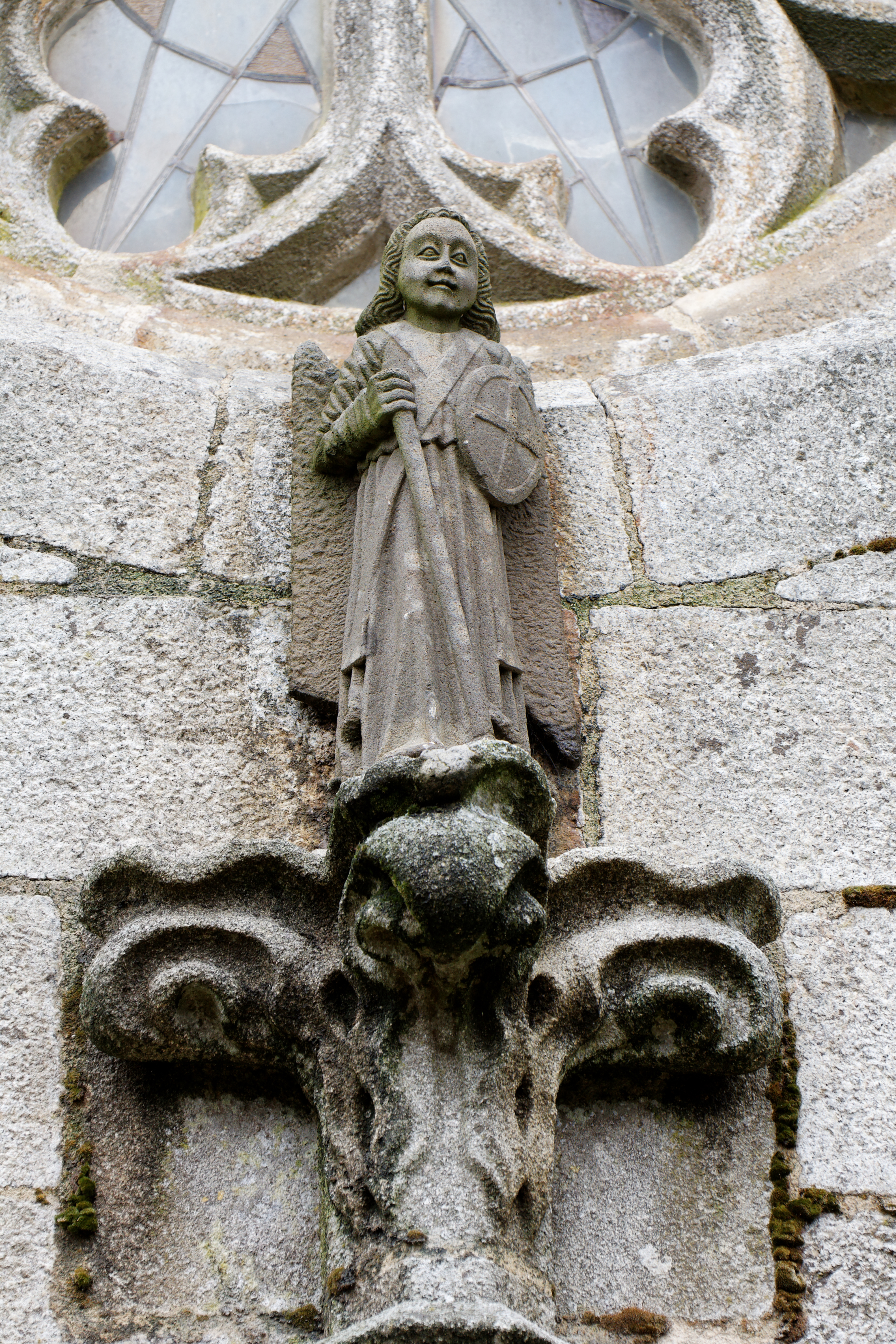
Saint Michel archange, avec ses ailes déployées et sa lance
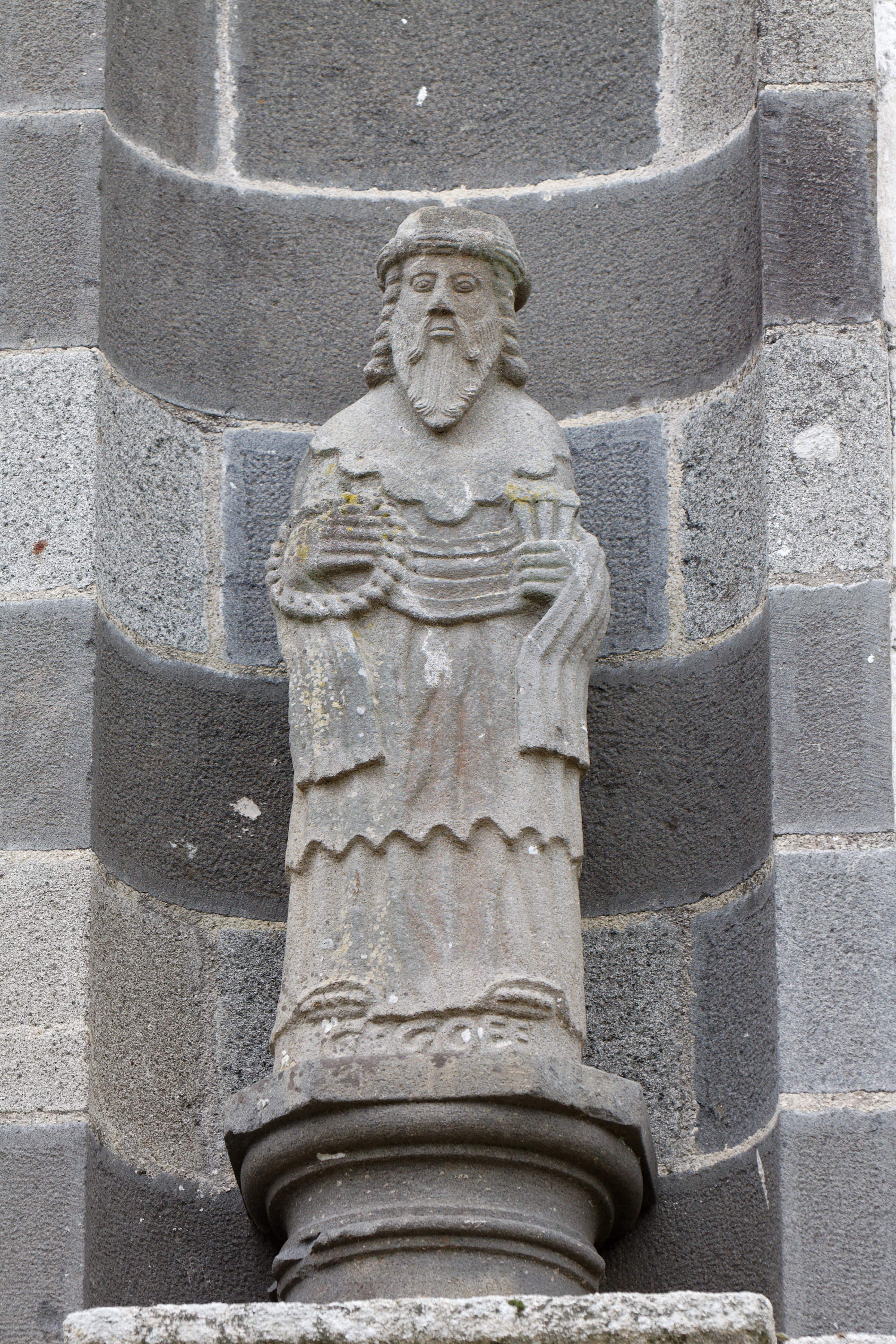
Saint Nicodème portant les clous de la Passion et la couronne d'épines
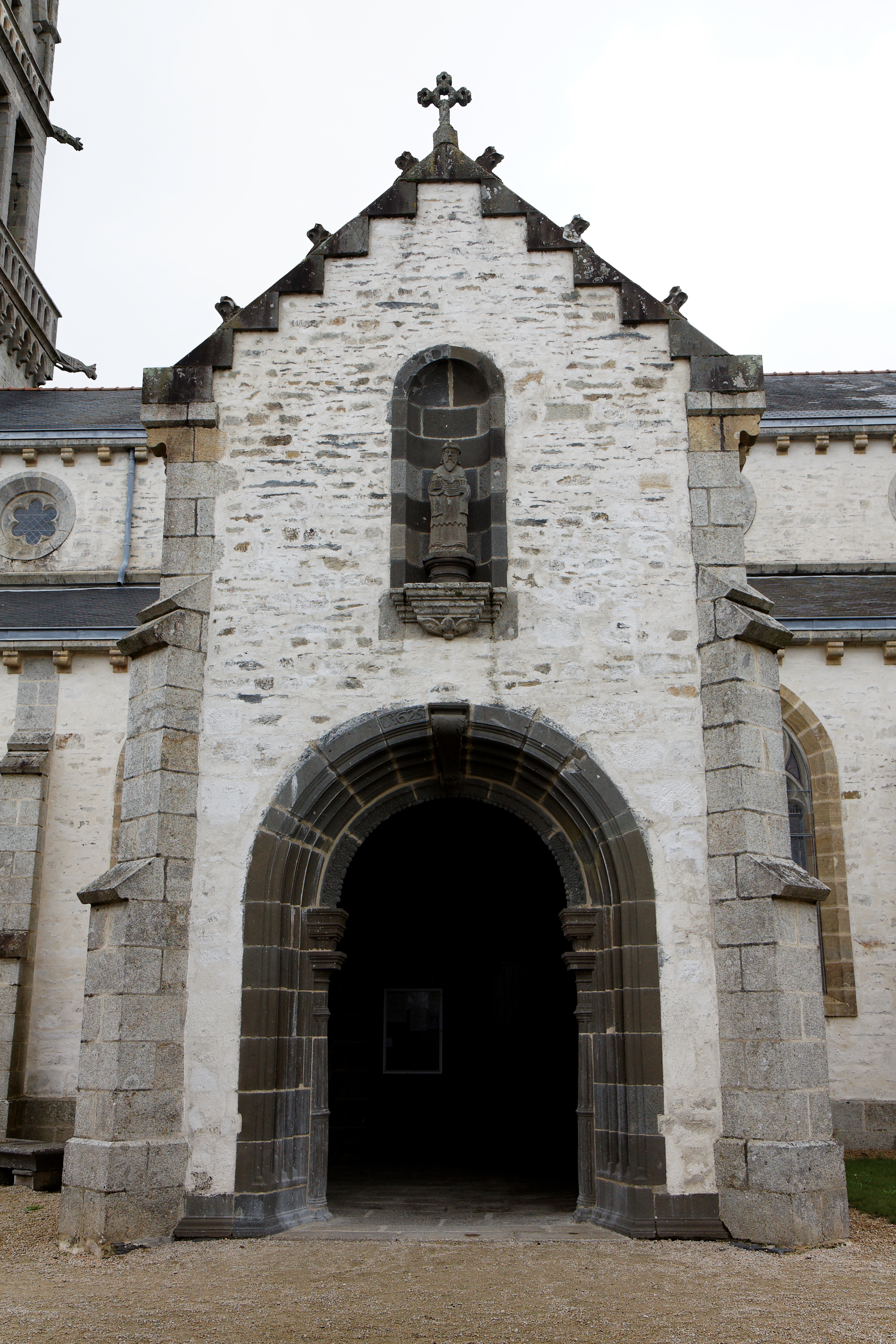
Porche sud avec saint Nicodème en fronton.
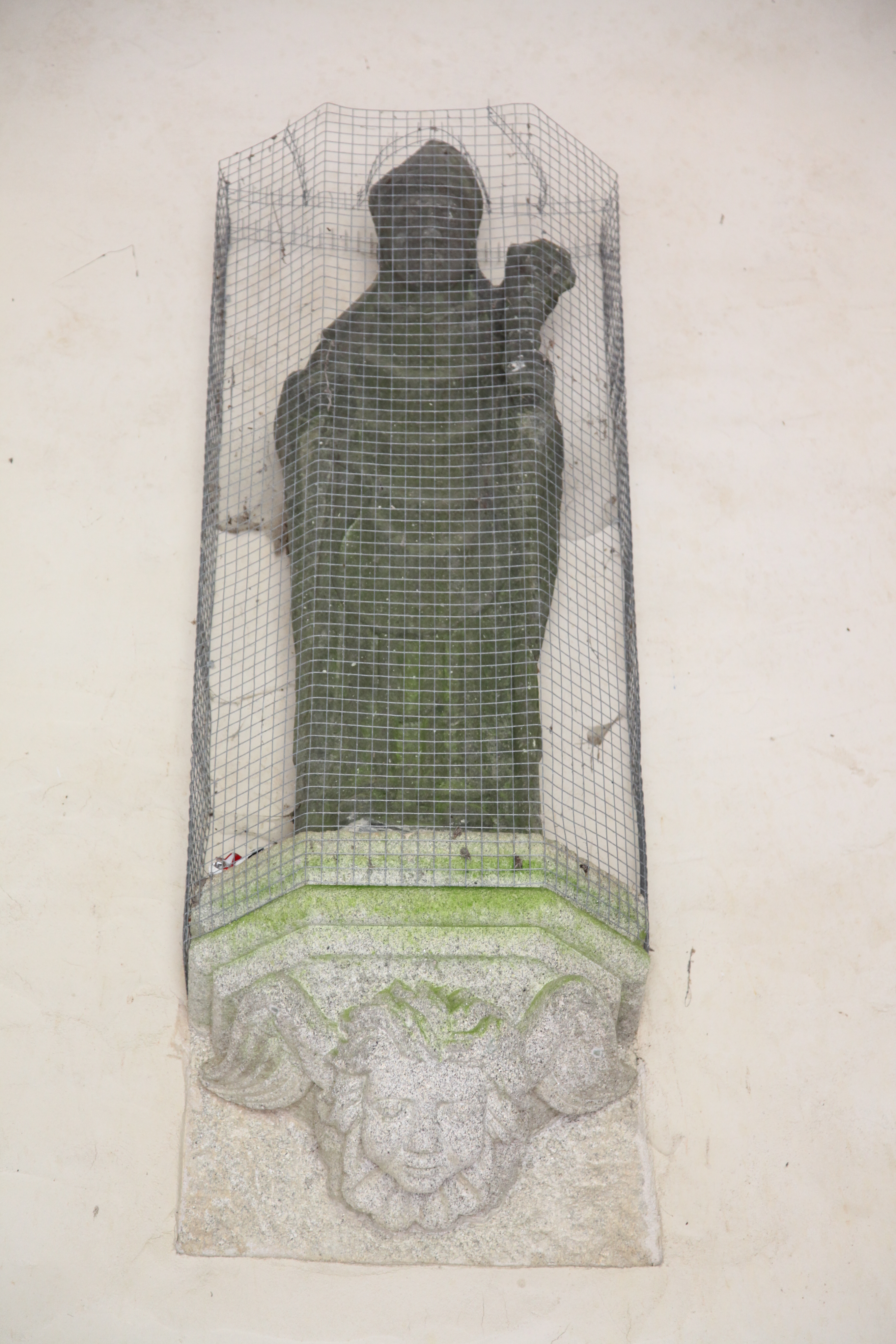
Saint Corentin au fond du porche sud
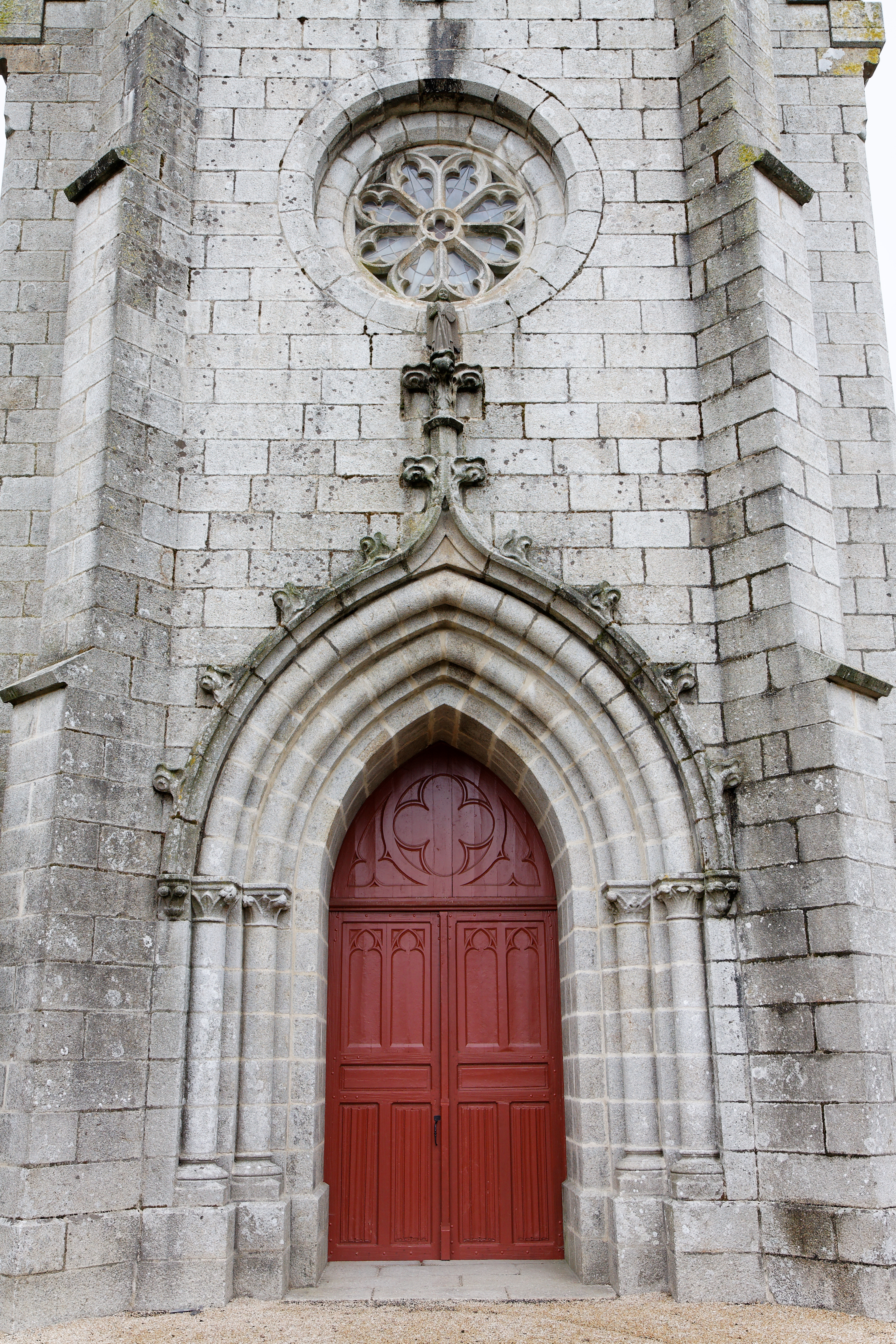
Détail de la façade ouest
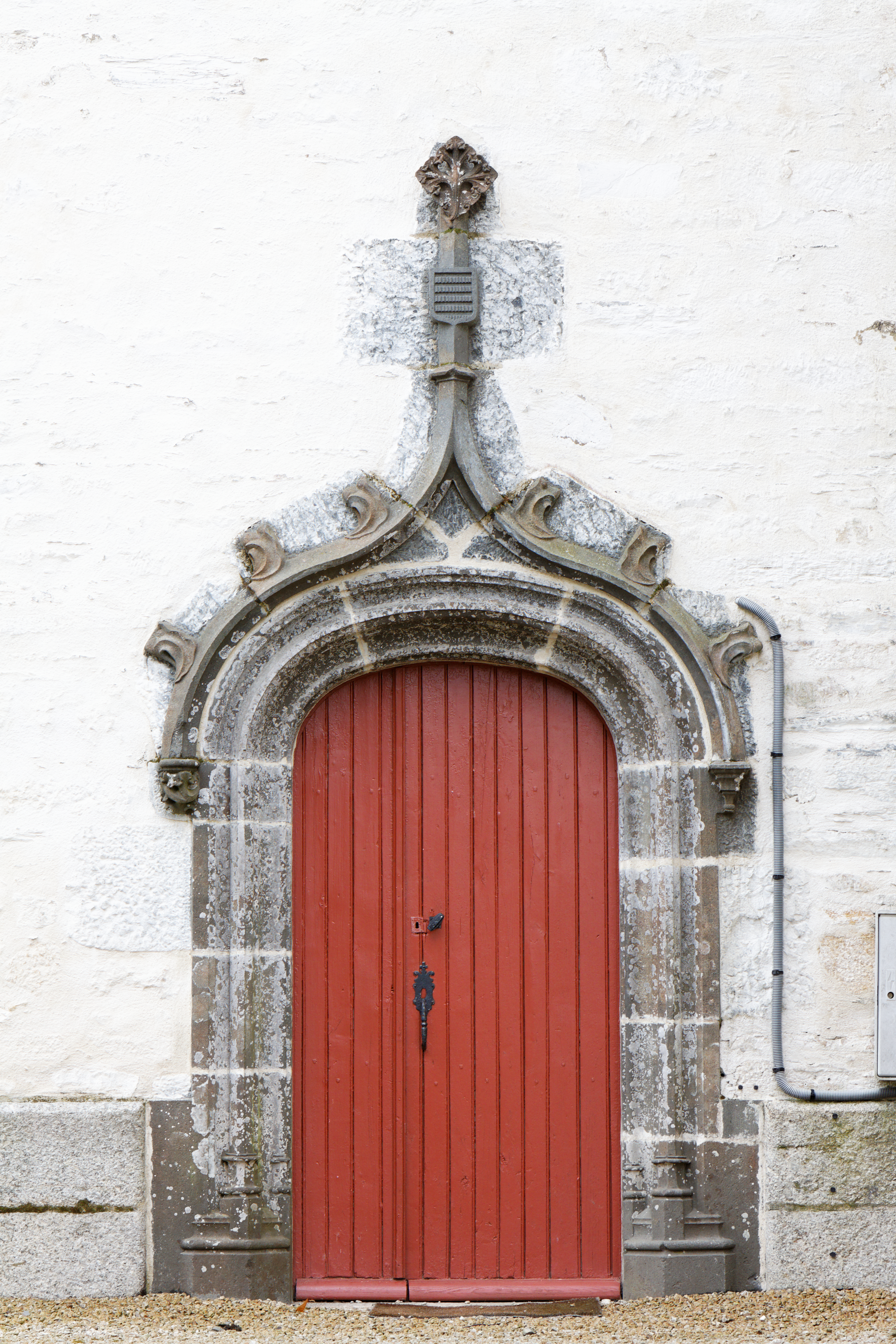
Porte nord-est
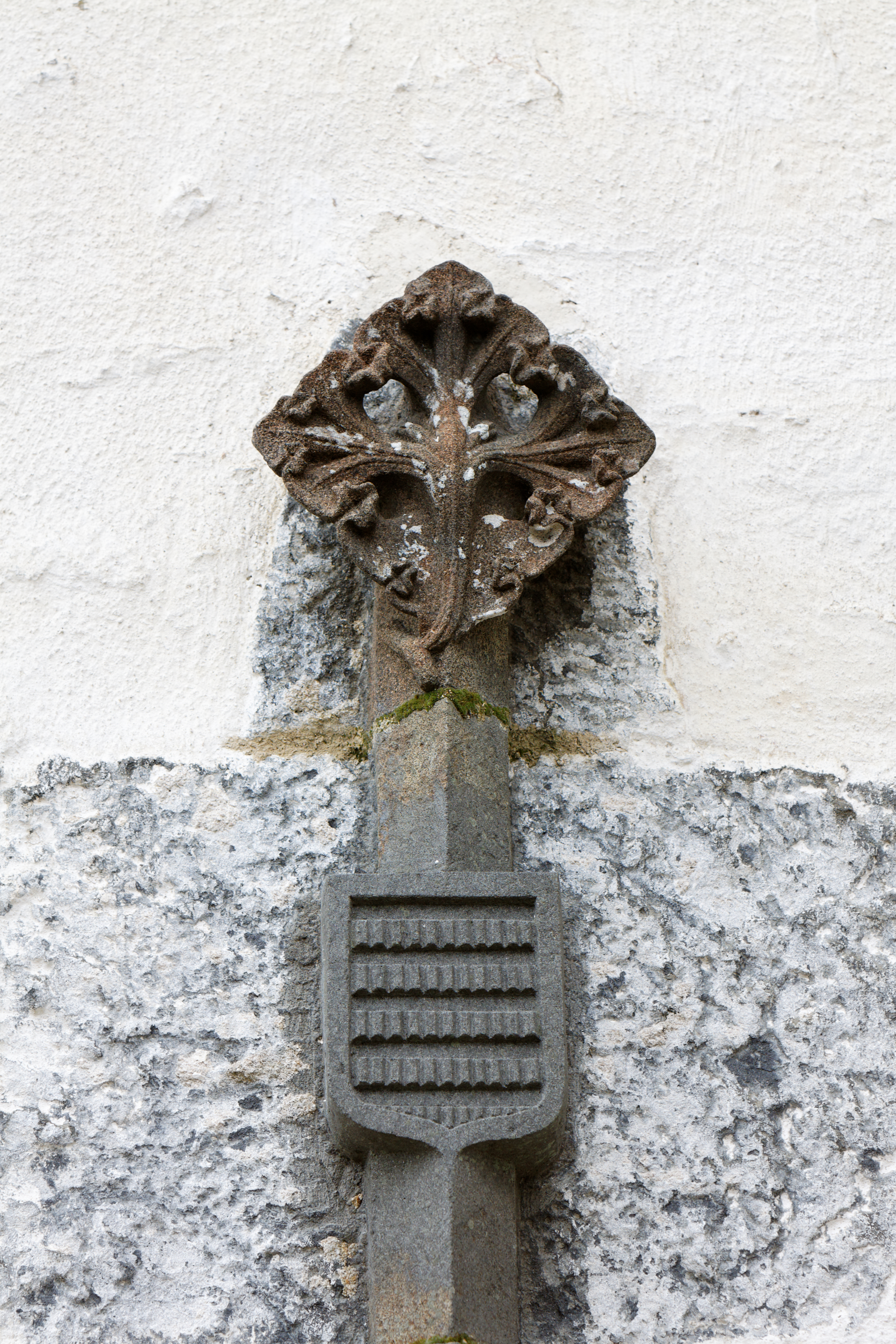
Blason, détail porte nord-est
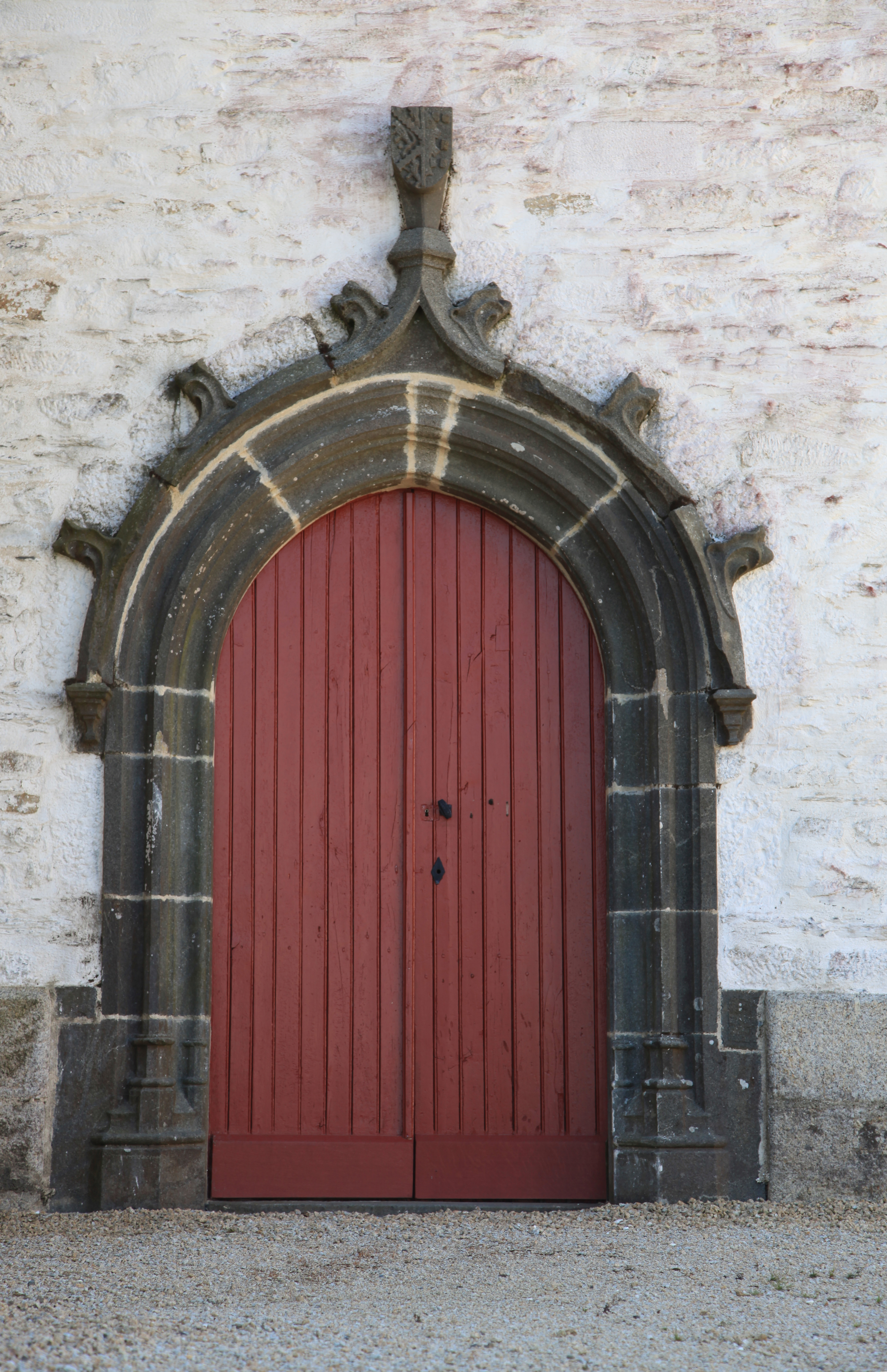
Porte sud-est
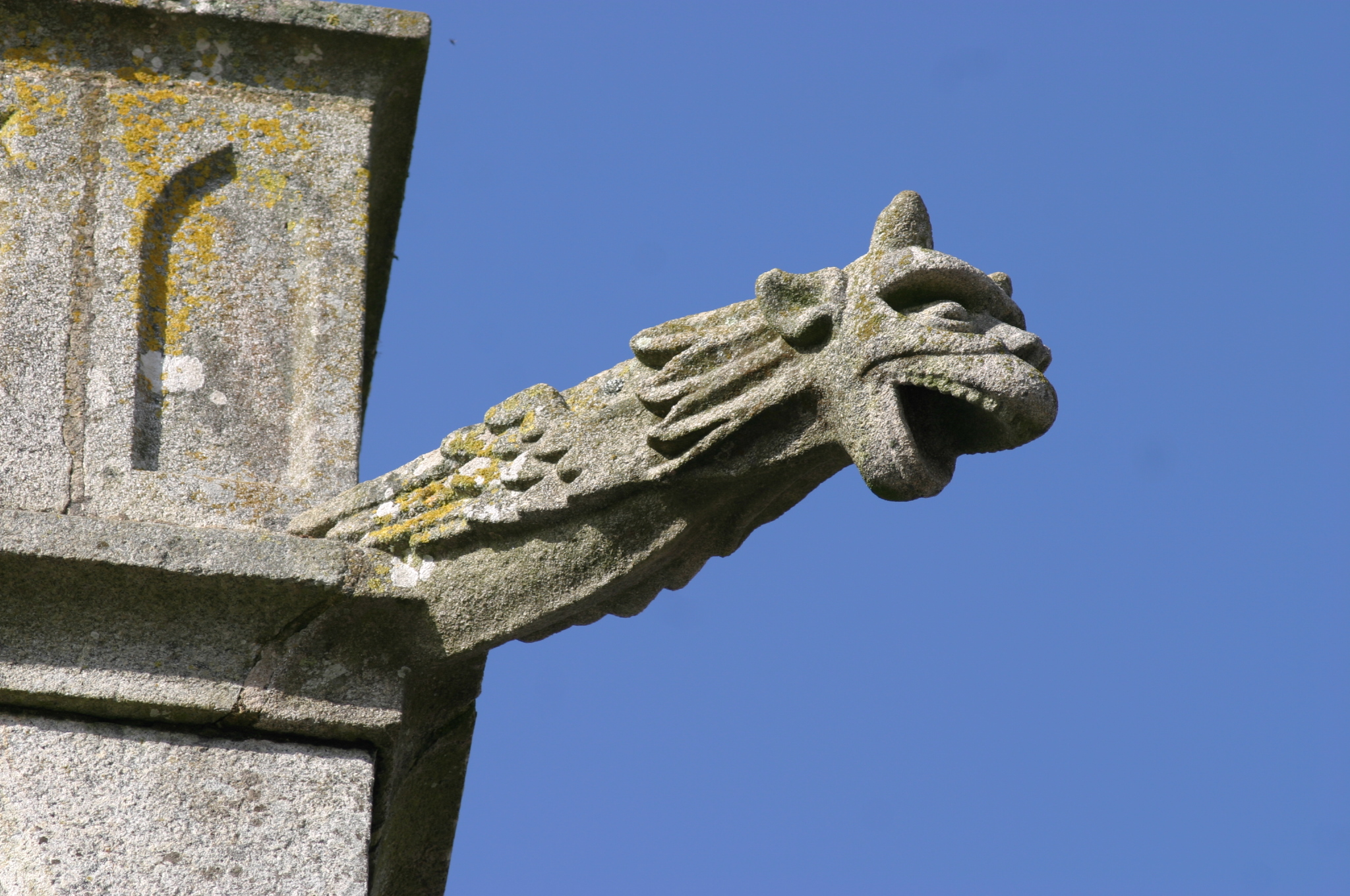
Gargouille
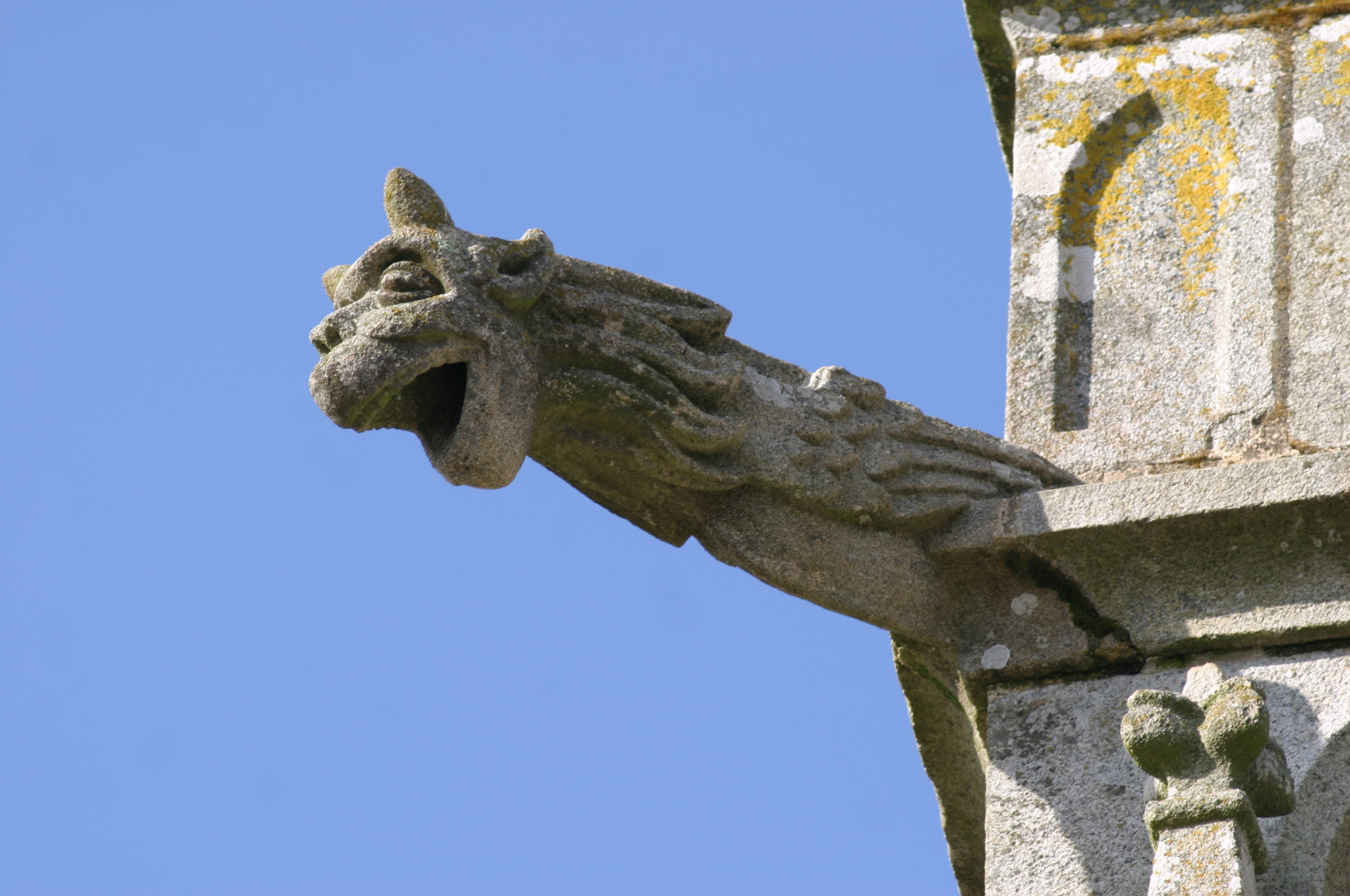
Gargouille
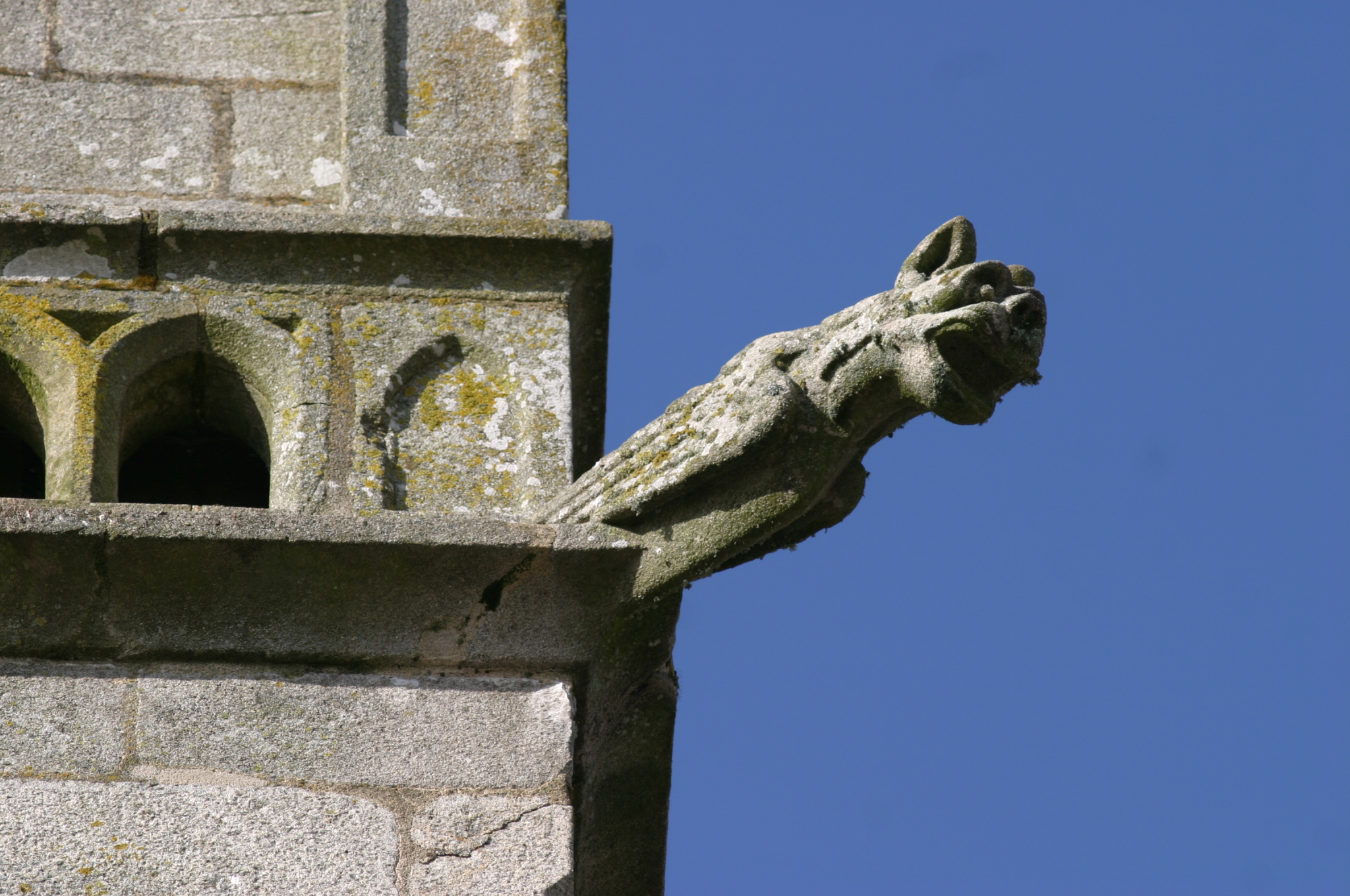
Gargouille
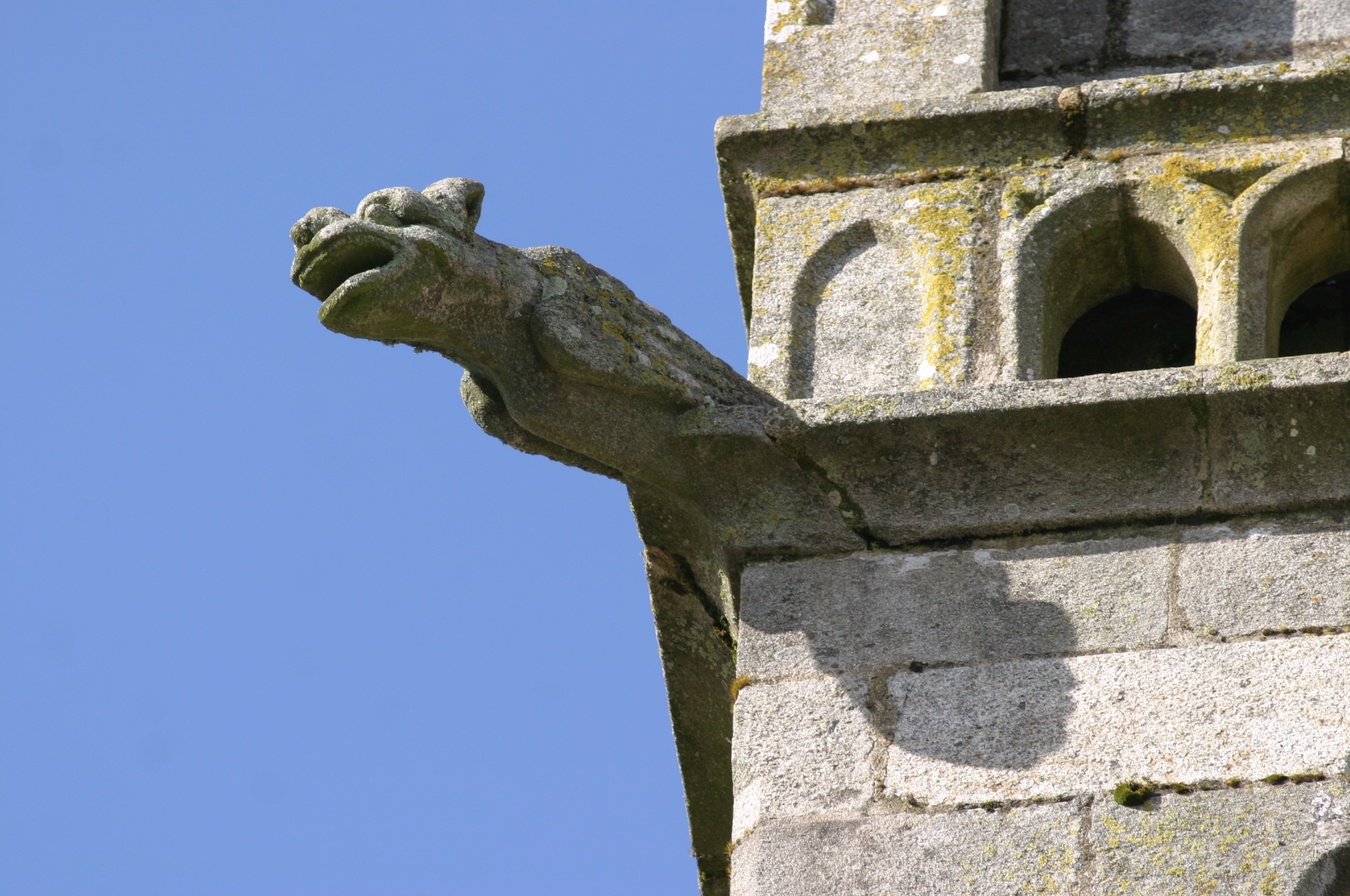
Gargouille
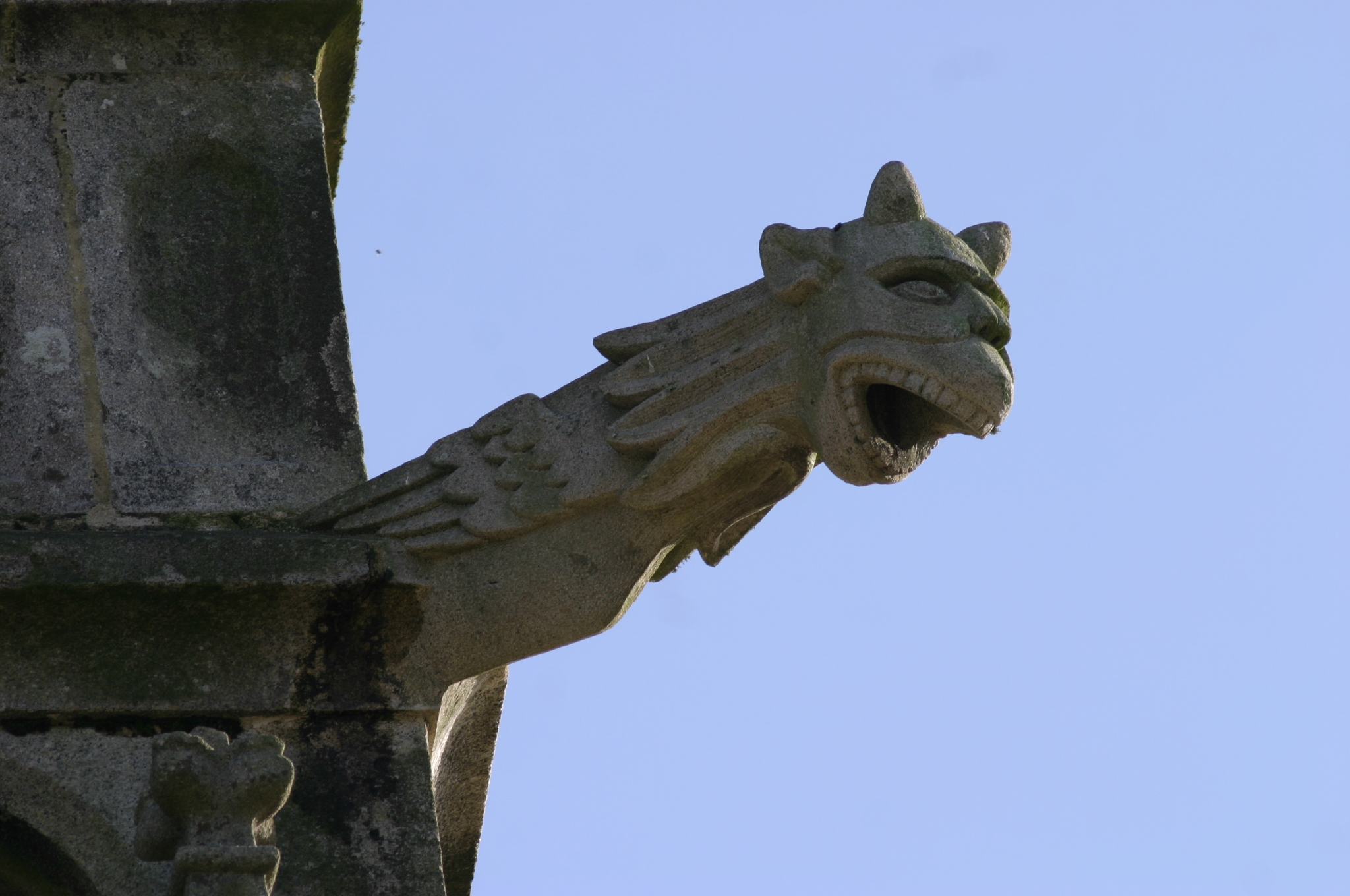
Gargouille
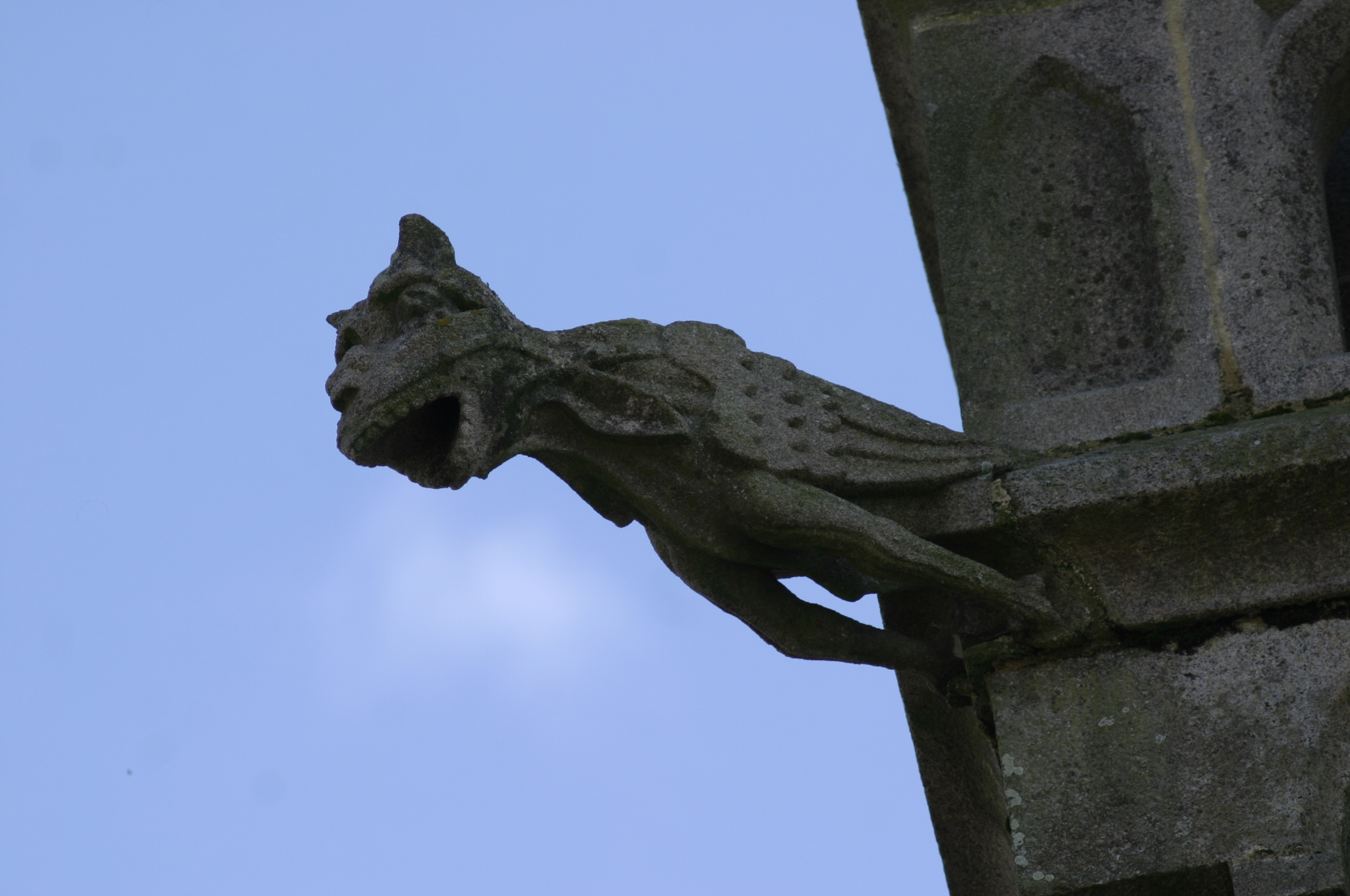
Gargouille
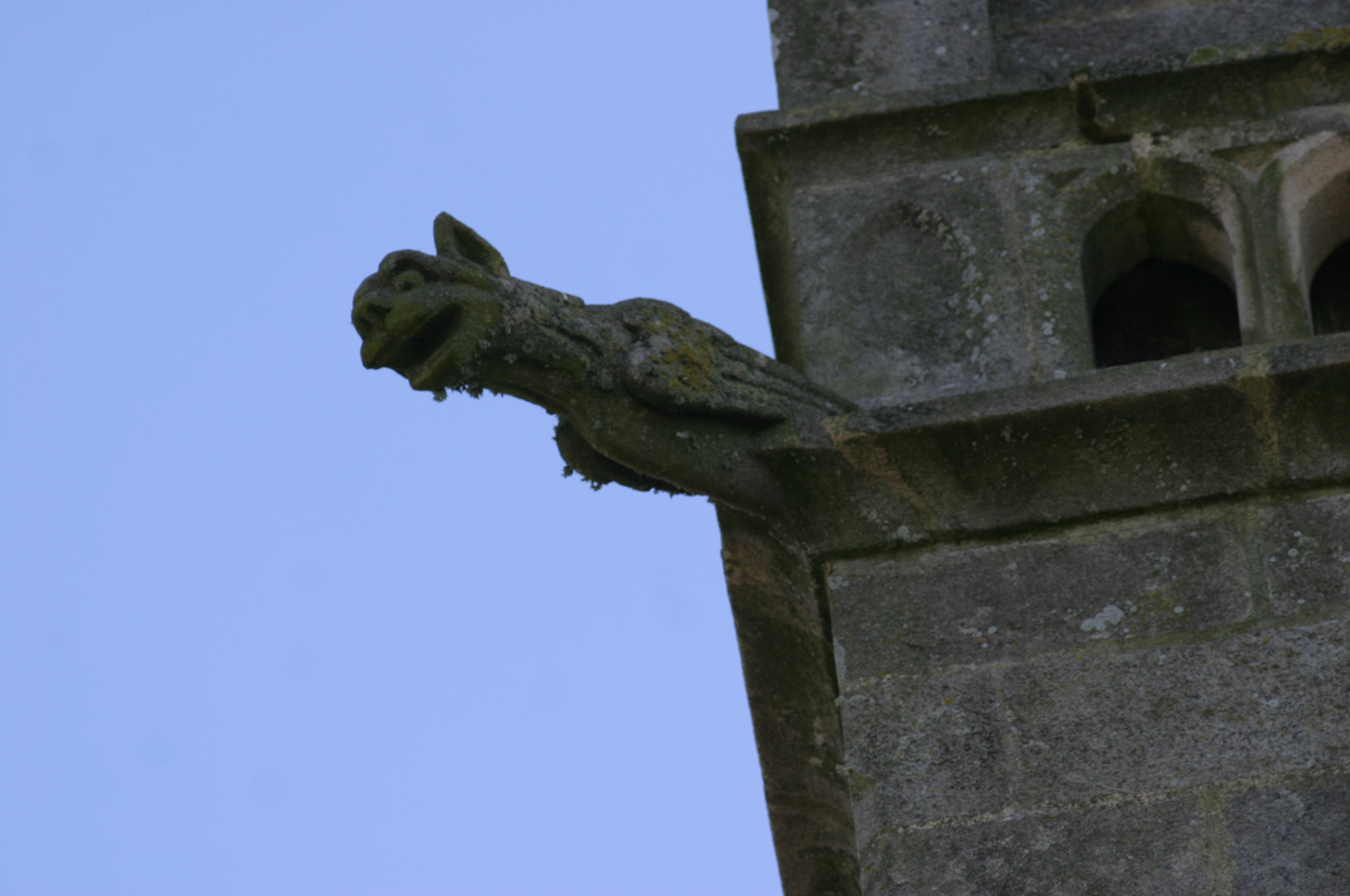
Gargouille
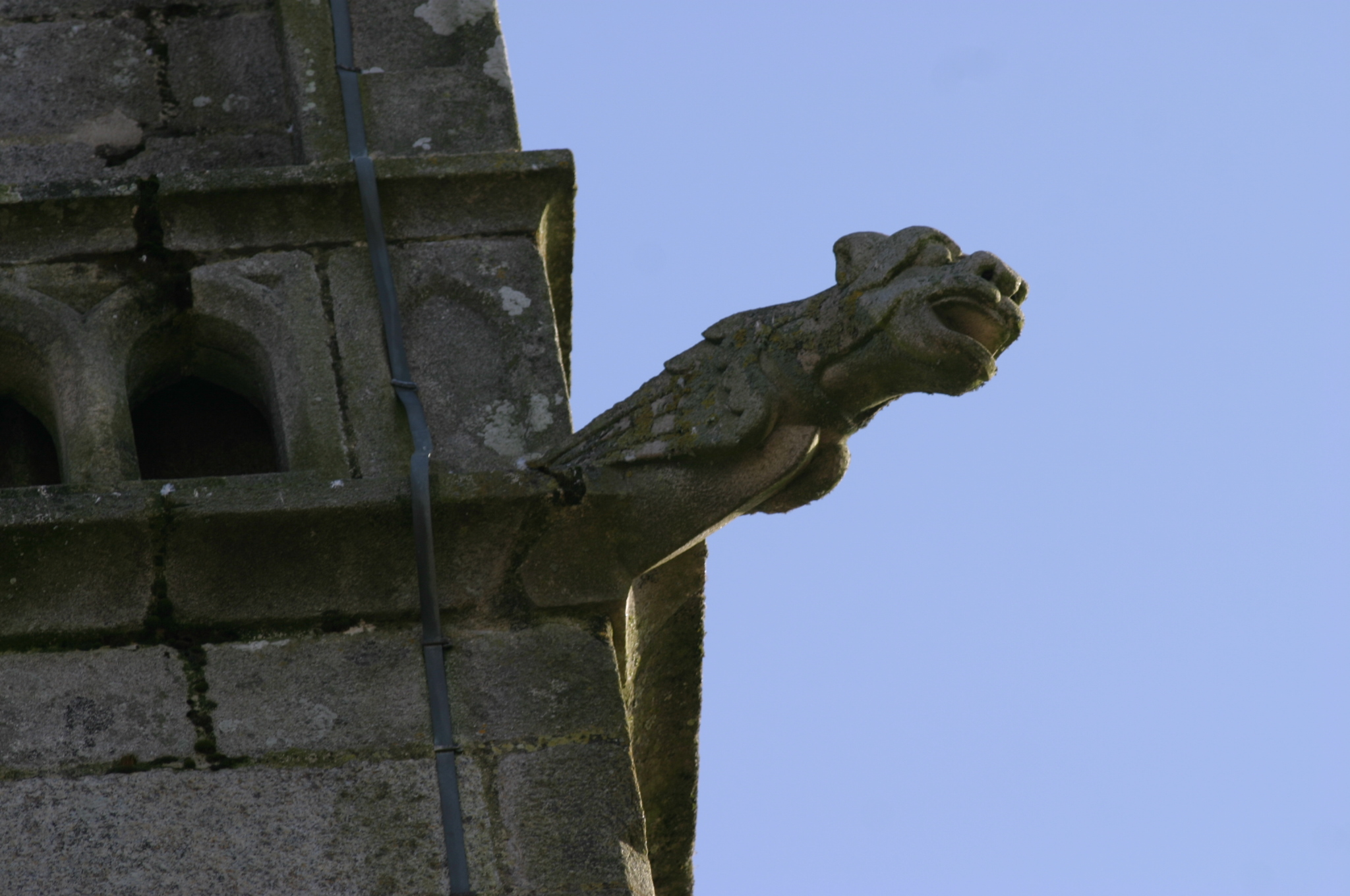
Gargouille
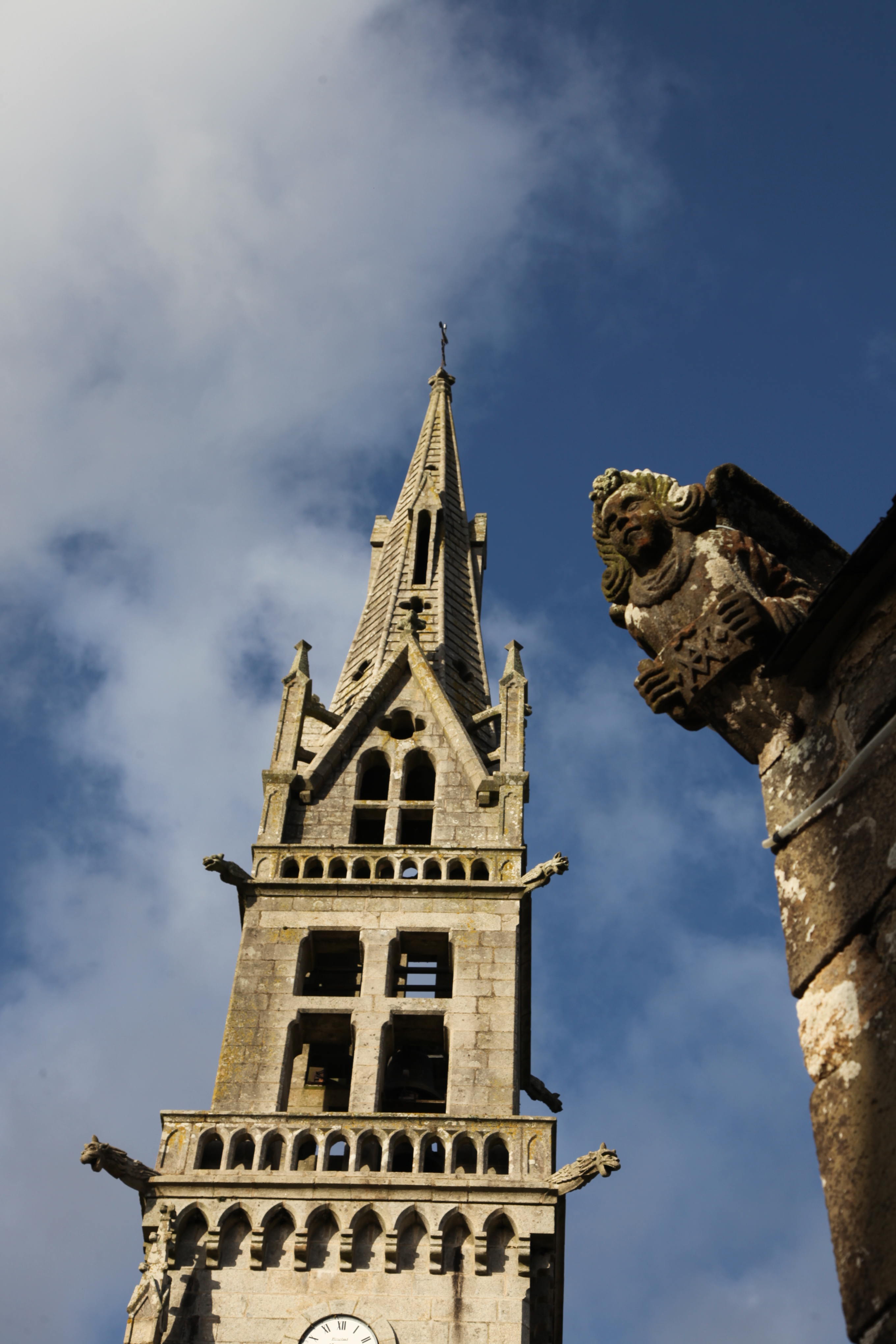
Clocher

## Cloches
La nouvelle église d'Hanvec a été consacrée le 31 mai 1877. La flèche du clocher n’a été terminée que le 15 août 1879 et le dallage en 1889. Certaines parties de l’ancienne église ont été réemployées de même que les cloches qui comportent des inscriptions. Sur la plus grosse, datant de 1758, est ornée d’une croix en relief et de sainte Madeleine au pied de la croix. Elle pèse 1 300 kg.
Sur la plus petite, fondue à Brest en juillet 1816, dédiée à Notre Dame du Rosaire, pesait 750 kg.
Cette deuxième cloche a été refondue en 1914 par Cornille-Havard, fondeur à Villedieu. Elle porte les inscriptions suivantes :
| 1re face | 2e face |
| L’an 1914, S.S. Pie X étant pape, SG Mgr Duparc, évêque de Quimper et de Léon, MM. l’abbé Le Moal, recteur de Hanvec, les abbés Lamendour et Tanguy, vicaires, Le Bras, Maire, Callec, Pt du Conseil paroissial | Mr Yves Nédélec et Mme Jean Bodesnès, née Angèle Bouguennec m’ont nommée Yvonne Jeanne Angèle Le Jamtel Fres à Guingamp |

Le 26 avril 1964, le conseil municipal décide de confier la refonte de la première cloche, fendue en 1945 ainsi que l’électrification des deux cloches à l’entreprise Bodet de Trémentines (Maine-et-Loire). La cloche fut baptisée le dimanche 5 juillet 1964, jour du pardon. La cloche pèse 1 150 kg et porte une croix en relief et une sainte Madeleine au pied de la croix. On pouvait y lire les inscriptions suivantes :
| L’an de grâce 1964 année du concile Vatican II SS Paul VI étant Pape, Son Exc Mgr André Fauvel, évêque de Quimper et de Léon M. l’abbé Joseph Goarzin, recteur de Hanvec Mlle Marguerite Kerneis, Maire M. Nicolas Bouguennec, Président du Conseil paroissial Mon parrain : M. Émile Marhic de Rundrez Ma marraine : Mme Jean Emzivat, née Marie Kerneis du Bourg m’ont nommée : Thérèse - Marguerite - Marie |

Le contrôle périodique de maintenance des cloches de l’église a permis de déceler un important défaut de structure sur la plus grosse des cloches (Thérèse Marguerite Marie). Ce qui explique que par mesure de sécurité, la commune a fait procéder à la dépose de cette cloche le 28 juin 2013 par l'entreprise Bodet, aidée de la grue de l'entreprise Arhantec de Rostrenen. La seconde cloche (Yvonne Jeanne Angèle) laissait apparaître elle aussi des traces de détérioration.
Plutôt que d’effectuer une soudure de la cloche qui aurait fait perdre ses qualités acoustiques propres, le conseil municipal, après avoir consulté des spécialistes du ministère de la Culture, a décidé d’aller plus loin dans la restauration des cloches afin de conserver ce patrimoine.
La cloche de 1914, Yvonne Jeanne Angèle, est un témoin de l’histoire locale. Elle a sonné deux fois le tocsin pour appeler les hommes mobilisés au combat, elle a sonné le glas pour annoncer leurs morts, elle a proclamé les deux armistices et chanté la paix retrouvée. C’est pour cette raison qu’il a semblé important de pouvoir conserver cet objet de patrimoine et d’artisanat d’art.
La municipalité a donc fait appel à la Fondation du patrimoine pour lancer un appel aux dons qui a permis la conservation de cette cloche historique. Pour récolter les fonds, l'association « La cloche de la paix » a donc été créée.
Le 3 novembre 2016, la cloche Yvonne Jeanne Angèle a été descendue et mise à côté de sa compagne Thérèse Marguerite Marie avant de prendre la route pour la Haute-Savoie.
La fonderie Paccard de Sévrier a été chargée de fondre les nouvelles cloches et le campaniste Art Camp de Pommeret s'est chargé de l'installation des nouvelles cloches.
Le dimanche 26 mars 2017, l'église Saint-Pierre a accueilli les personnes venues assister à la bénédiction des cloches, à l'issue de l'office religieux célébré par le curé du doyenné de Landerneau, François Calvez, entouré des prêtres de l'ensemble paroissial du Cranou. Jeanne Yvonne (650 kg) a pour parrain et marraine Yves Le Page et Jeanne Guellec ; et Marie Joséphine Claude (1 050 kg) a pour parrain et marraine Yves-Claude Le Floc'h et Josette Guillerm.
Le 7 avril 2017, les deux cloches ont été hissées et installées dans le clocher avant la fête de Pâques.

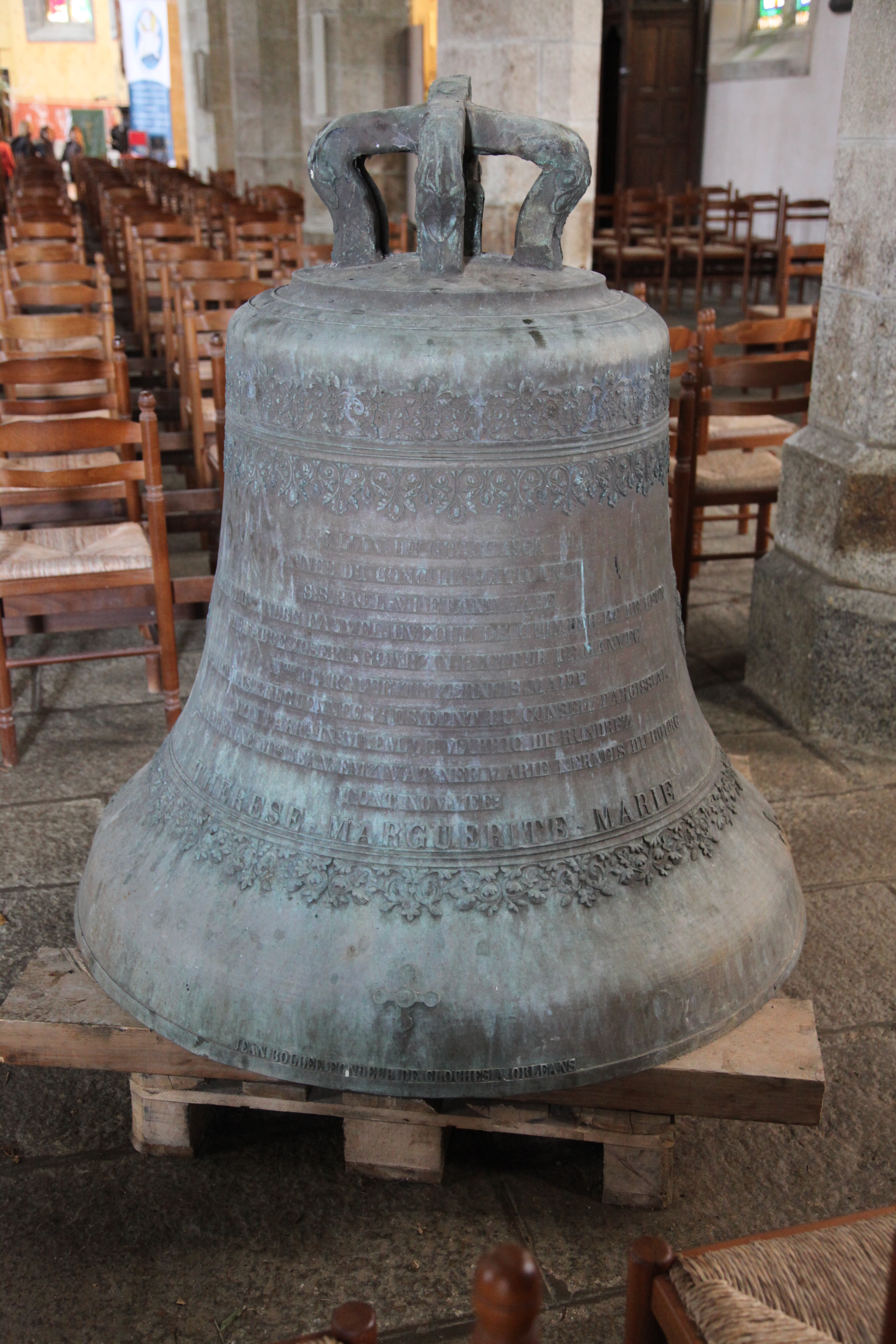
Thérèse Marguerite Marie, sera « refondue »
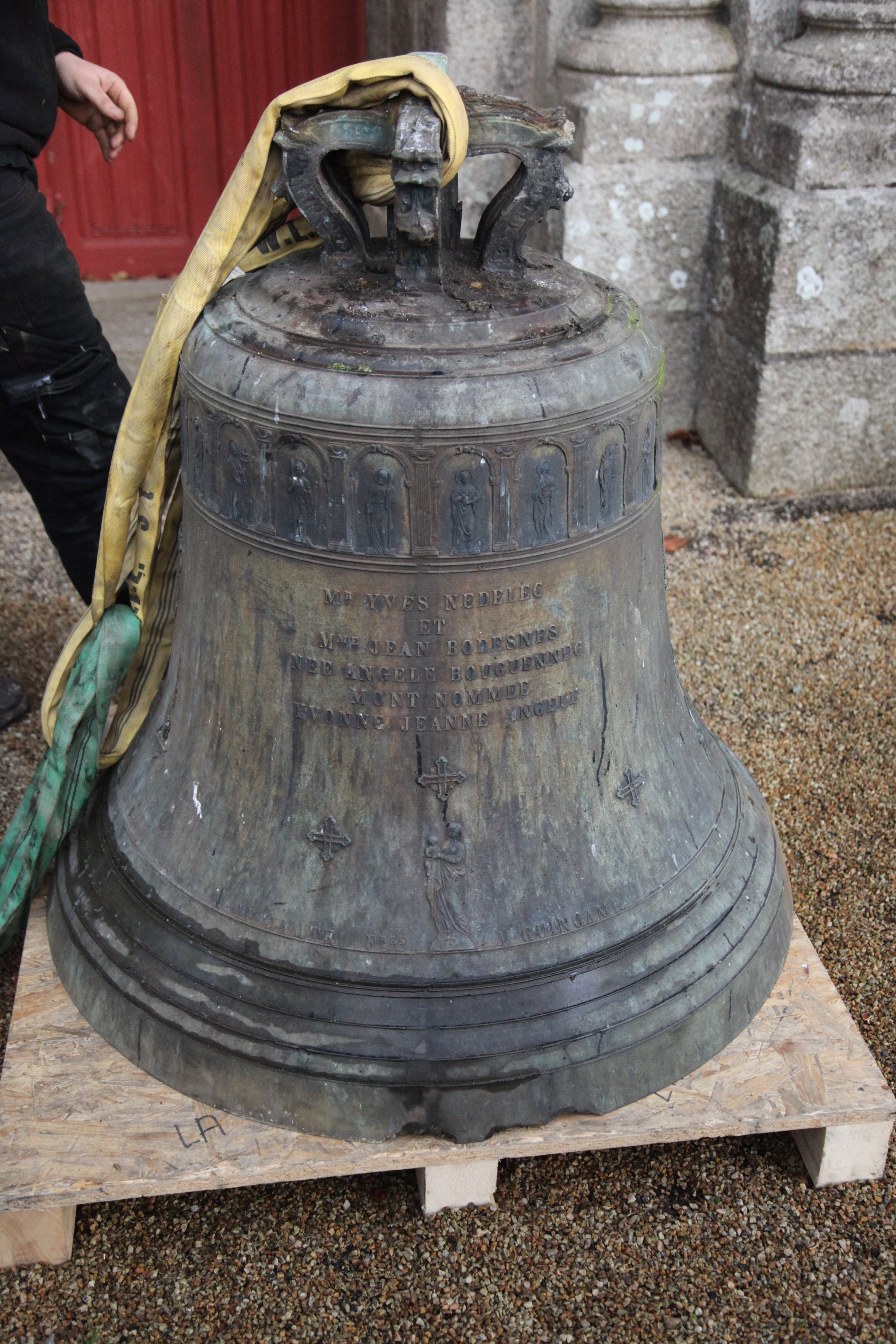
Yvonne Jeanne Angèle sera conservée

### Cloche Yvonne-Jeanne-Angèle

Cloche Yvonne-Jeanne-Angèle
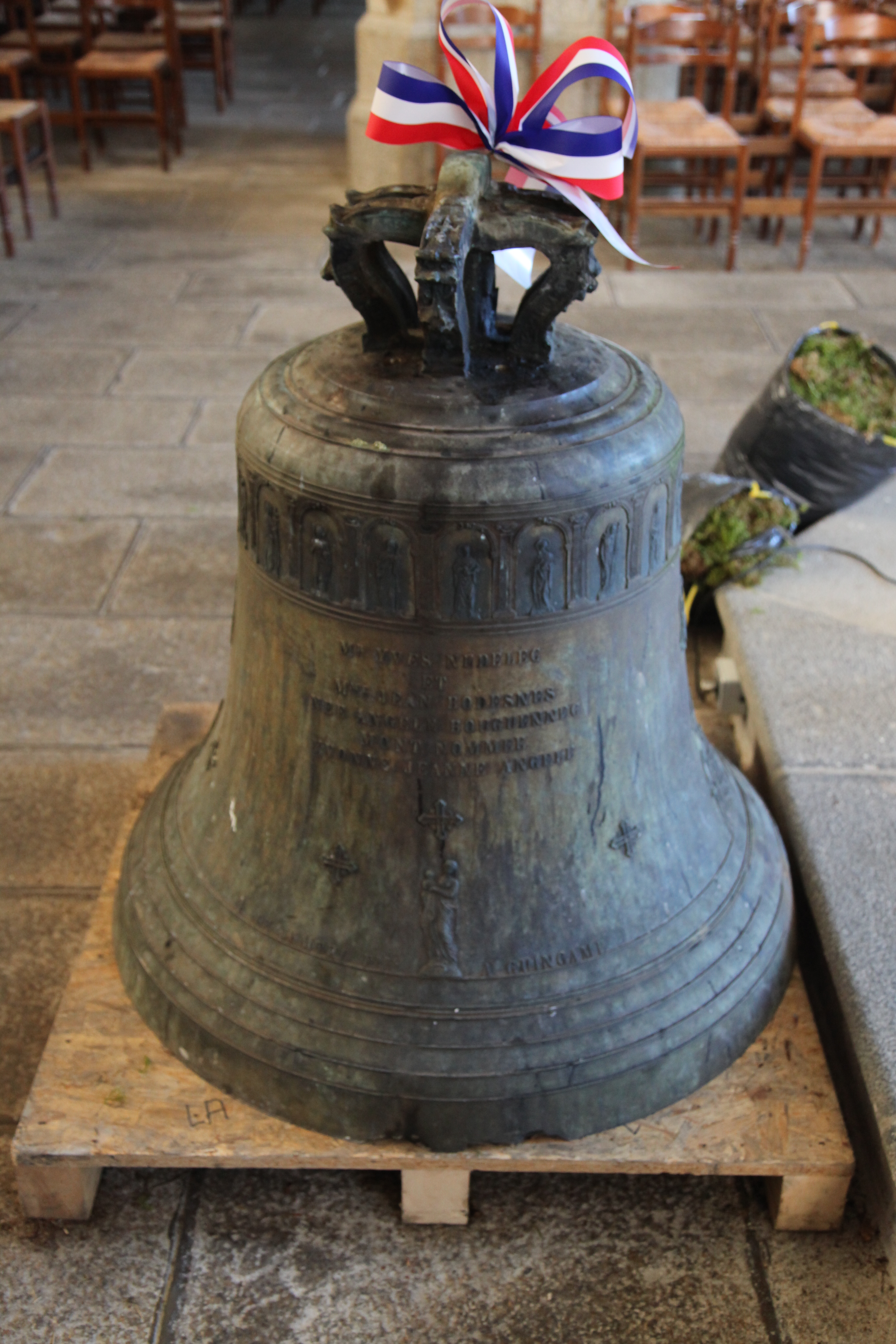
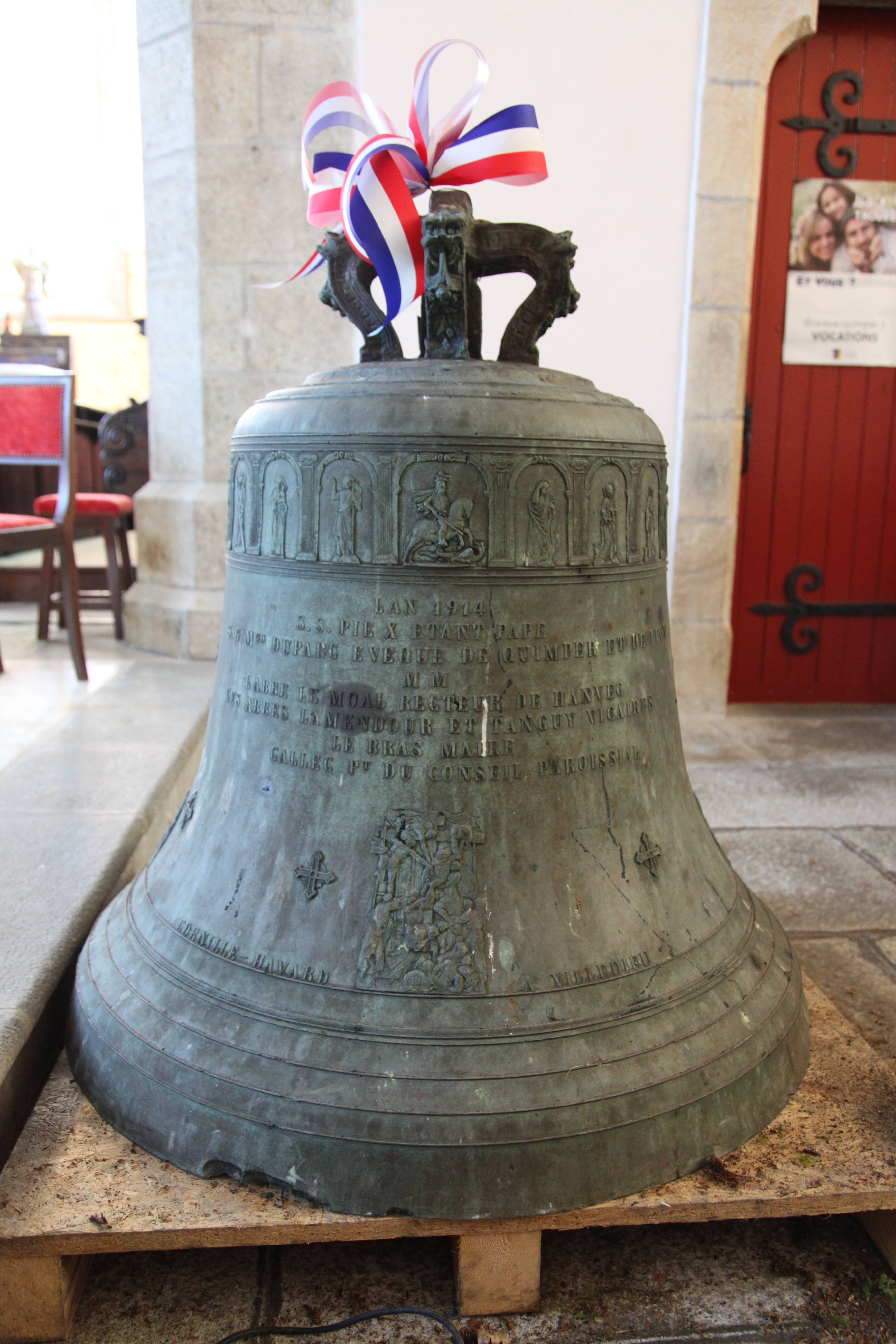
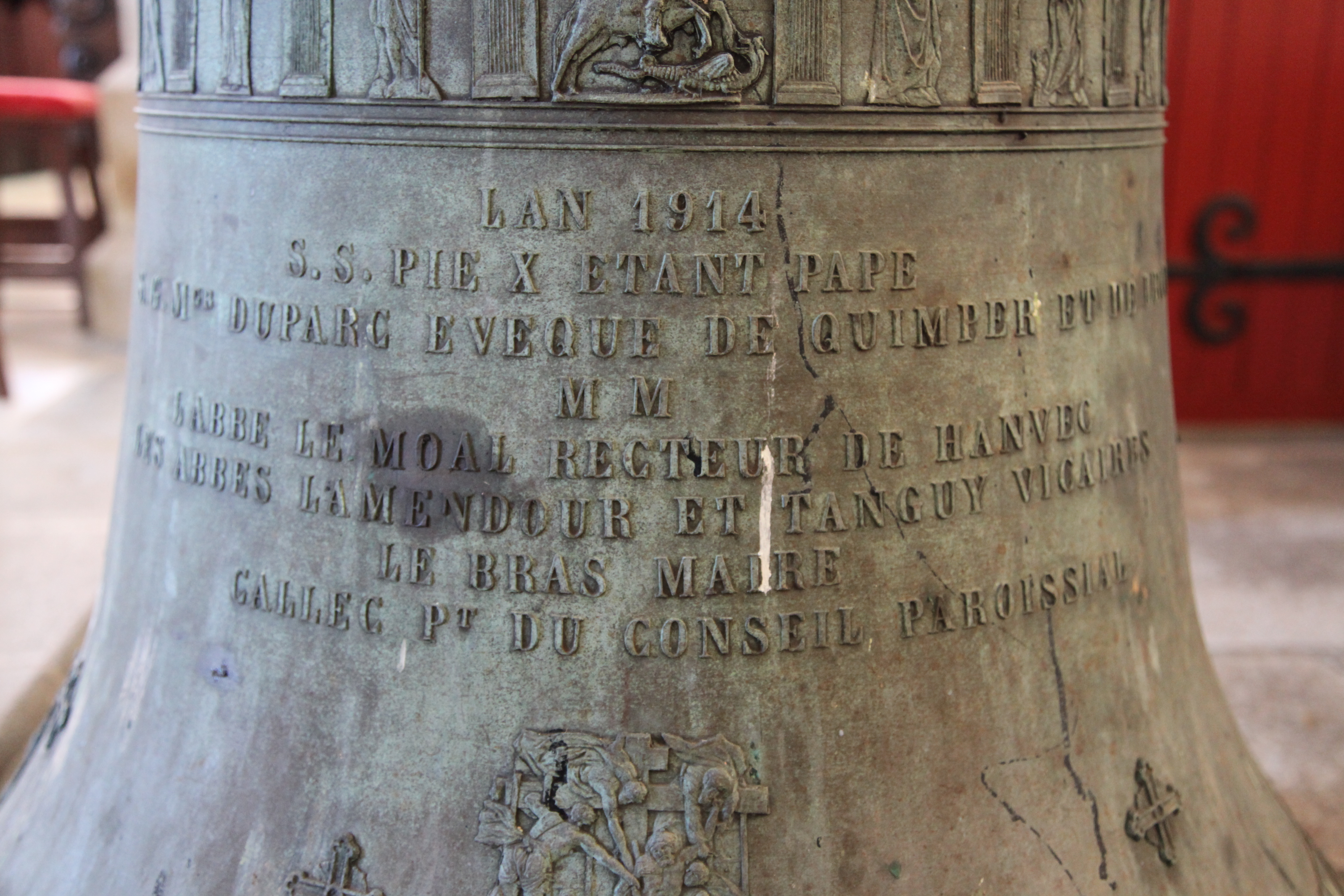
L'an 1914, SS Pie X, étant pape, SG Mgr Duparc, évêque de Quimper et Léon, MM. l'abbé Le Moal, recteur de Hanvec, Les abbés Lamendour, Tanguy, vicaires, Le Bras, Maire, Callec, Pt du conseil paroissial. Cornille-Havard à Villedieu
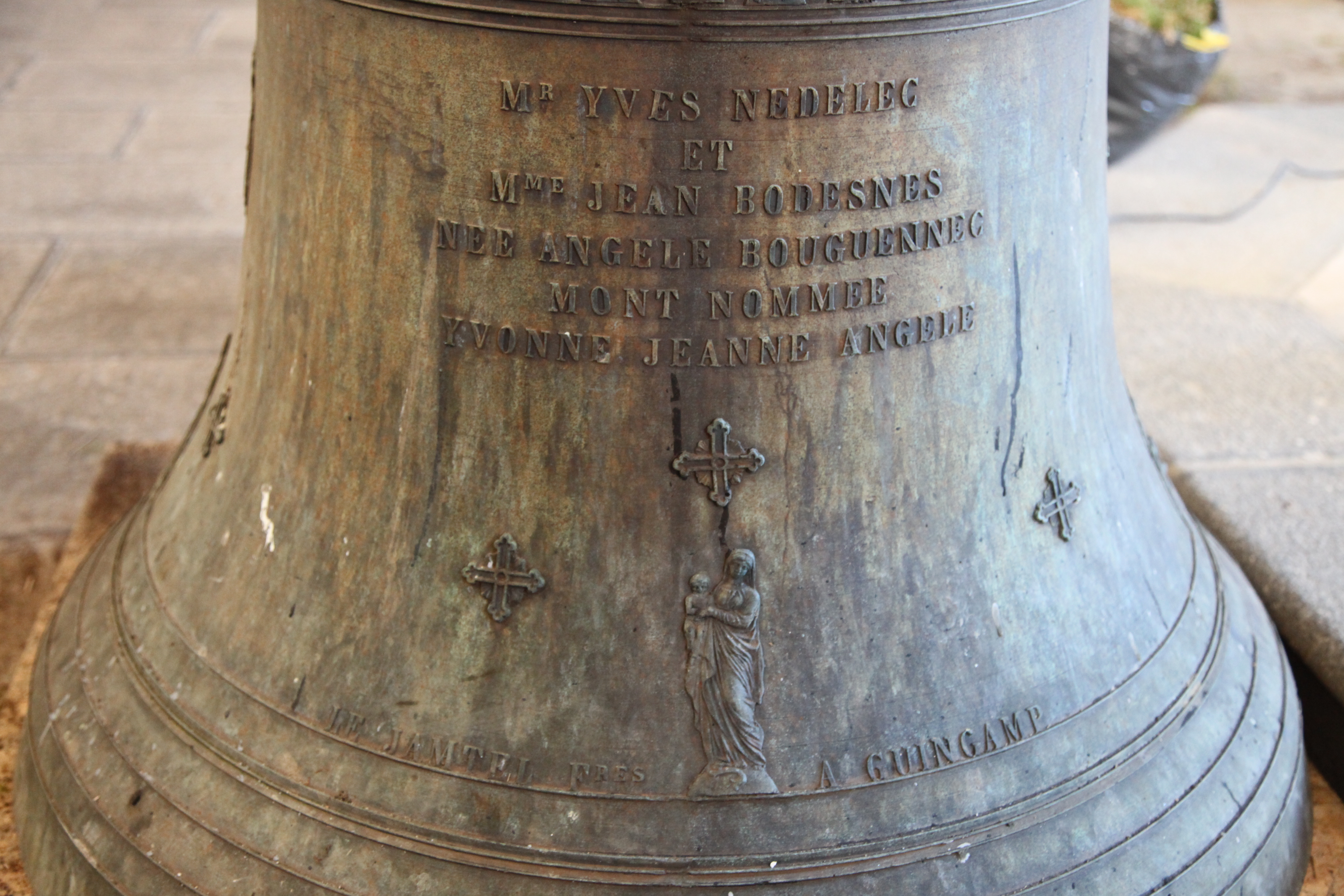
Mr Yves Nédélec et Mme Jean Bodesnès, née Angèle Bouguennec m'ont nommée Yvonne Jeanne Angèle Le Jamtel Fres à Guingamp
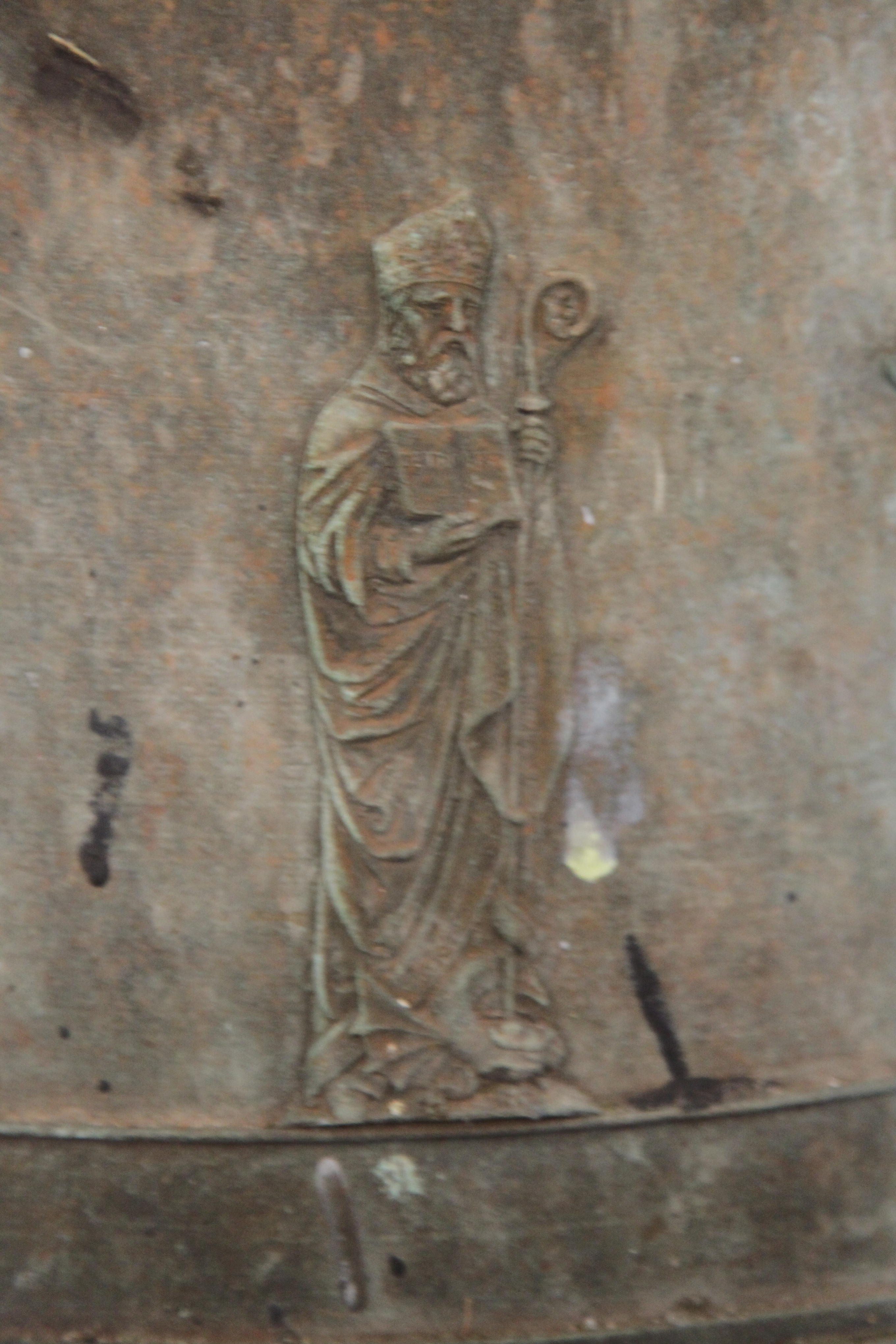
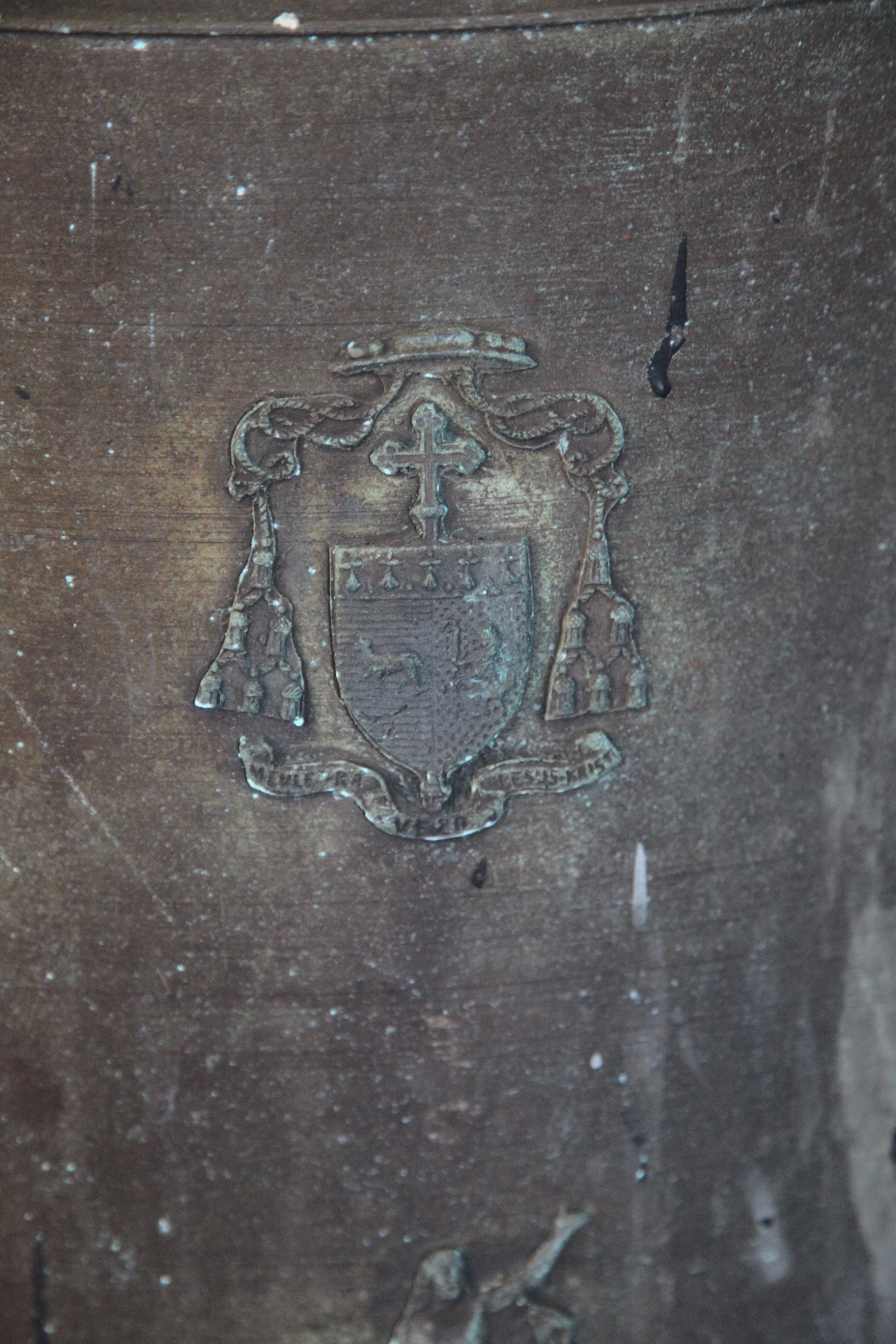
Armes de l'évêque Adolphe Duparc
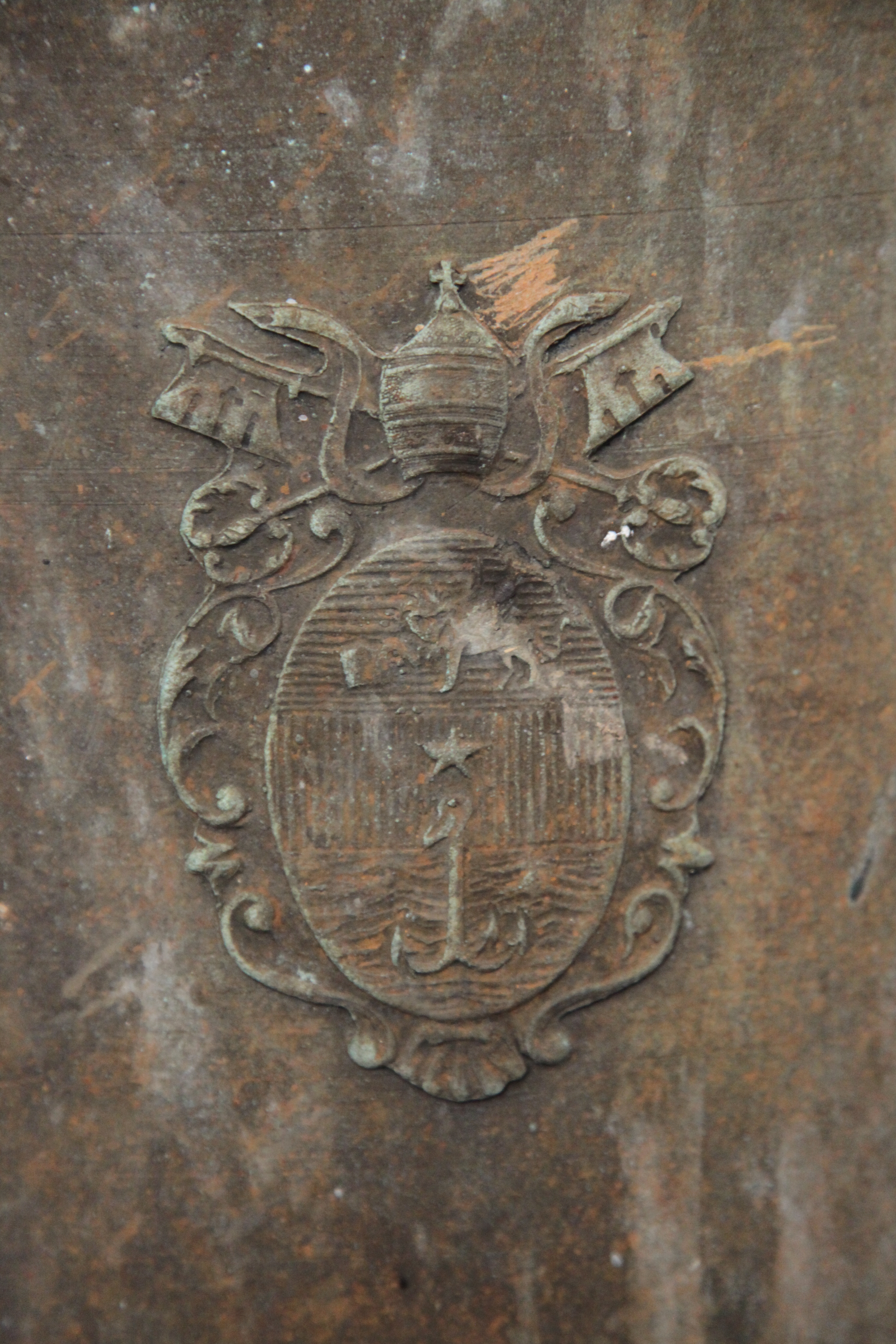
Armes du pape Pie X
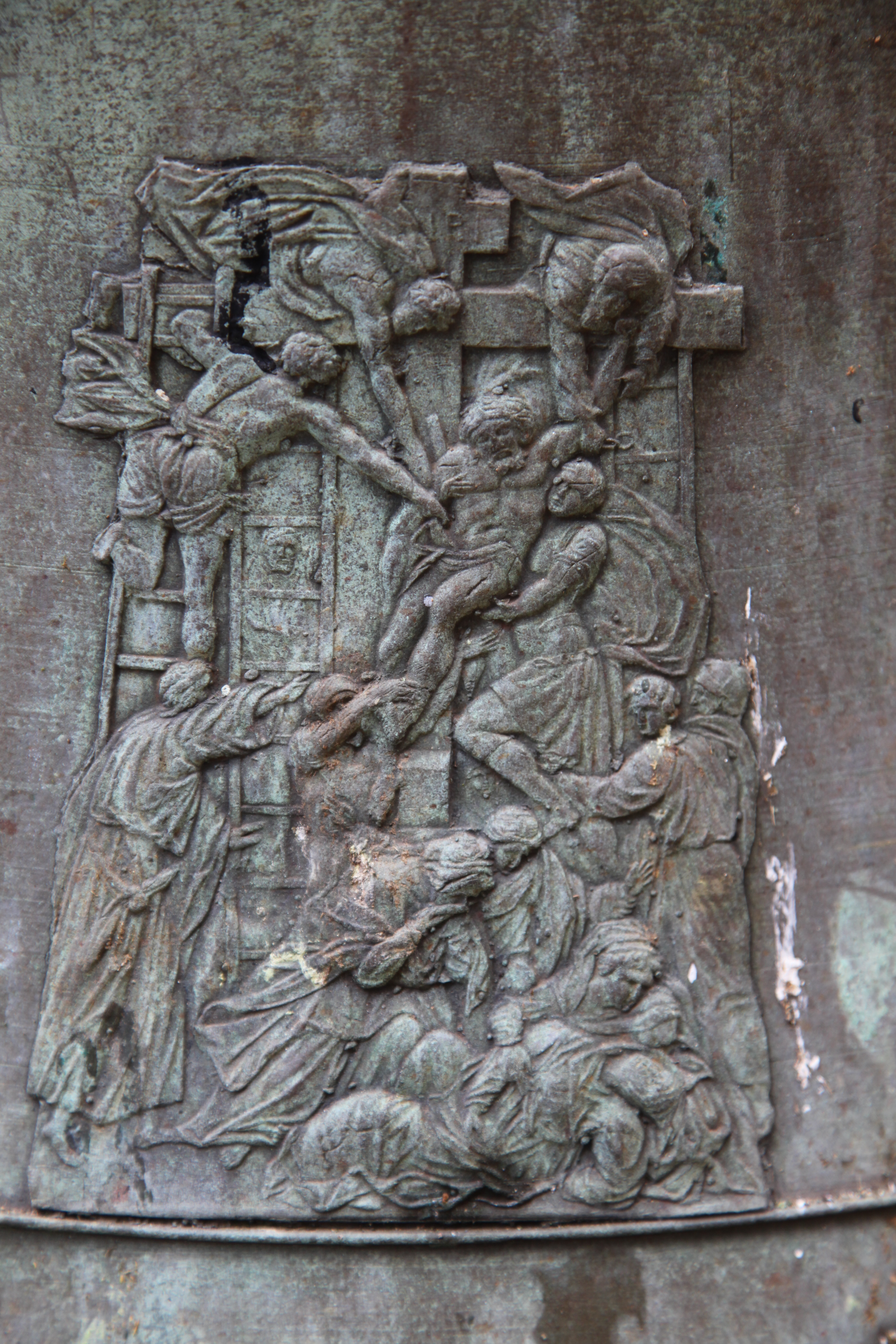
Descente de croix
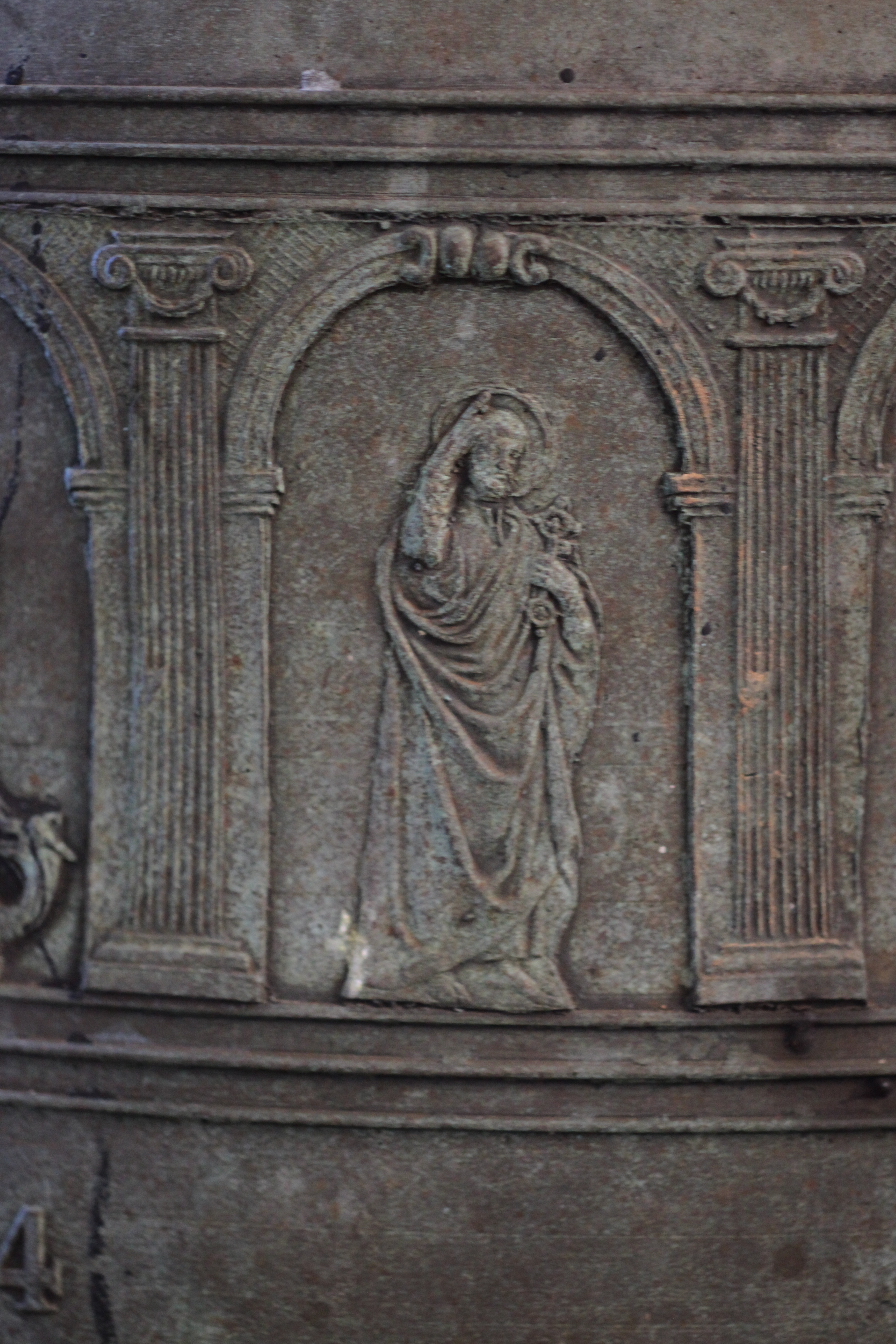
Saint Pierre
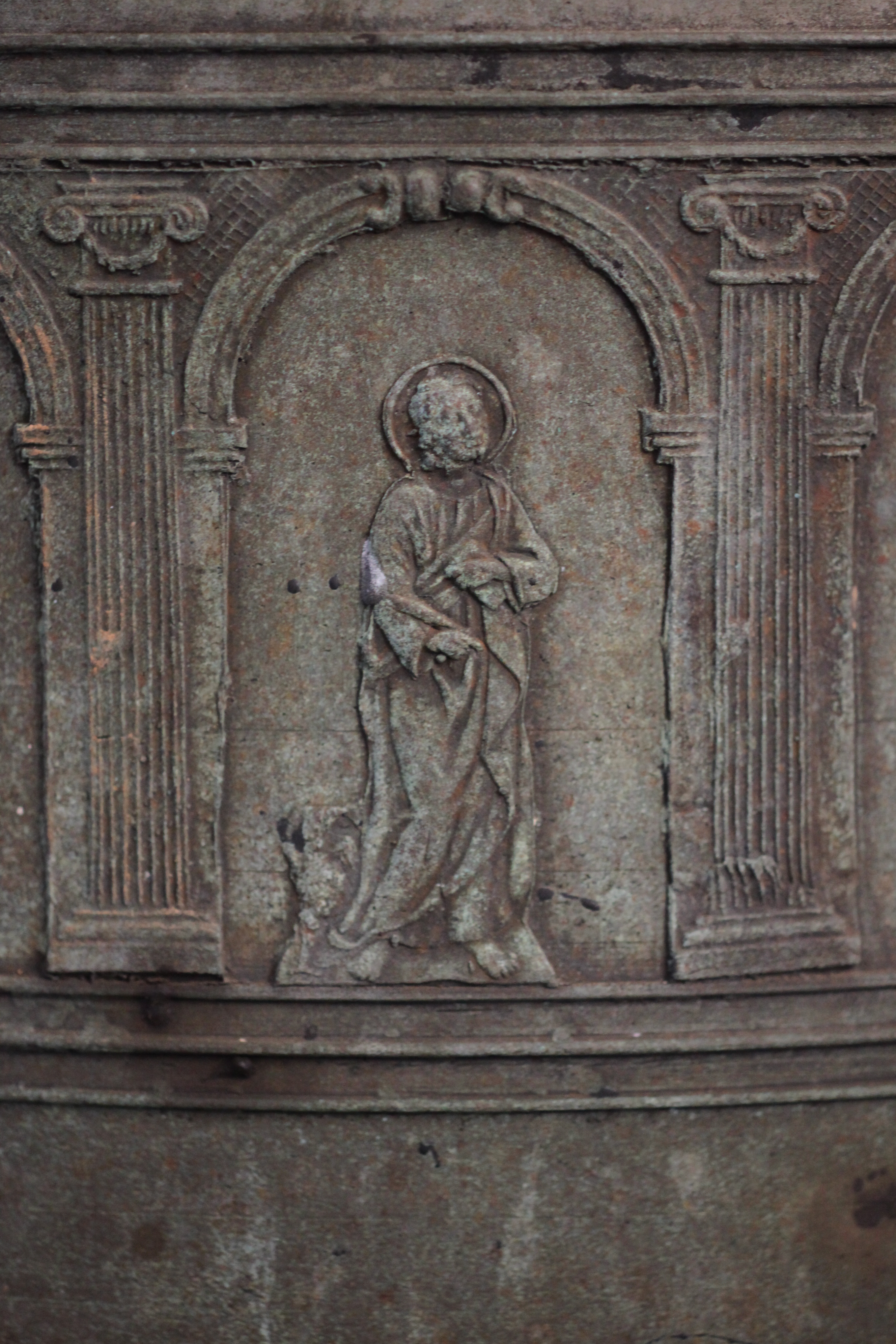
Saint Jean
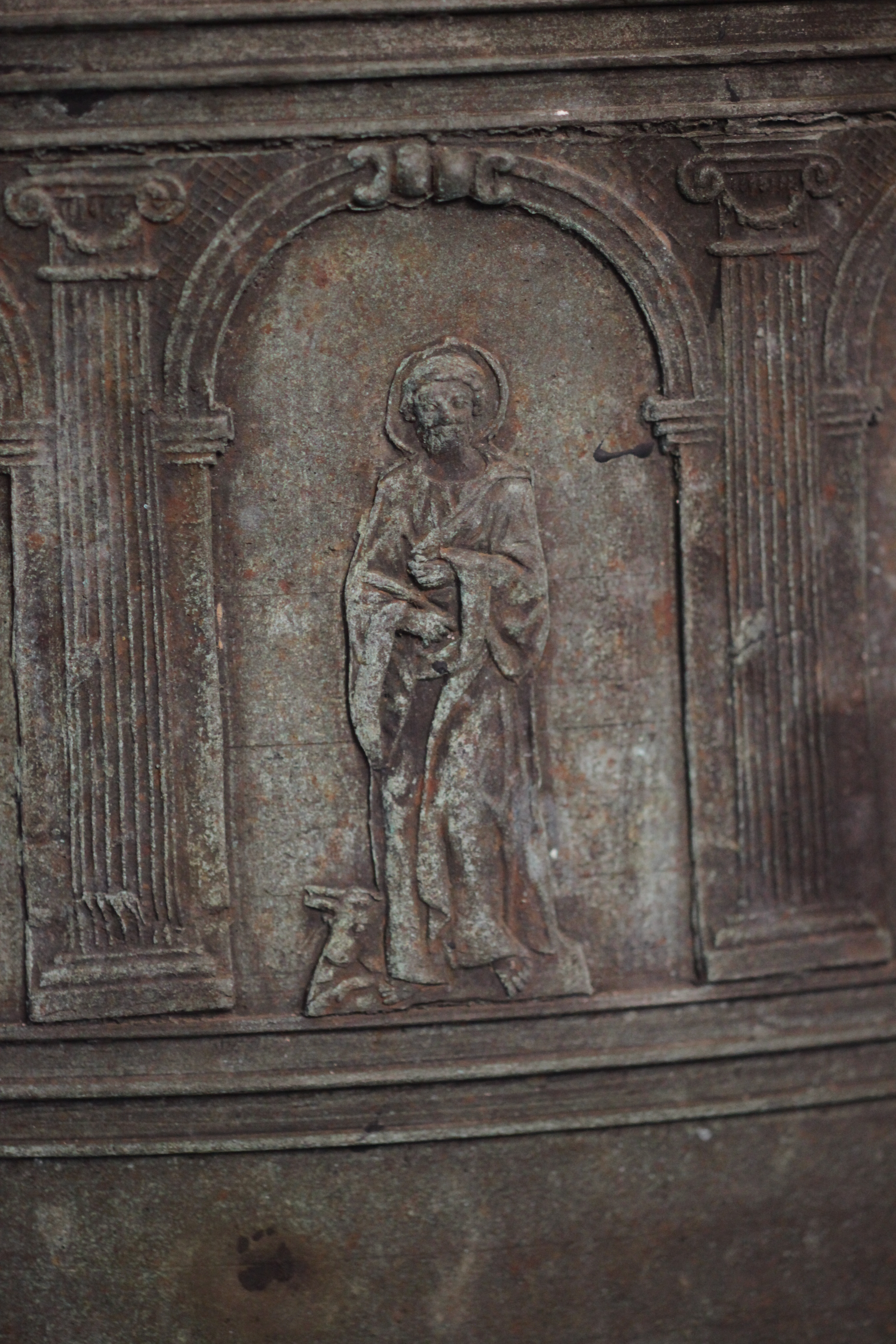
Saint Luc
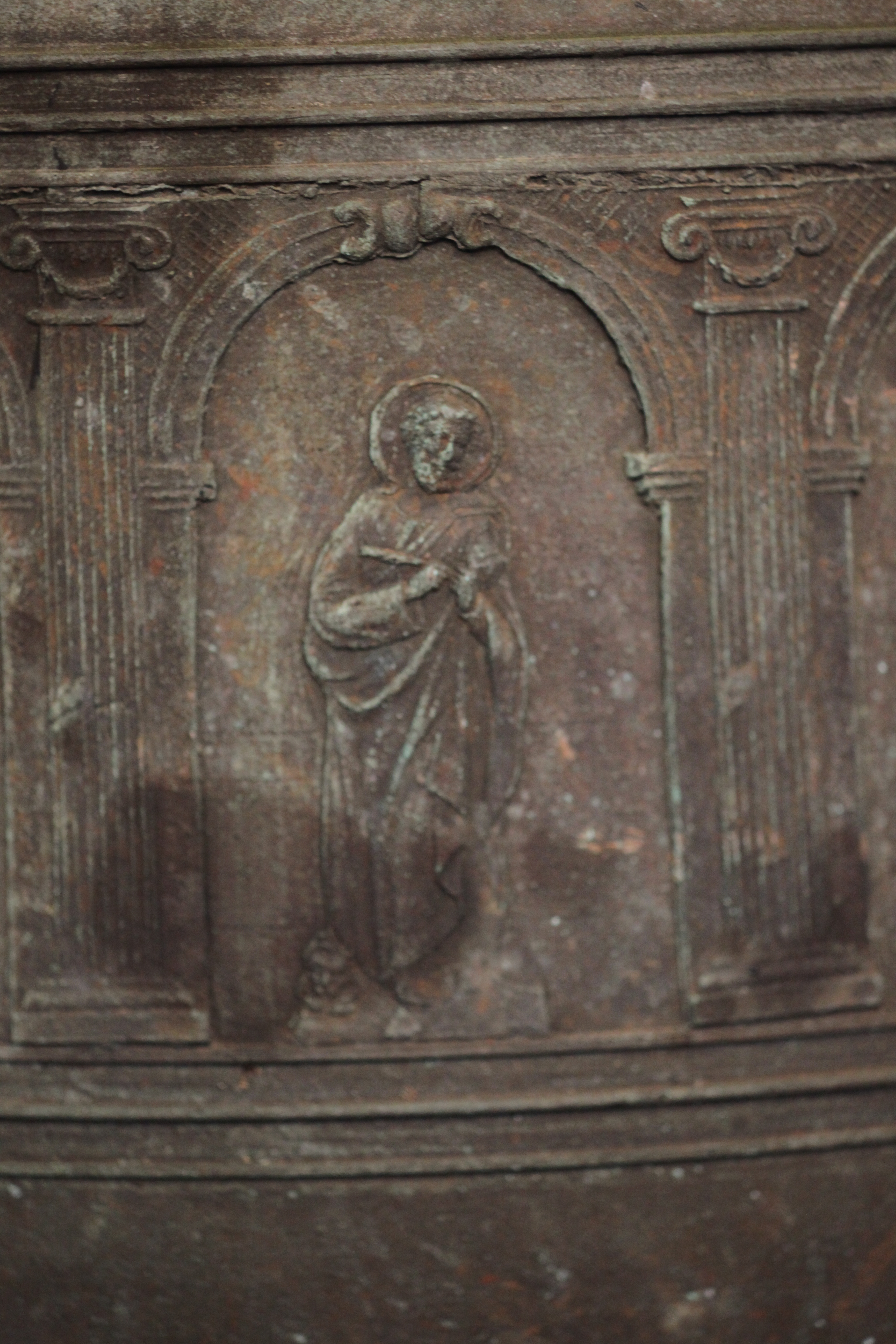
Saint Marc
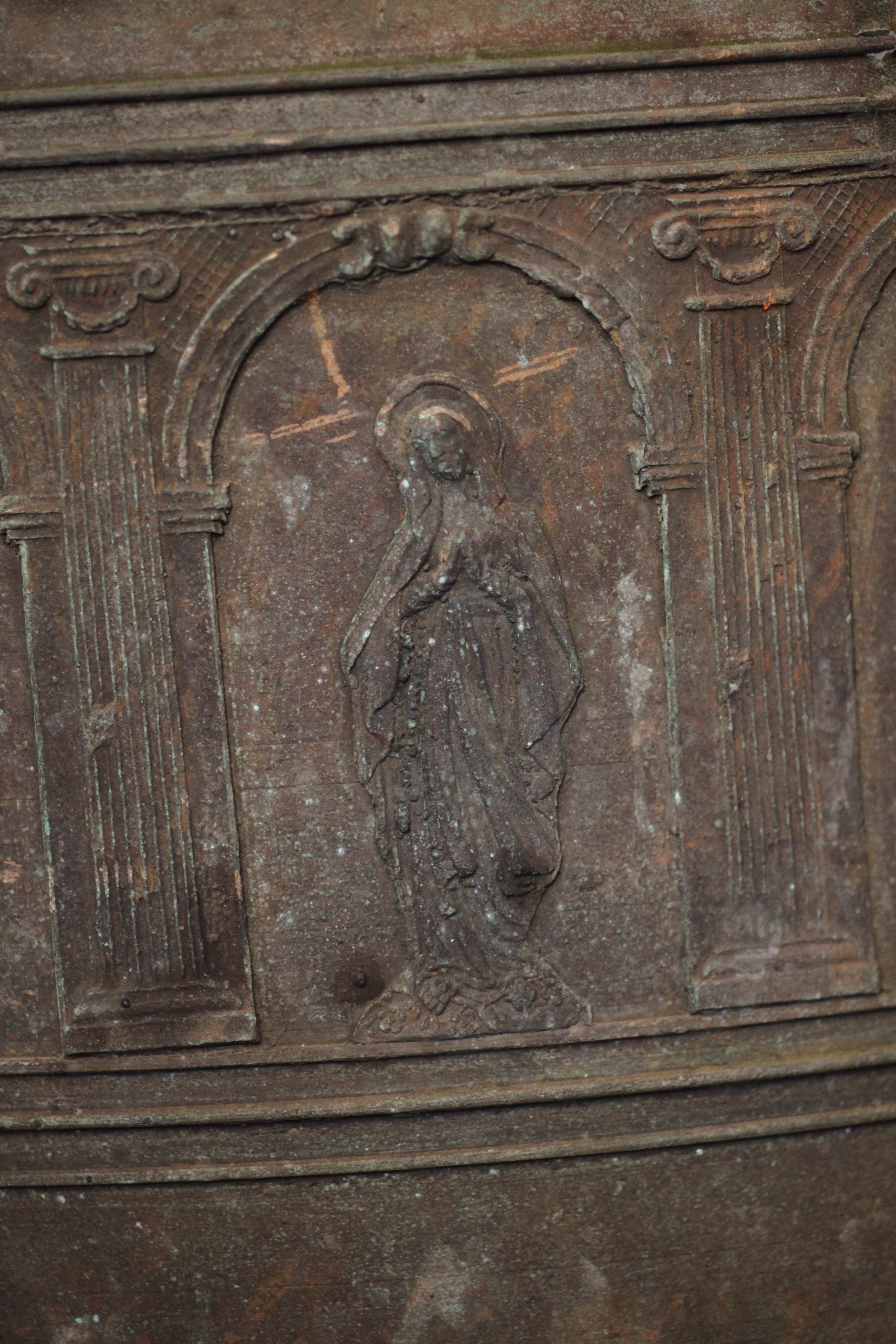
Vierge Marie
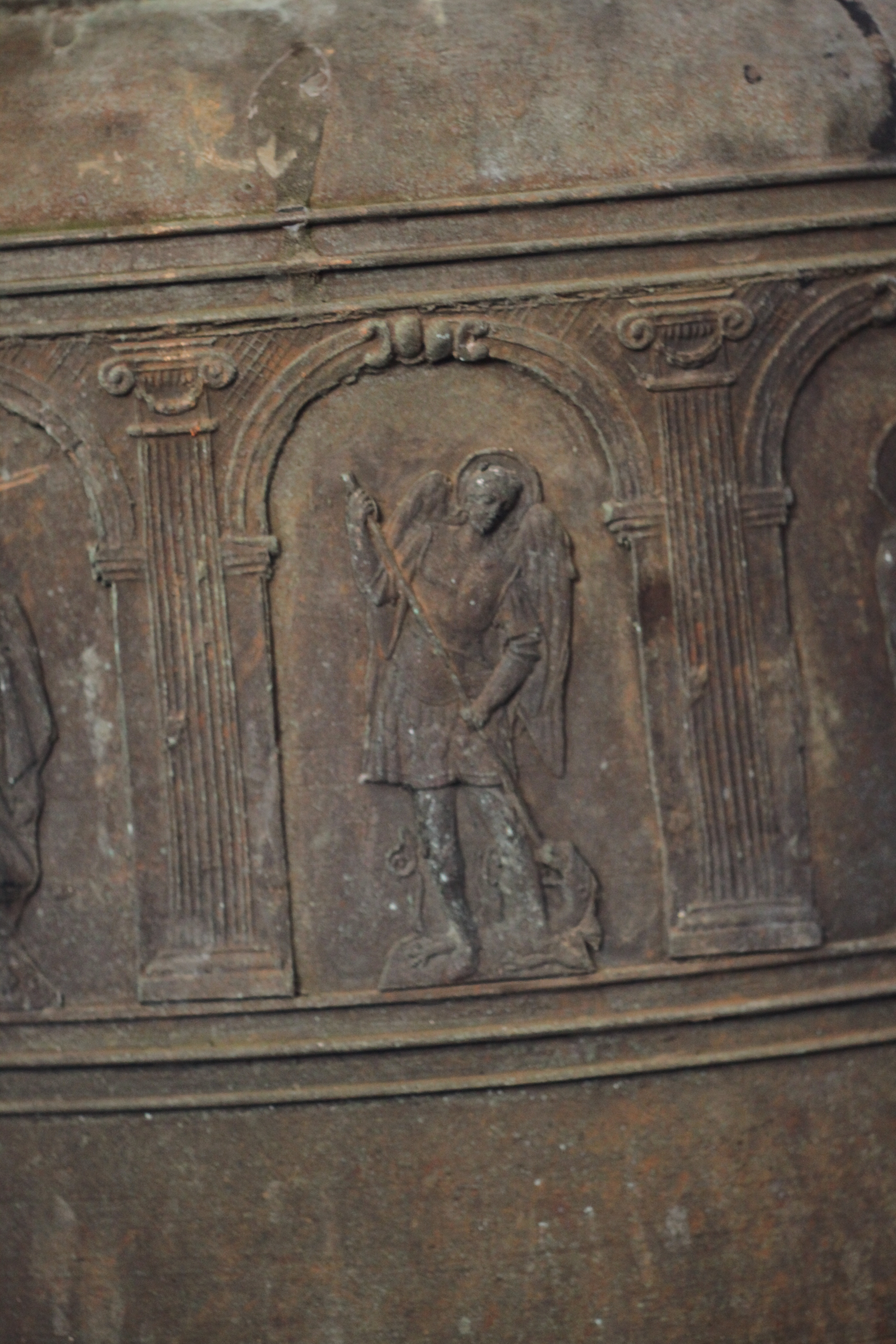
Saint Michel
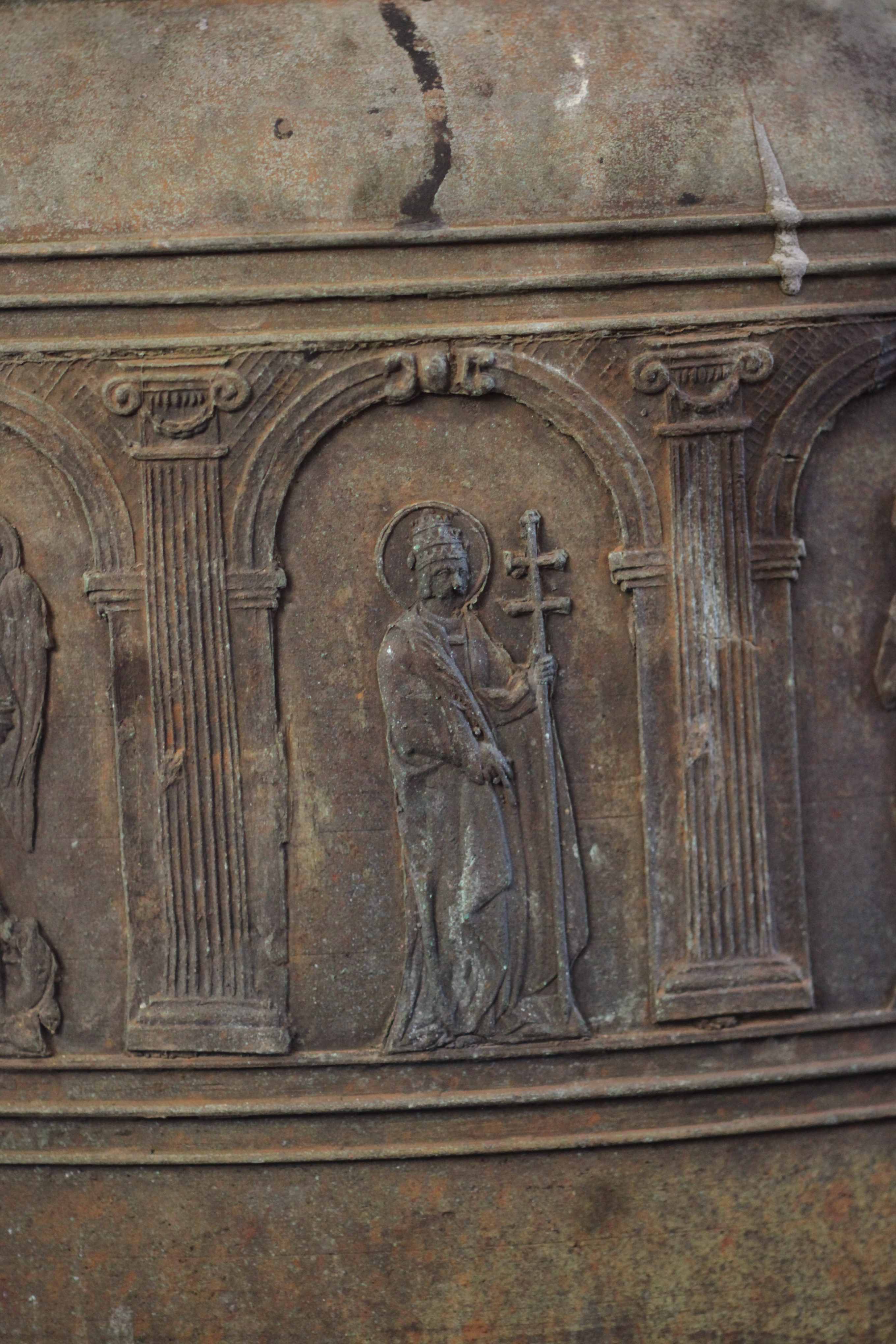
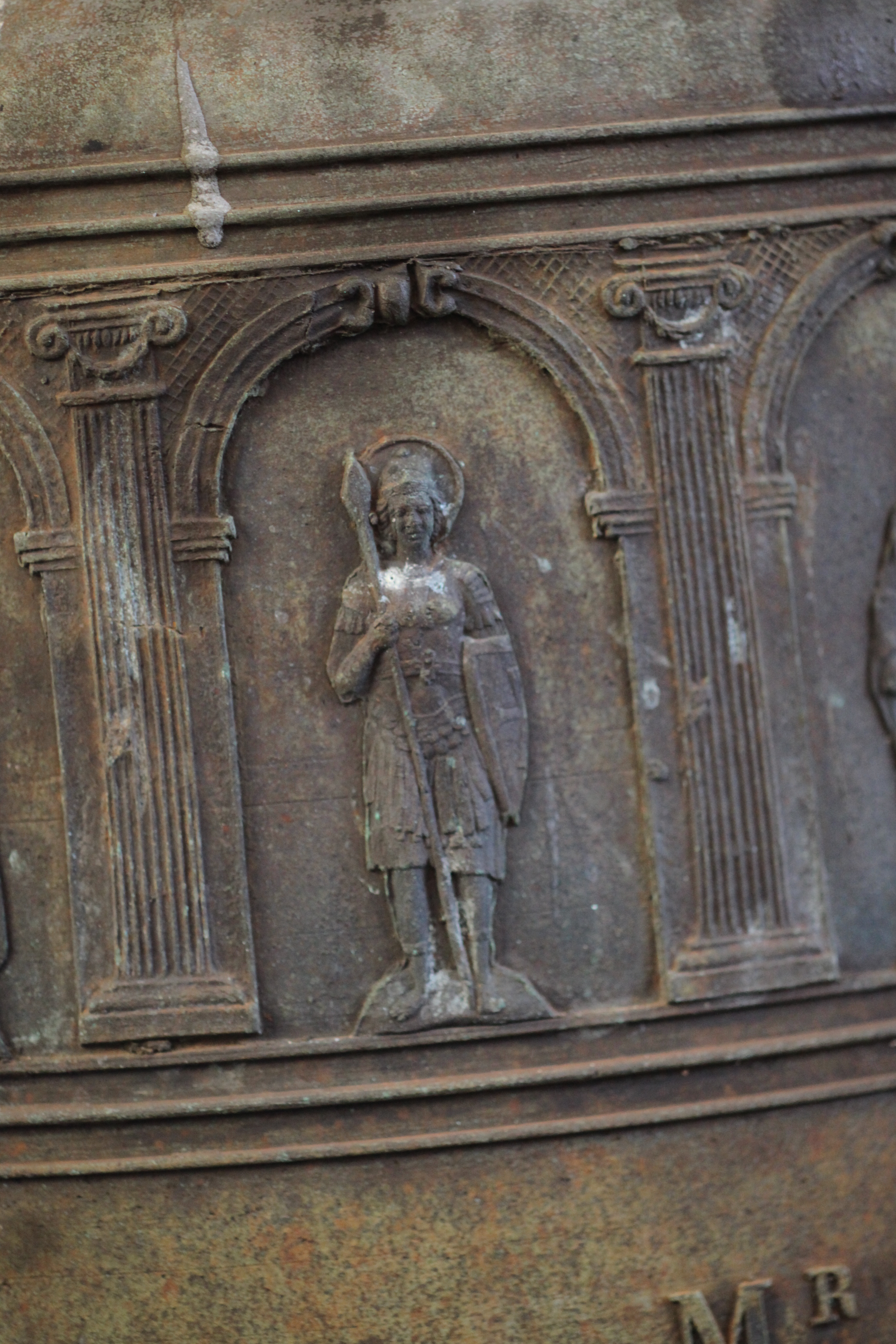
Saint Georges
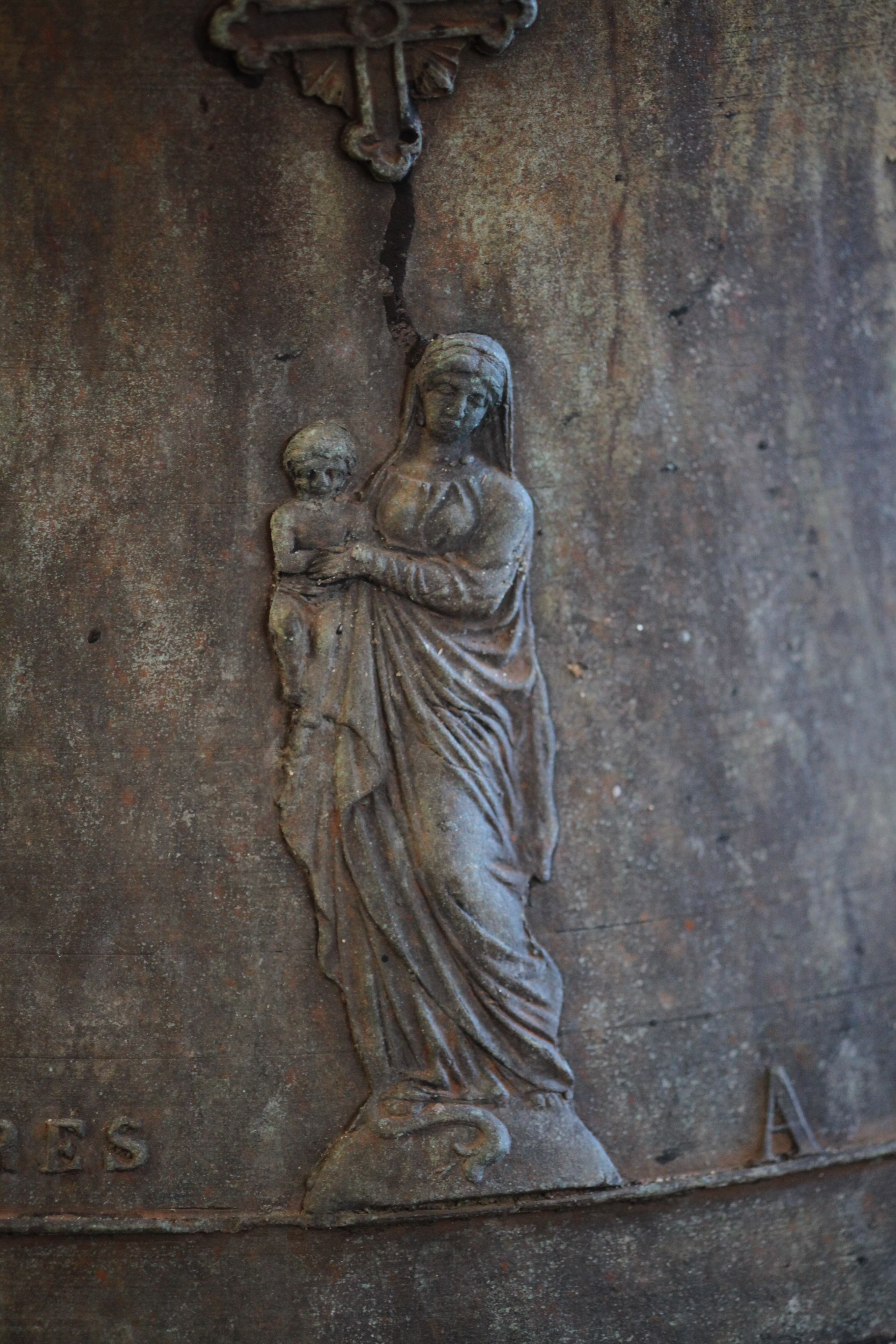
Vierge à l'Enfant
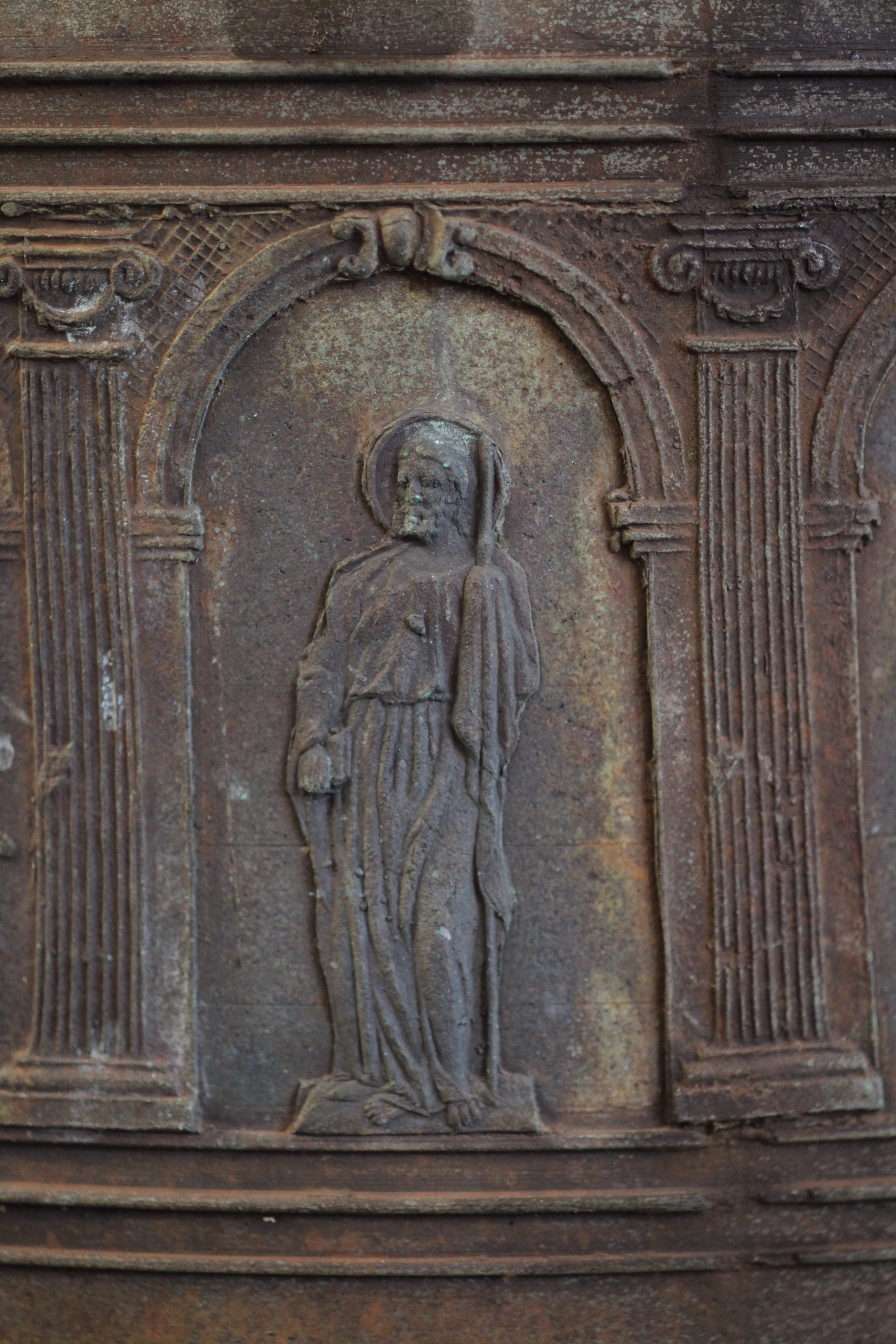
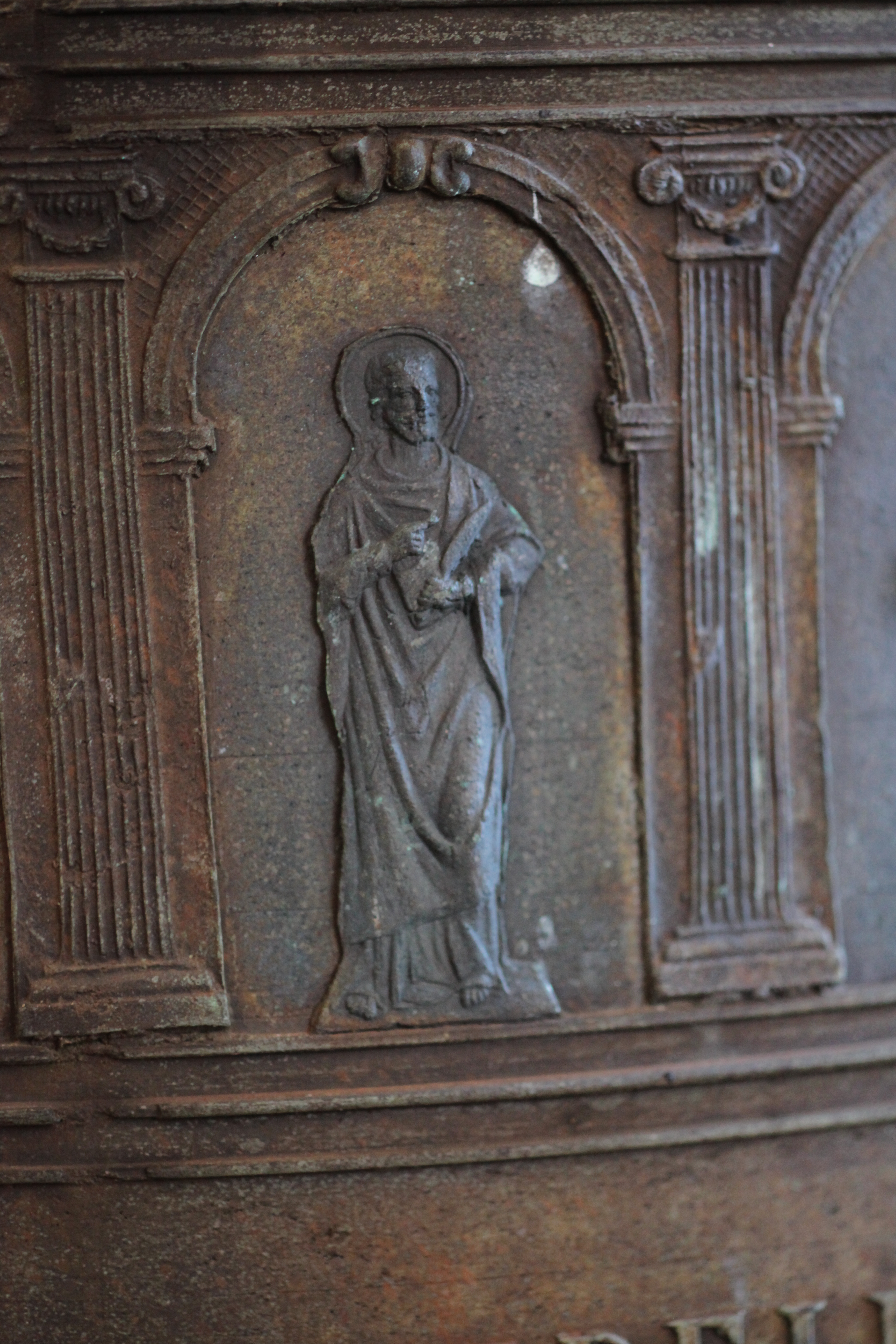
Saint Augustin
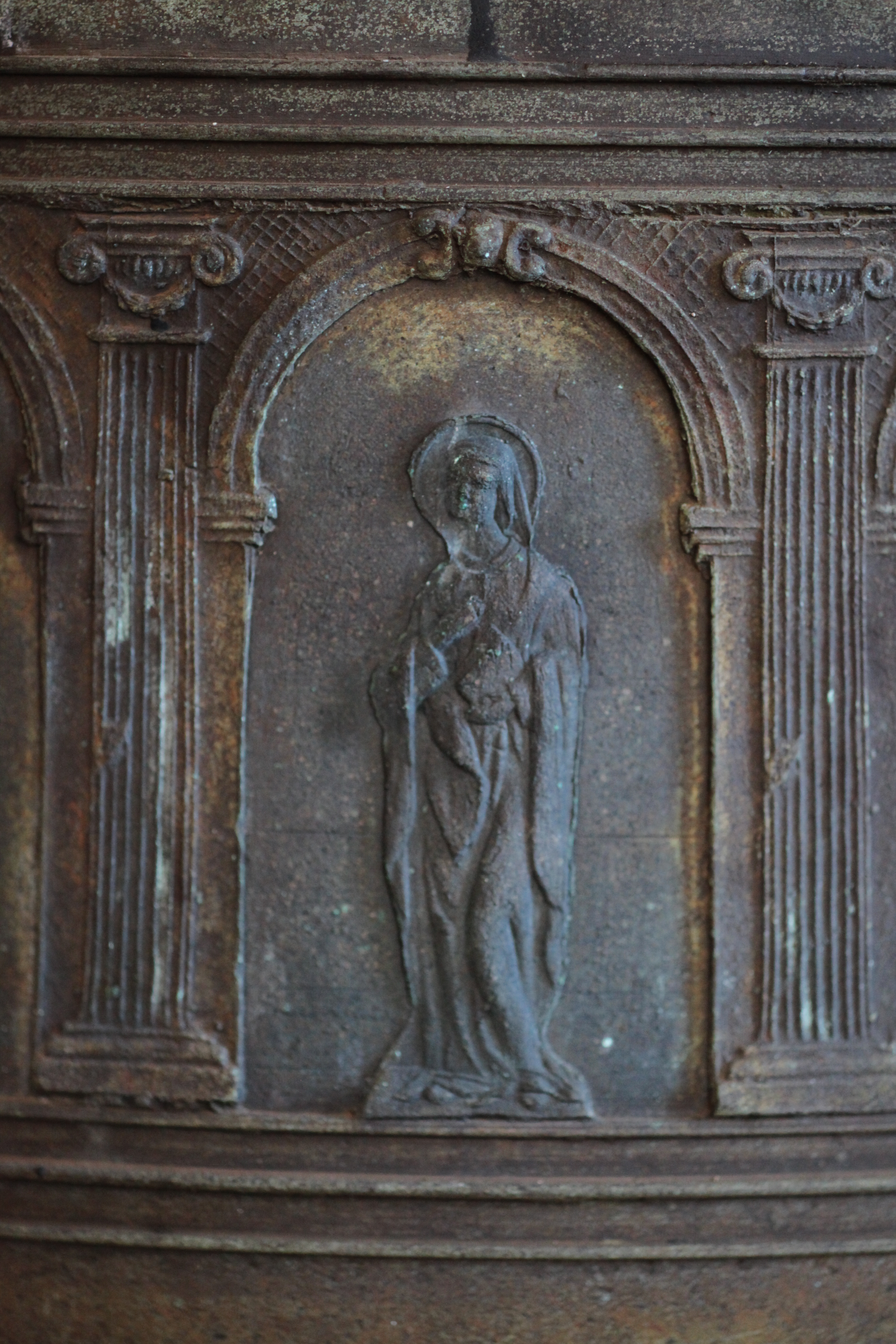
Sainte Monique
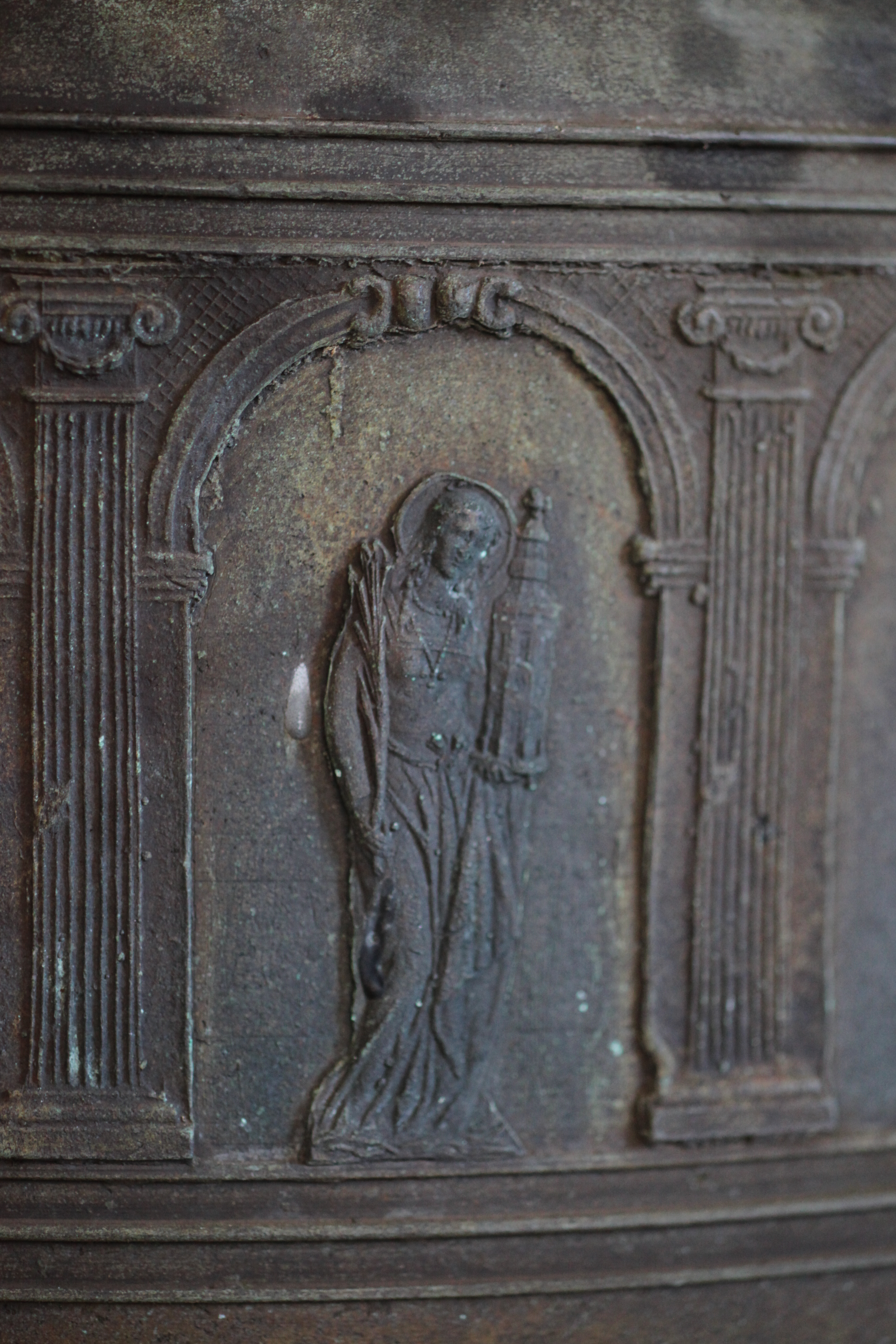
Sainte Barbe
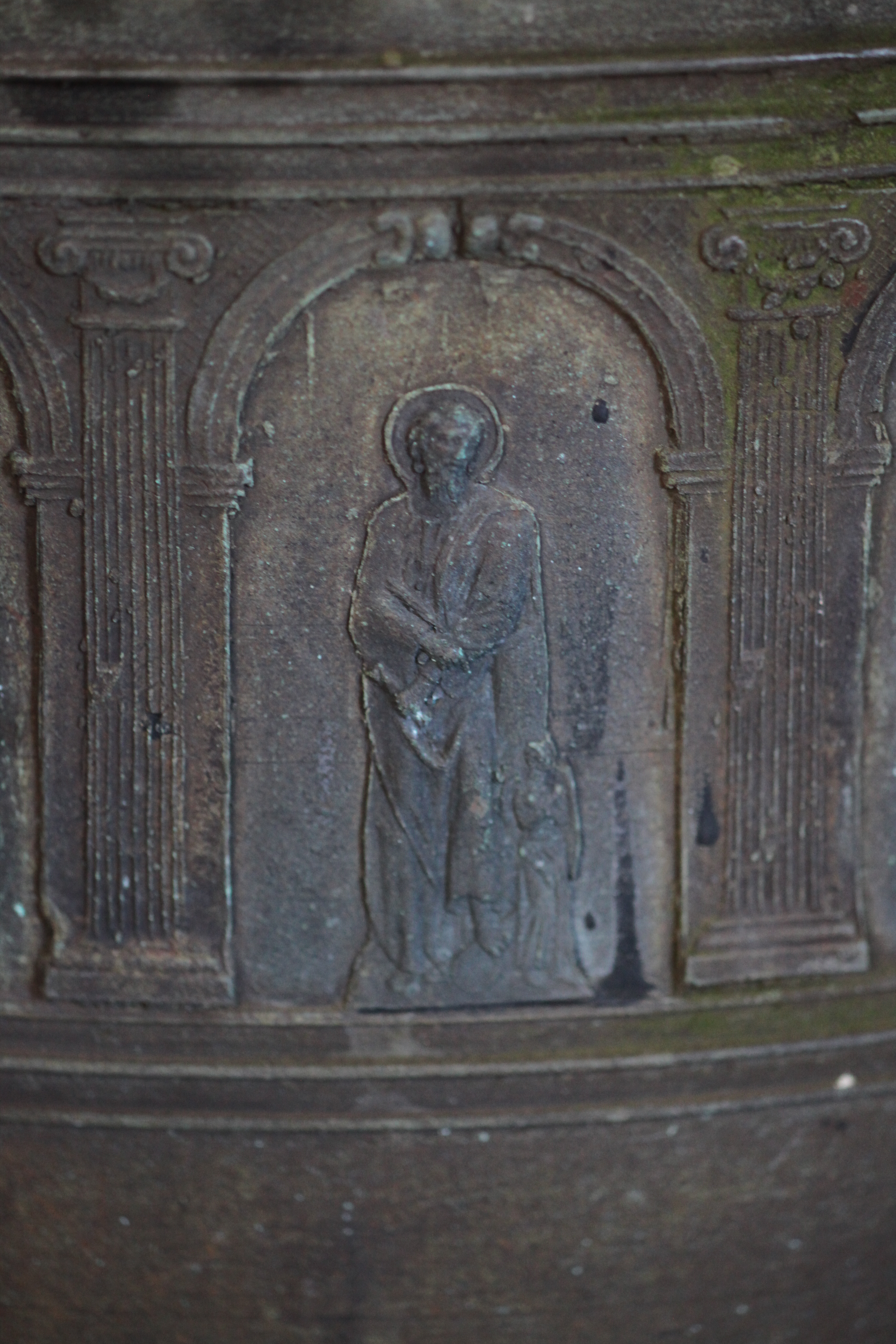
Saint Matthieu
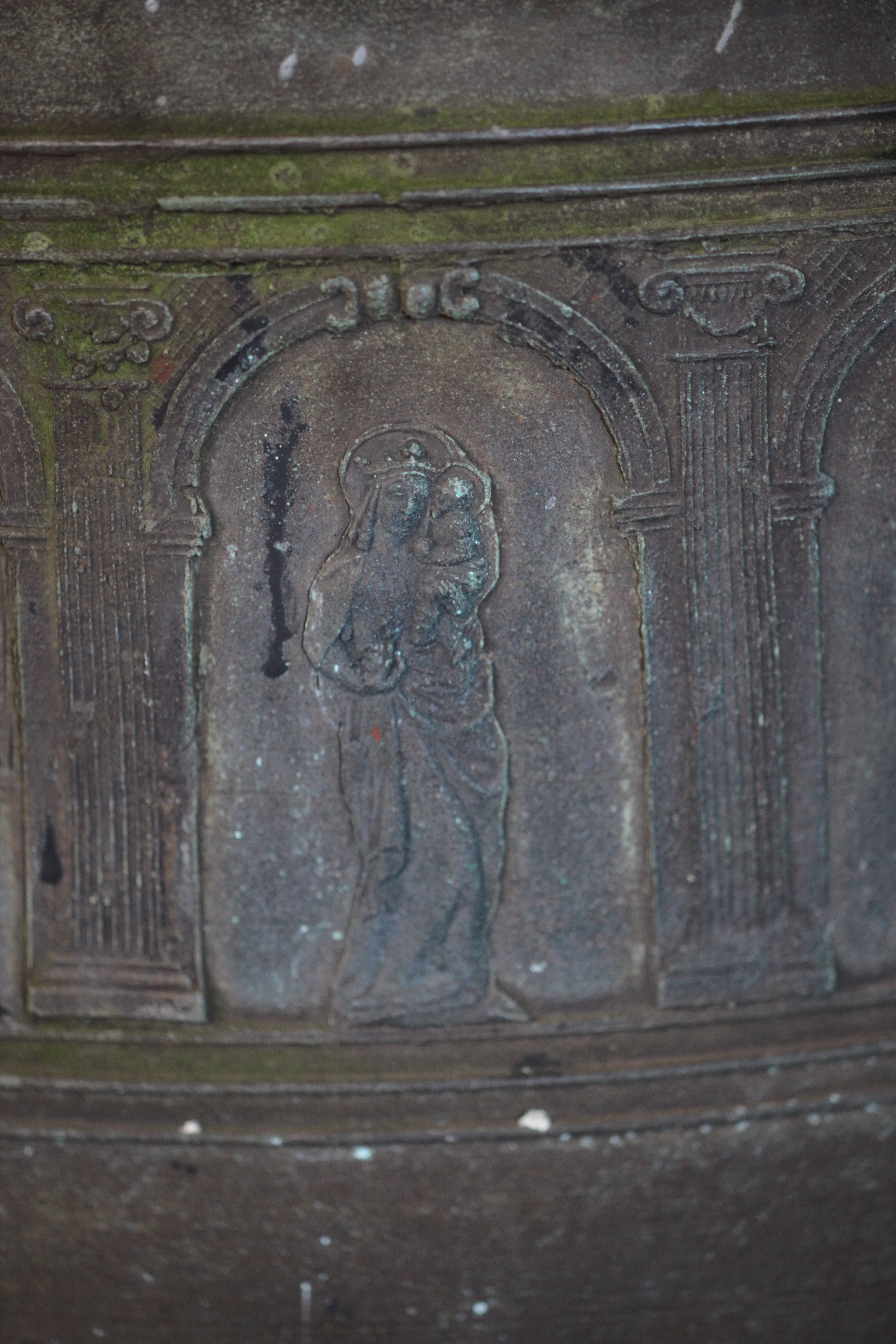
Vierge à l'Enfant
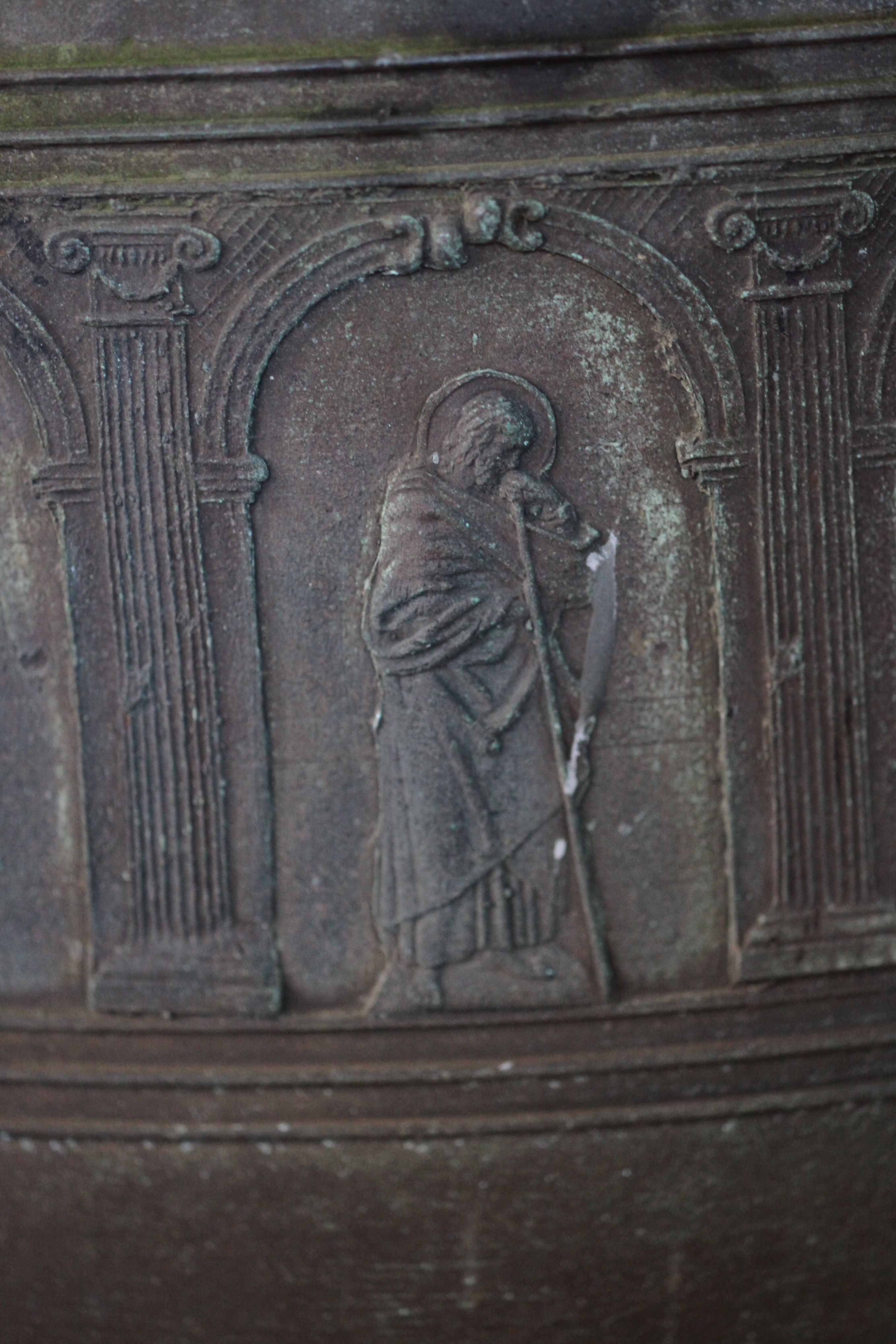
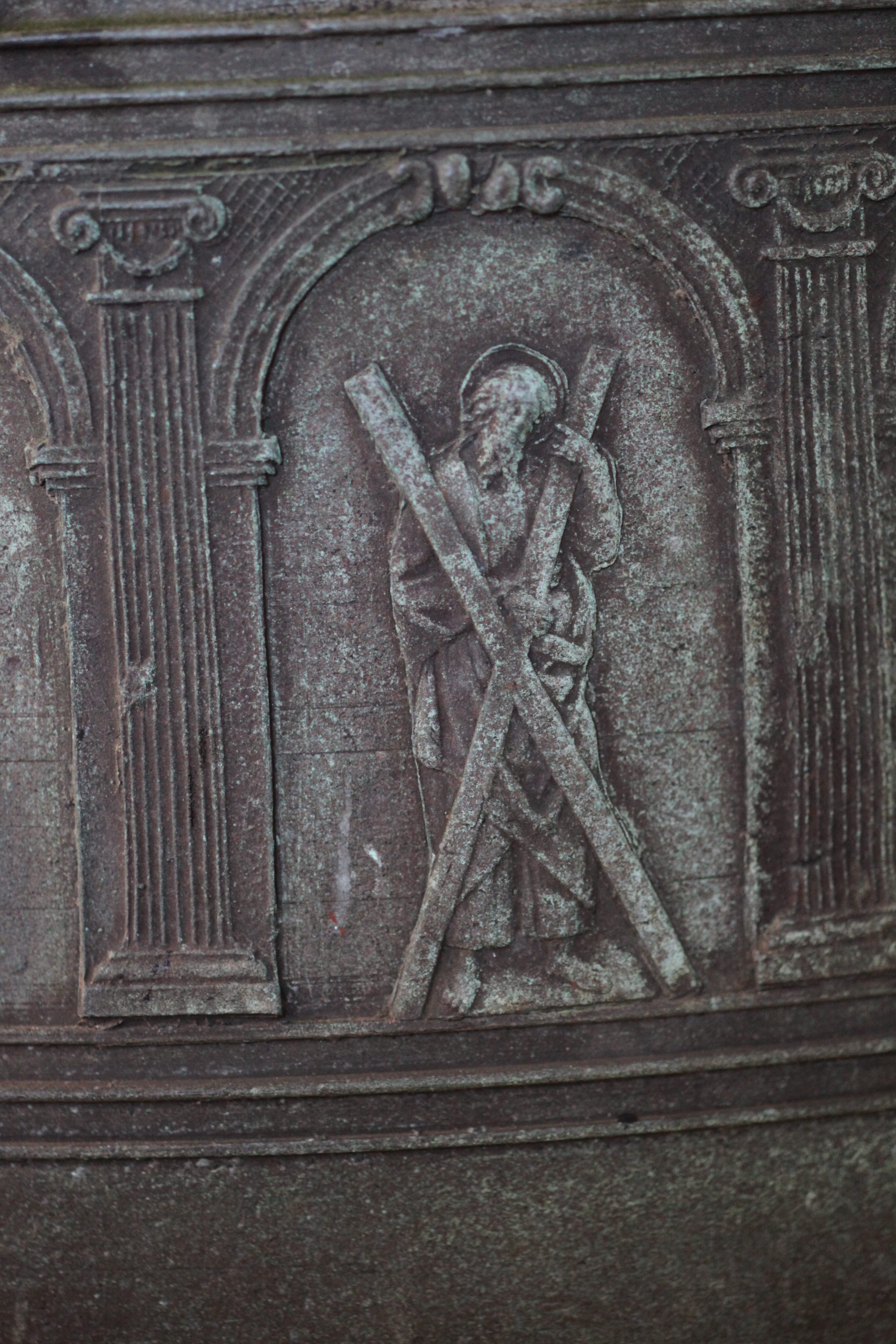
Saint André
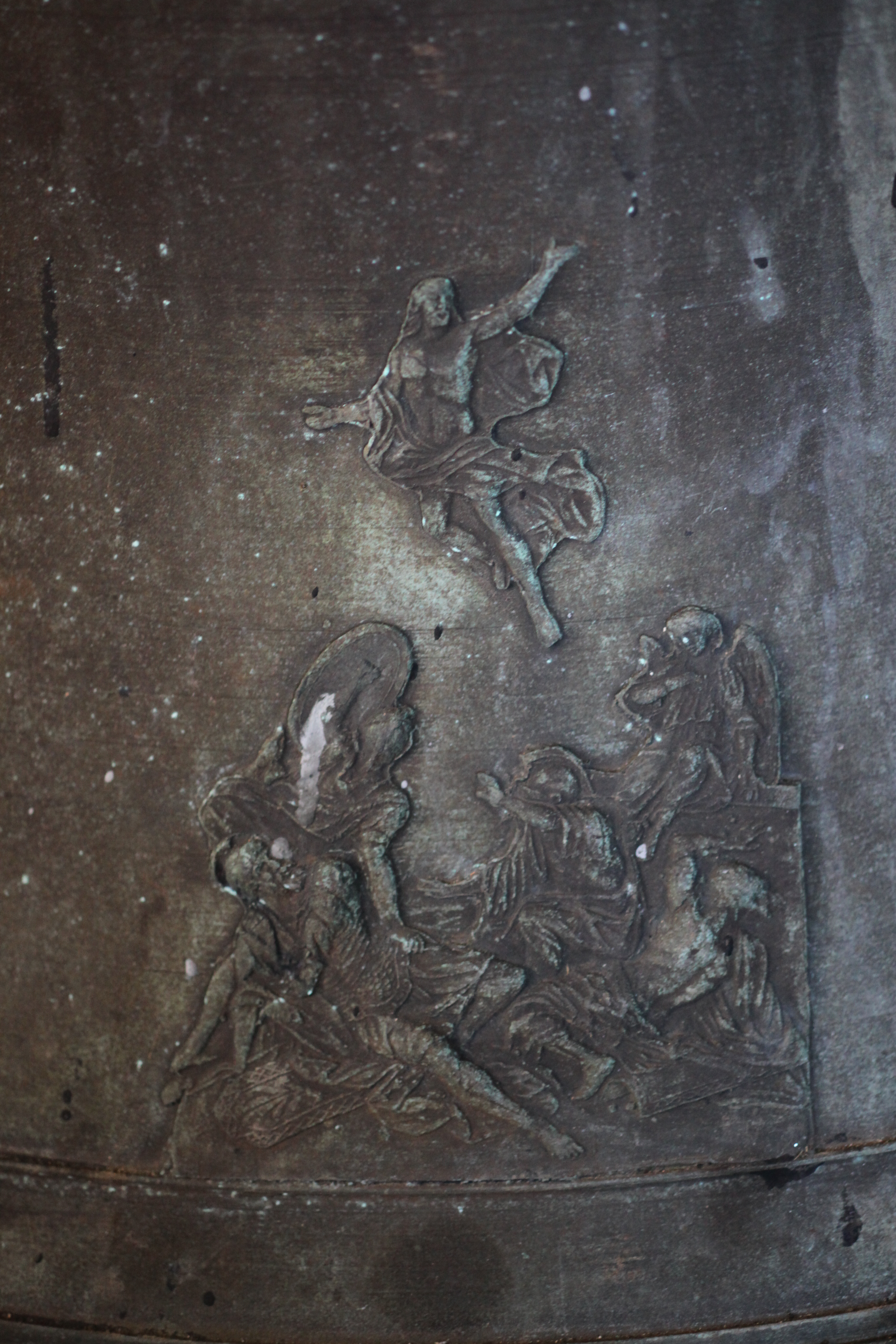
Résurrection de Jésus
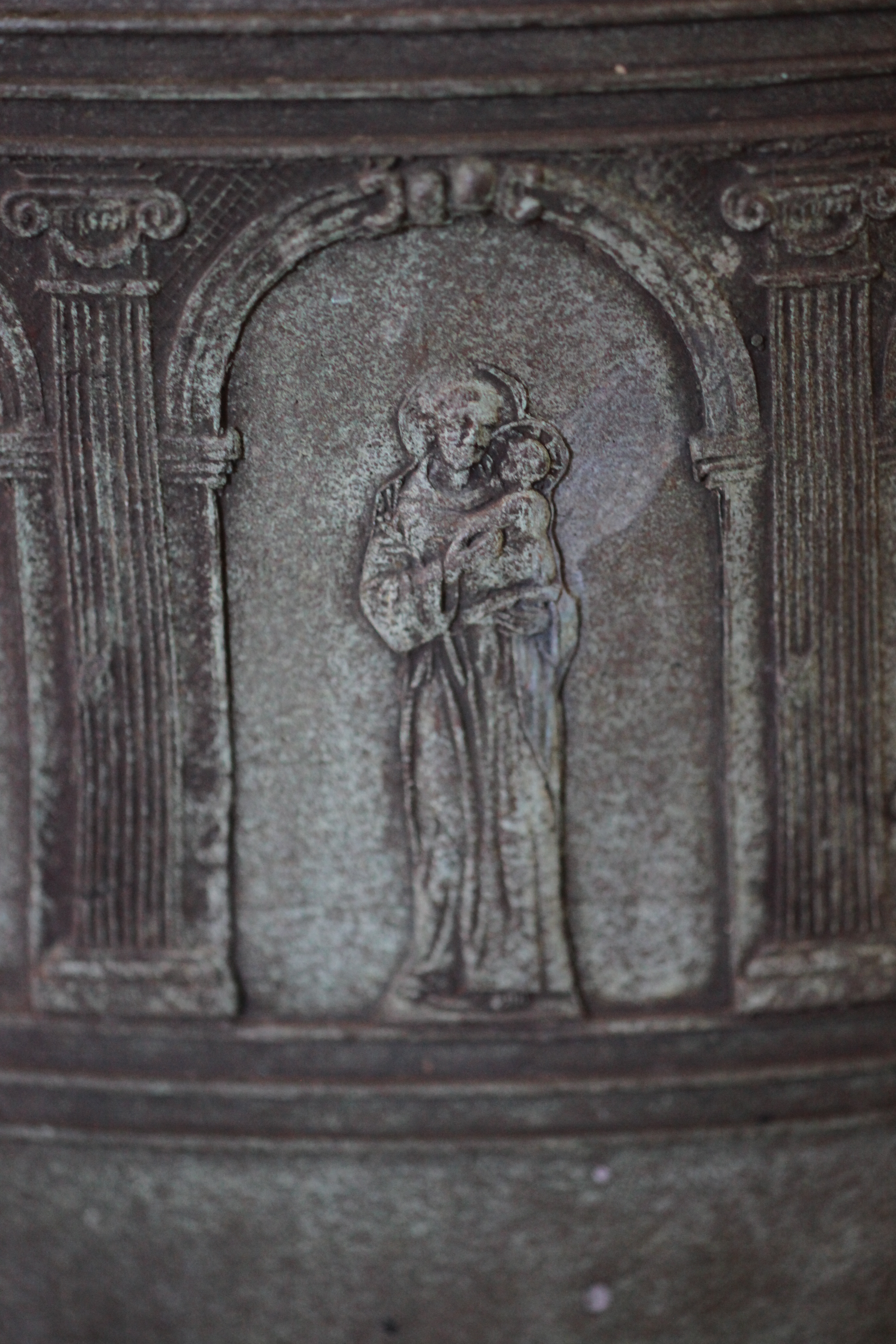
Saint Joseph et l'Enfant
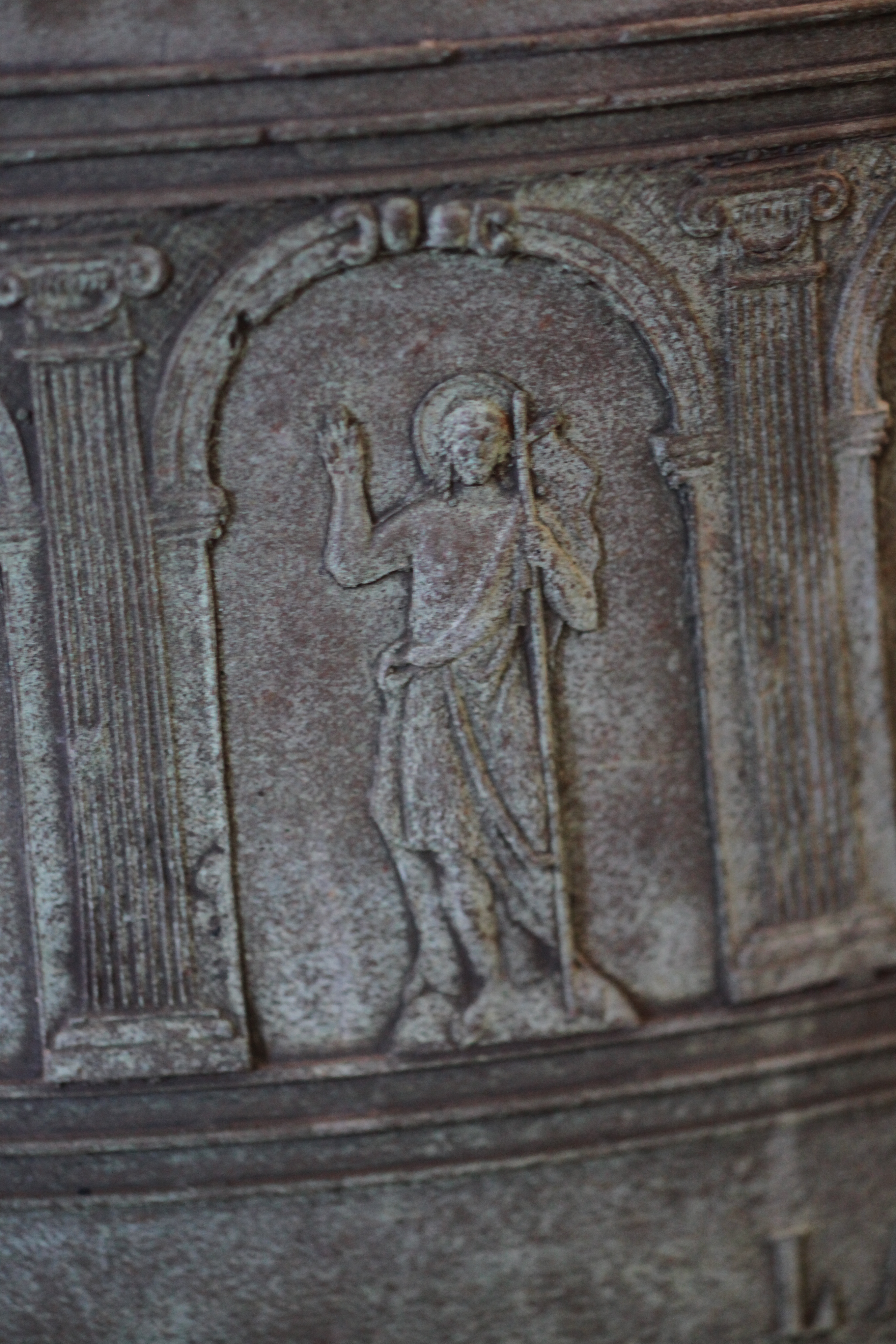
Saint Jean Baptiste
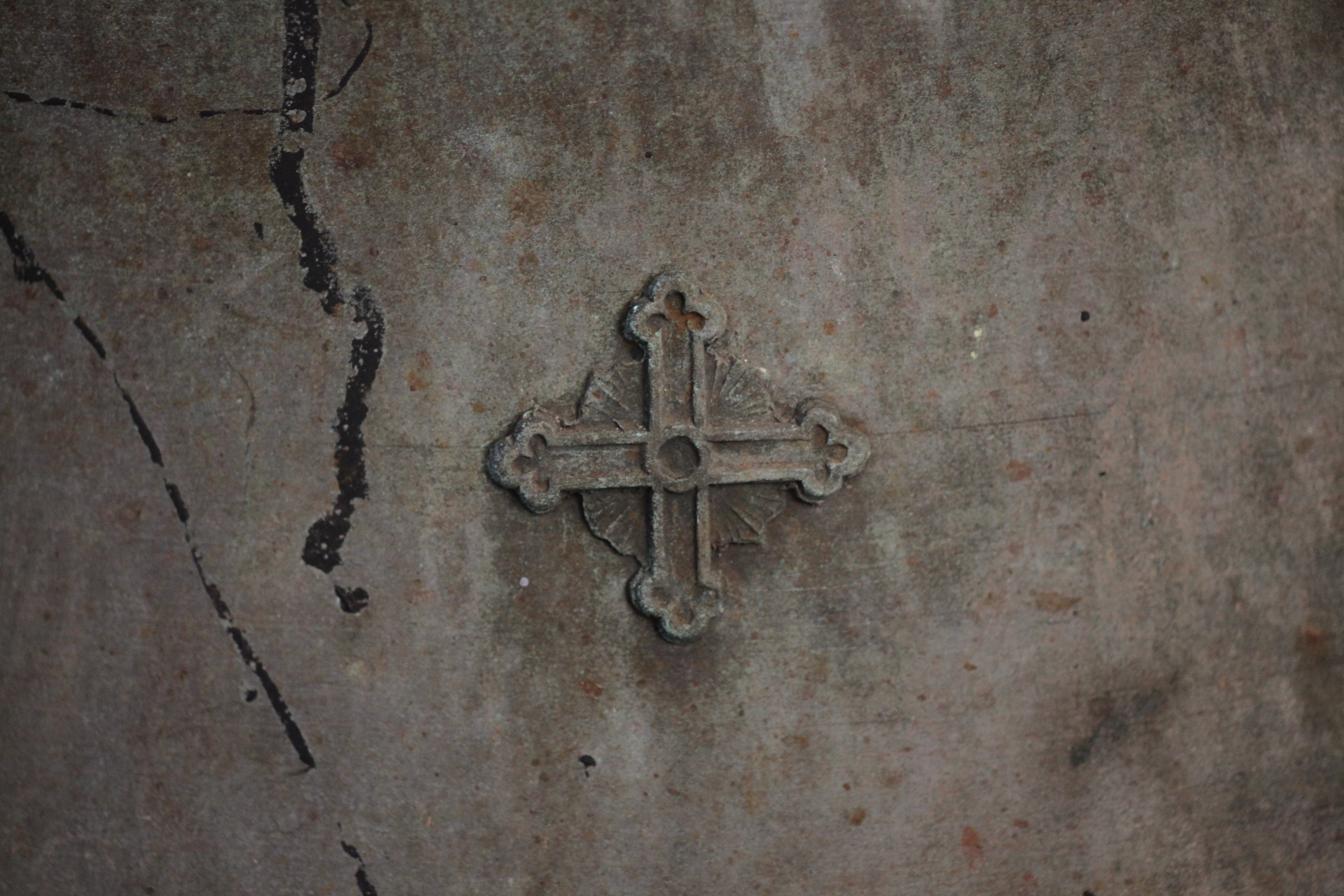
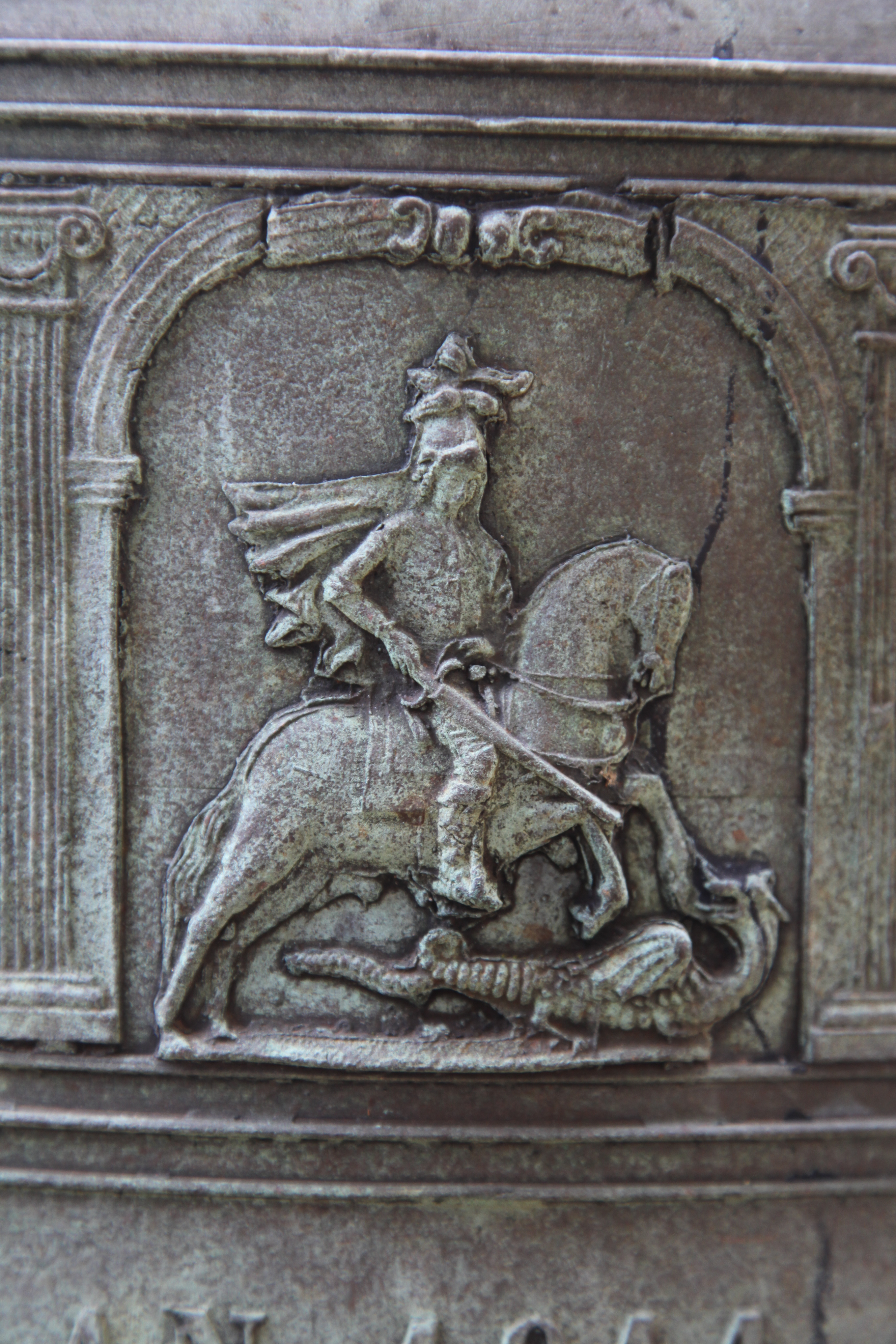
Saint Georges

- L'an 1914,
SS Pie X, étant pape,
SG Mgr Duparc, évêque de Quimper et Léon,
MM. l'abbé Le Moal, recteur de Hanvec,
Les abbés Lamendour, Tanguy, vicaires,
Le Bras, Maire,
Callec, Pt du conseil paroissial.
Cornille-Havard à Villedieu
- Mr Yves Nédélec
et
Mme Jean Bodesnès,
née Angèle Bouguennec
m'ont nommée
Yvonne Jeanne Angèle
Le Jamtel Fres à Guingamp
- Armes de l'évêque Adolphe Duparc
- Armes du pape Pie X
- Descente de croix
- Saint Pierre
- Saint Jean
- Saint Luc
- Saint Marc
- Vierge Marie
- Saint Michel
- Saint Georges
- Vierge à l'Enfant
- Saint Augustin
- Sainte Monique
- Sainte Barbe
- Saint Matthieu
- Vierge à l'Enfant
- Saint André
- Résurrection de Jésus
- Saint Joseph et l'Enfant
- Saint Jean Baptiste
- Saint Georges

### Cloche Jeanne-Yvonne

Cloche Jeanne-Yvonne
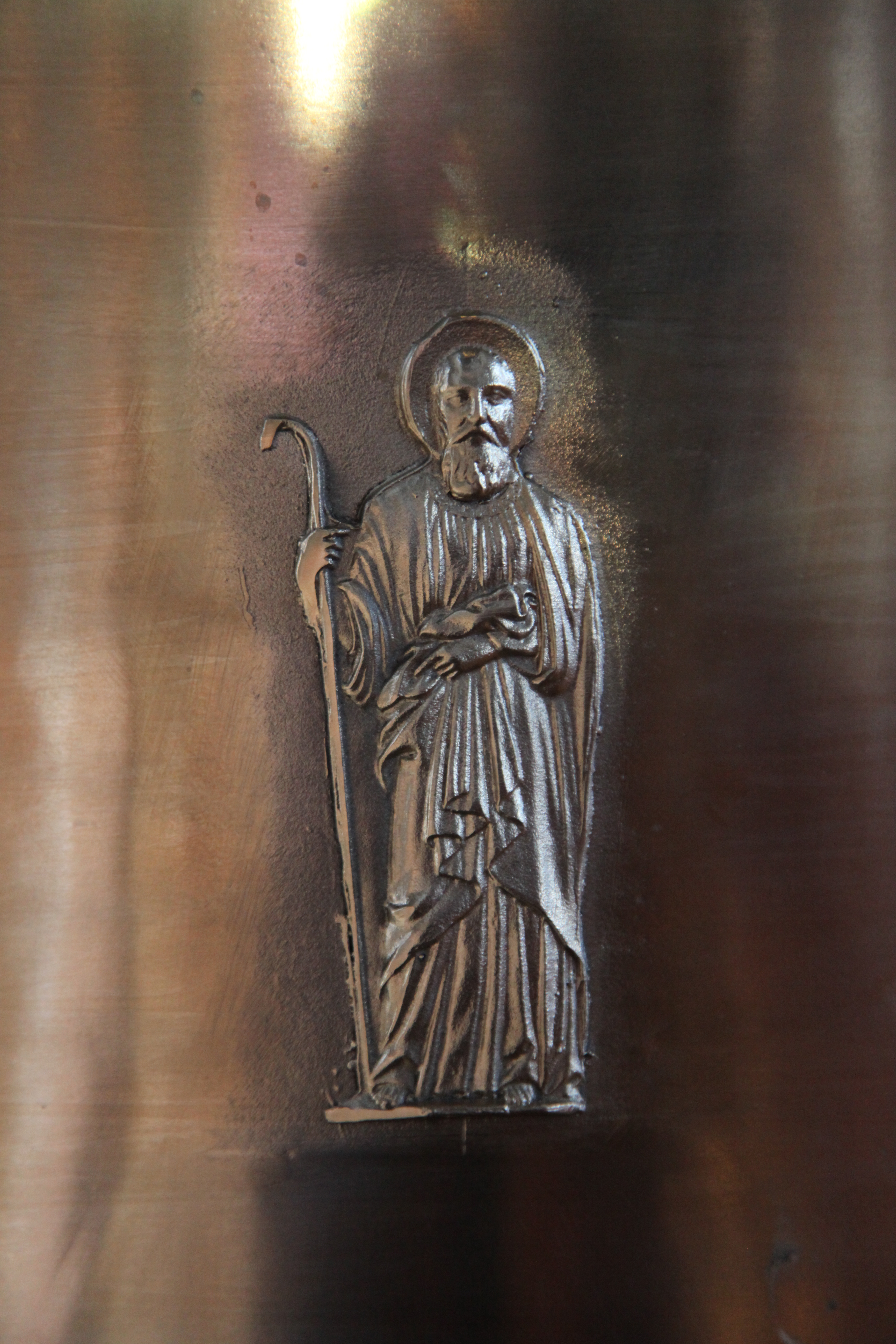
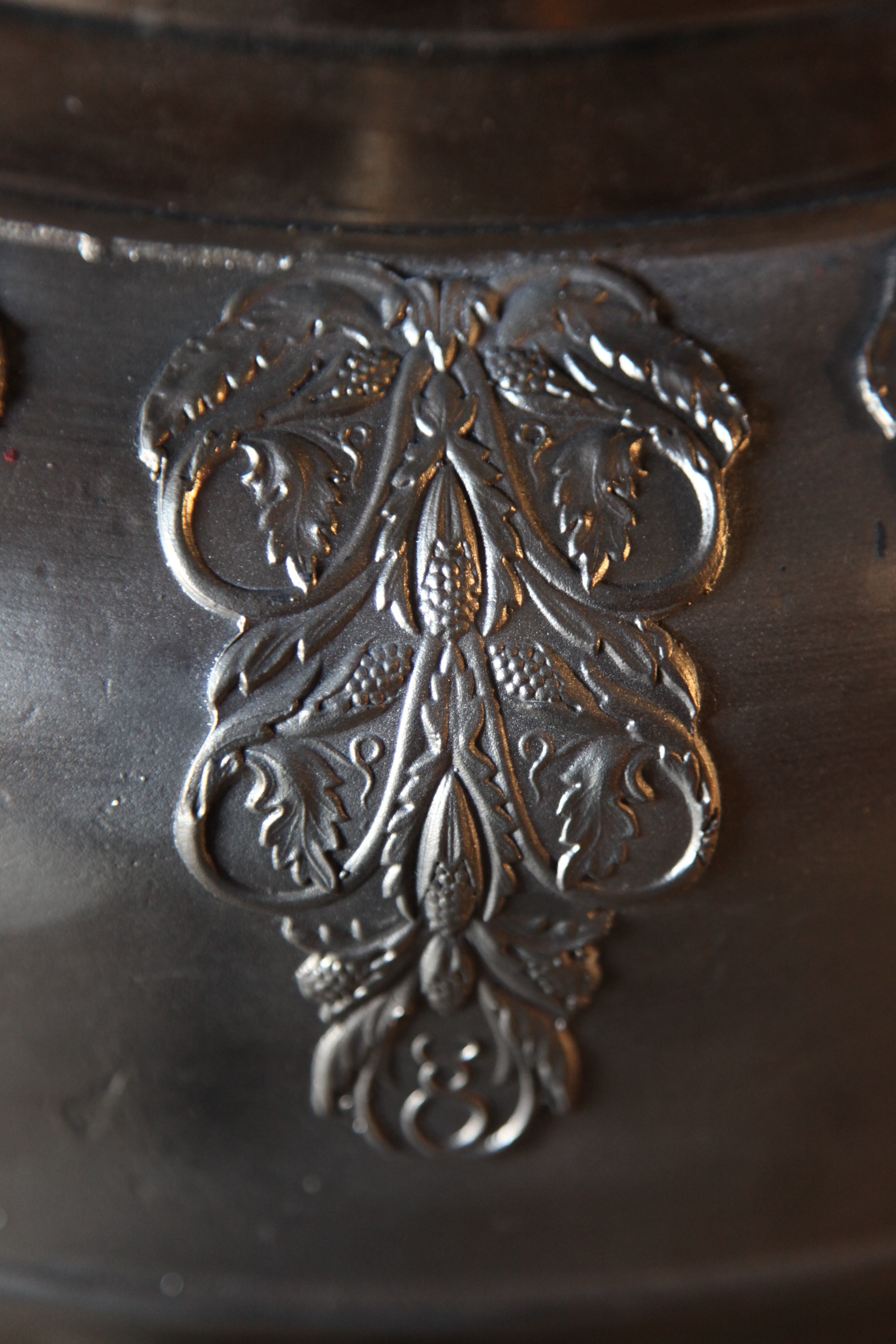
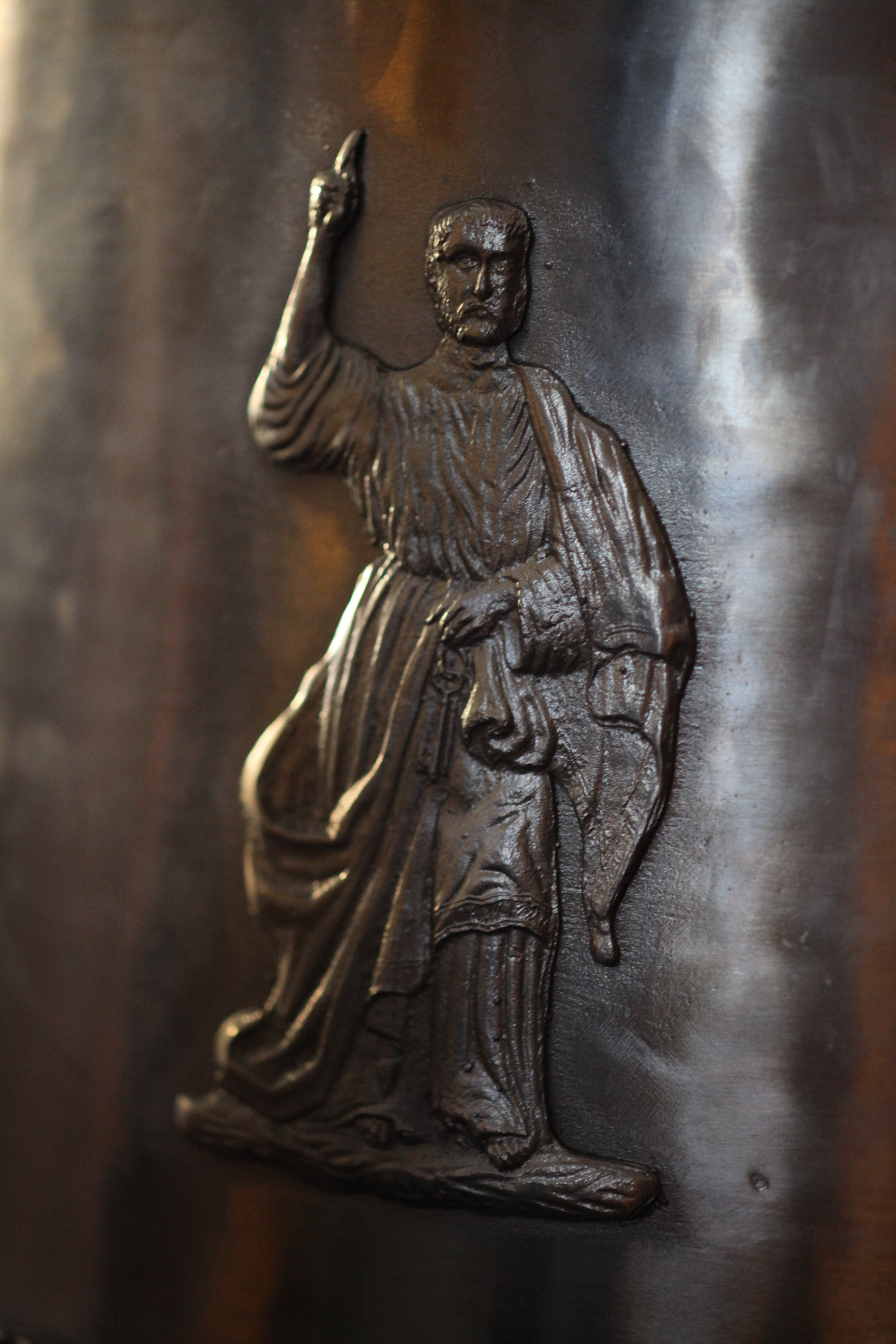
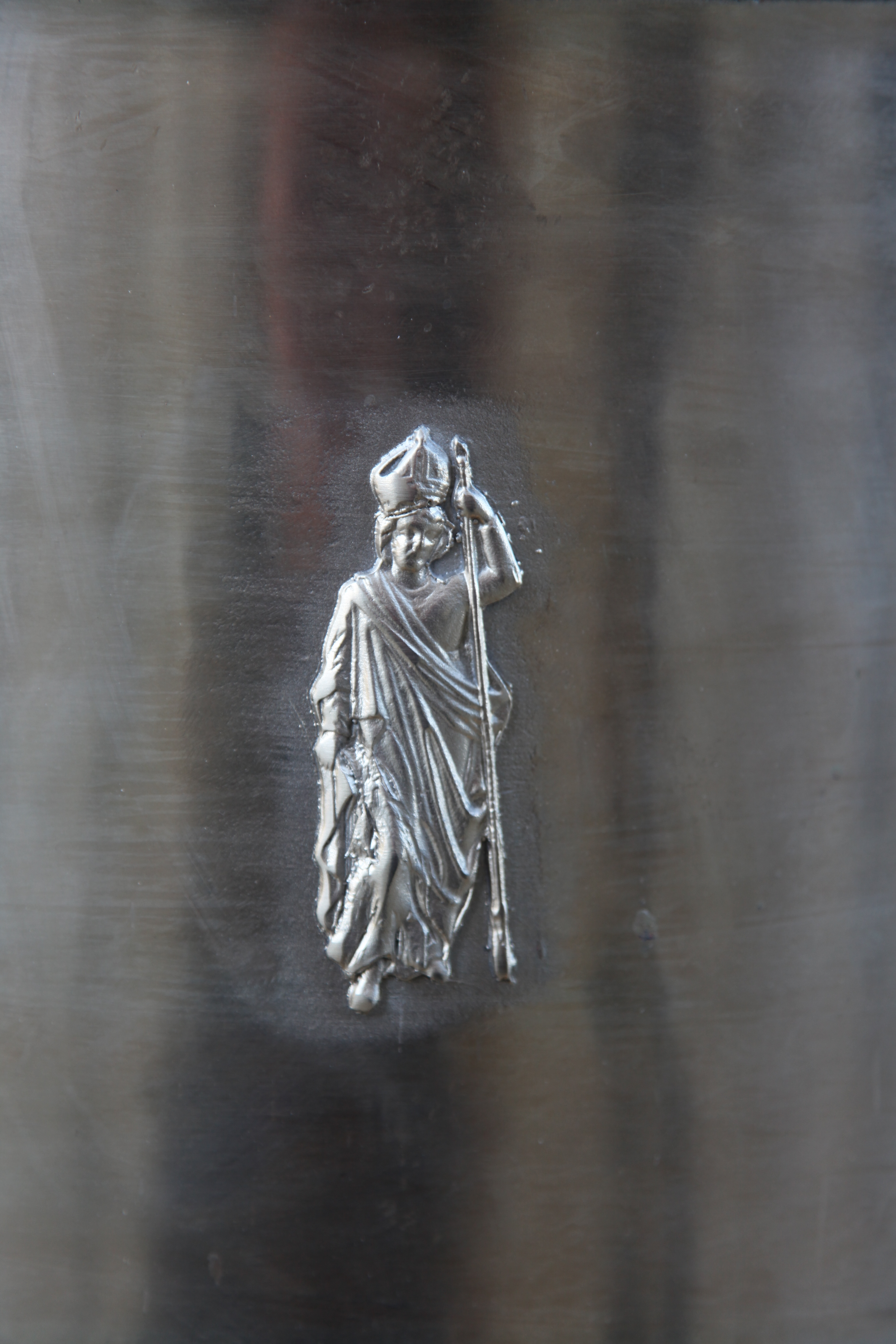
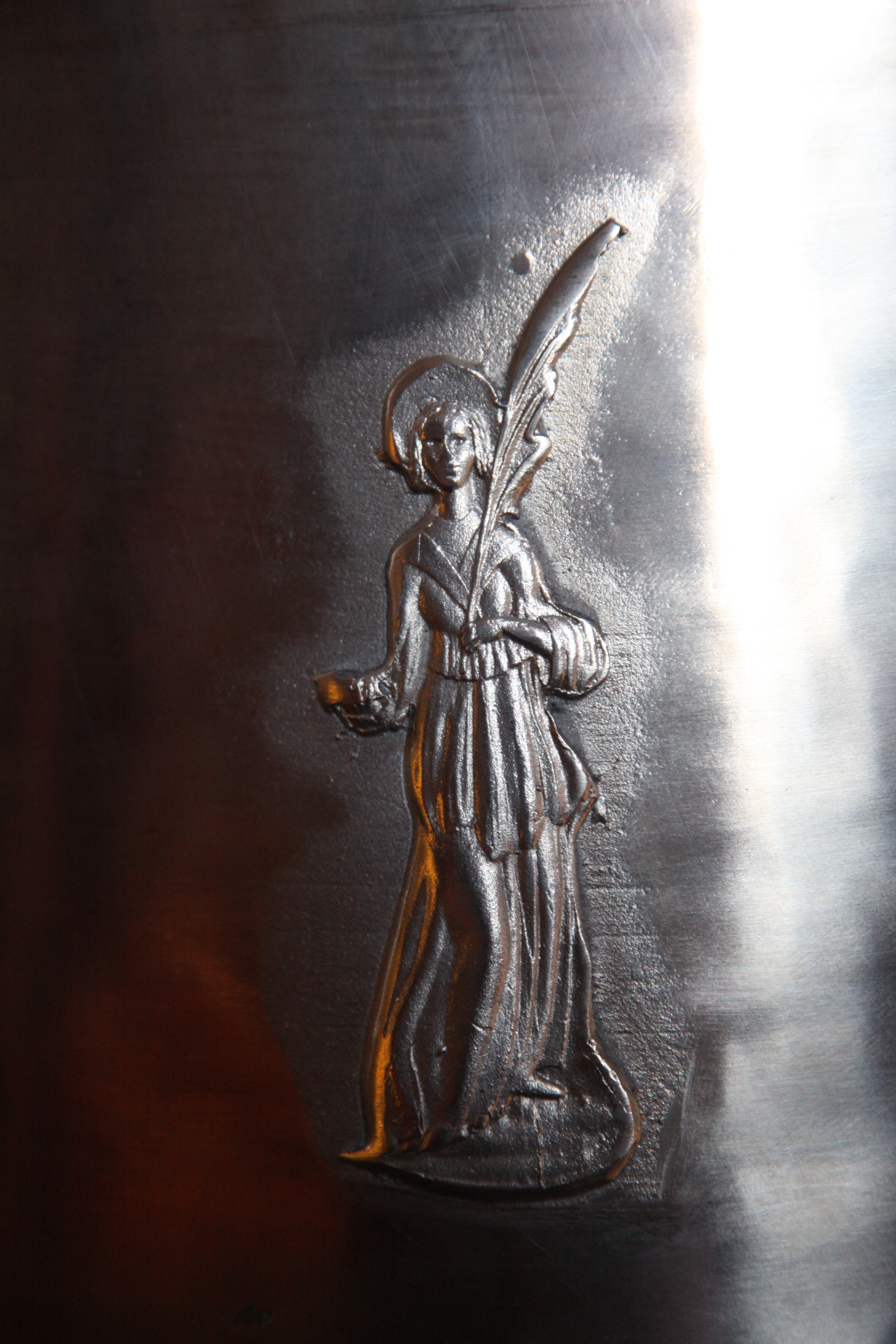
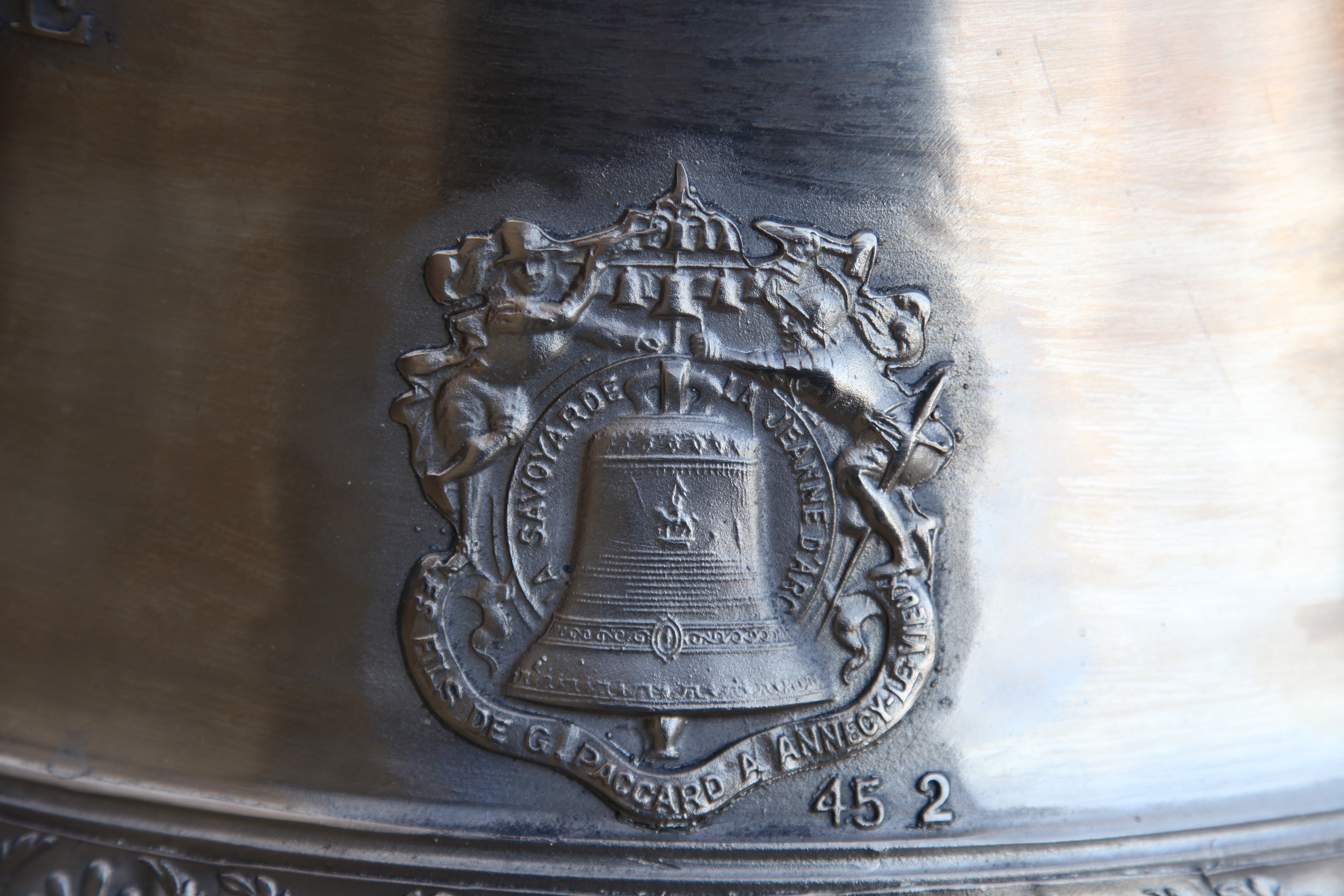
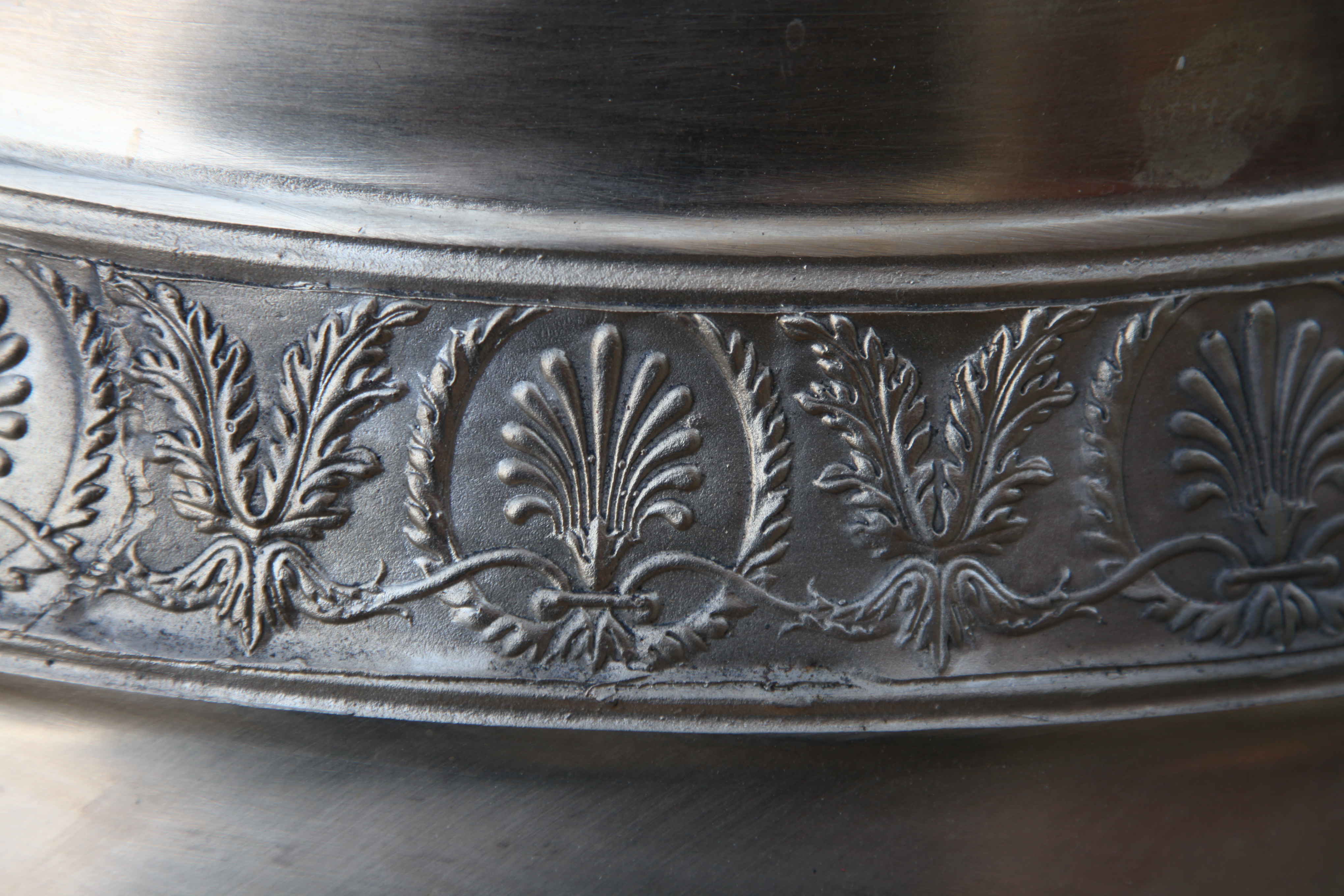
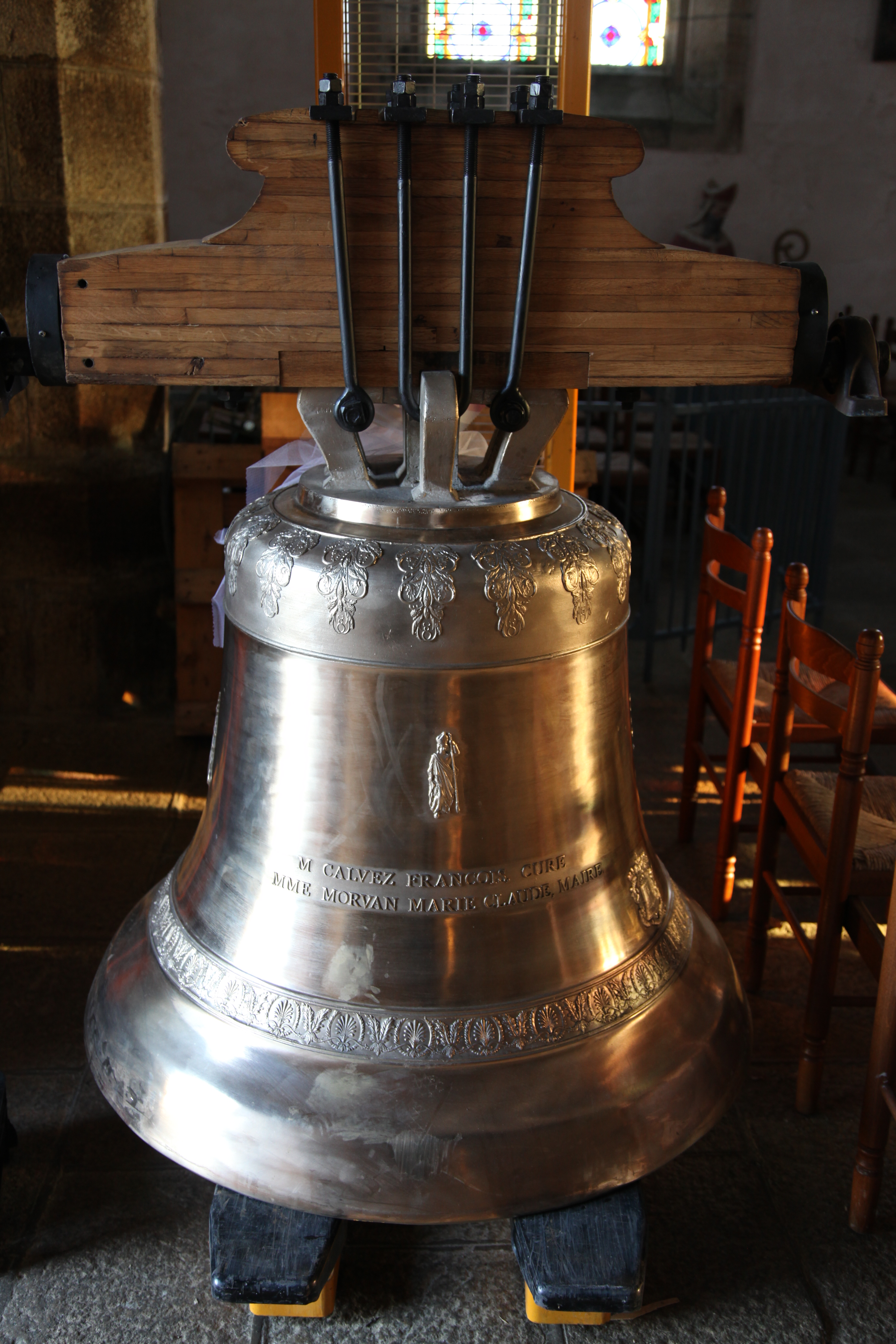
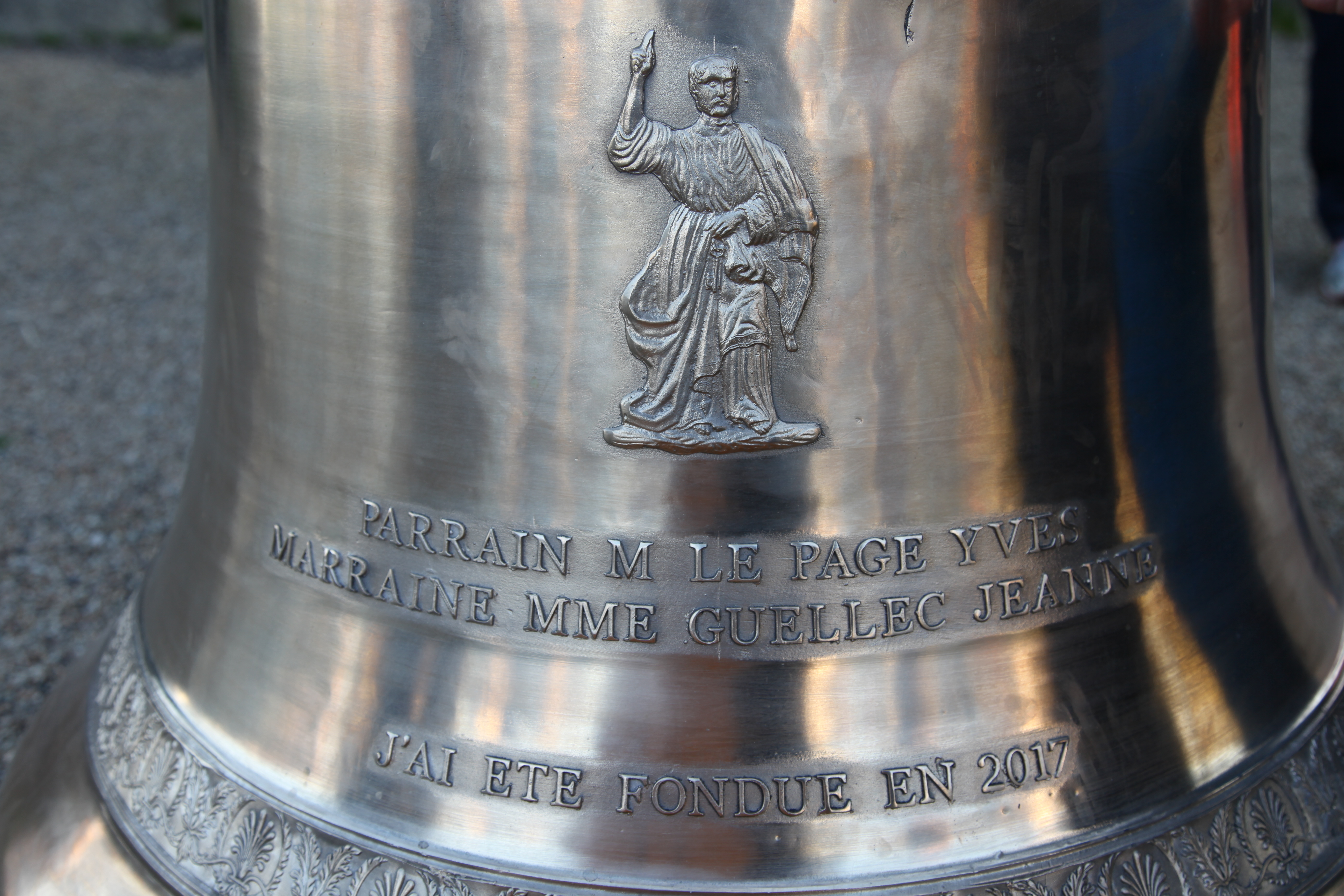
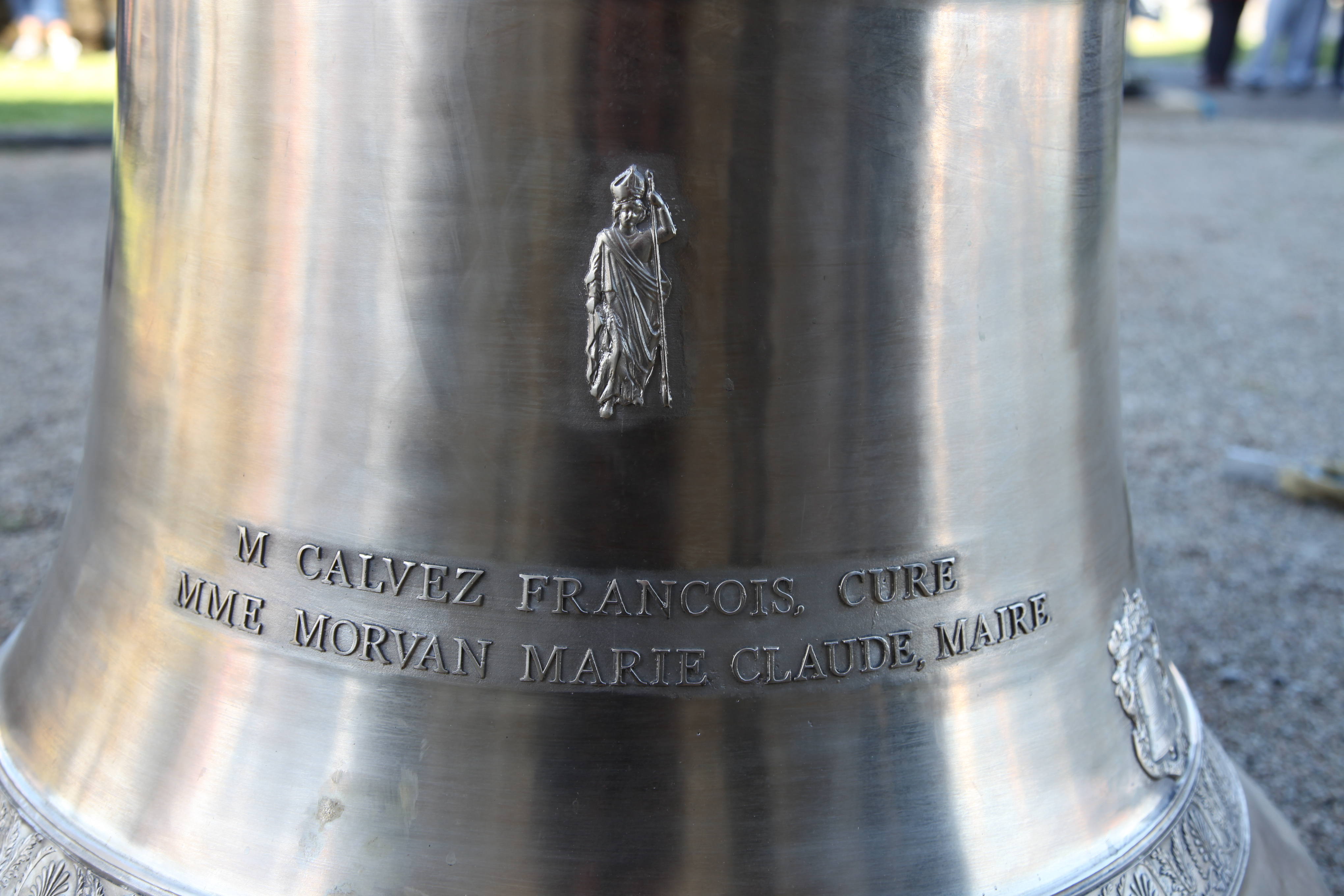
M. Calvez François, curé Mme Morvan Marie-Claude, maire
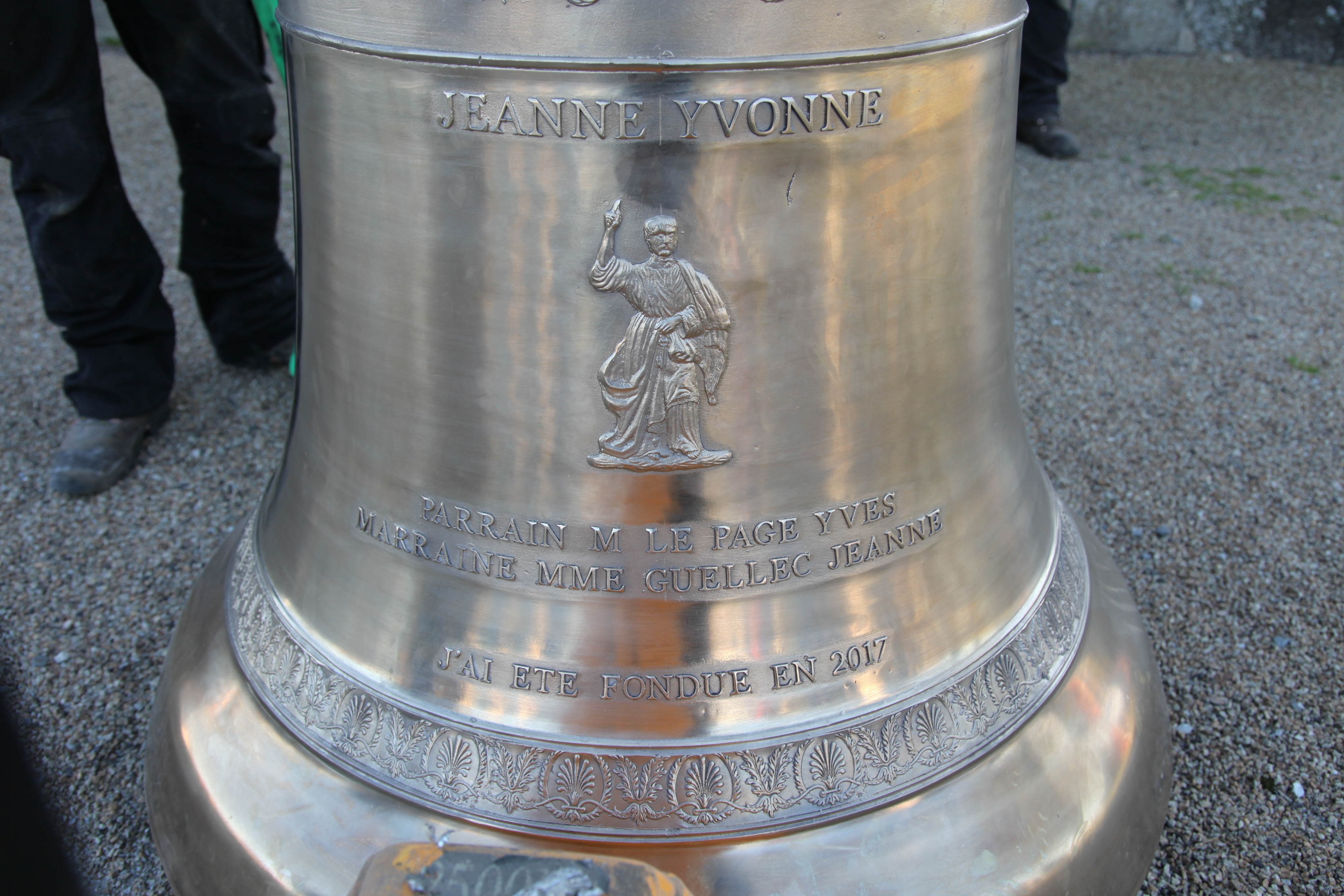
Jeanne Yvonne Parrain M Le Page Yves Marraine Mme Guellec Jeanne J'ai été fondue en 2017

### Cloche Marie-Joséphine-Claude

Cloche Marie-Joséphine-Claude
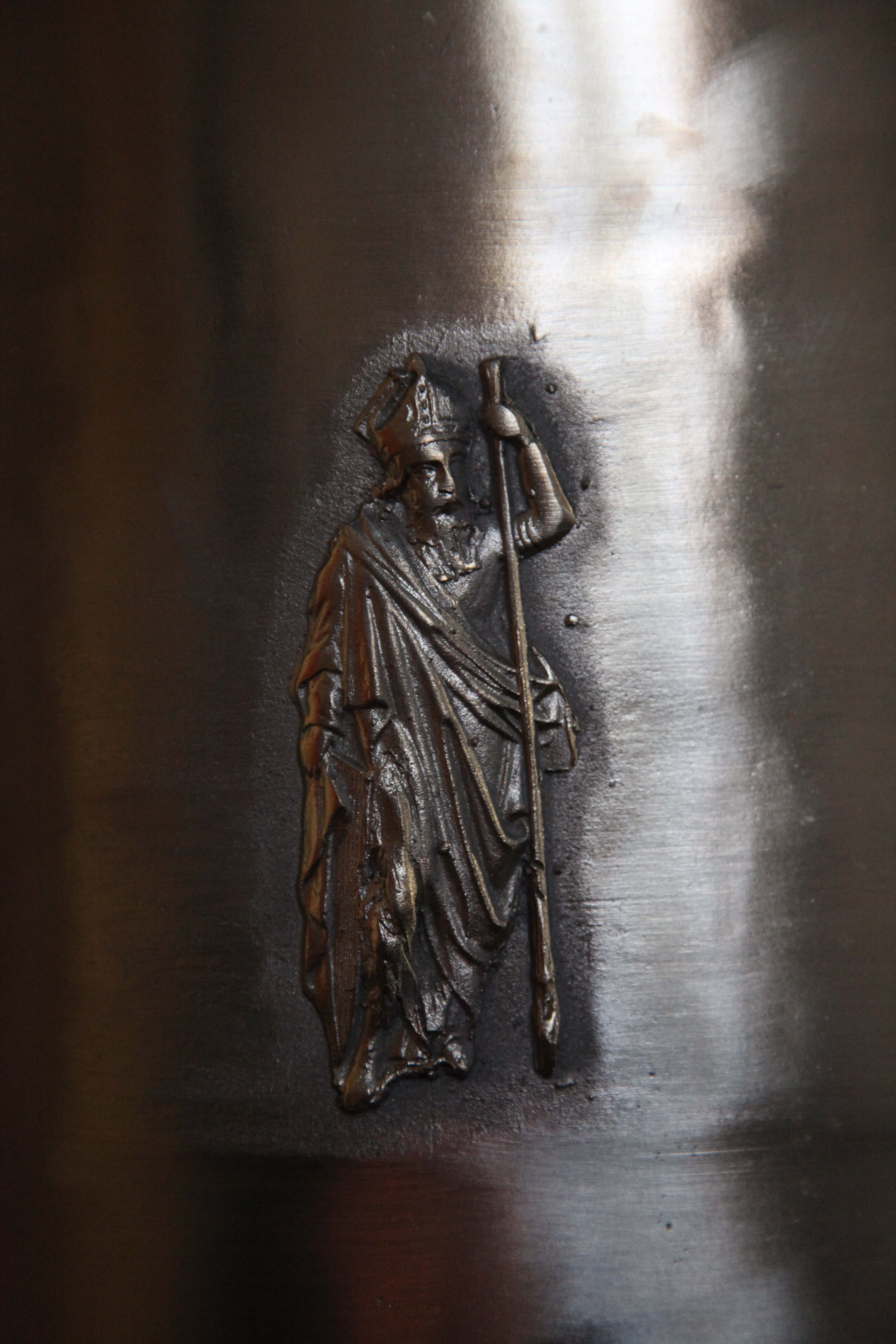
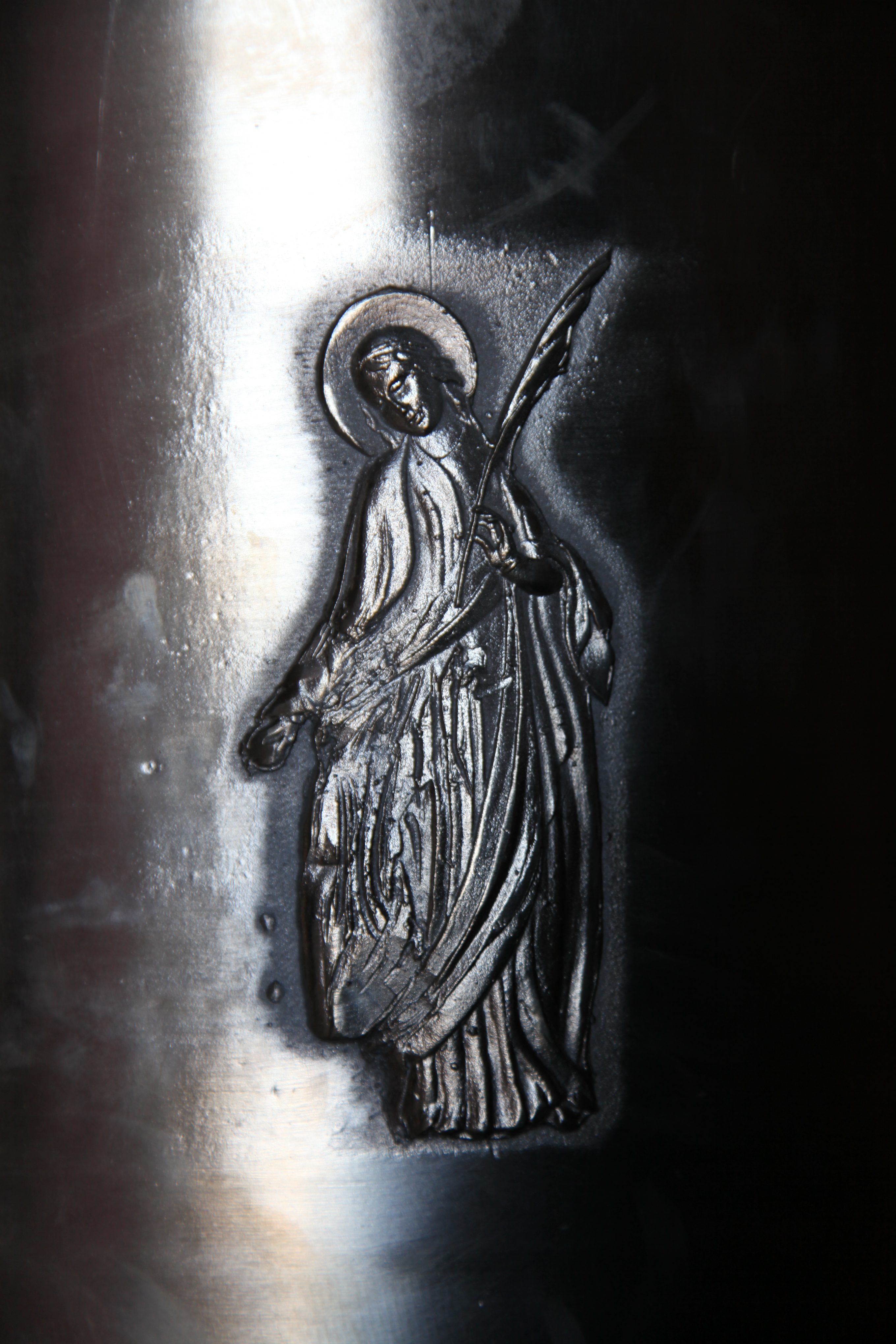
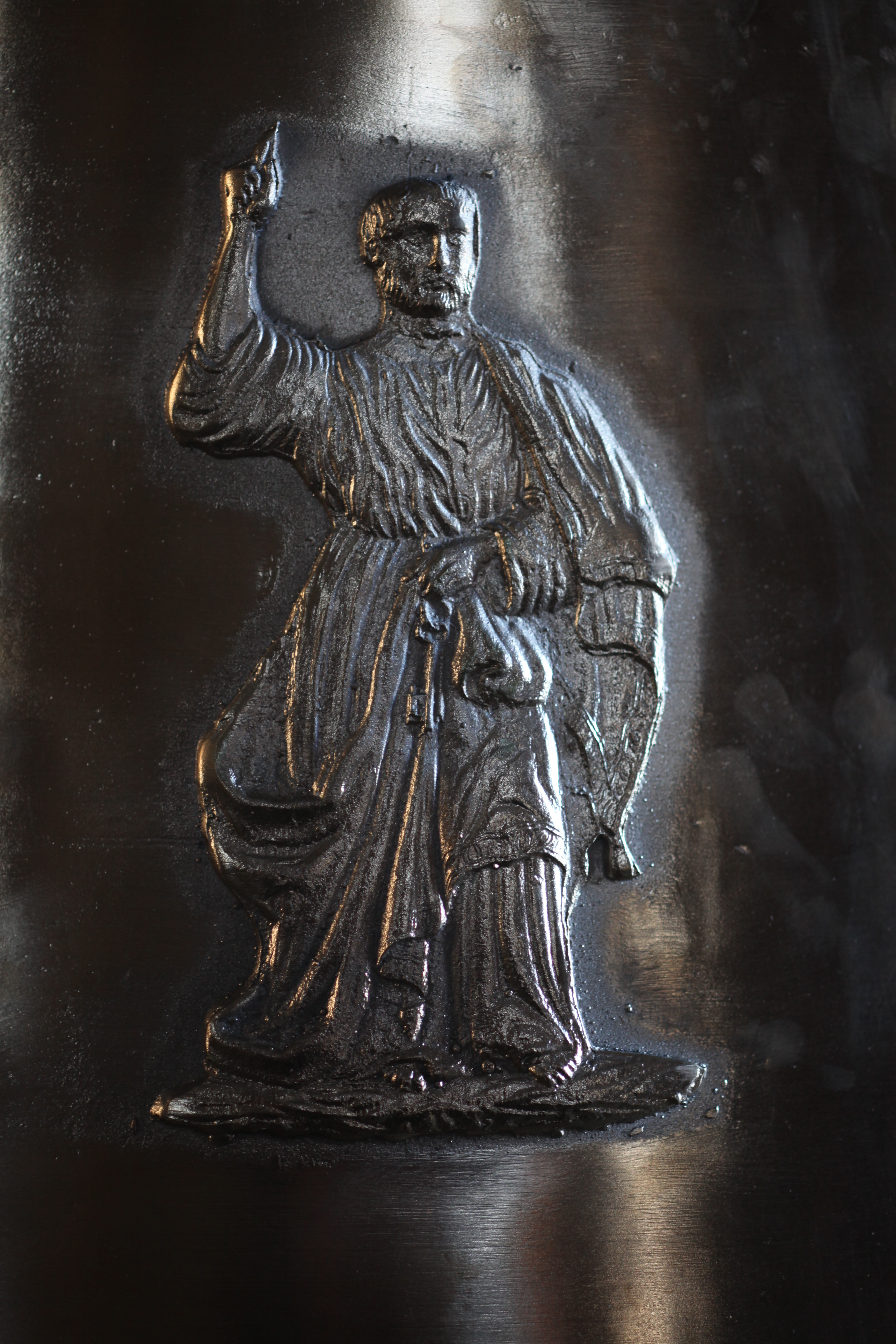
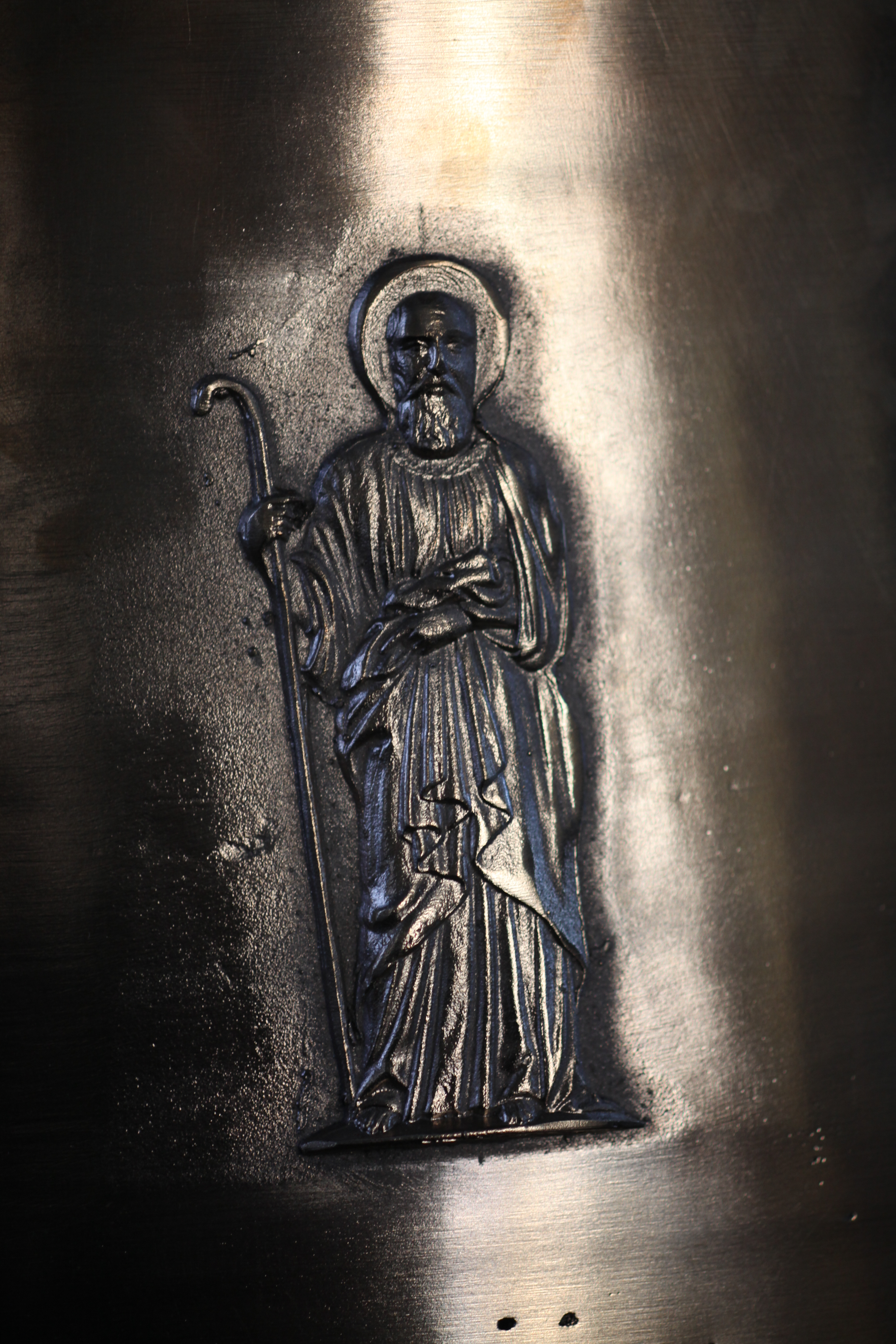
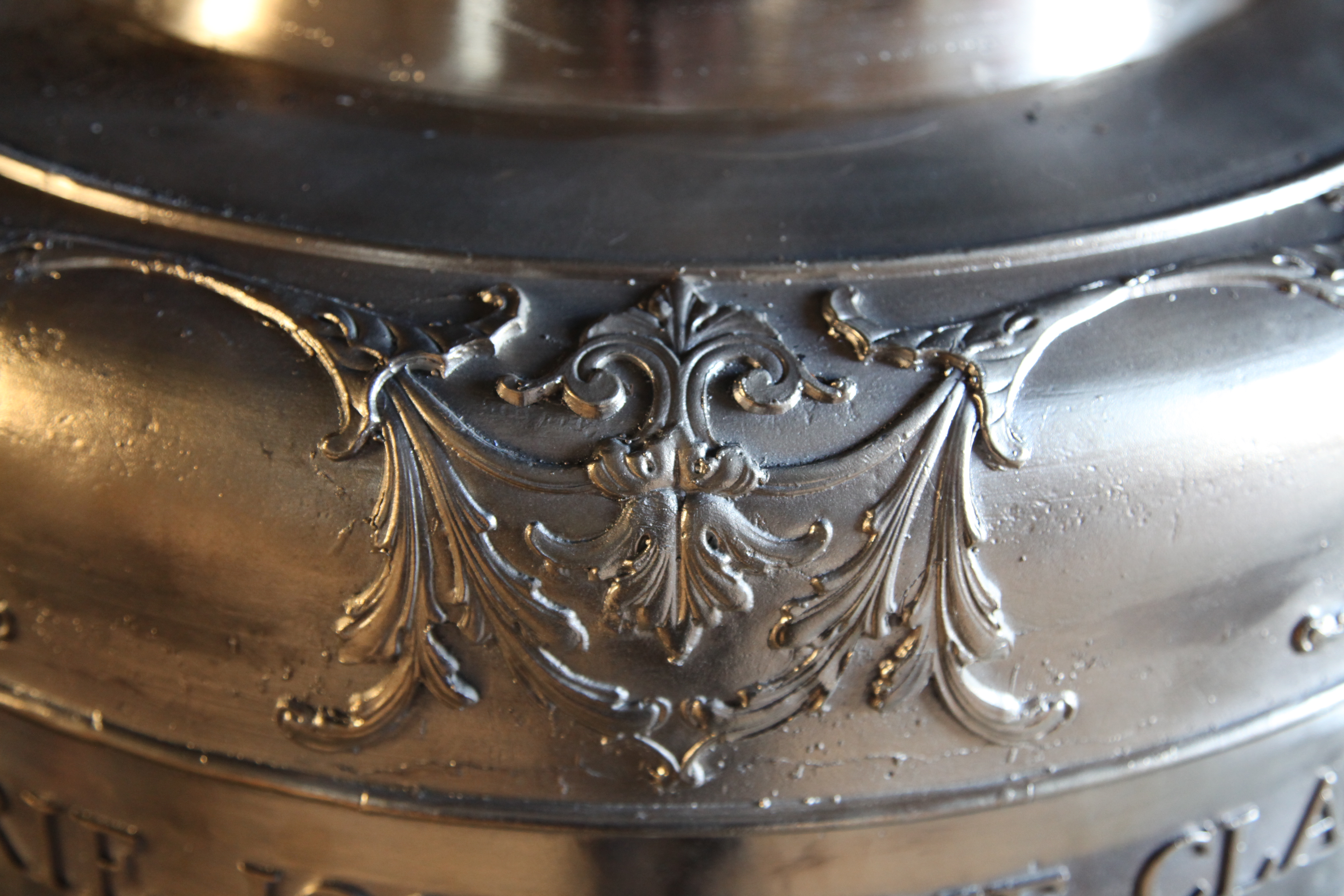
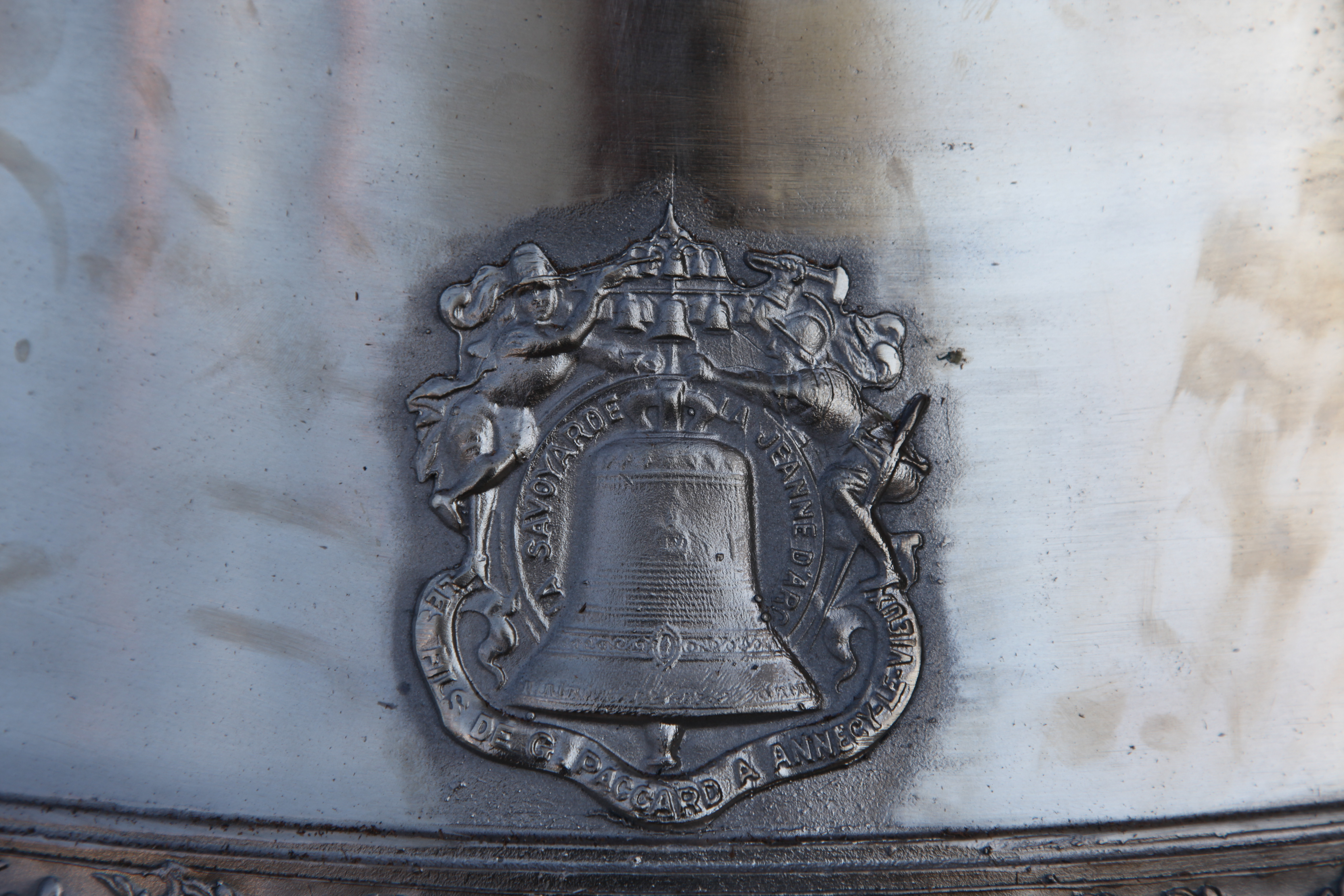
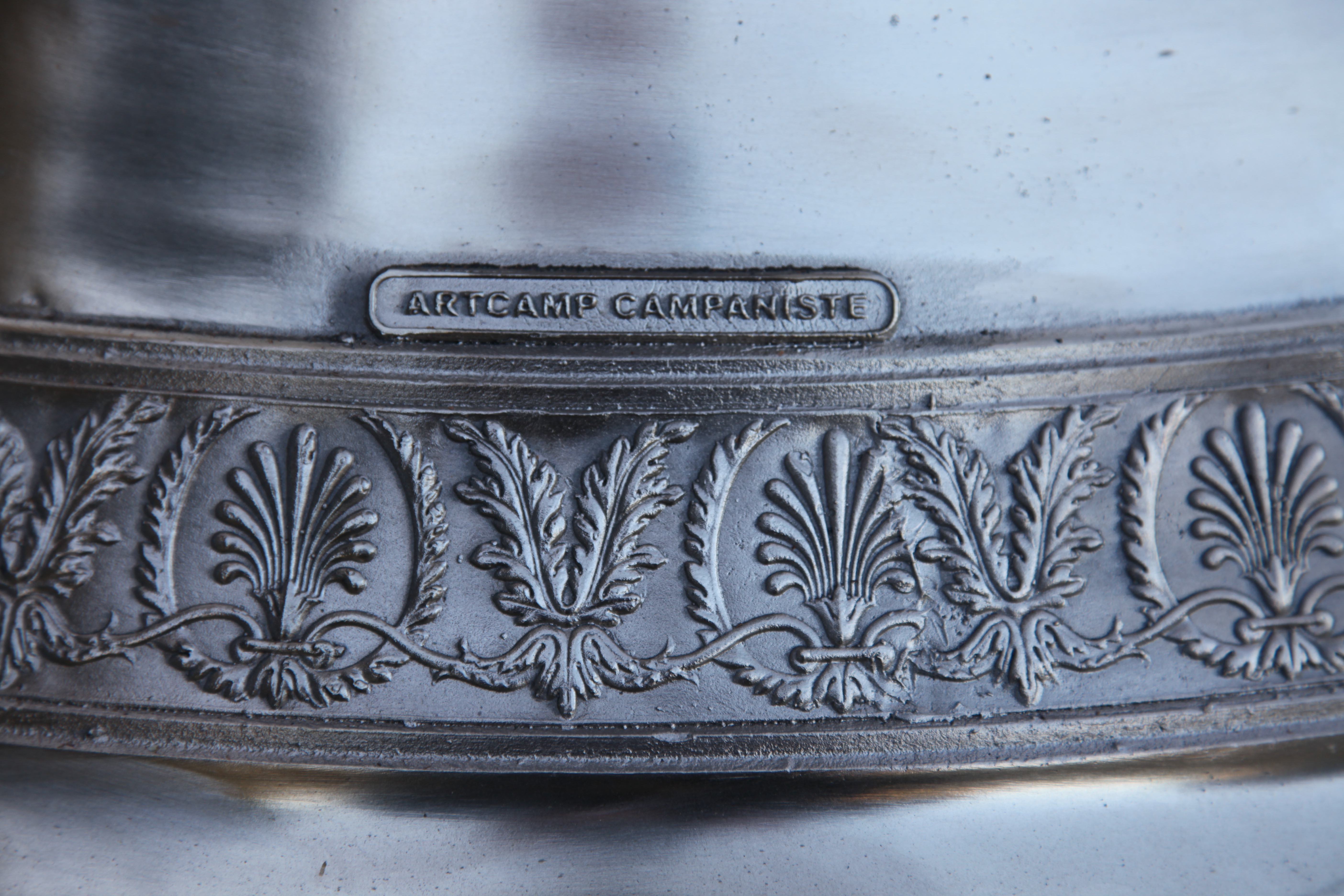
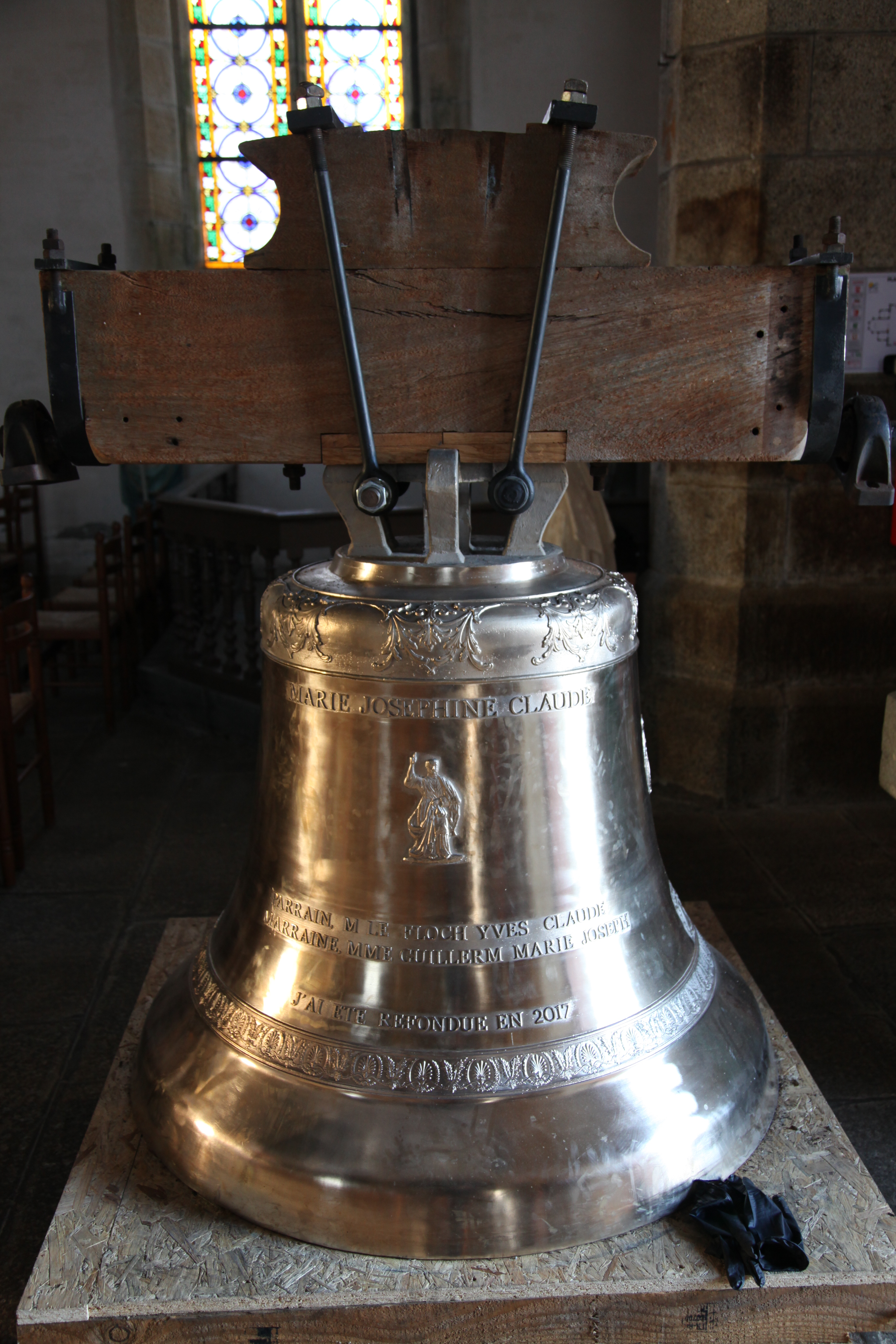
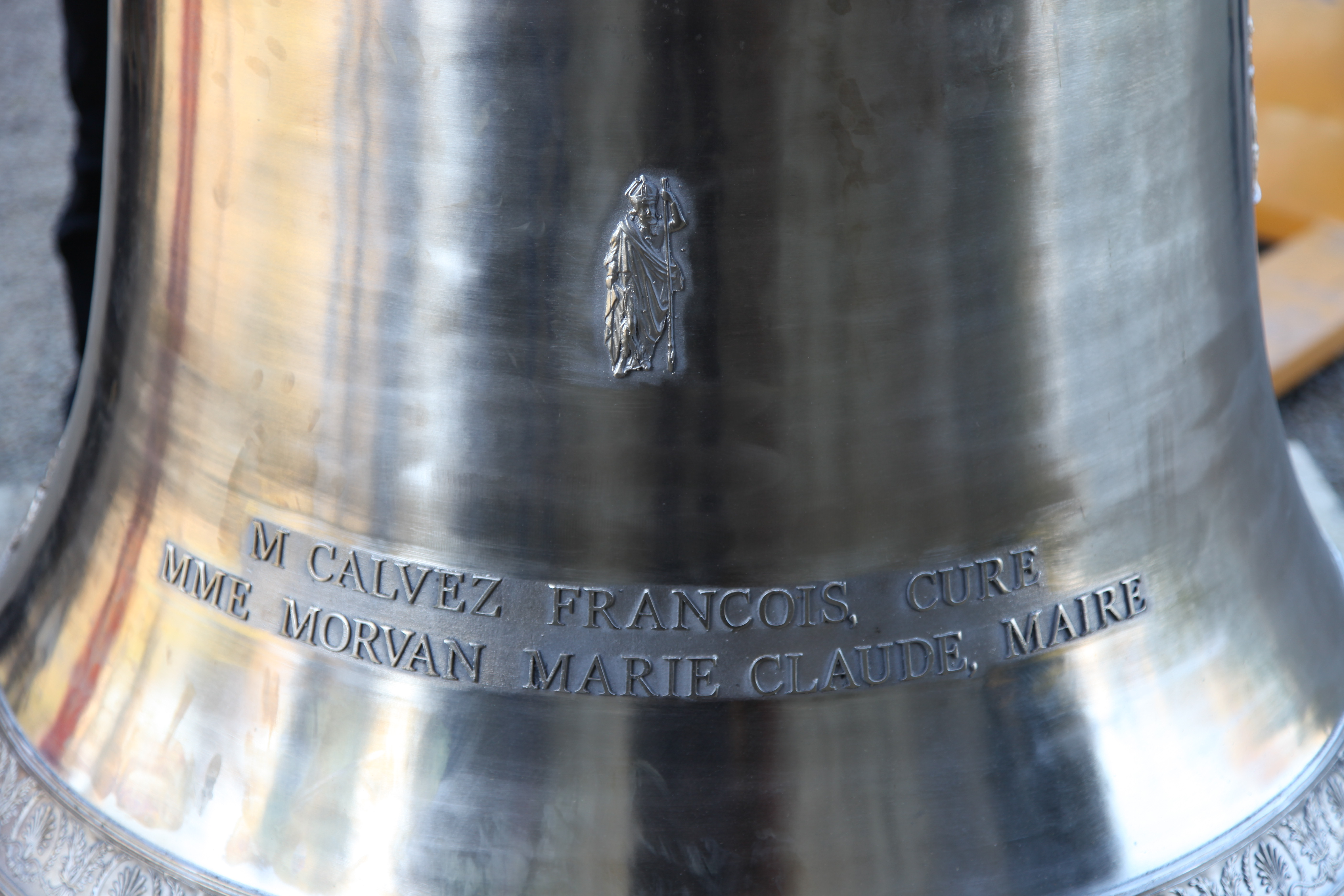
M. Calvez François, curé Mme Morvan Marie-Claude, maire
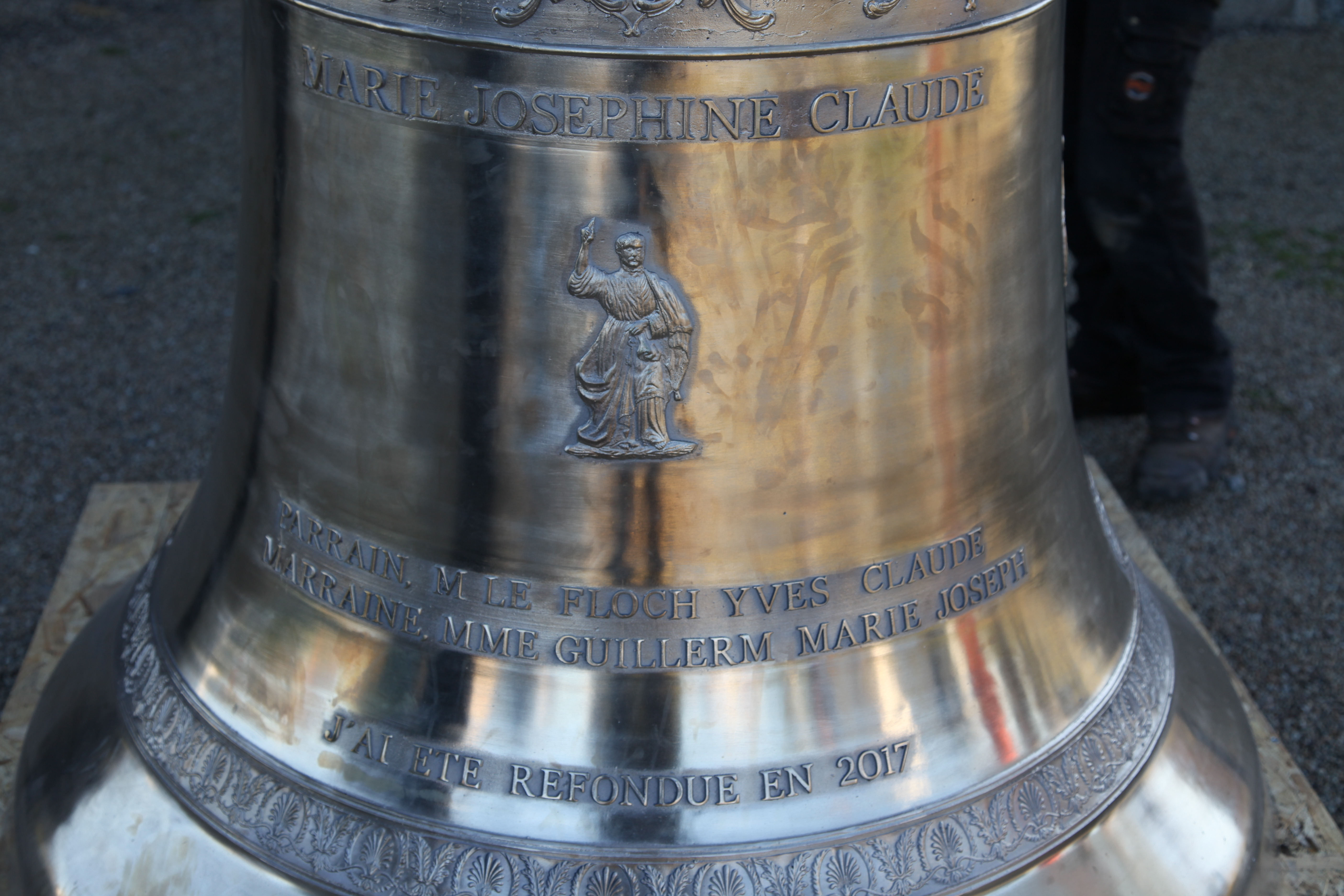
Marie Joséphine Claude Parrain M. Le Floc'h Yves Claude Marraine Mme Guillerm Marie Joseph J'ai été refondue en 2017
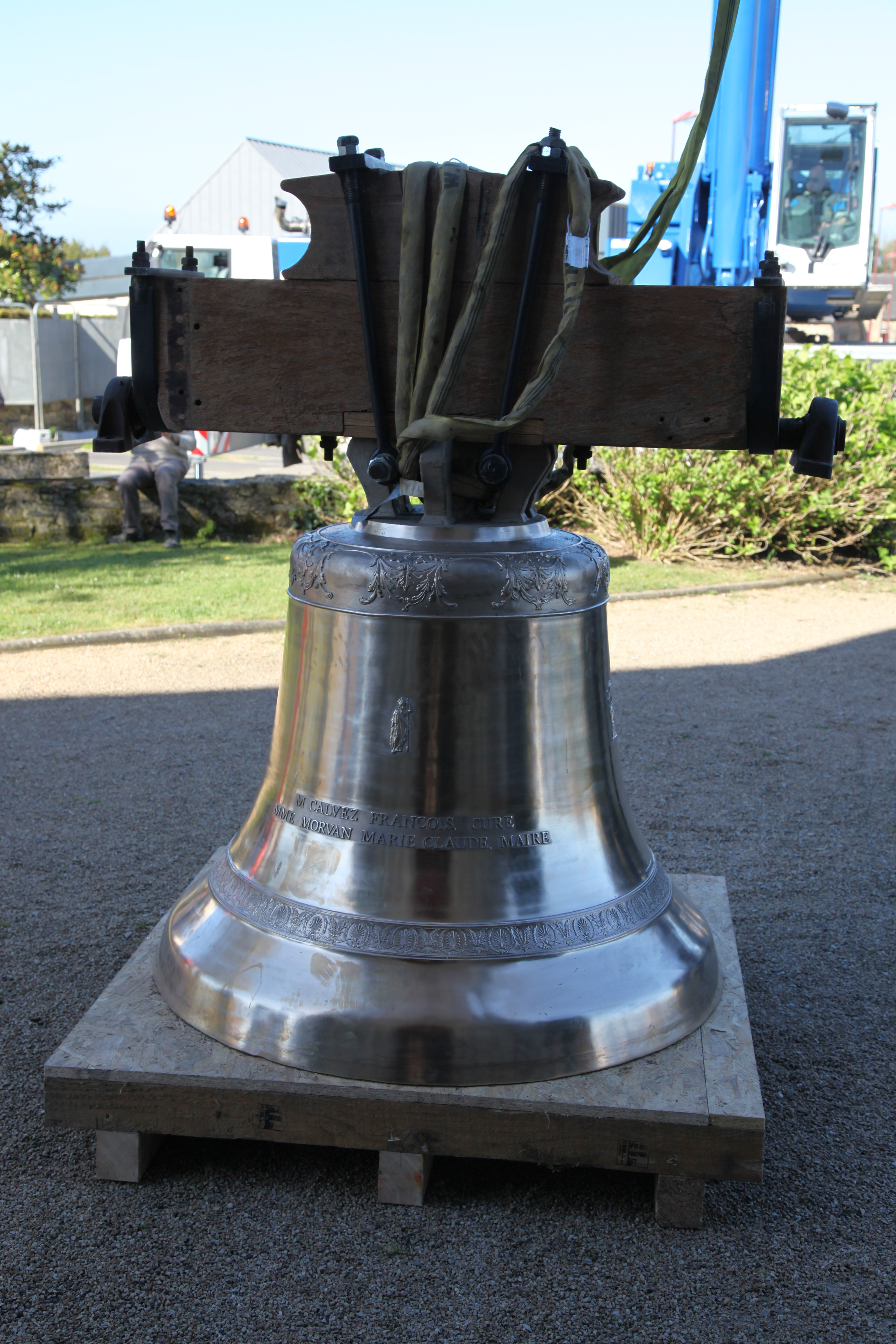

### Autres photos

Cloches Jeanne-Yvonne et Marie-Joséphine-Claude
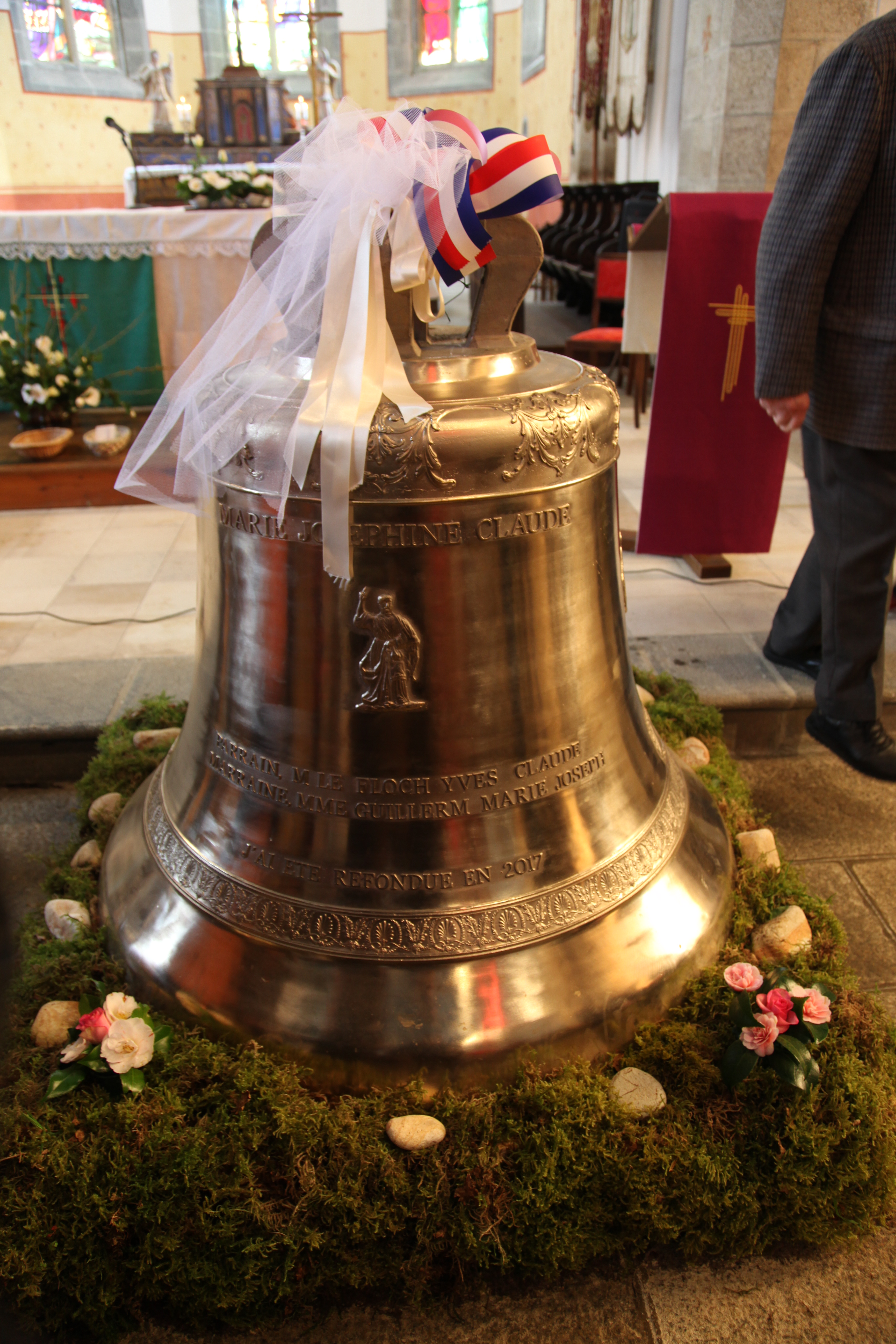
Bénédiction de Marie Joséphine Claude
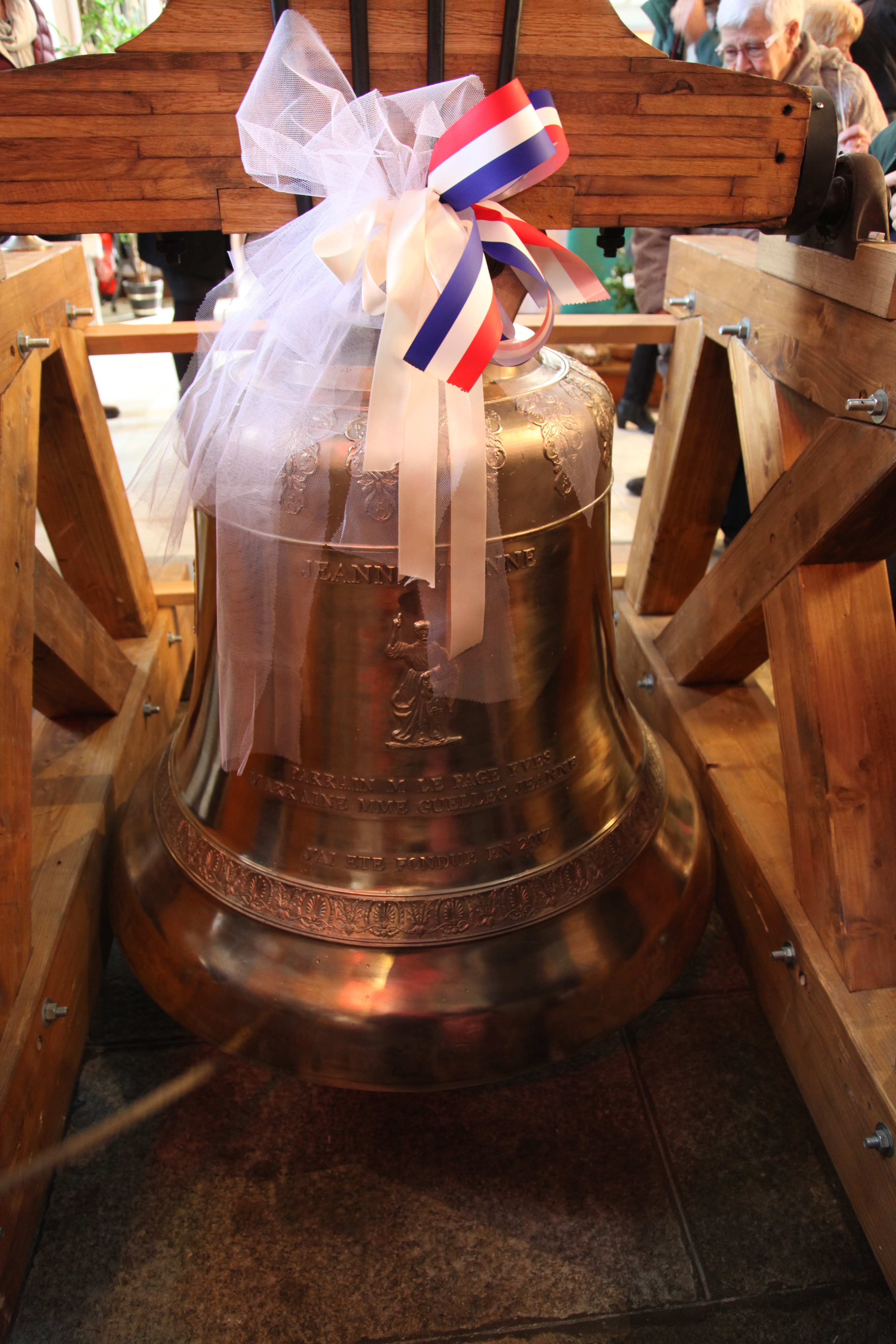
Bénédiction de Jeanne Yvonne
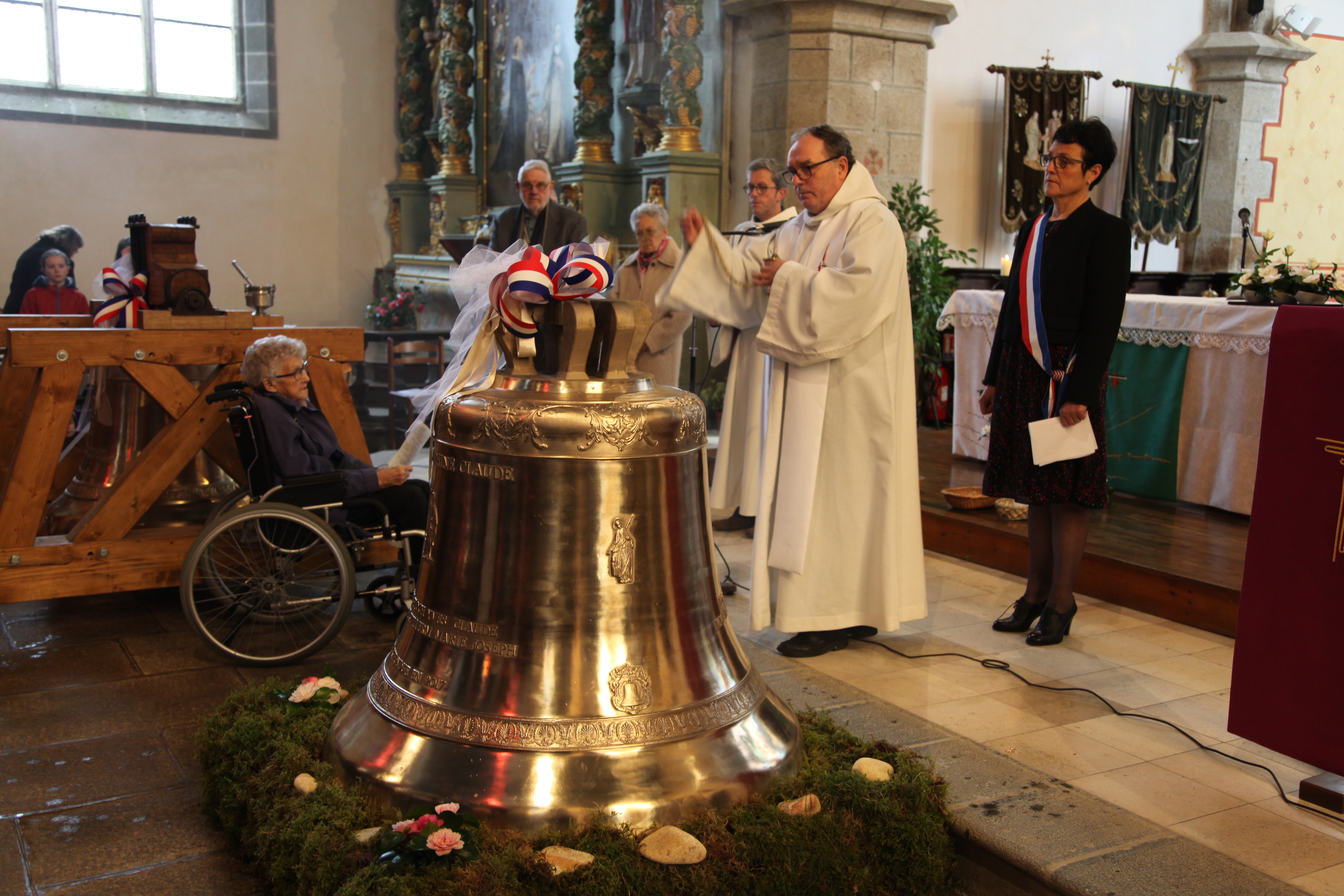
Bénédiction du 23 mars 2017
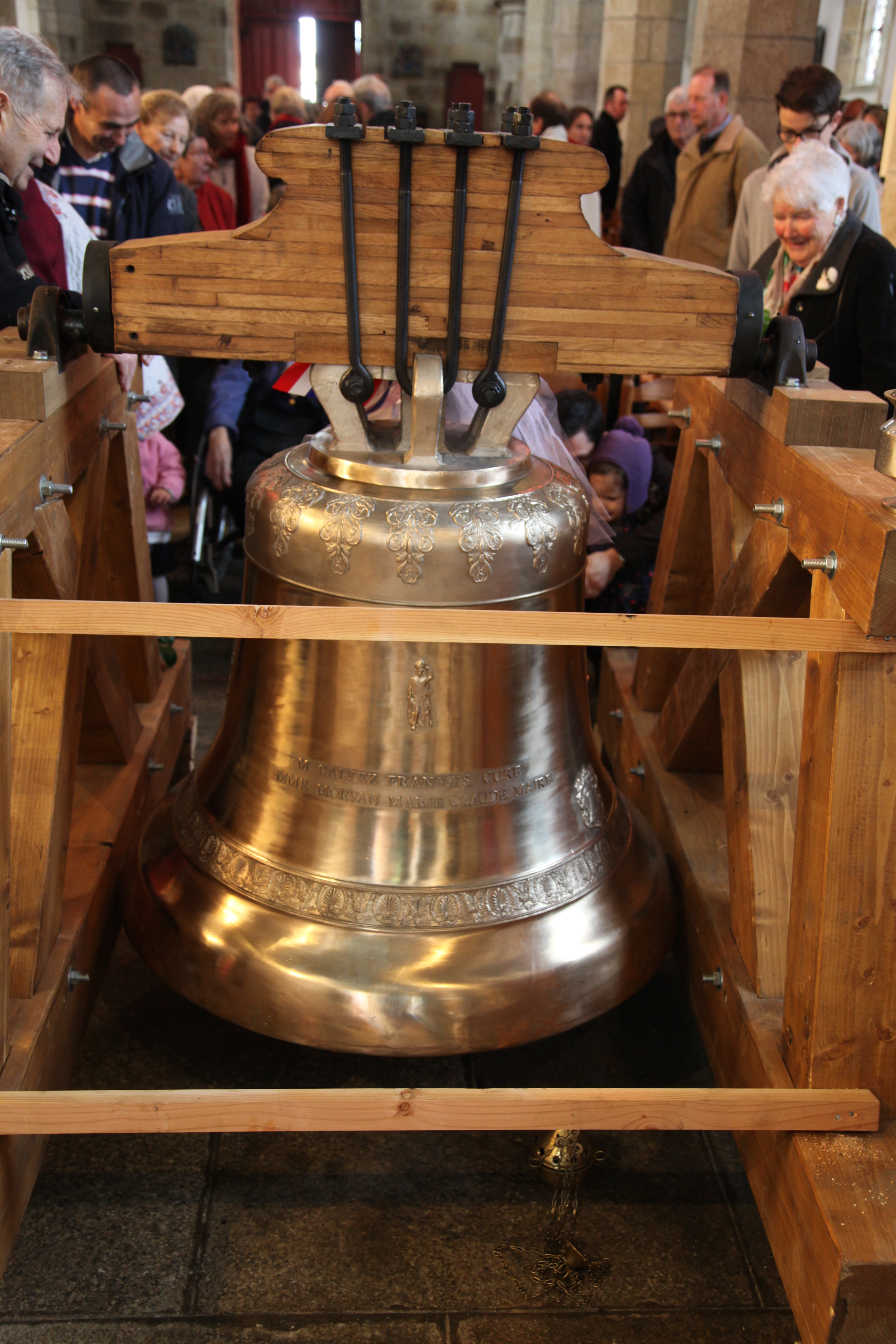
Bénédiction du 23 mars 2017
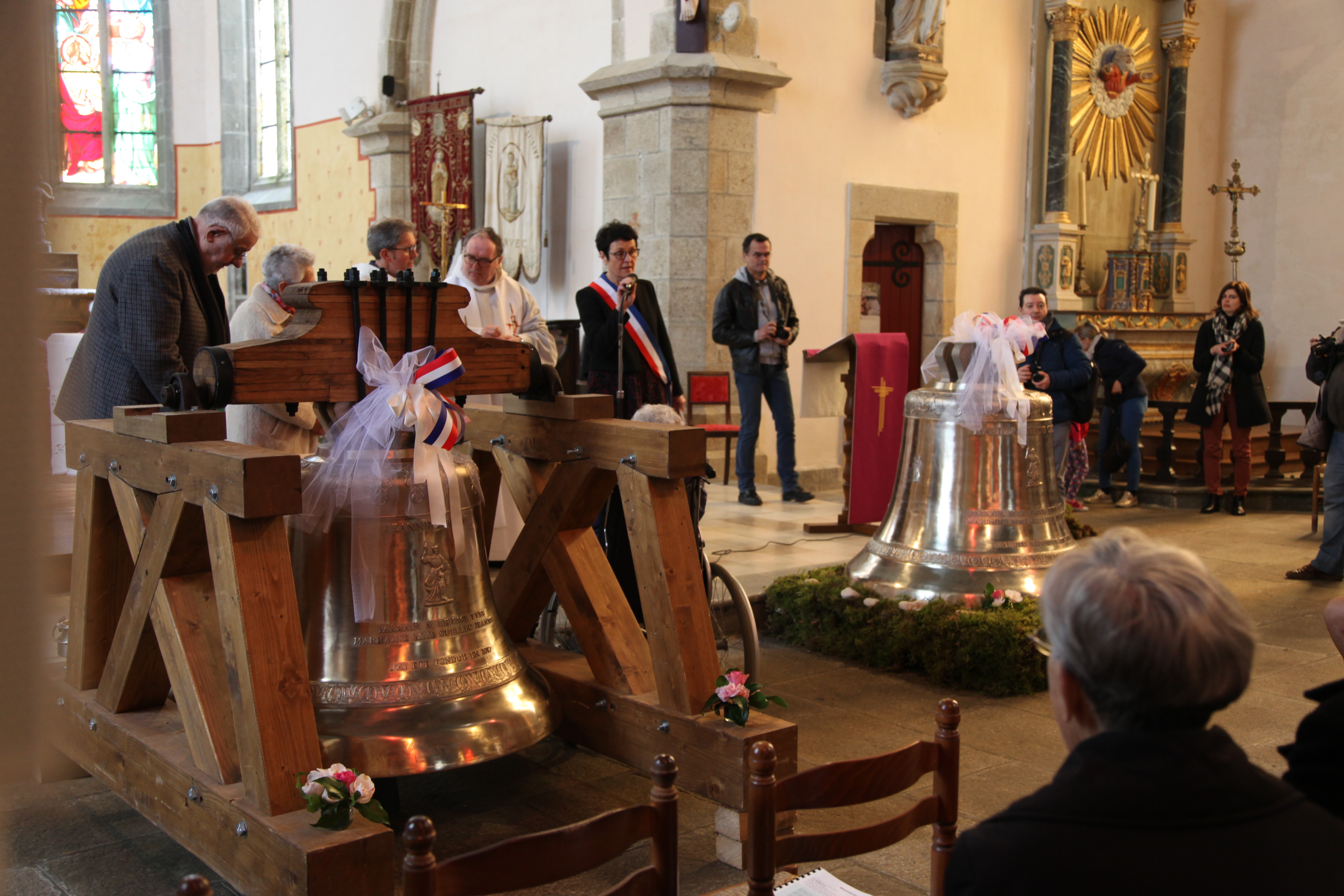
Bénédiction du 23 mars 2017
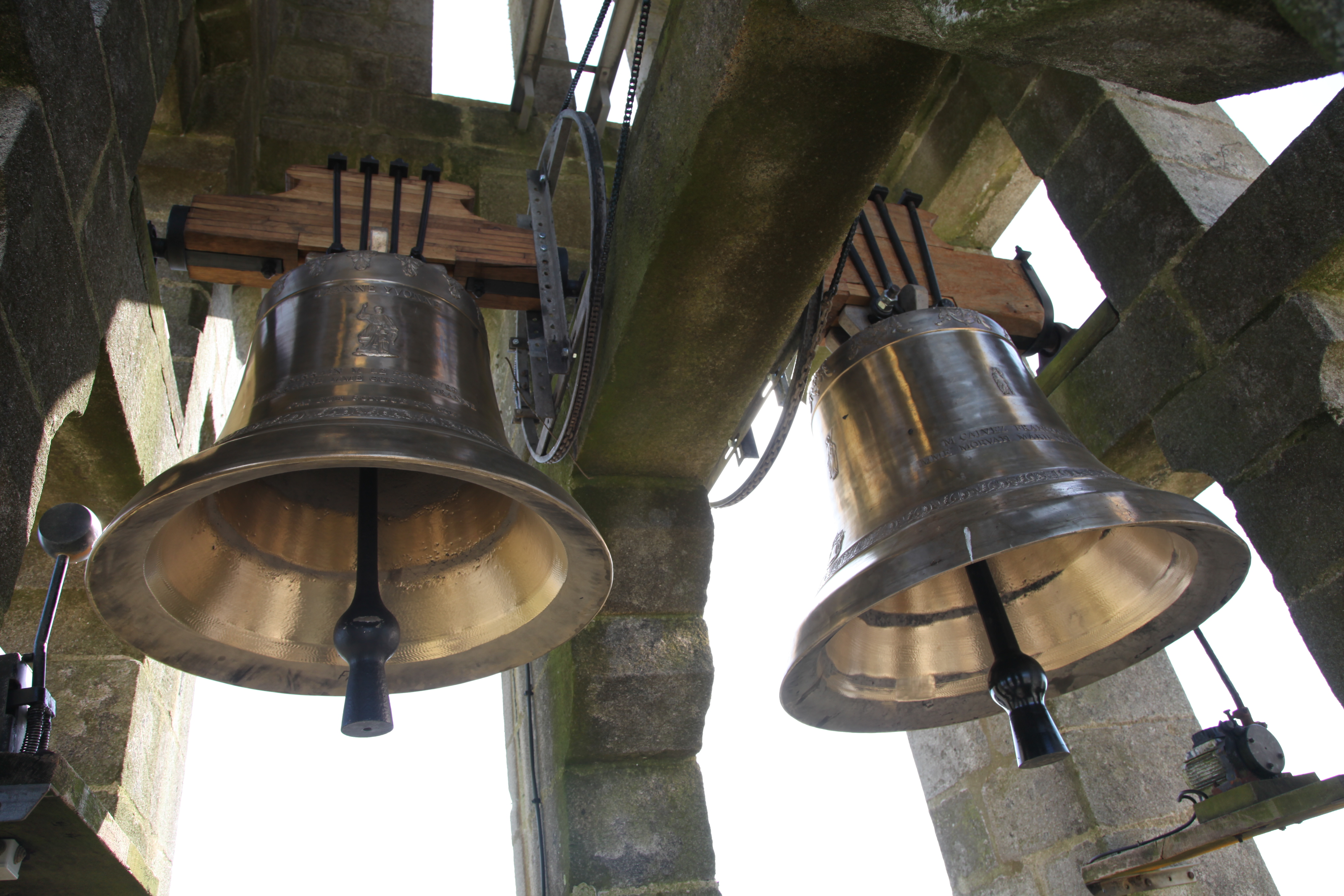
Les deux cloches en place dans le clocher de l'église
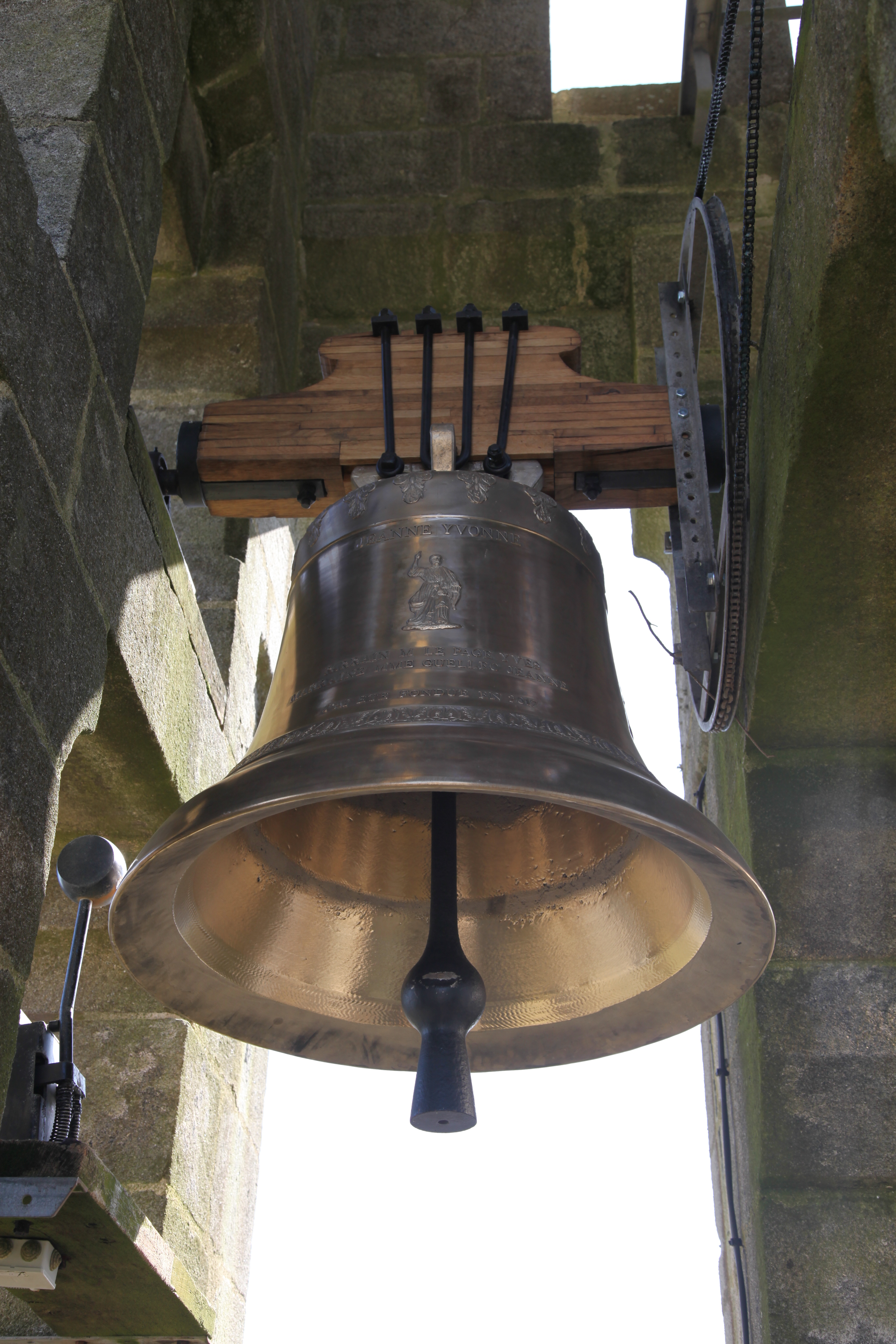
Jeanne-Yvonne
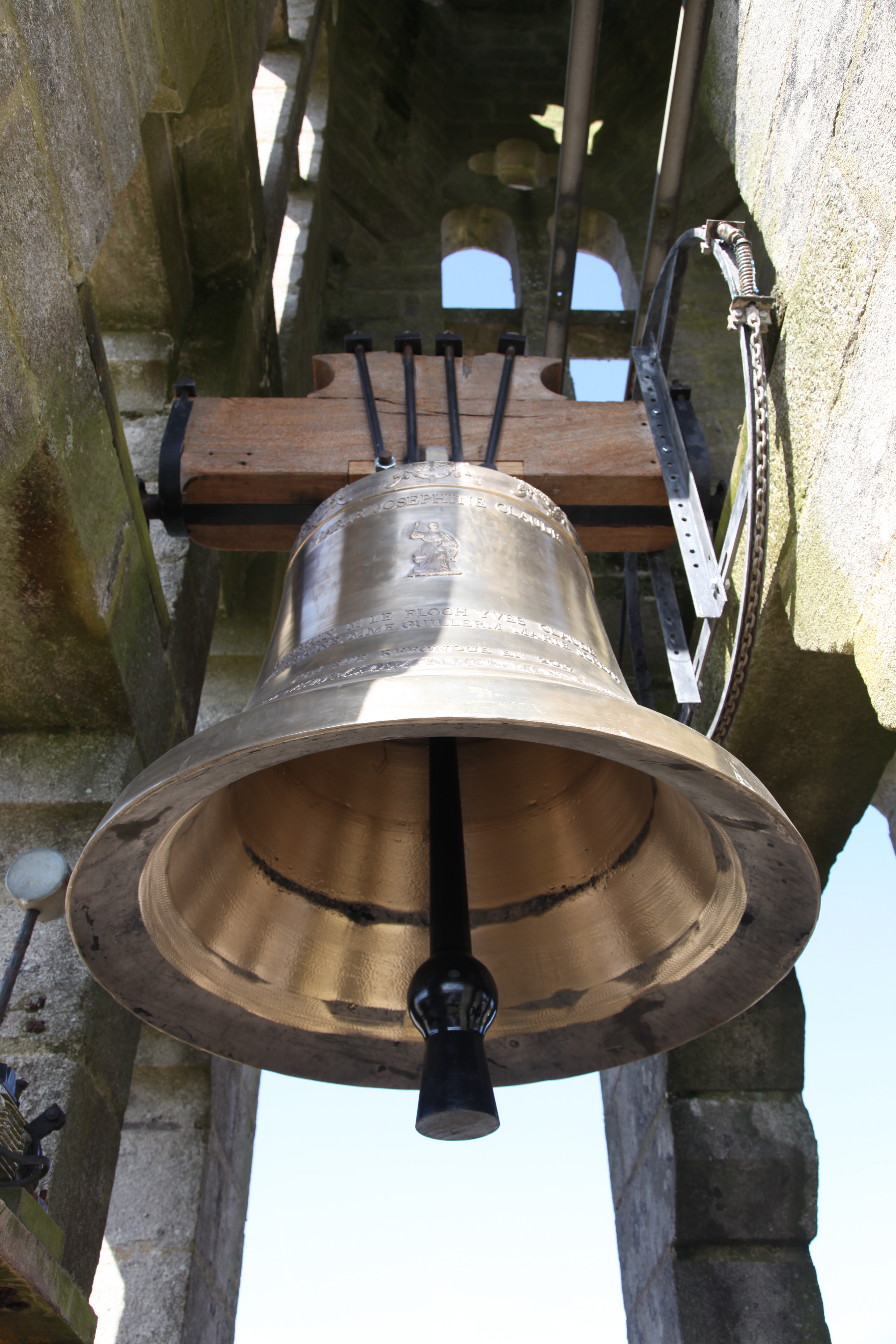
Marie-Joséphine-Claude

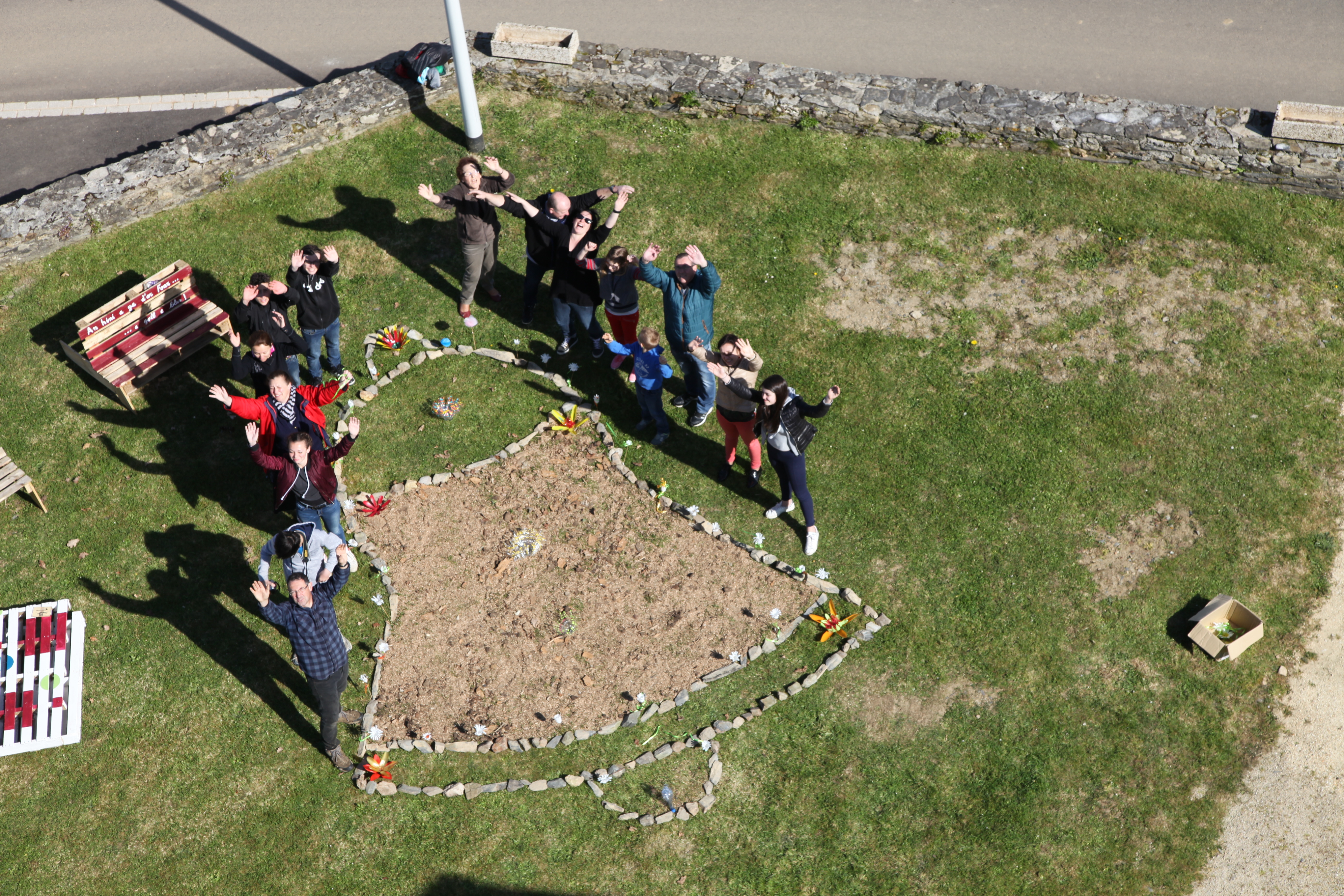
Un même projet : la mise en valeur de la Cloche de la Paix Yvonne Jeanne Angèle, avec les associations Temps Libre, La Cloche de la Paix et le Local Jeunes.

## Chemin de croix
Le chemin de croix avec ses quatorze stations selon la forme traditionnelle.

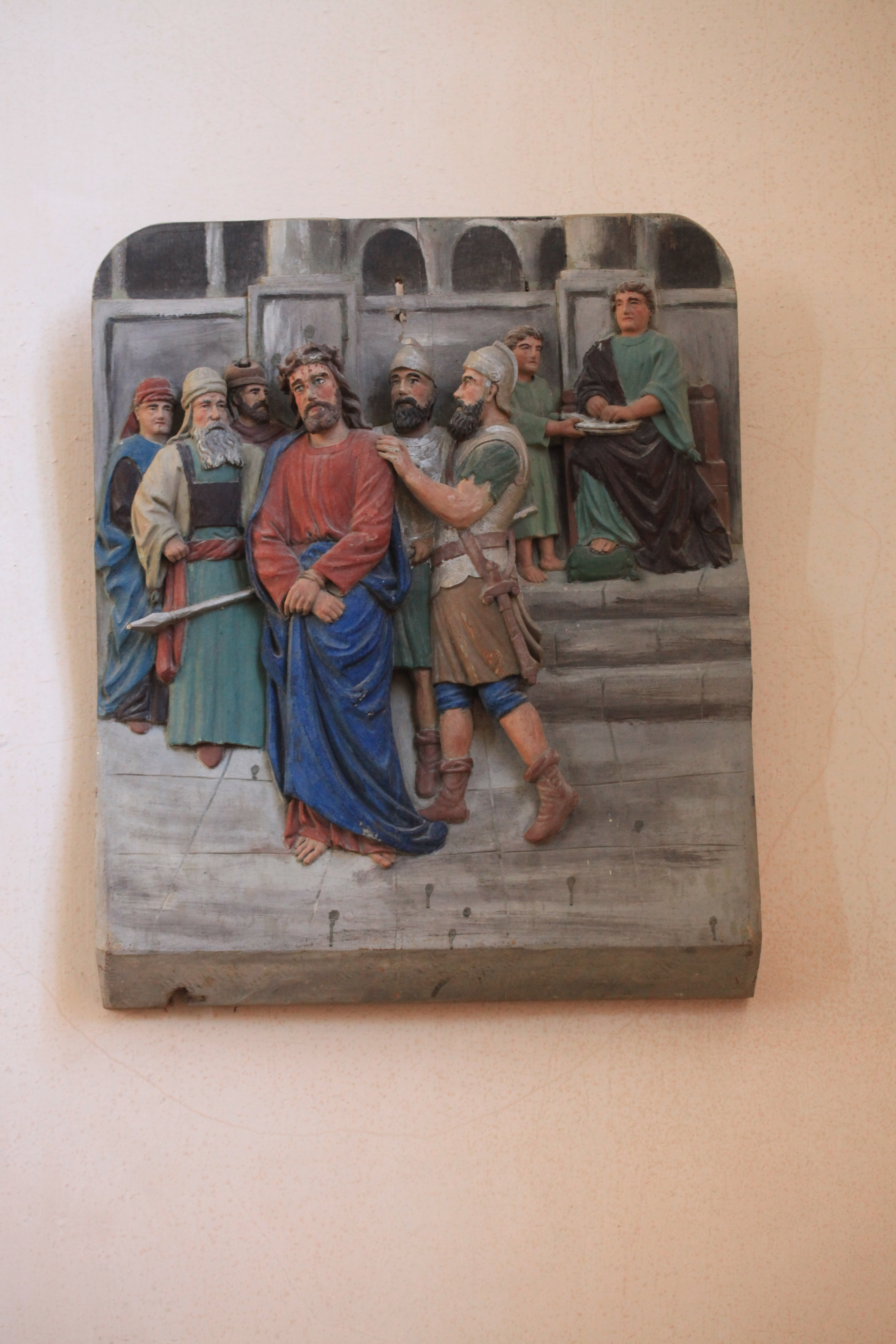
1.Jésus est condamné à être crucifié
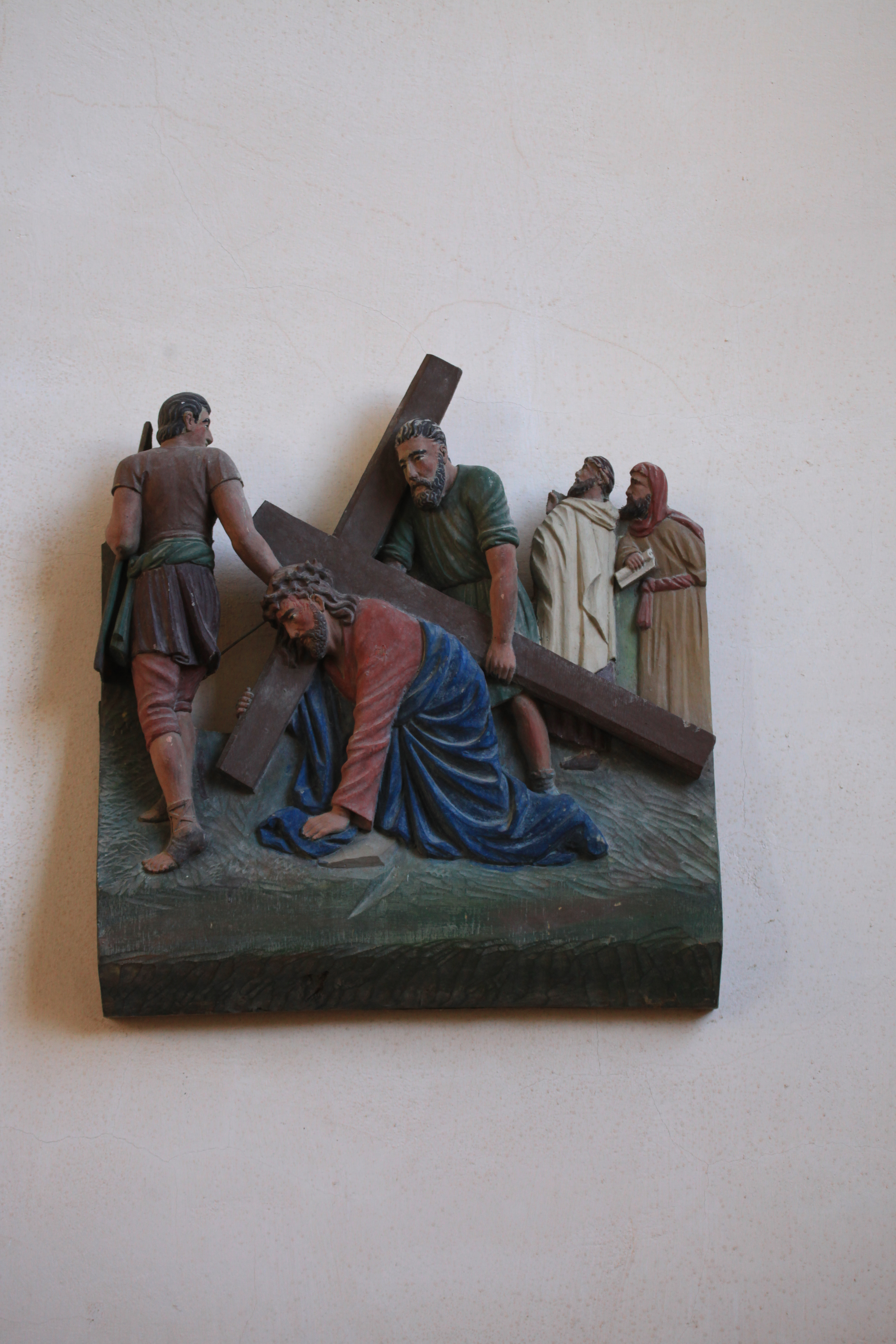
2.Jésus est chargé de sa croix
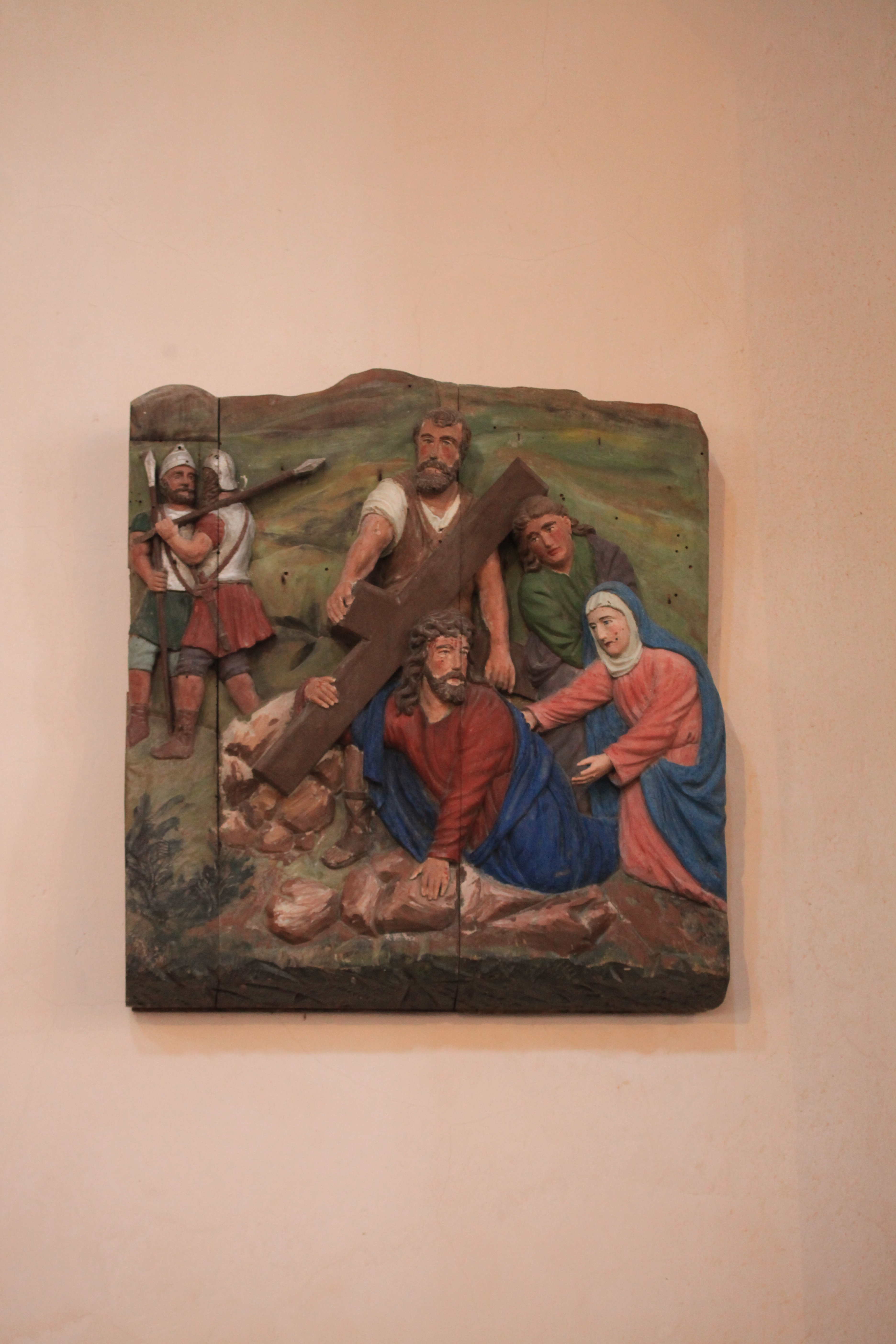
3.Jésus tombe pour la première fois sous le poids de la croix
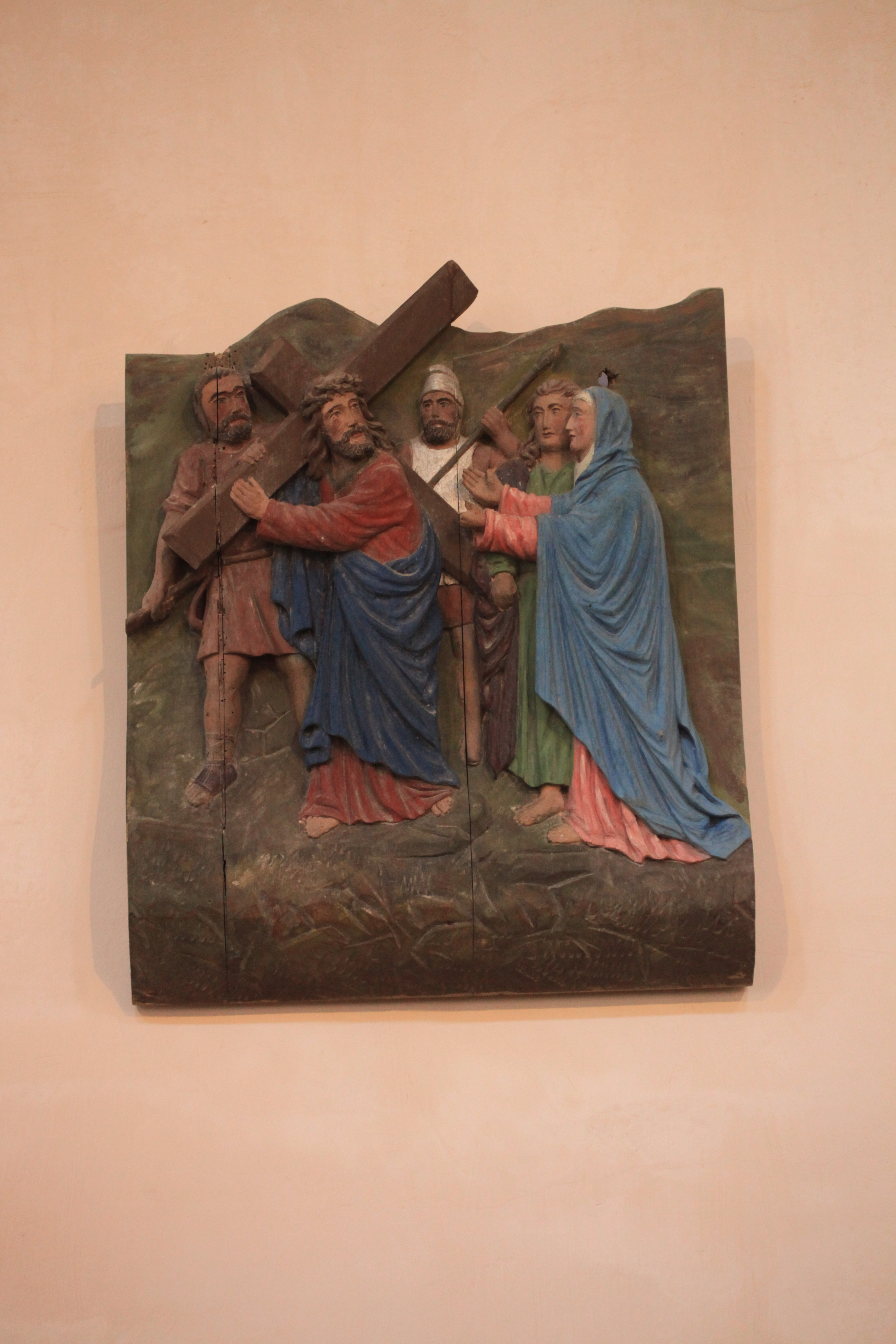
4.Jésus rencontre sa mère
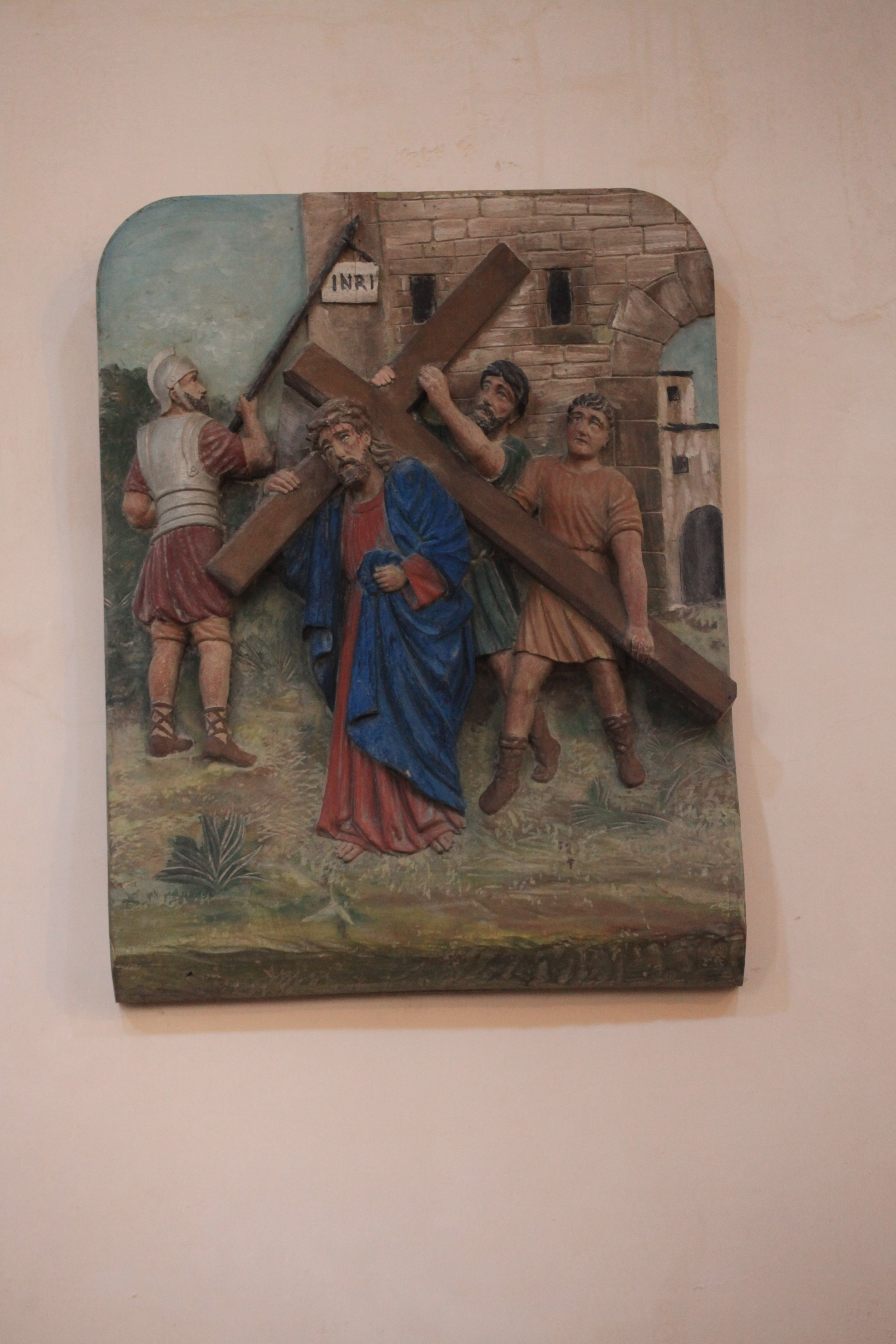
5.Simon de Cyrène aide Jésus à porter sa croix
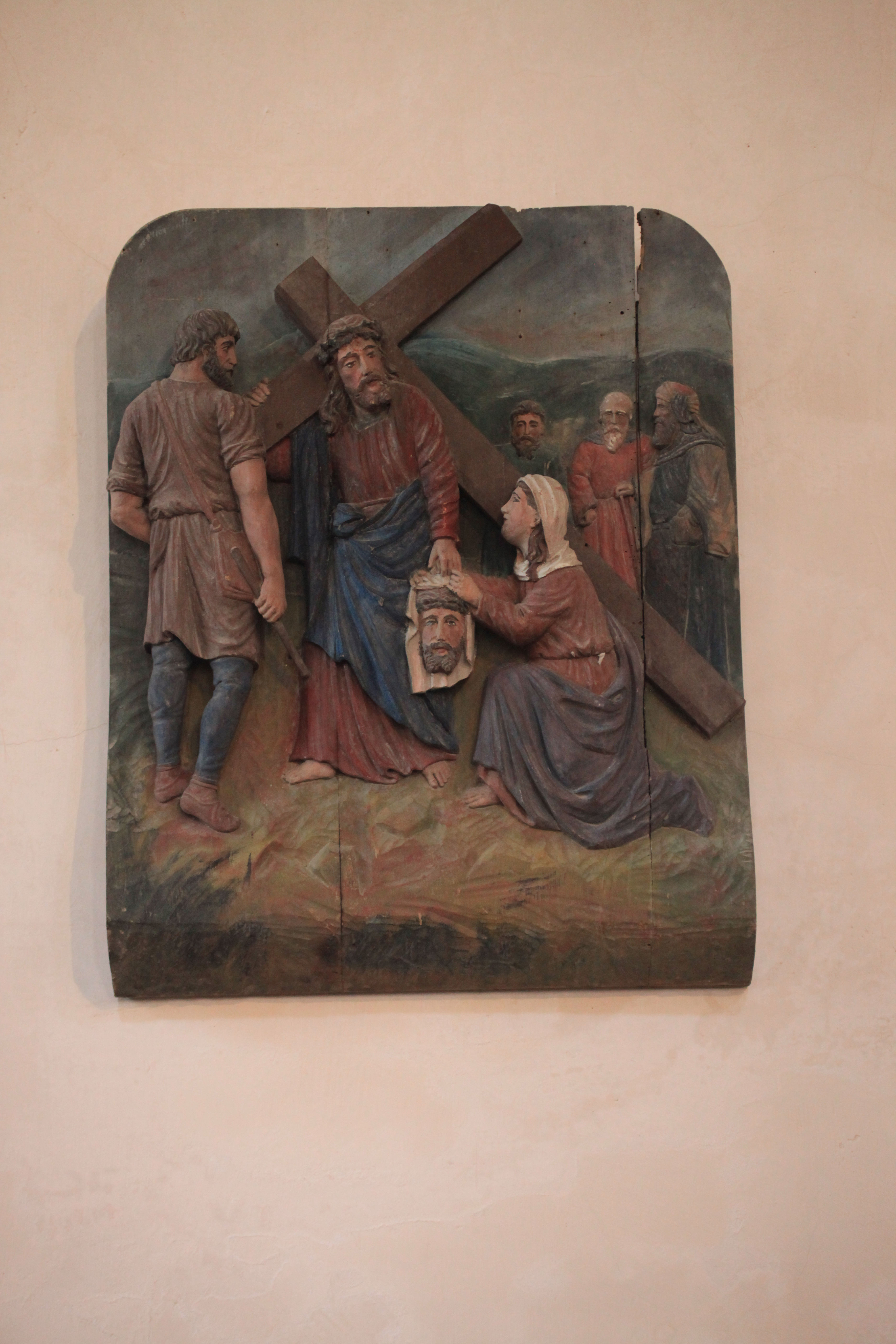
6.Sainte Véronique essuie le visage de Jésus
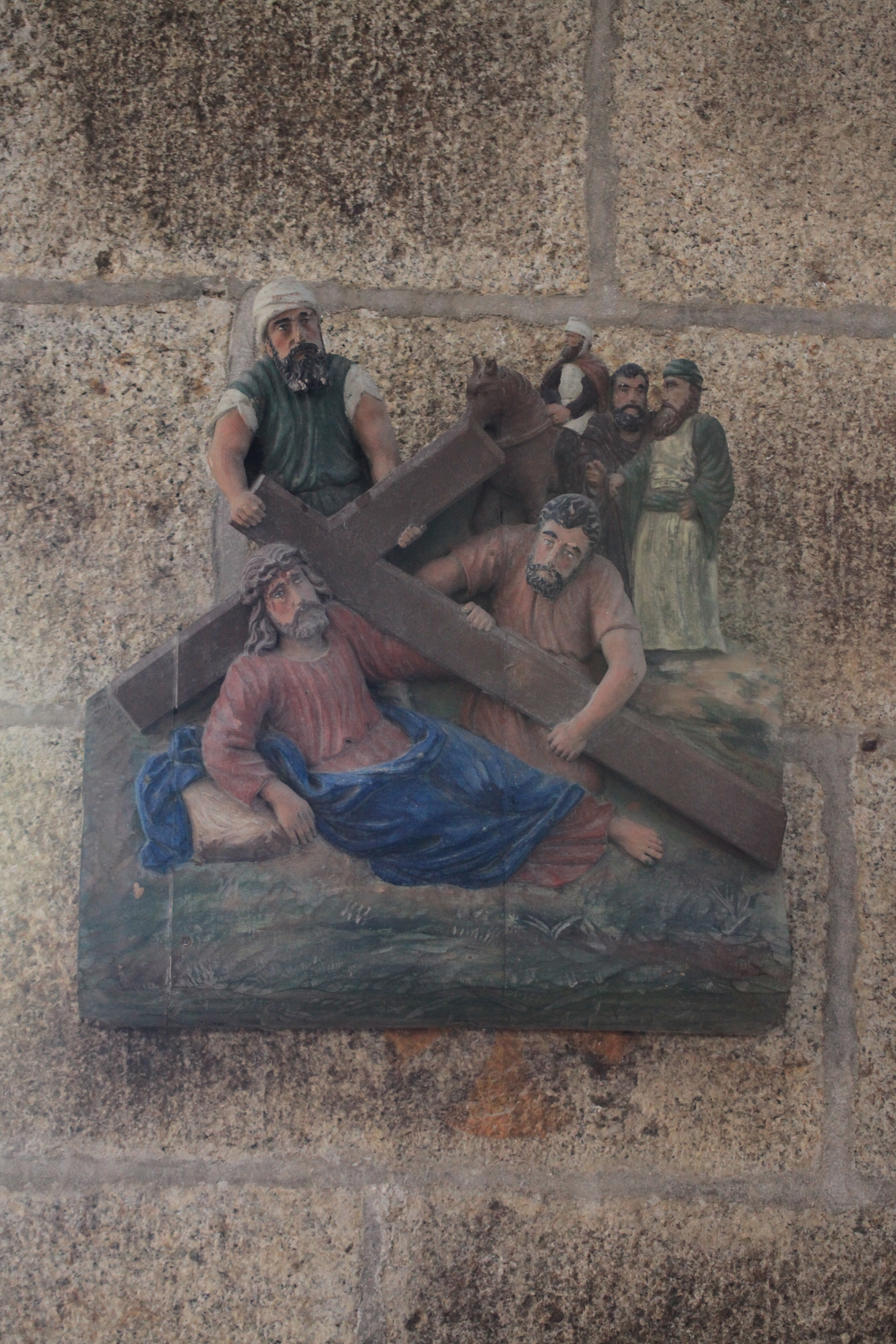
7.Jésus tombe pour la deuxième fois
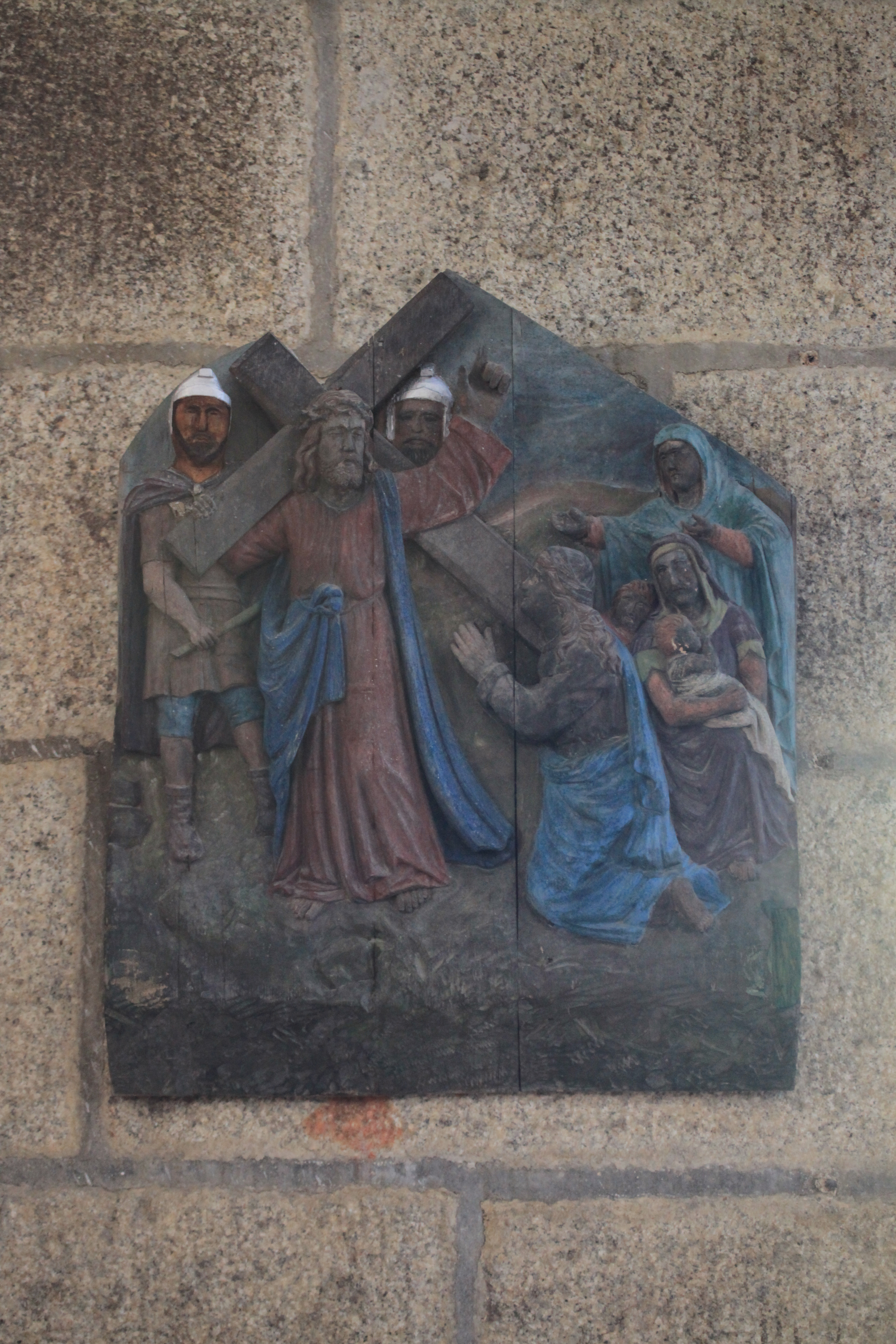
8.Jésus rencontre les femmes de Jérusalem qui pleurent
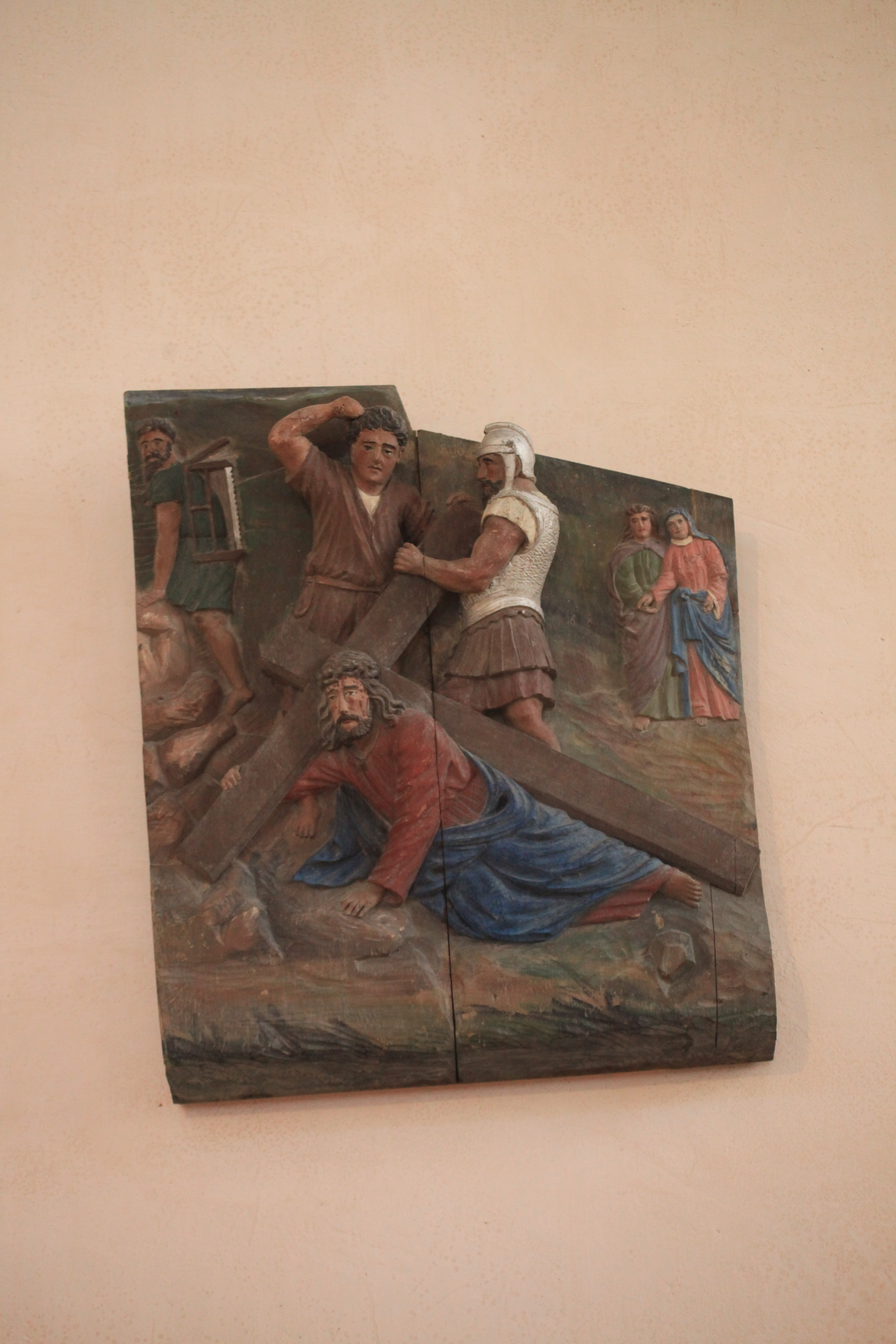
9.Jésus tombe pour la troisième fois
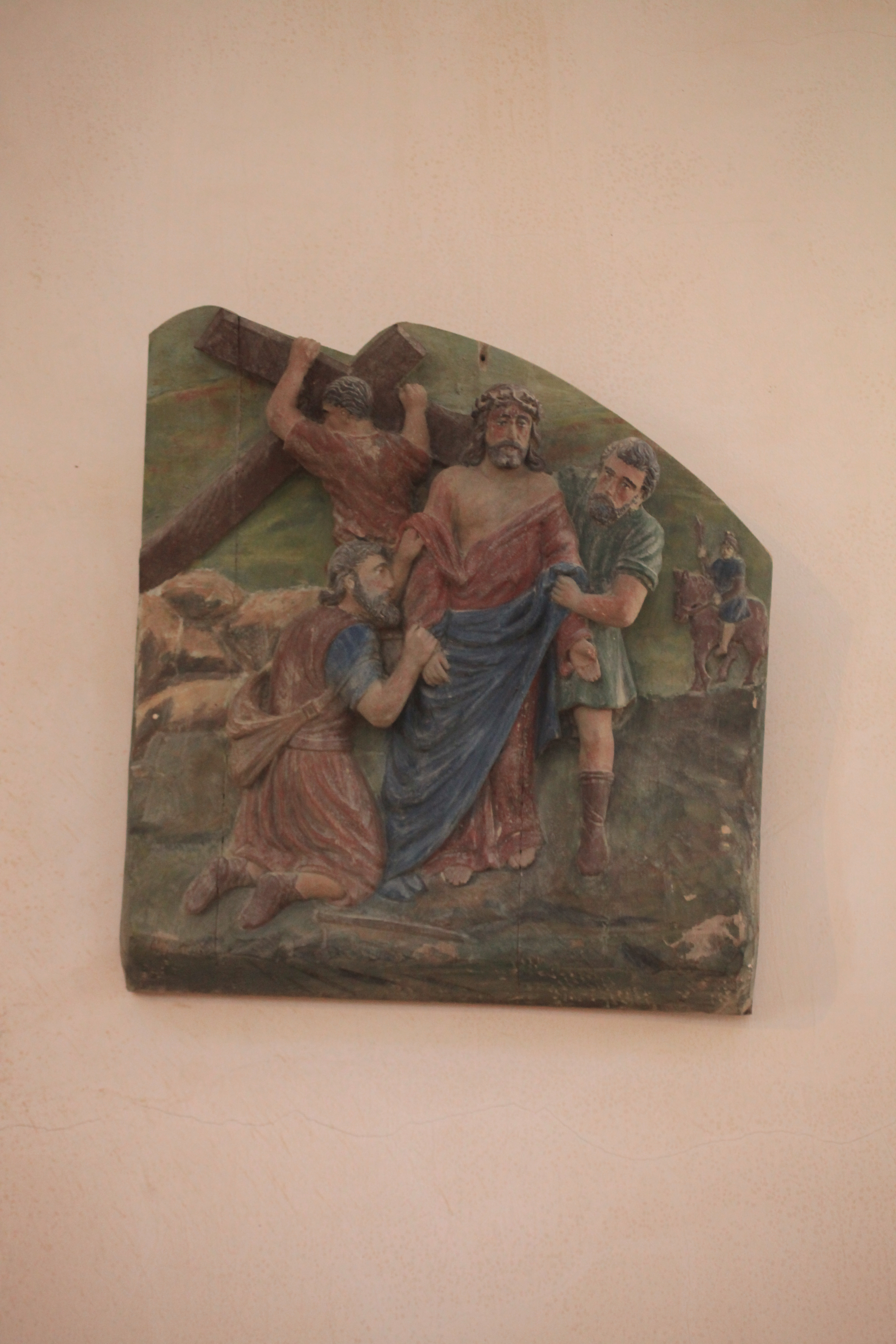
10.Jésus est dépouillé de ses vêtements
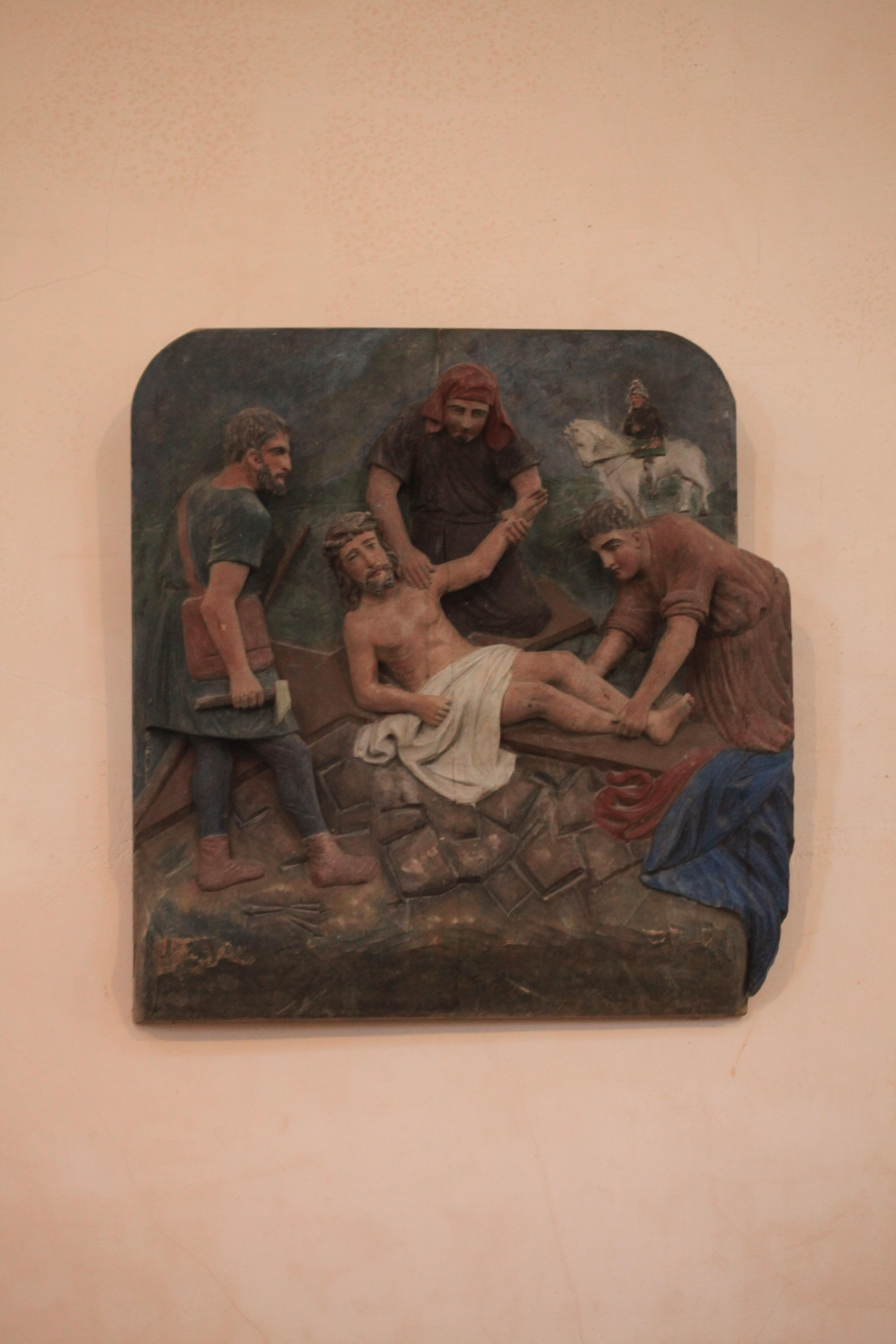
11.Jésus est cloué sur la croix
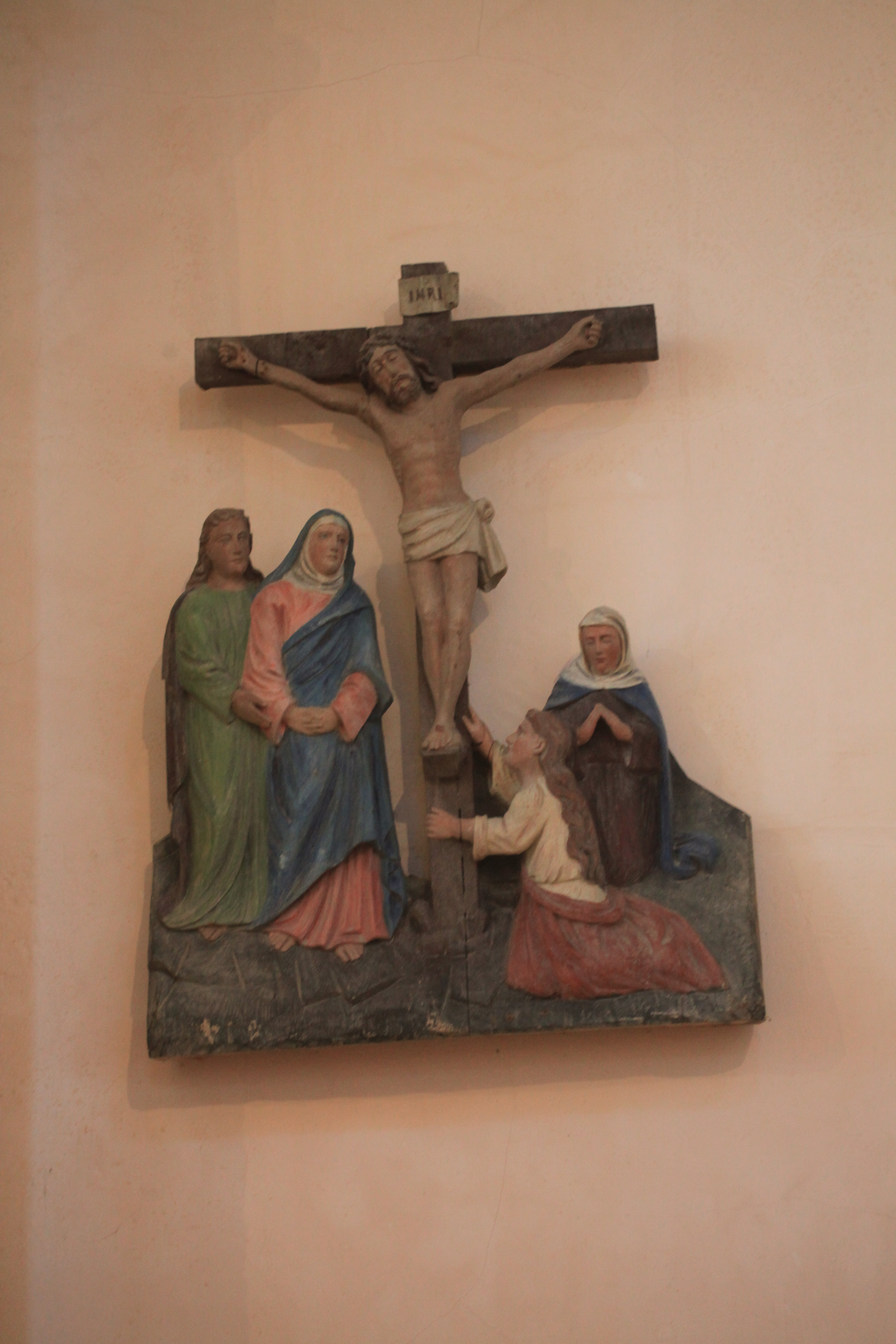
12.Jésus meurt sur la croix
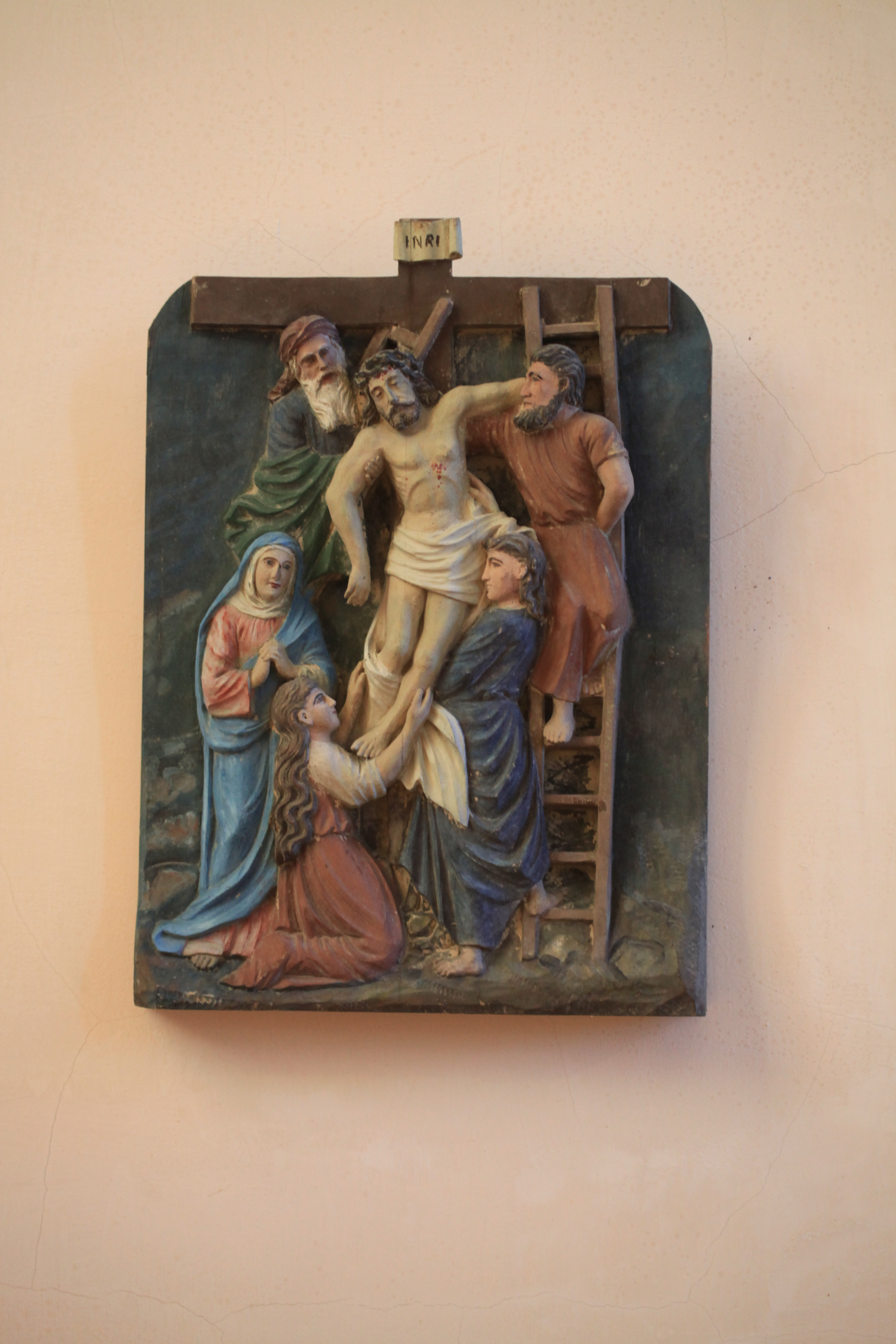
13.Jésus est détaché de la croix et son corps est remis à sa mère
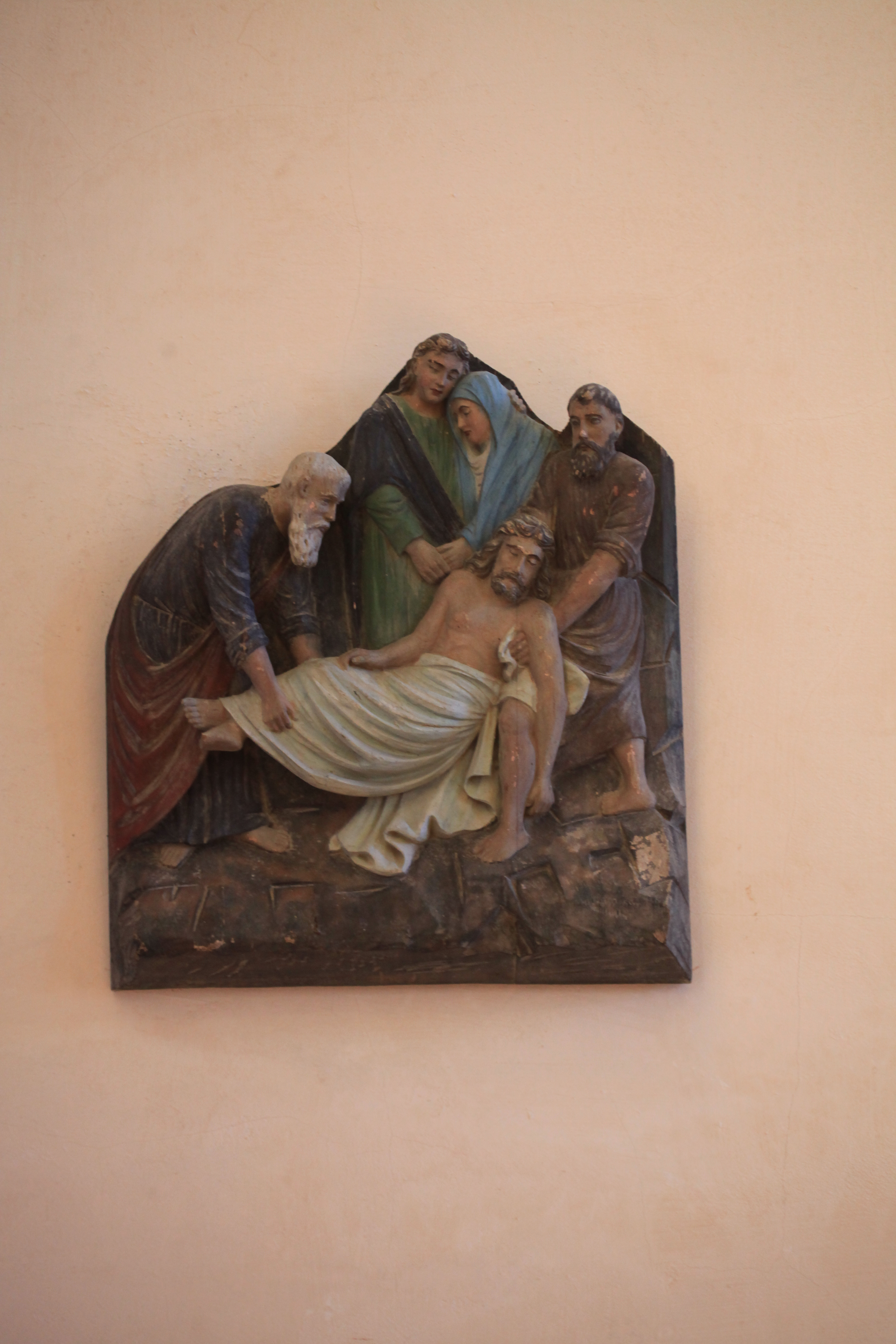
14.Le corps de Jésus est mis au tombeau

## Statues

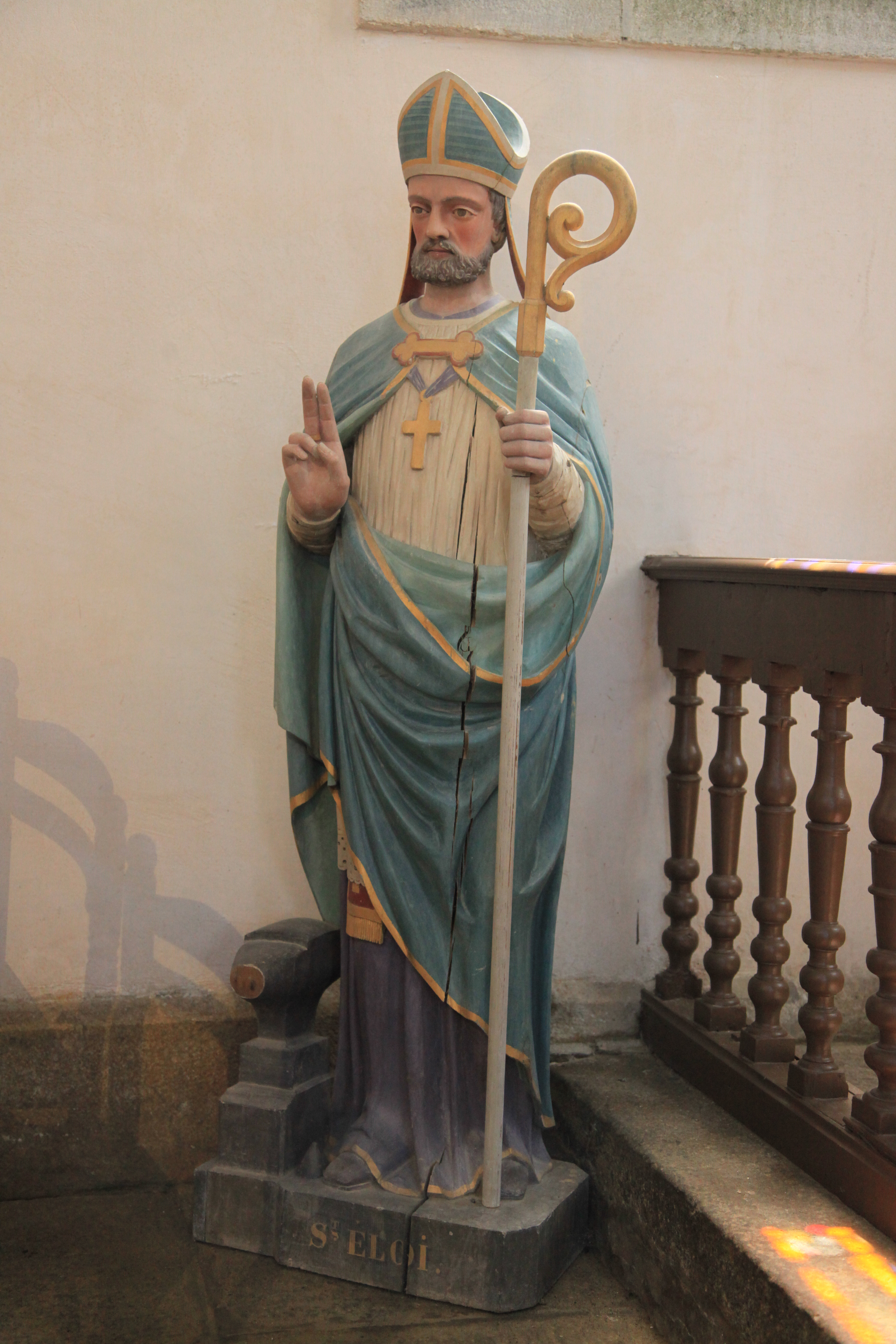
Saint Éloi
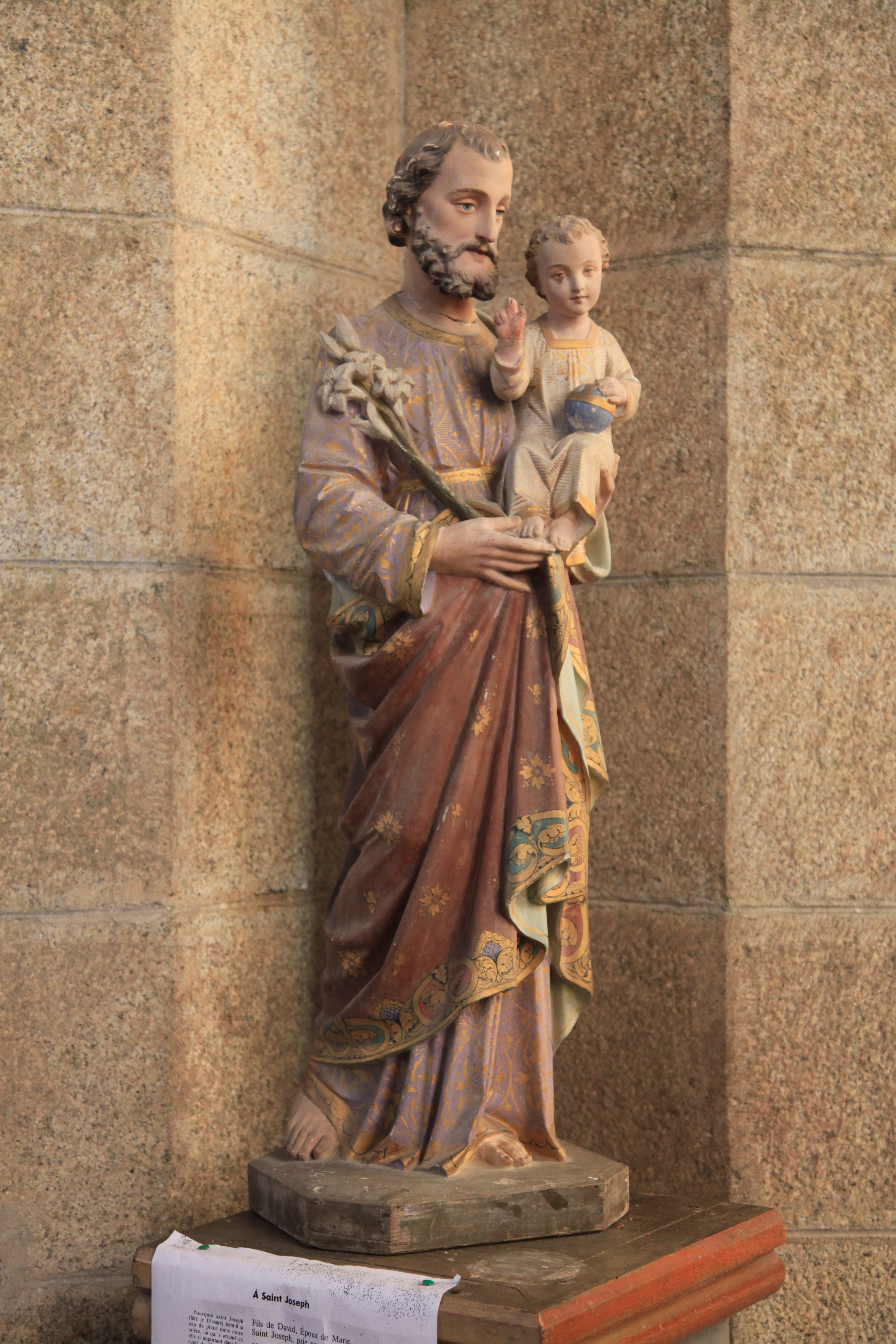
Saint Joseph et l'Enfant
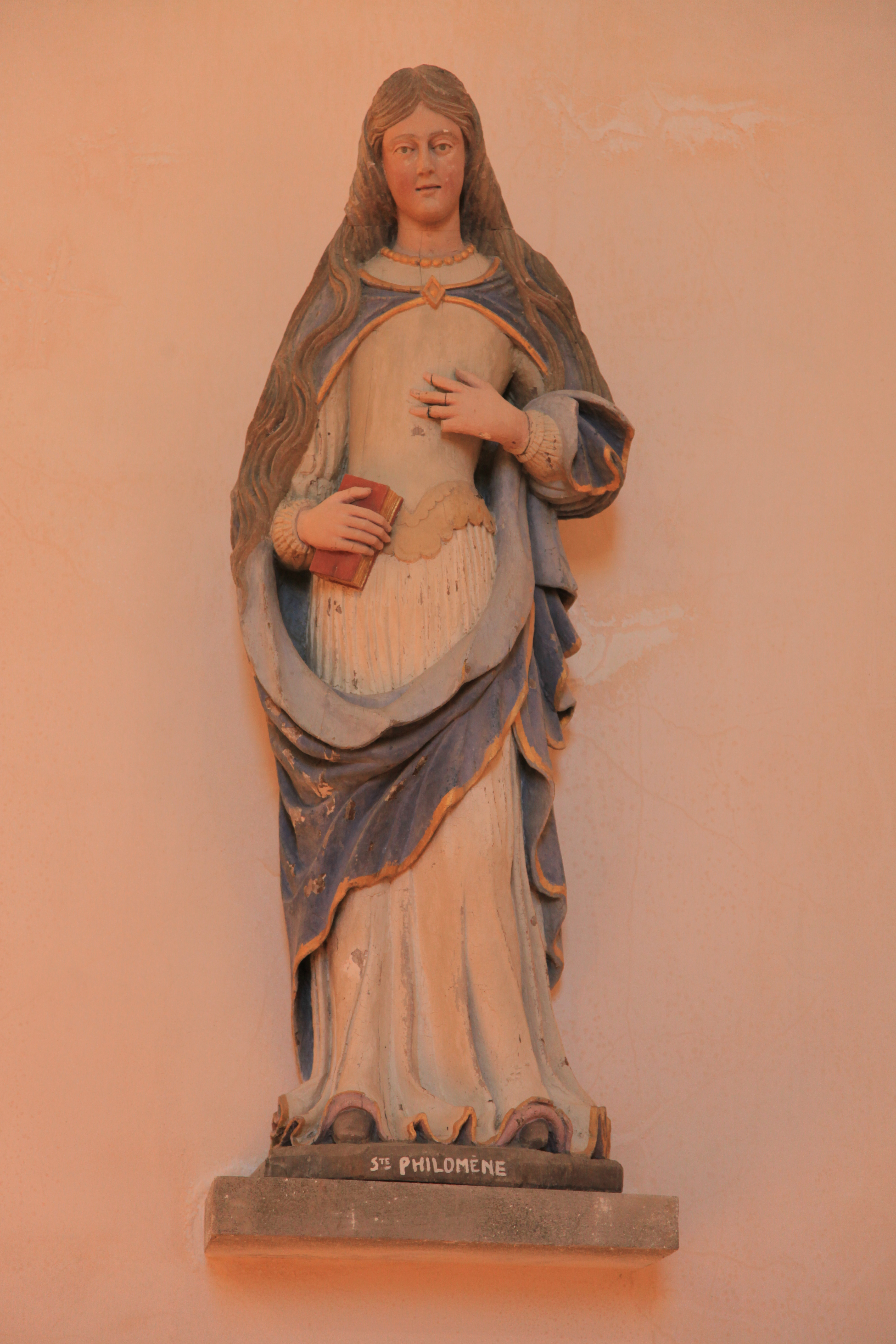
Sainte Philomène
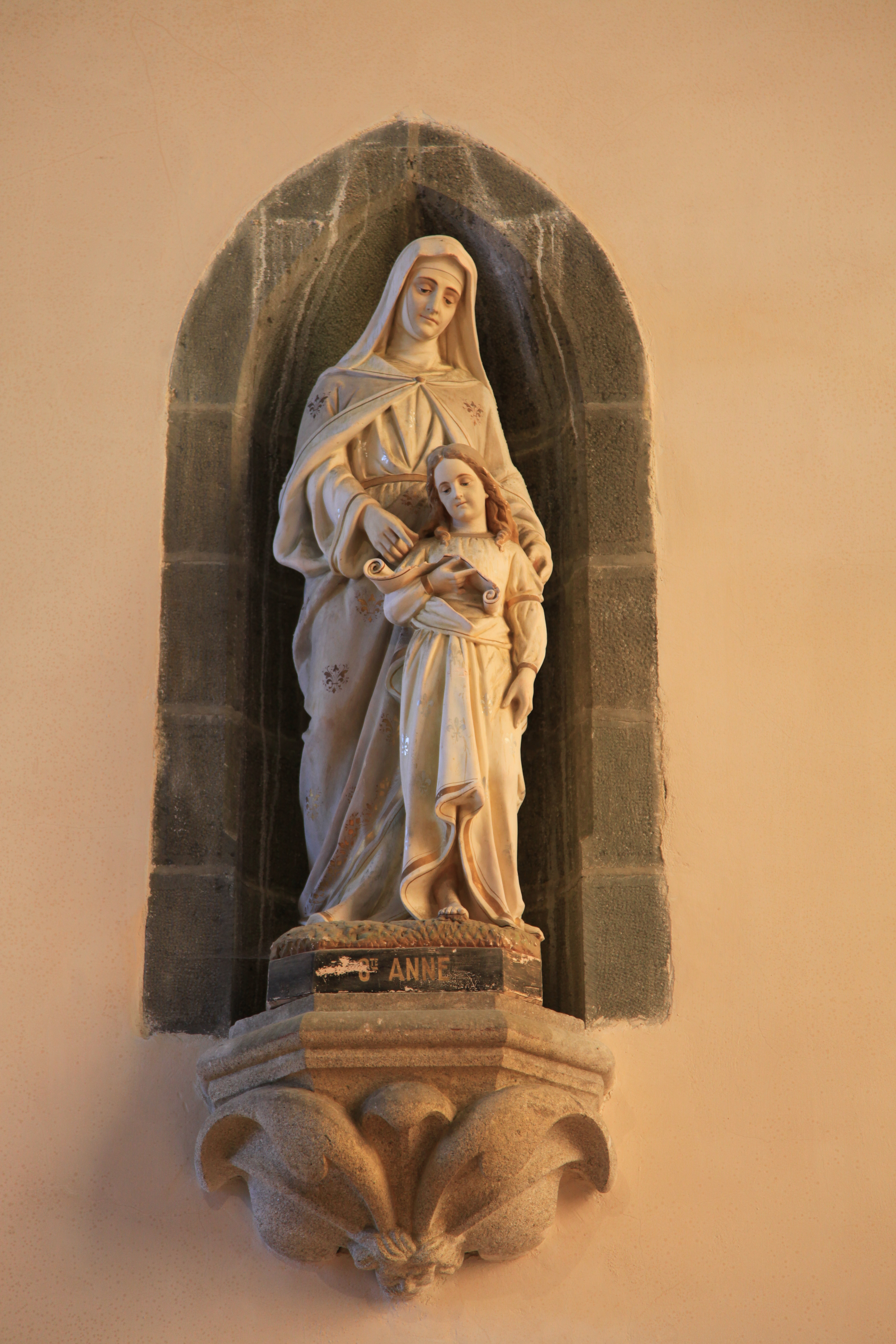
Sainte Anne
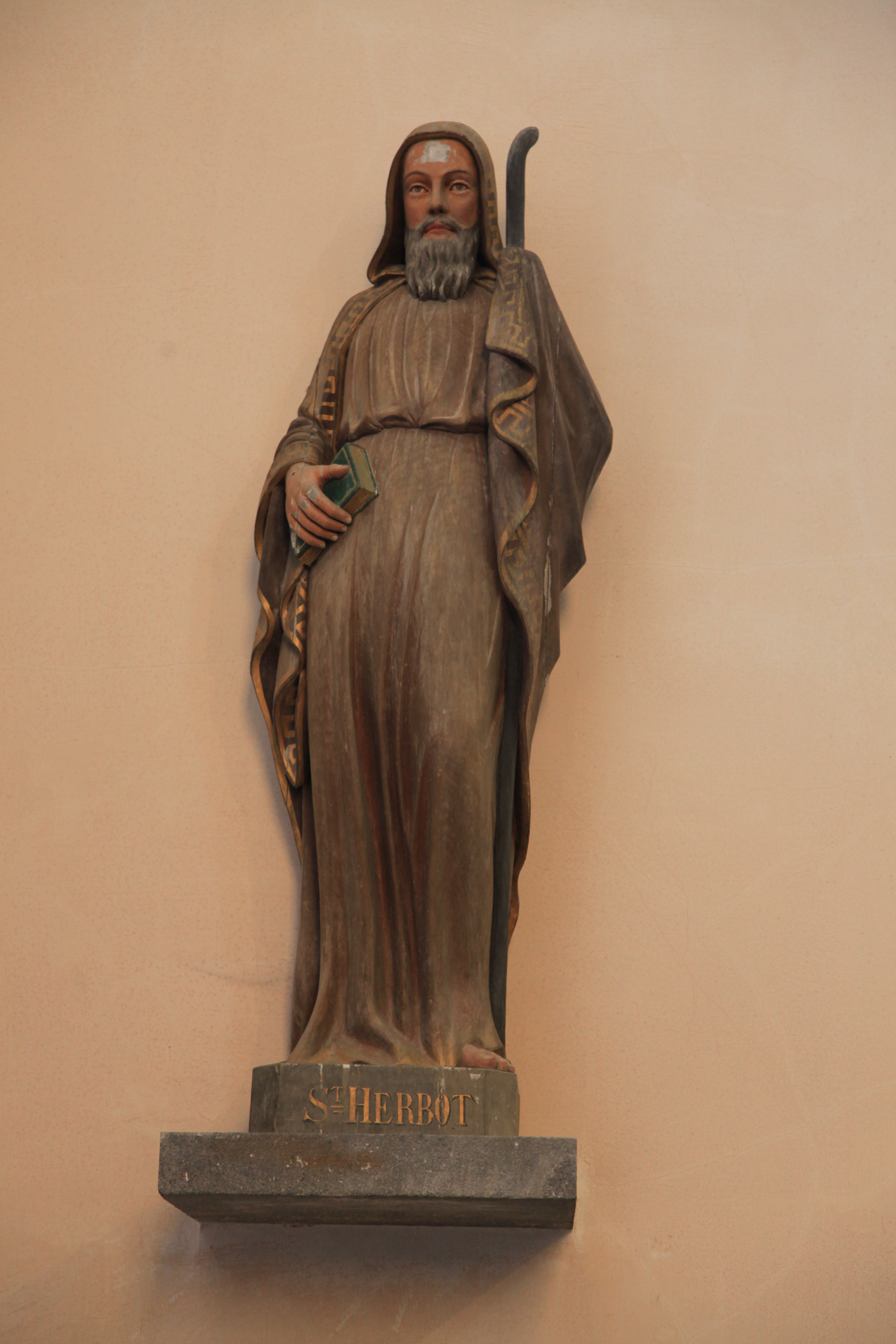
Saint Herbot
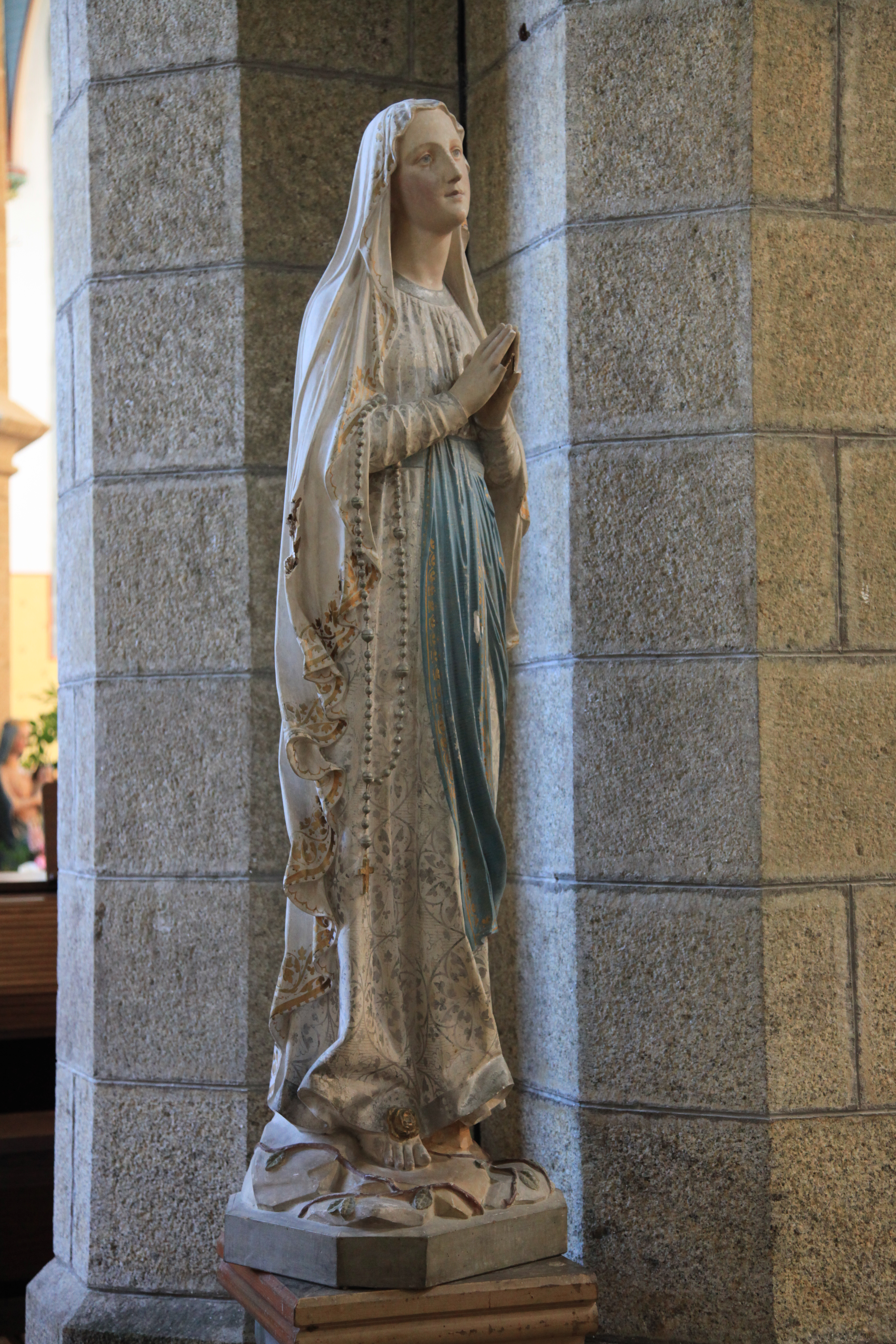
Sainte Vierge
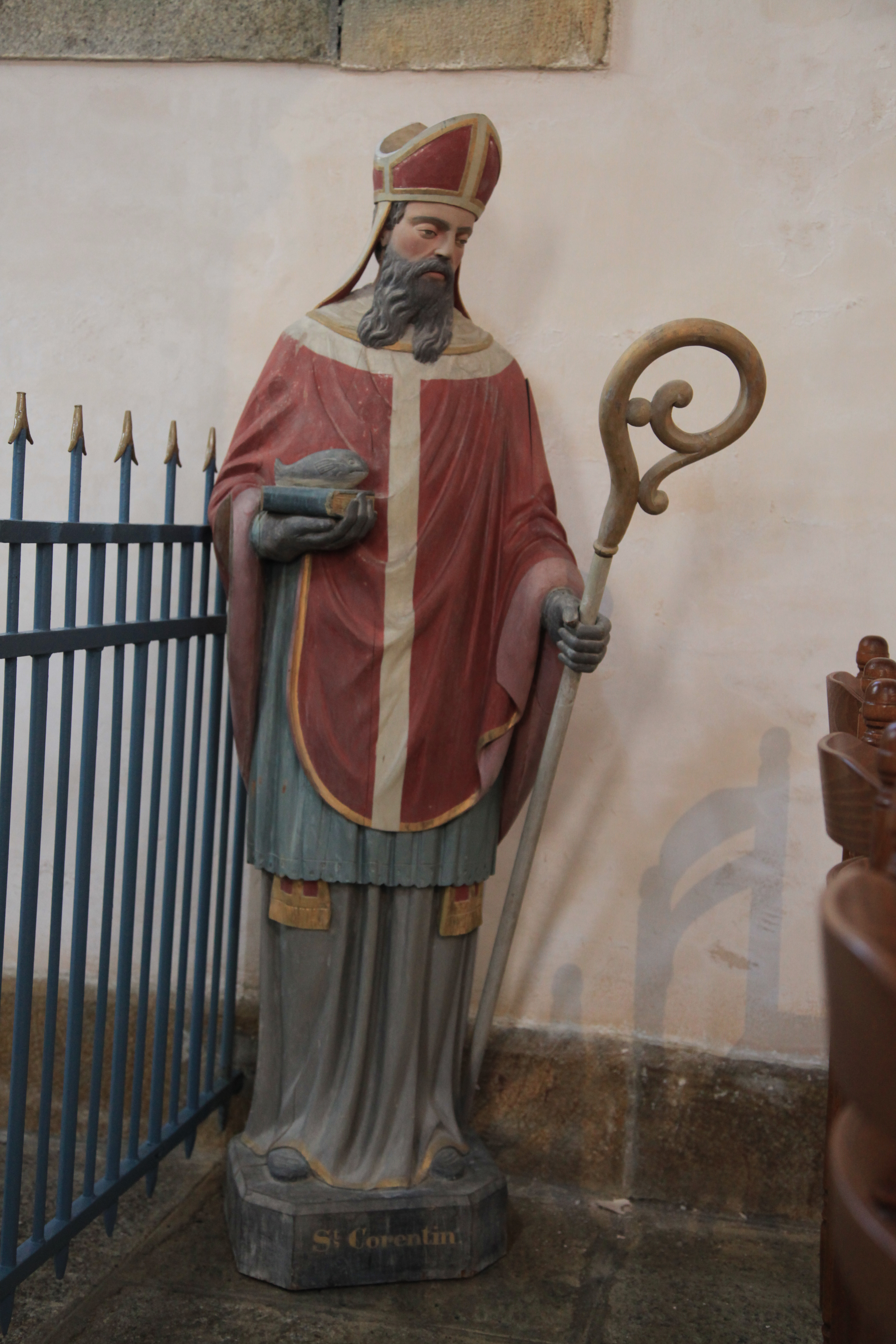
Saint Corentin

Statues provenant de la chapelle Saint-Conval de la forêt du Cranou et conservées dans l'église Saint-Pierre :

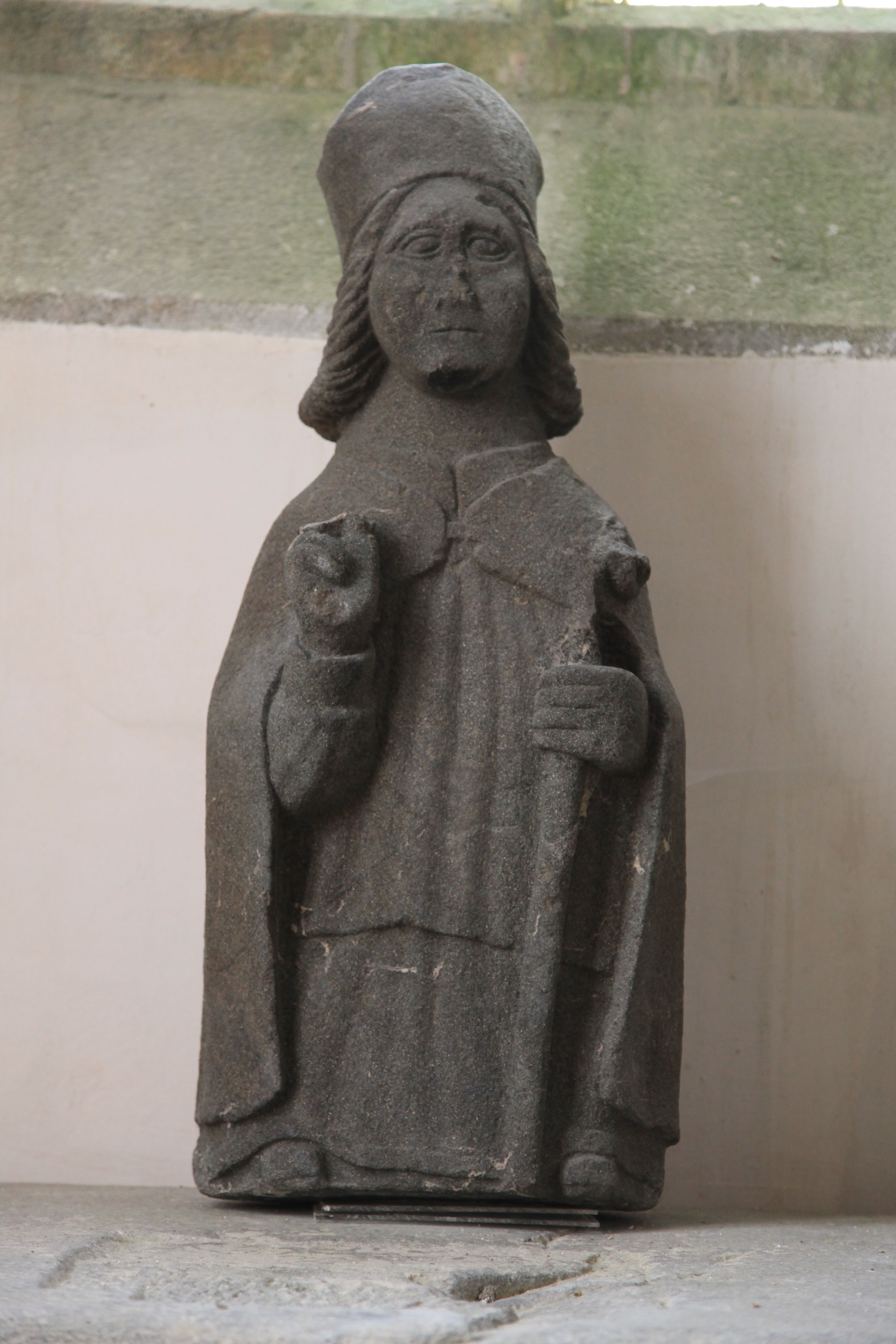
Saint Conval
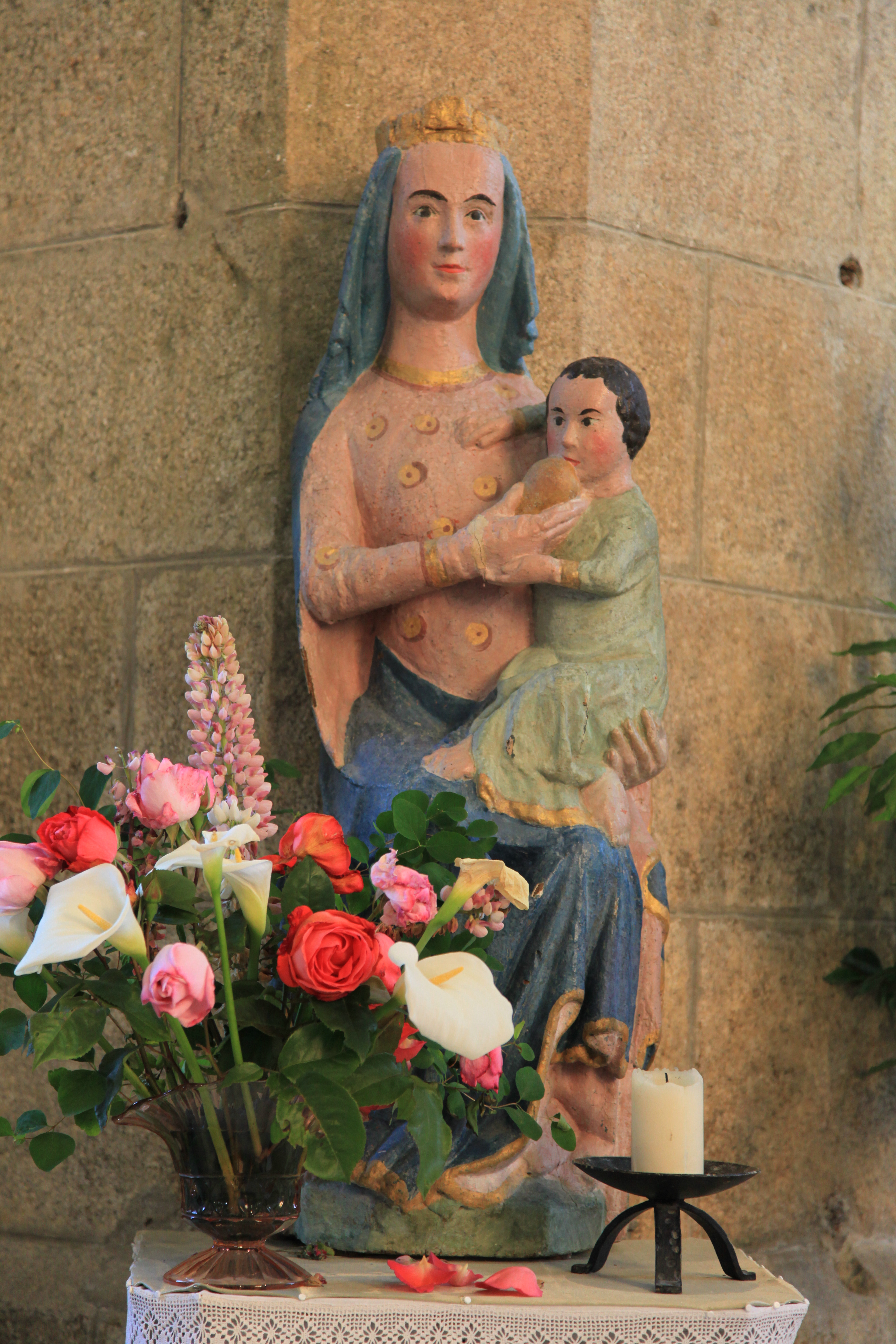
Vierge à l'Enfant
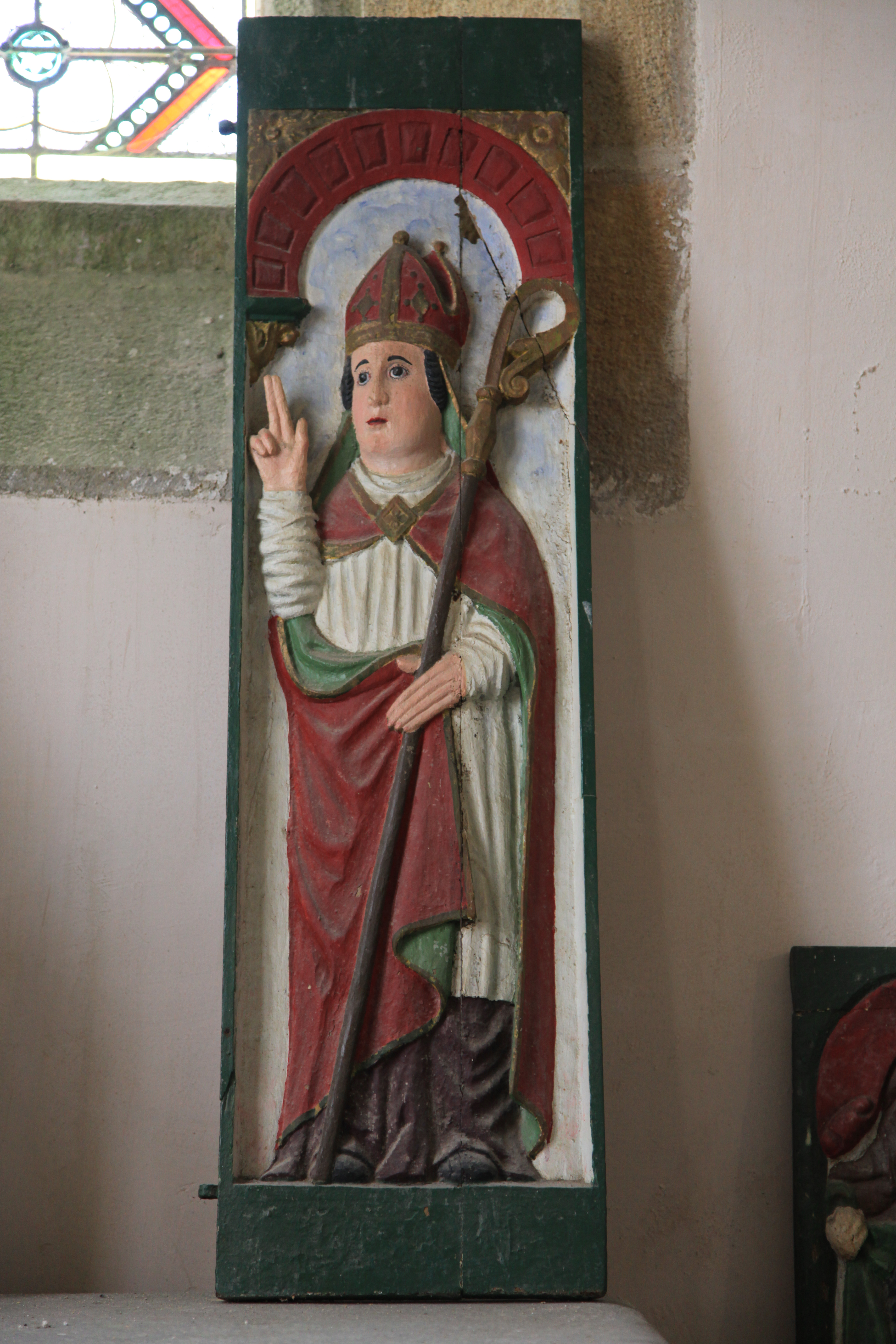
Évêque bénissant
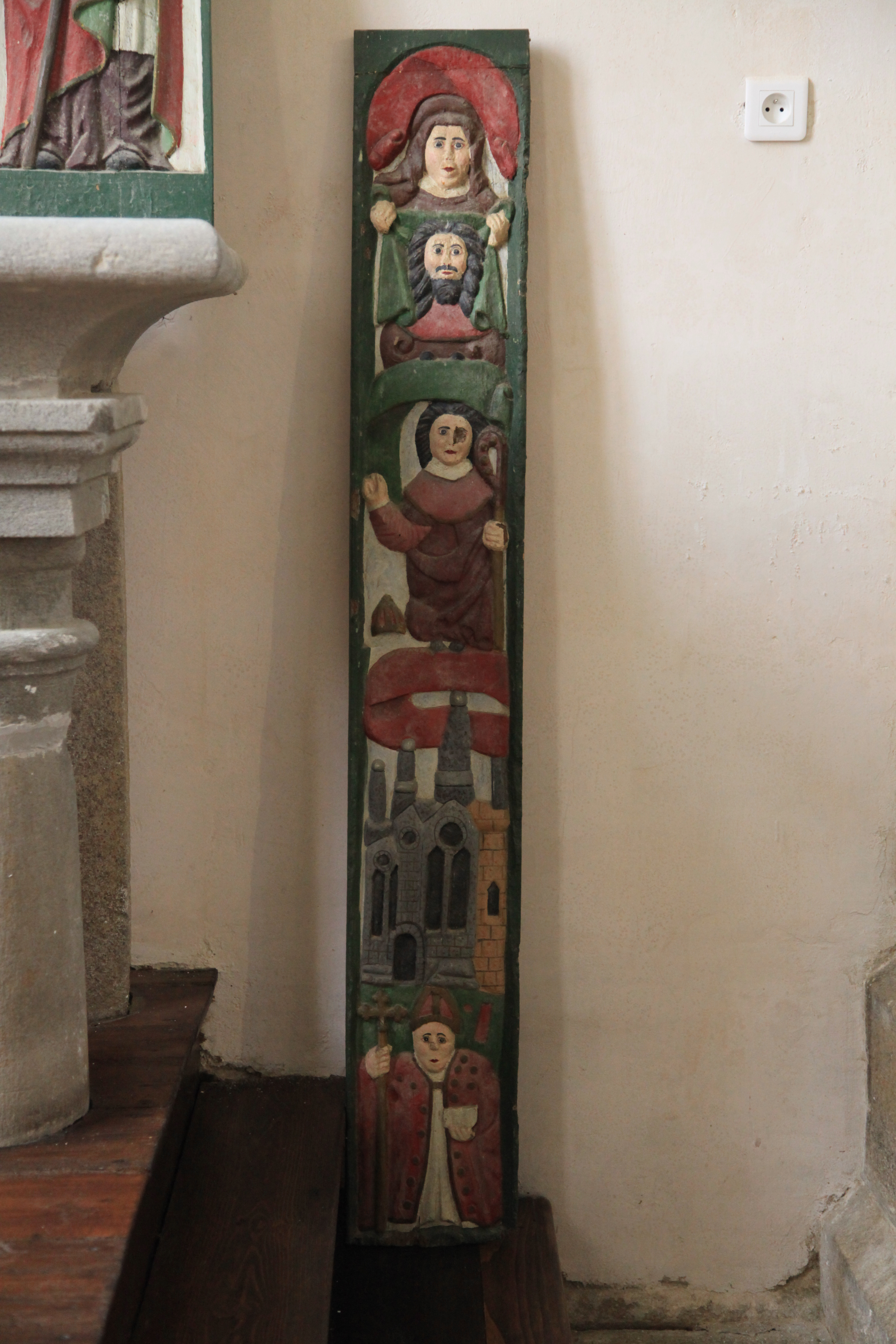
Élément de la niche
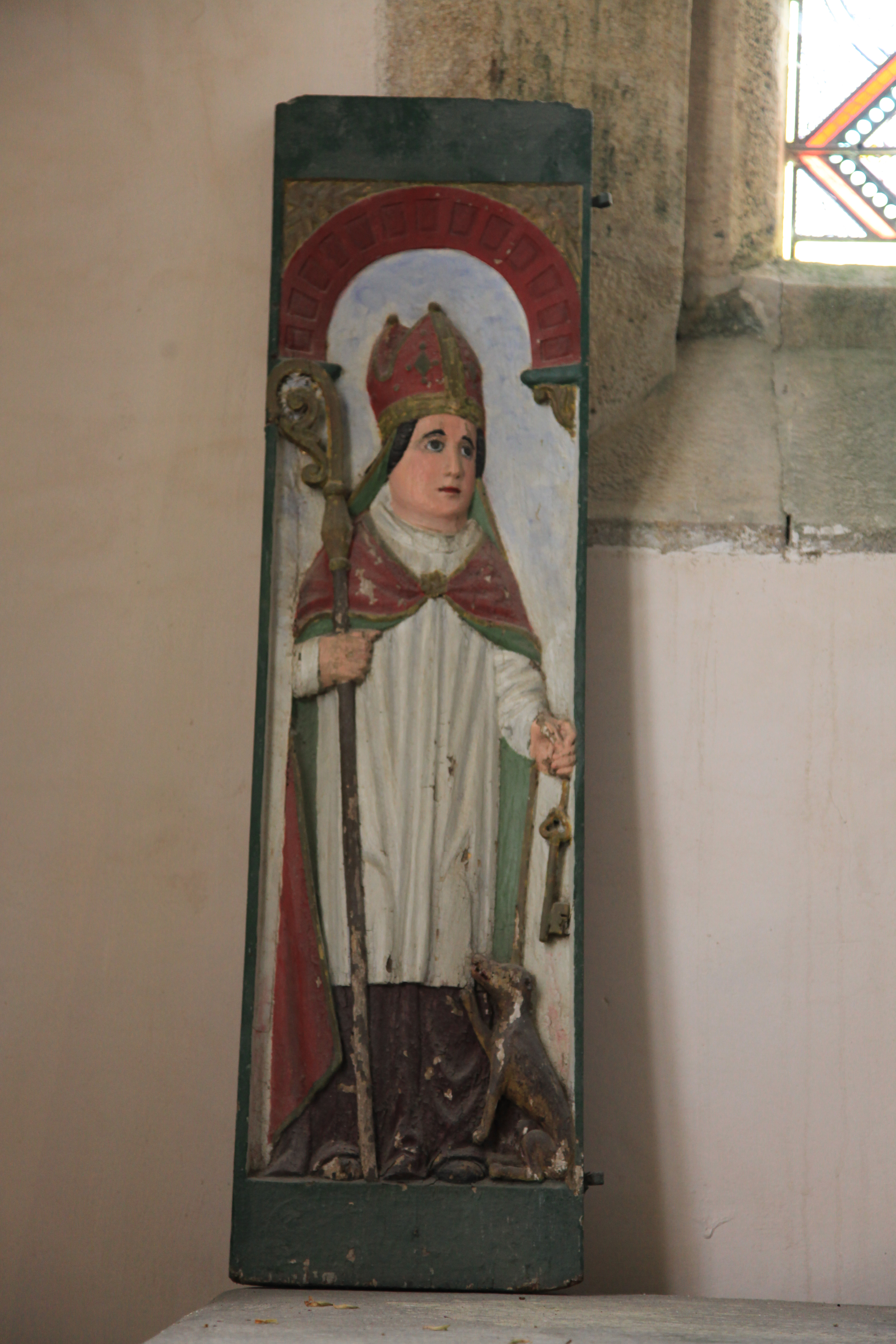
Saint Abujean avec sa clé et son chien
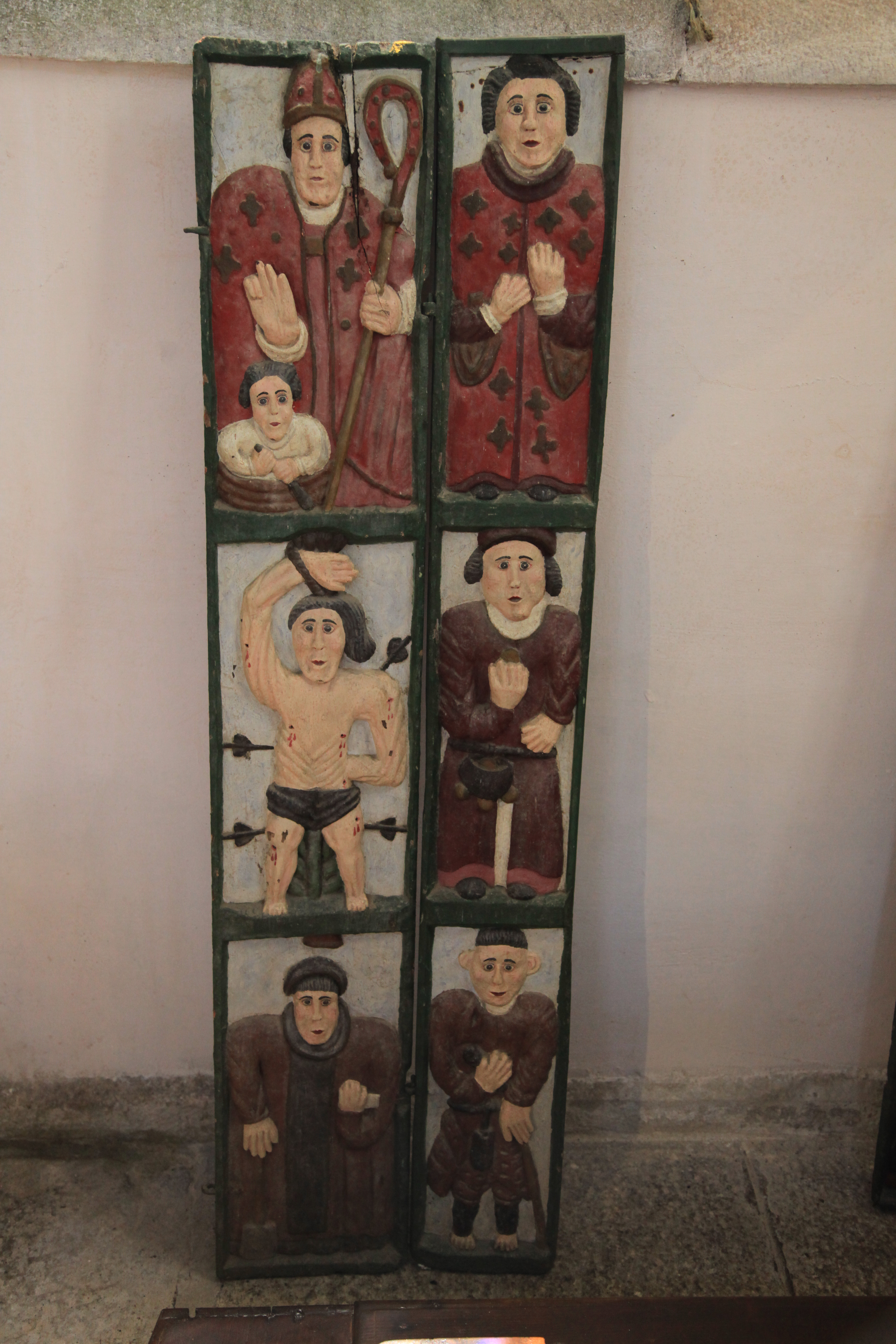
Saint Nicolas, saint Sébastien, saint Fiacre, Saint Yves, Le riche et le pauvre
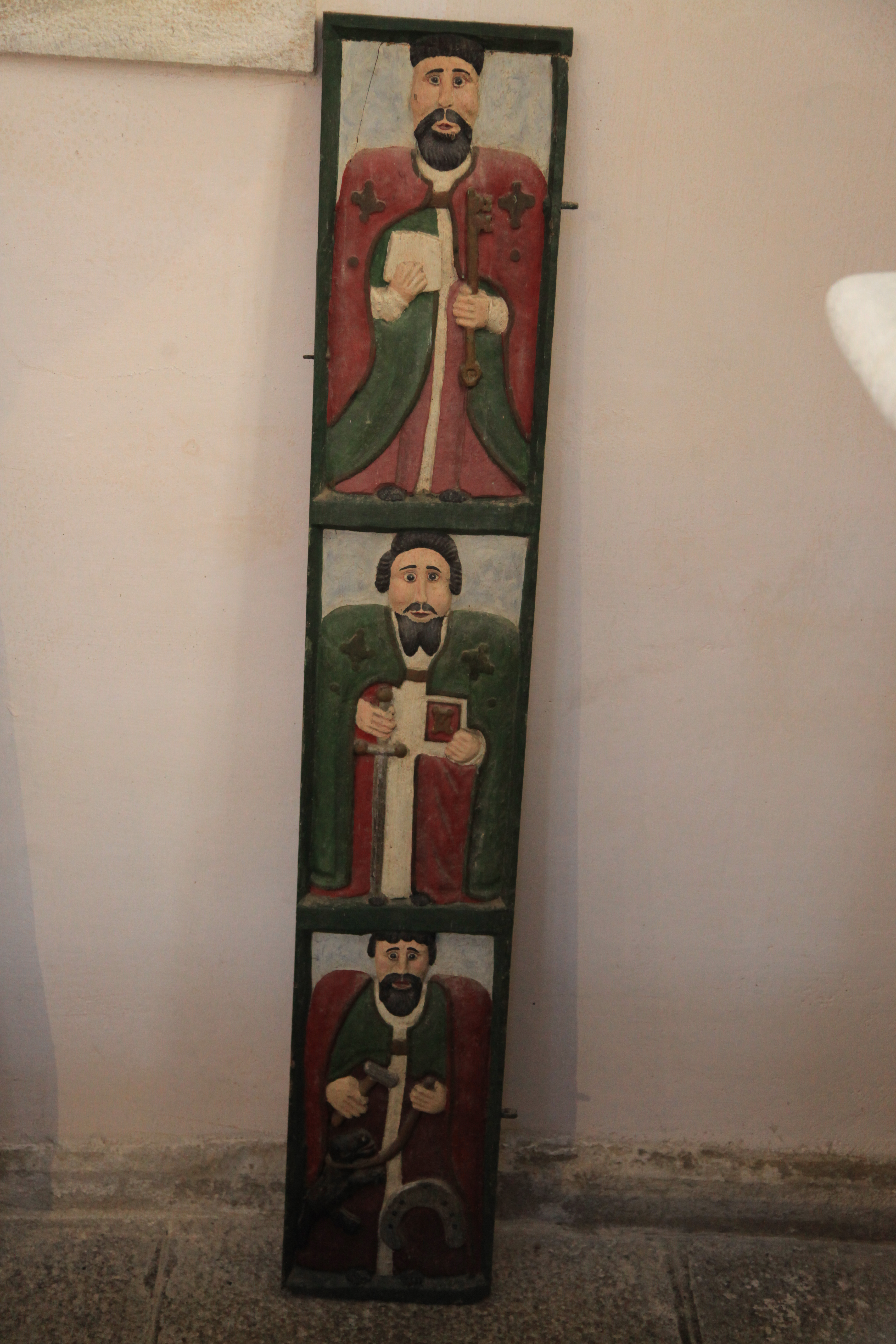
Saint Pierre, saint Paul, saint Éloi

## Vitraux

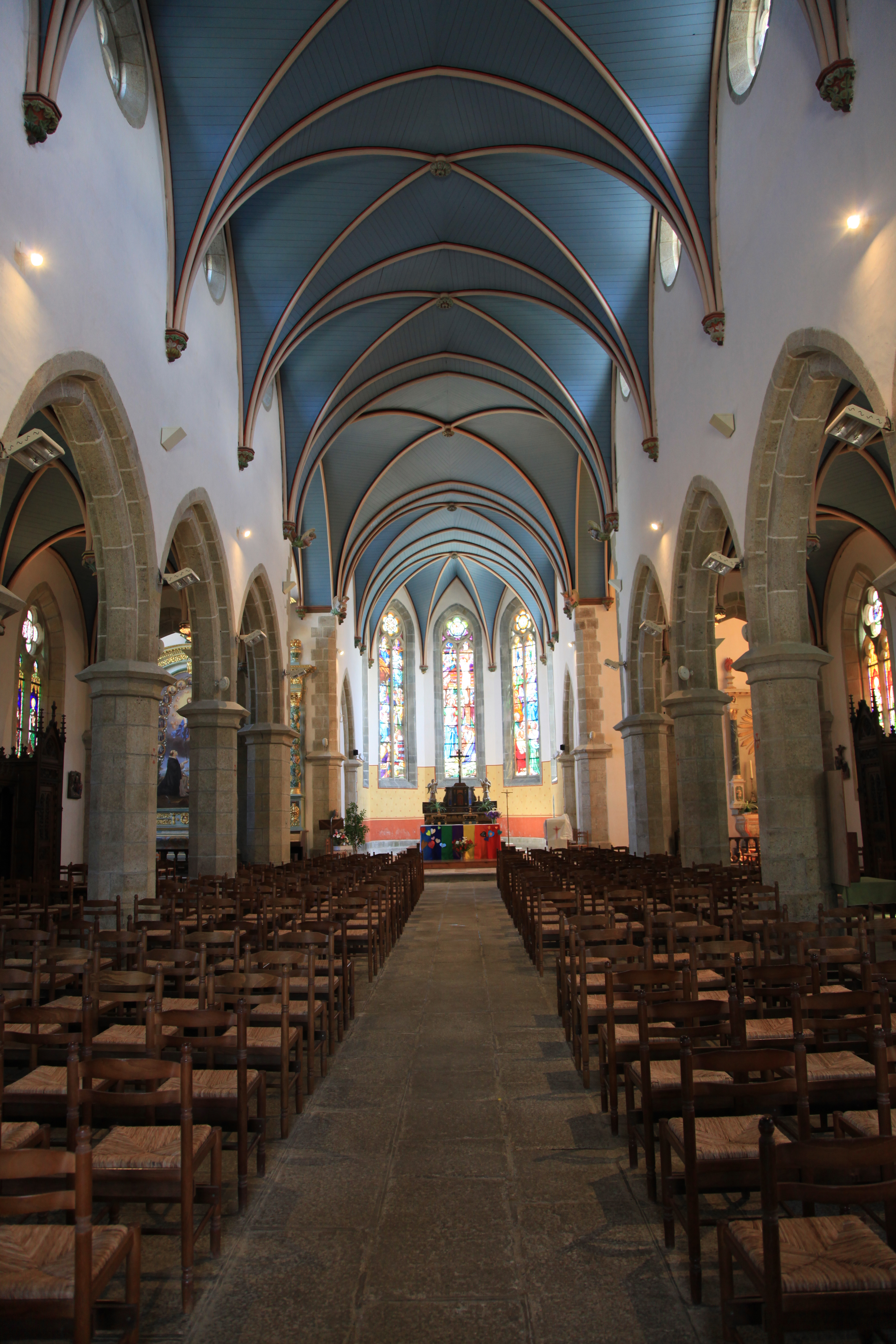
Nef (vers l'est)
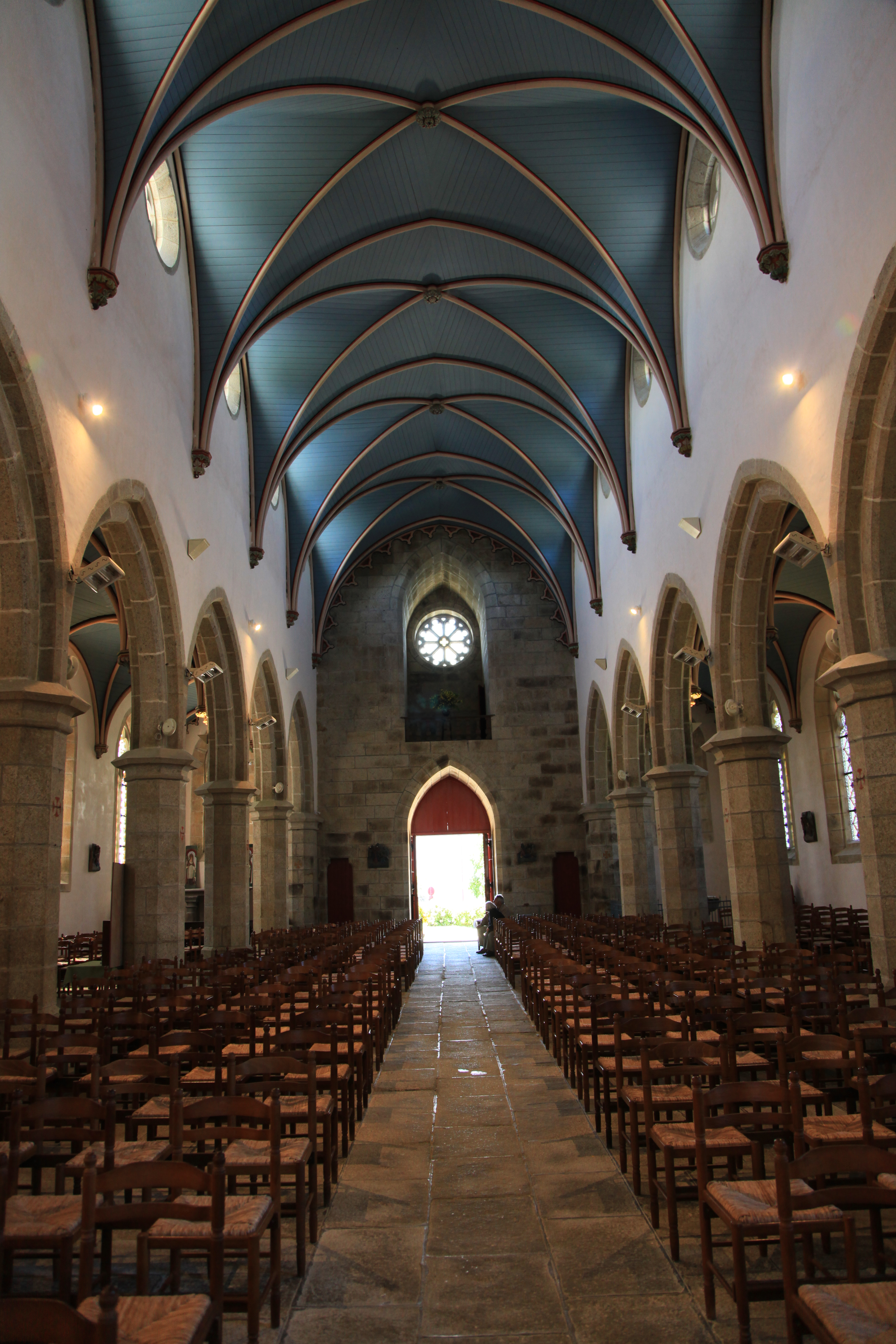
Nef (vers l'ouest)
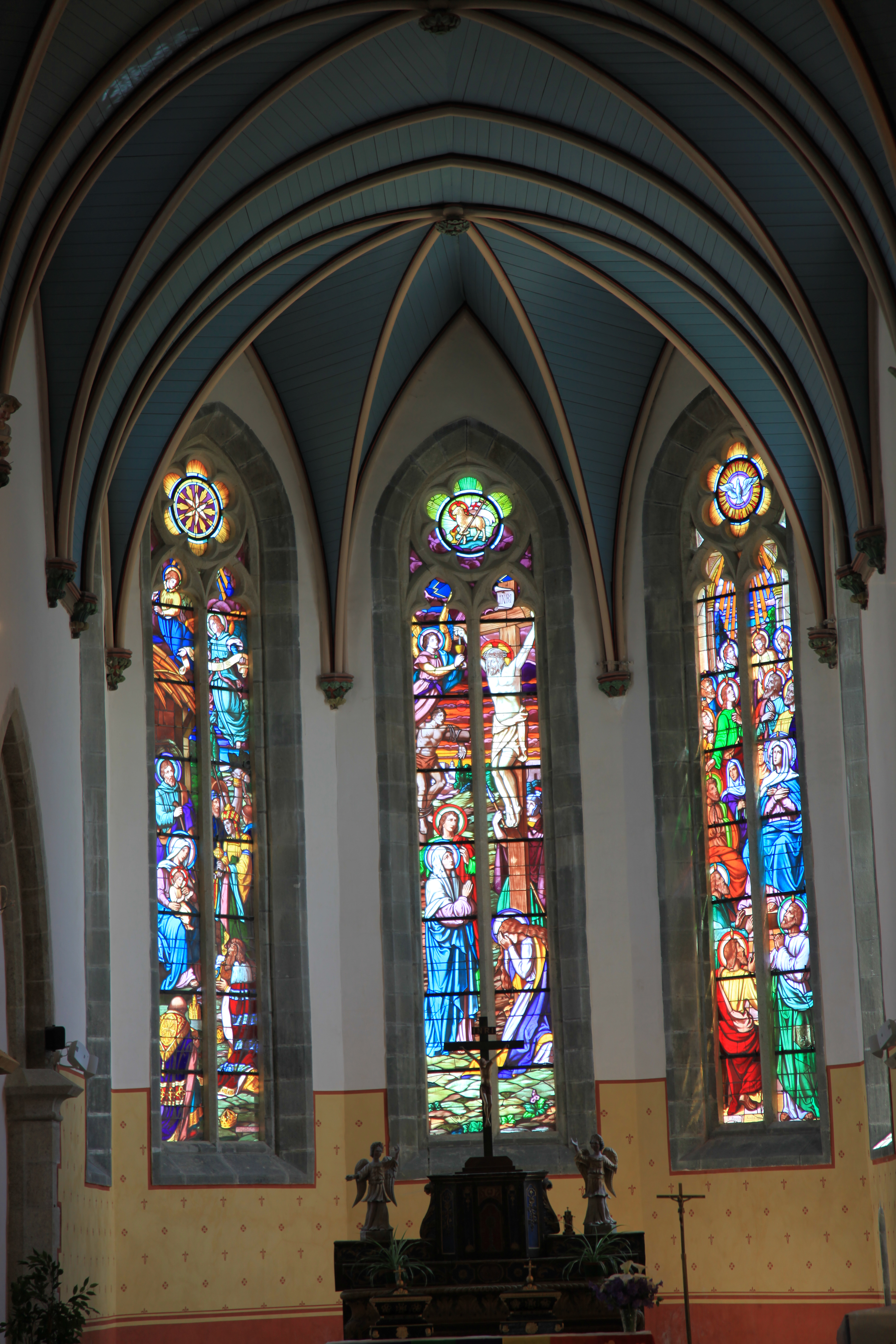
Chœur
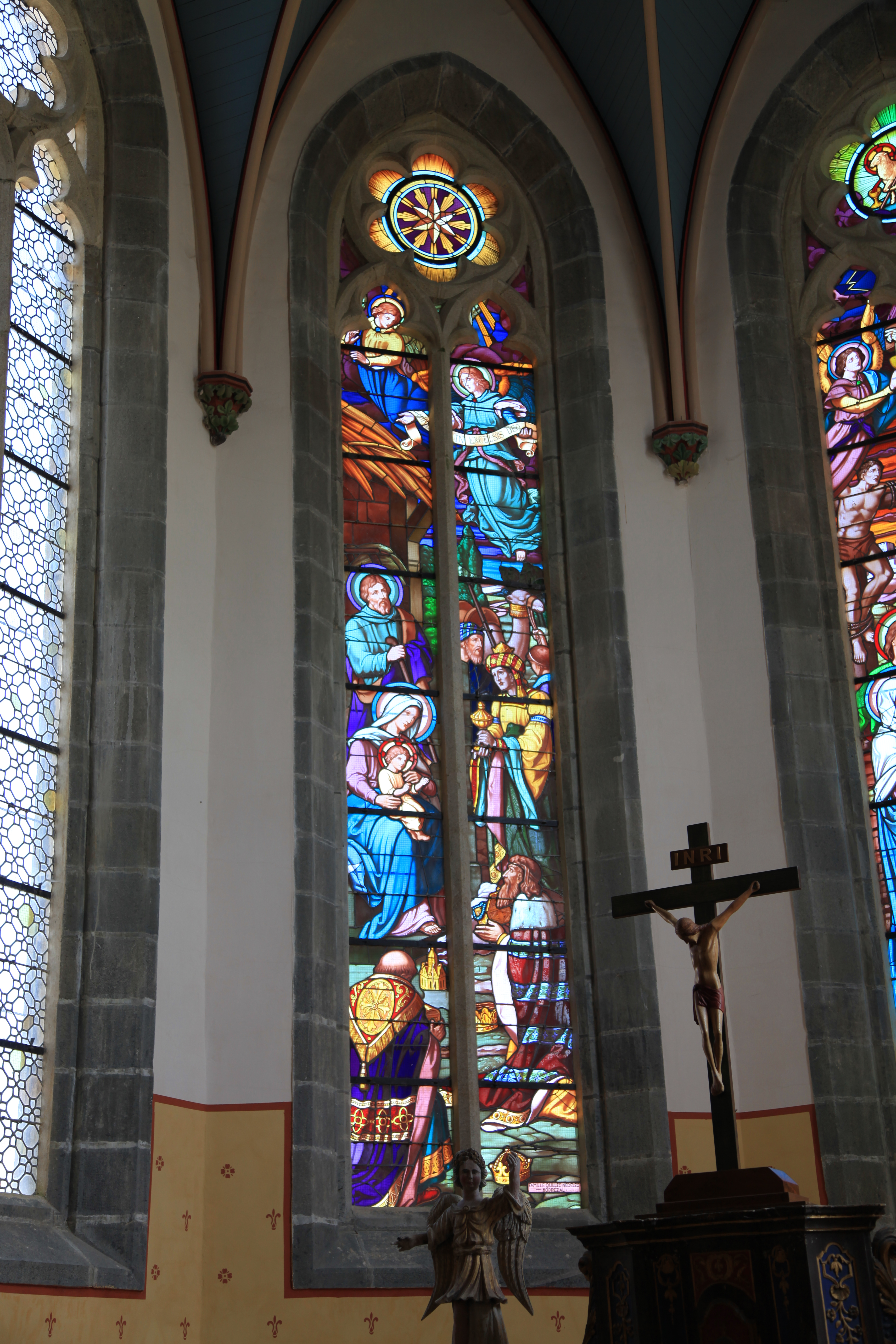
Chœur. L'adoration des mages
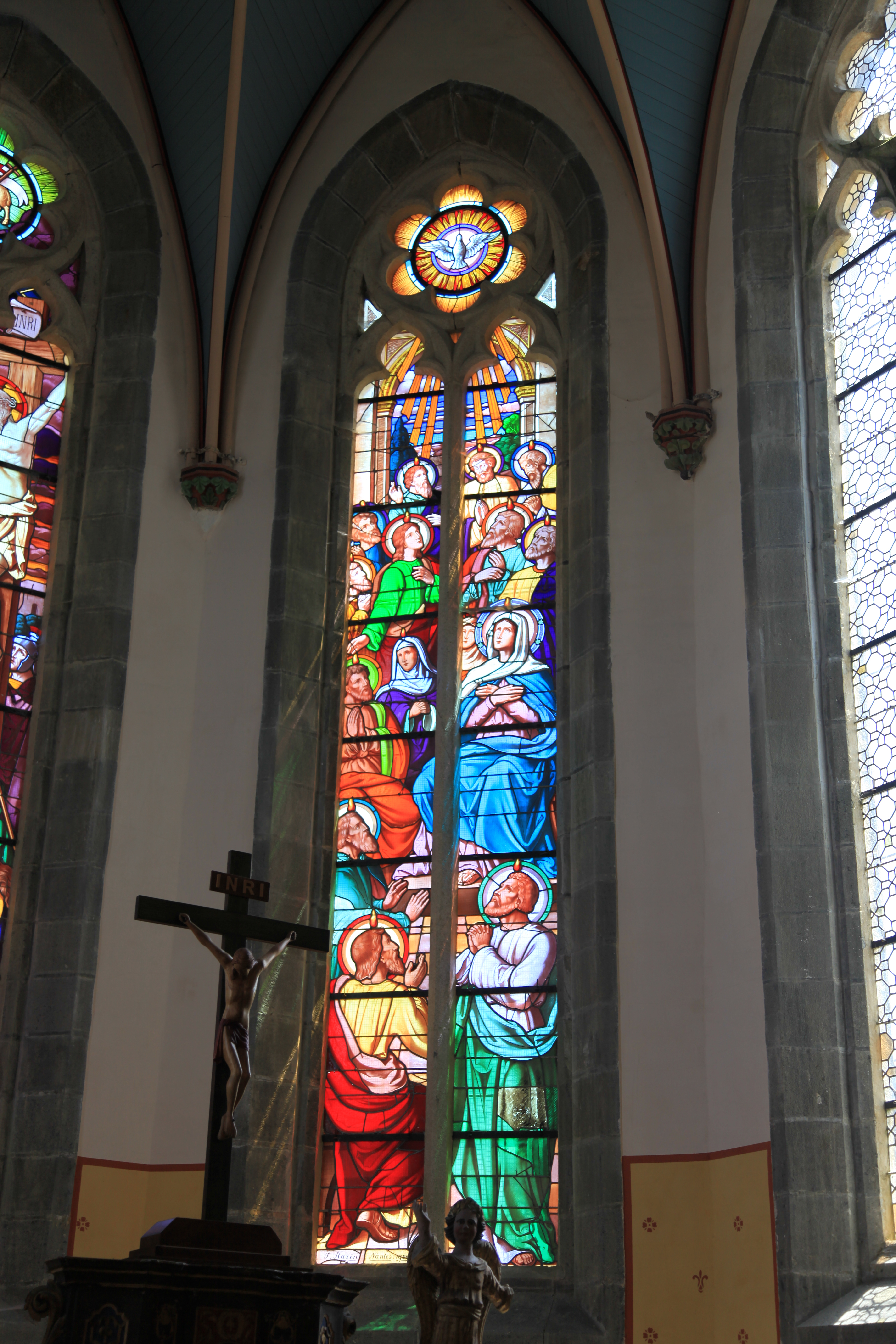
Chœur. La Pentecôte
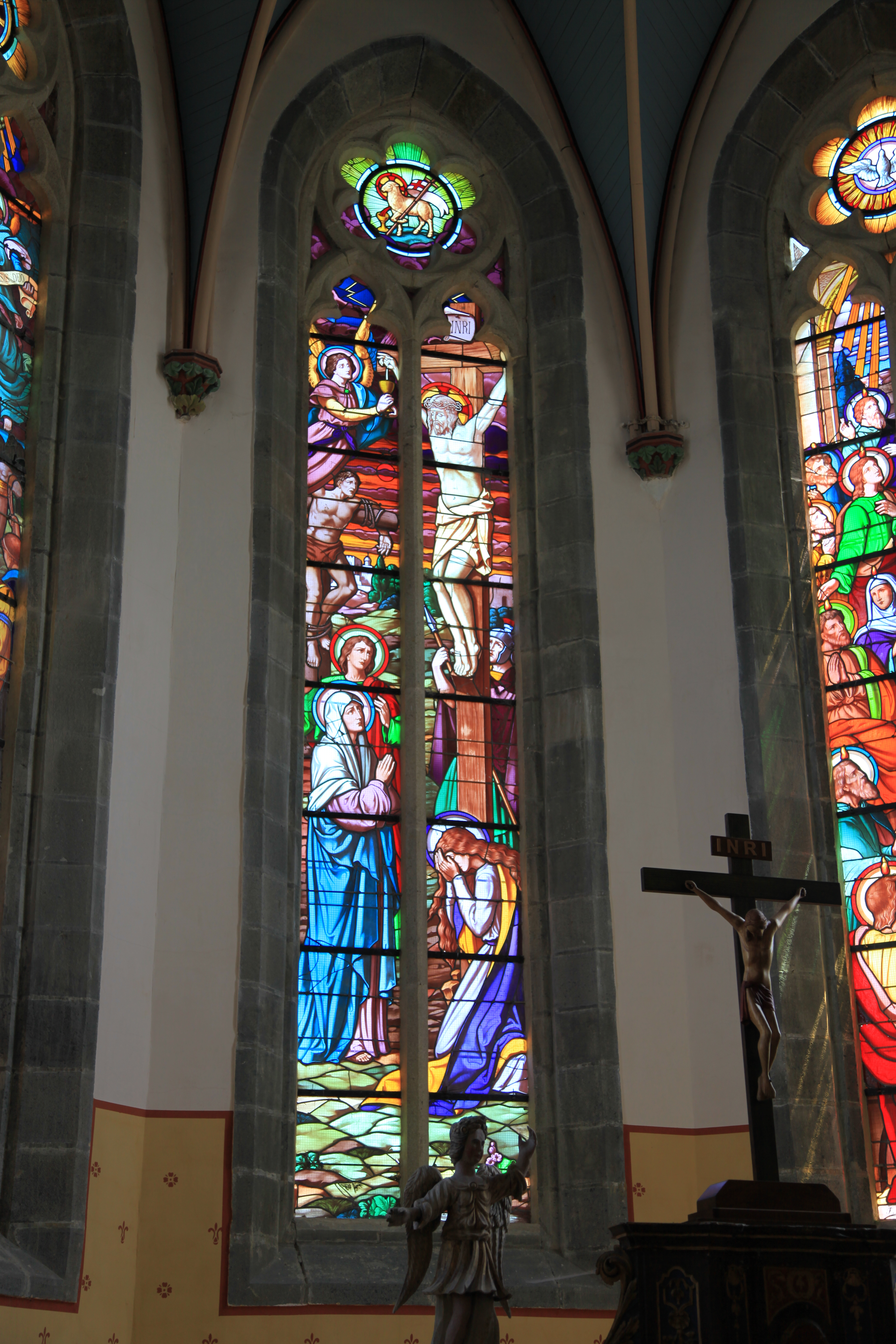
Chœur. La crucifixion
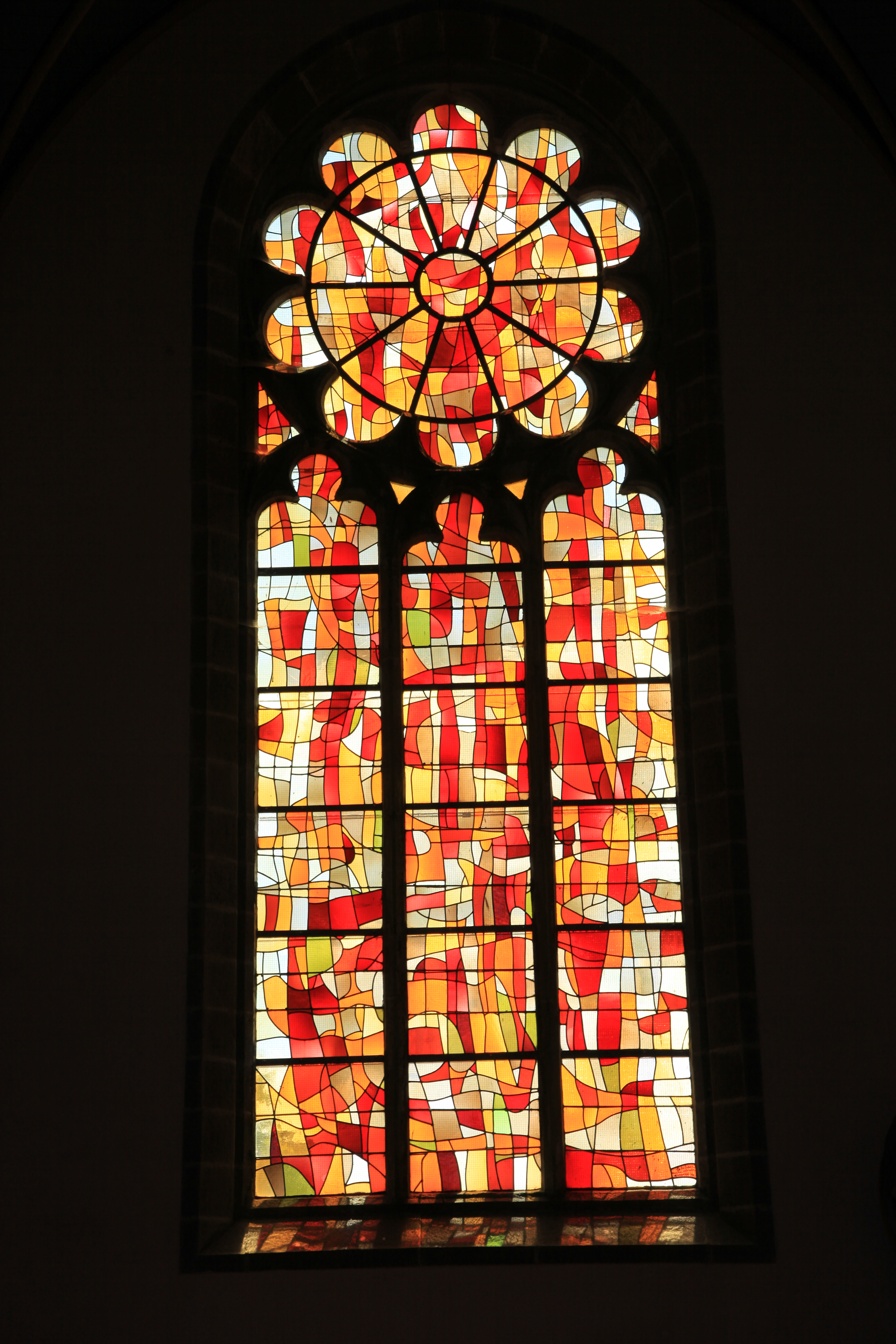
Transept
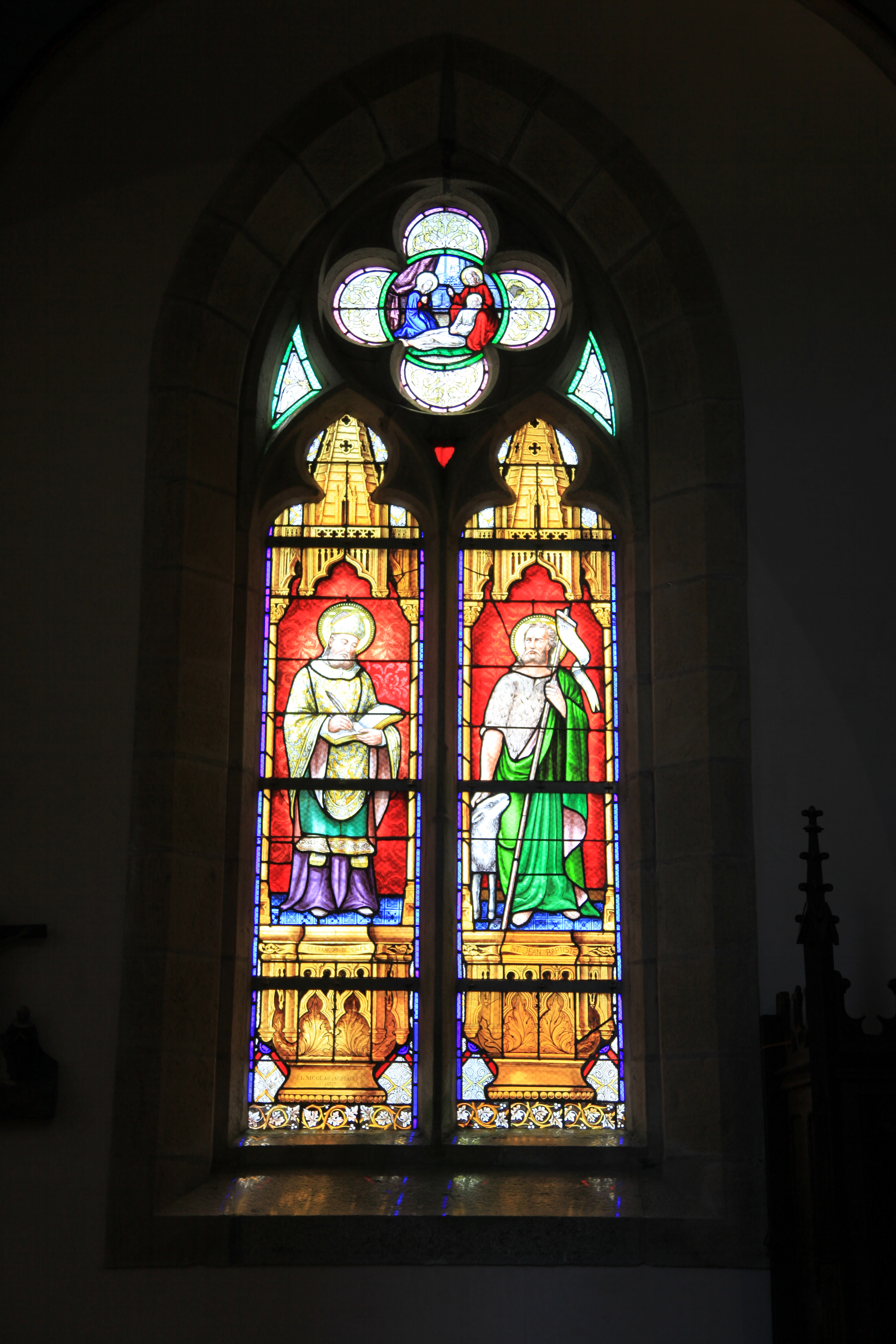
Saint François de Sales, saint Jean-Baptiste, et en médaillon la mort de saint Joseph. Vitraux signés de Jean-Louis Nicolas, peintre verrier à Morlaix, 1877.
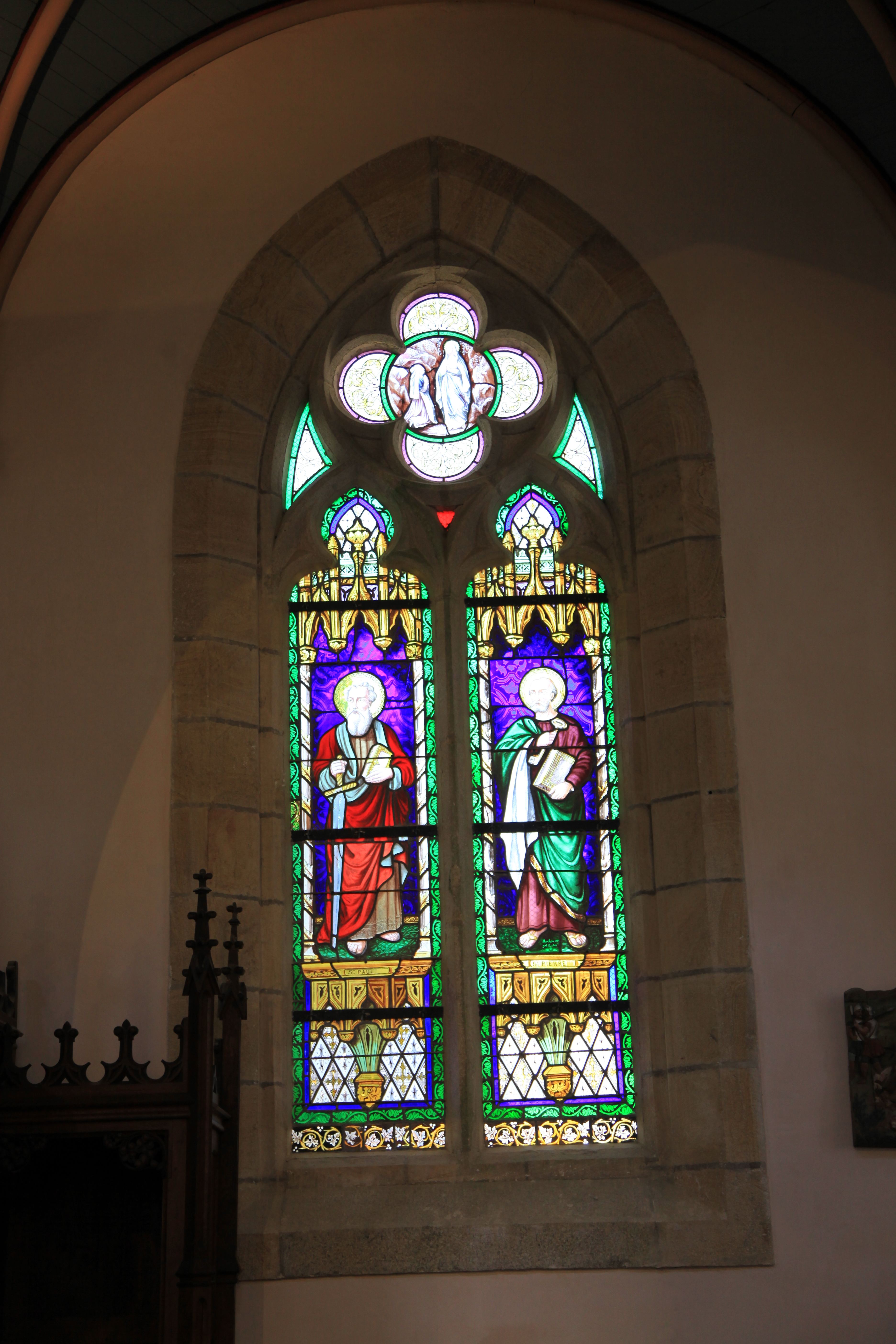
Saint Paul, saint Pierre, et en médaillon l'apparition de Lourdes
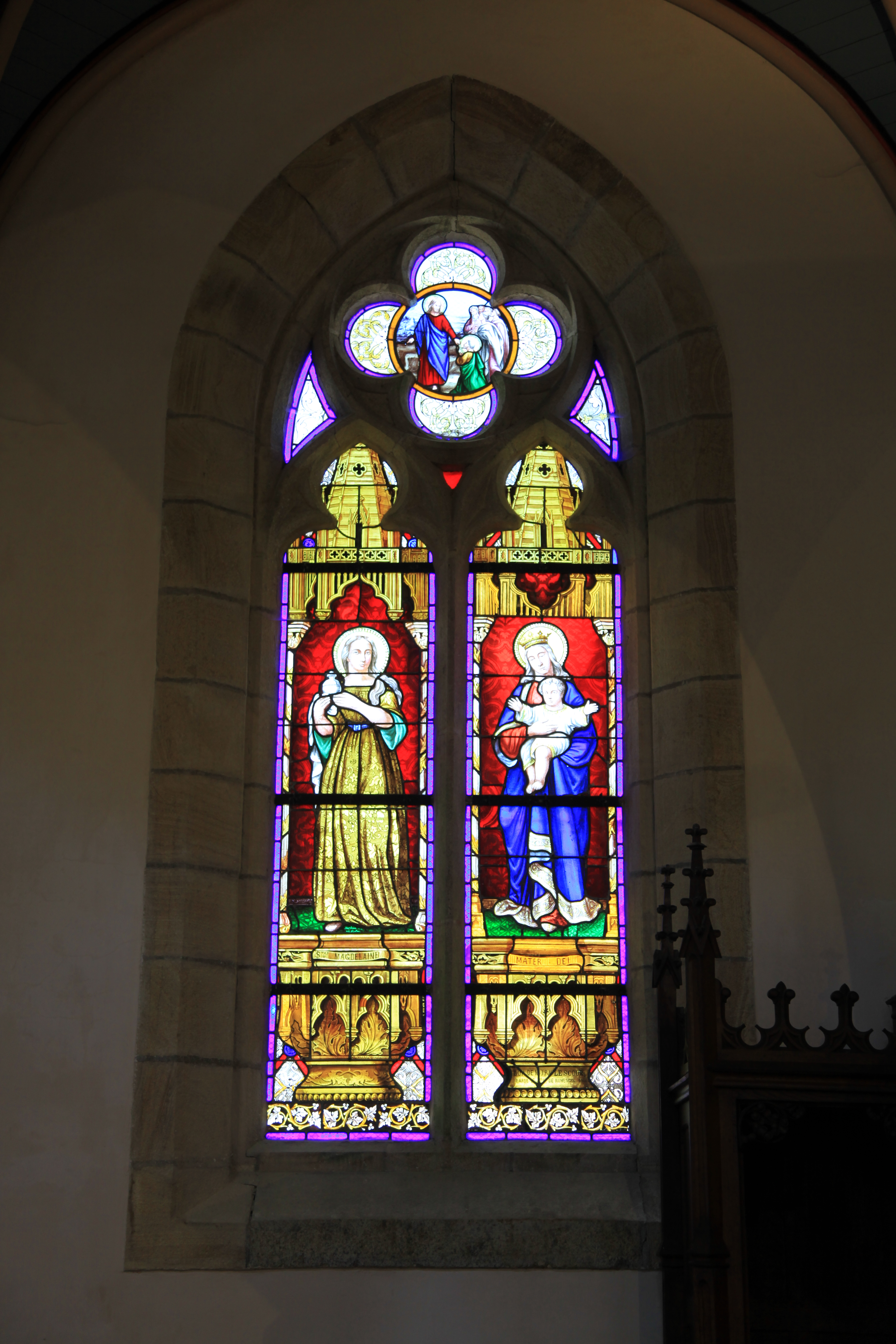
Sainte Magdelaine, Vierge à l'Enfant, et en médaillon la dation des clés du paradis à saint Pierre. Don de Jean Pierre Marie Le Scour, barde de Notre-Dame de Rumengol, 1866.
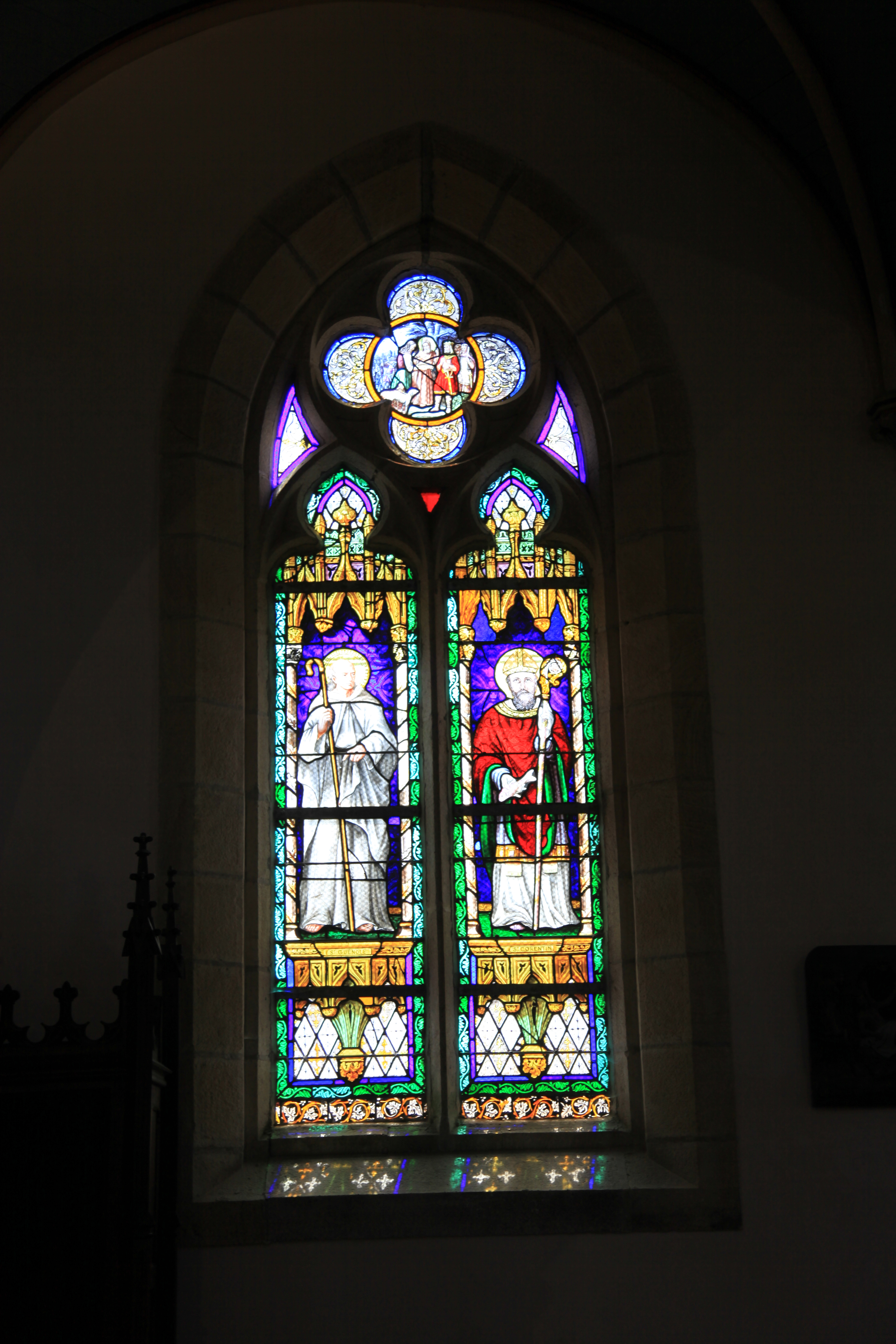
Saint Guénolé, saint Corentin

## Retables
Le retable du Rosaire, celui de gauche, daté de la fin du XVIIe siècle, est en bois polychrome. Le retable est probablement construit à la suite de l'obtention d'une rente. Celle-ci est accordée à l'église par le seigneur de Kerliver, François de Carné, et son épouse, Mathurine de Brézal, afin d'établir vers 1687, la confrérie du Rosaire. Le tableau du Rosaire est signé « J. L. Nicolas, Morlaix, 1880 ». Le retable est attribué à Guillaume Lerrel.

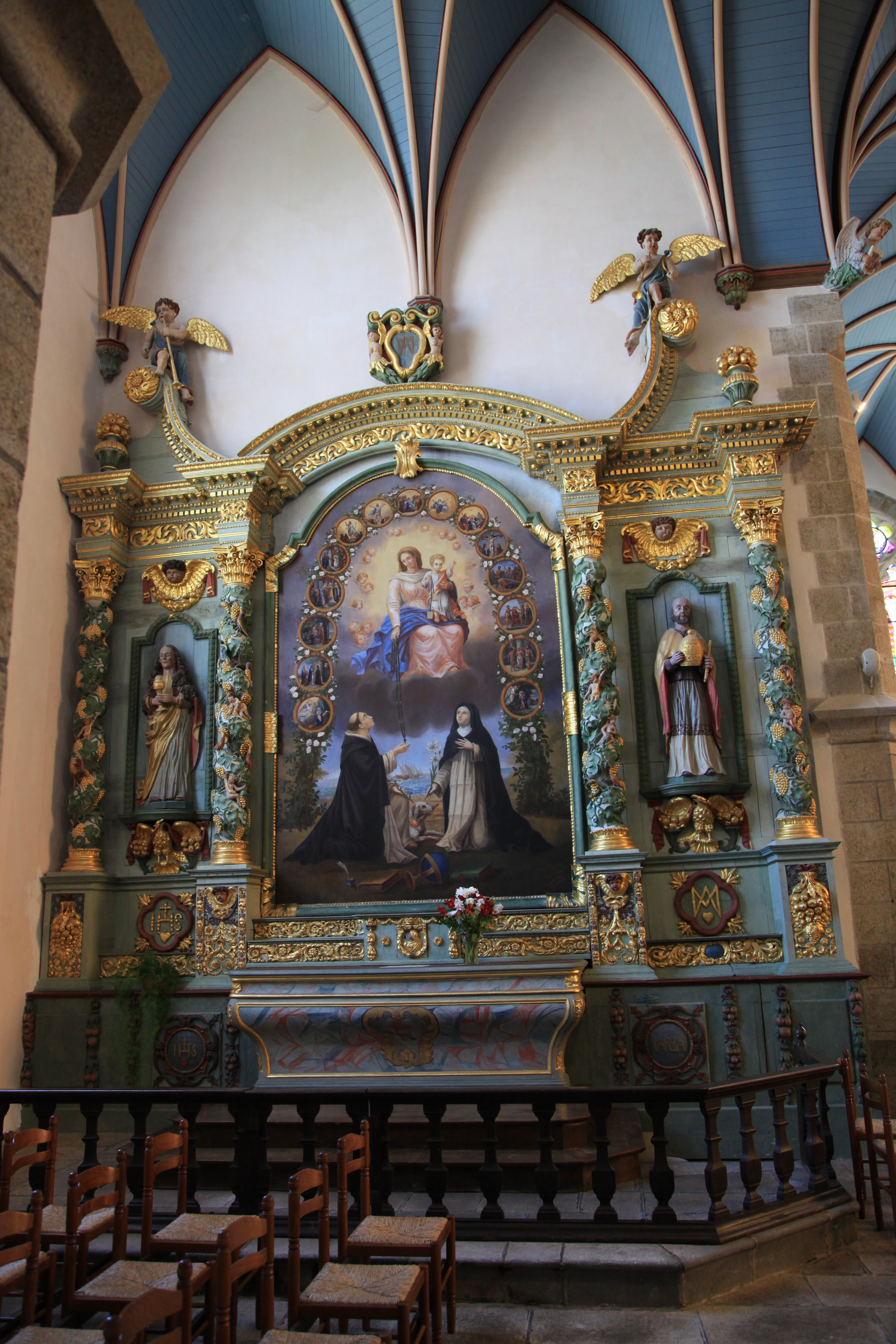
Retable du Rosaire, vue générale
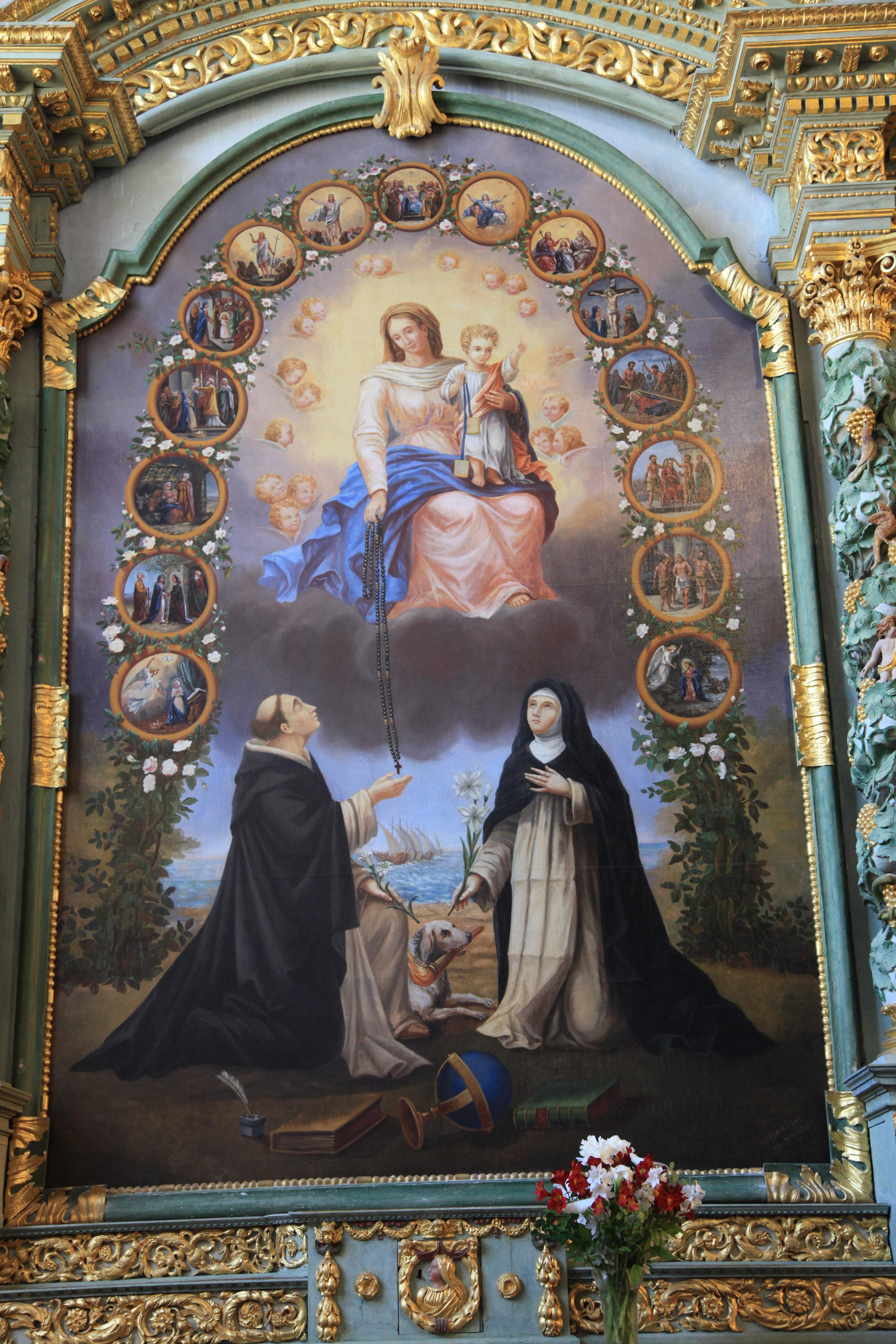
Retable du Rosaire, tableau de Jean-Louis Nicolas, peintre verrier à Morlaix
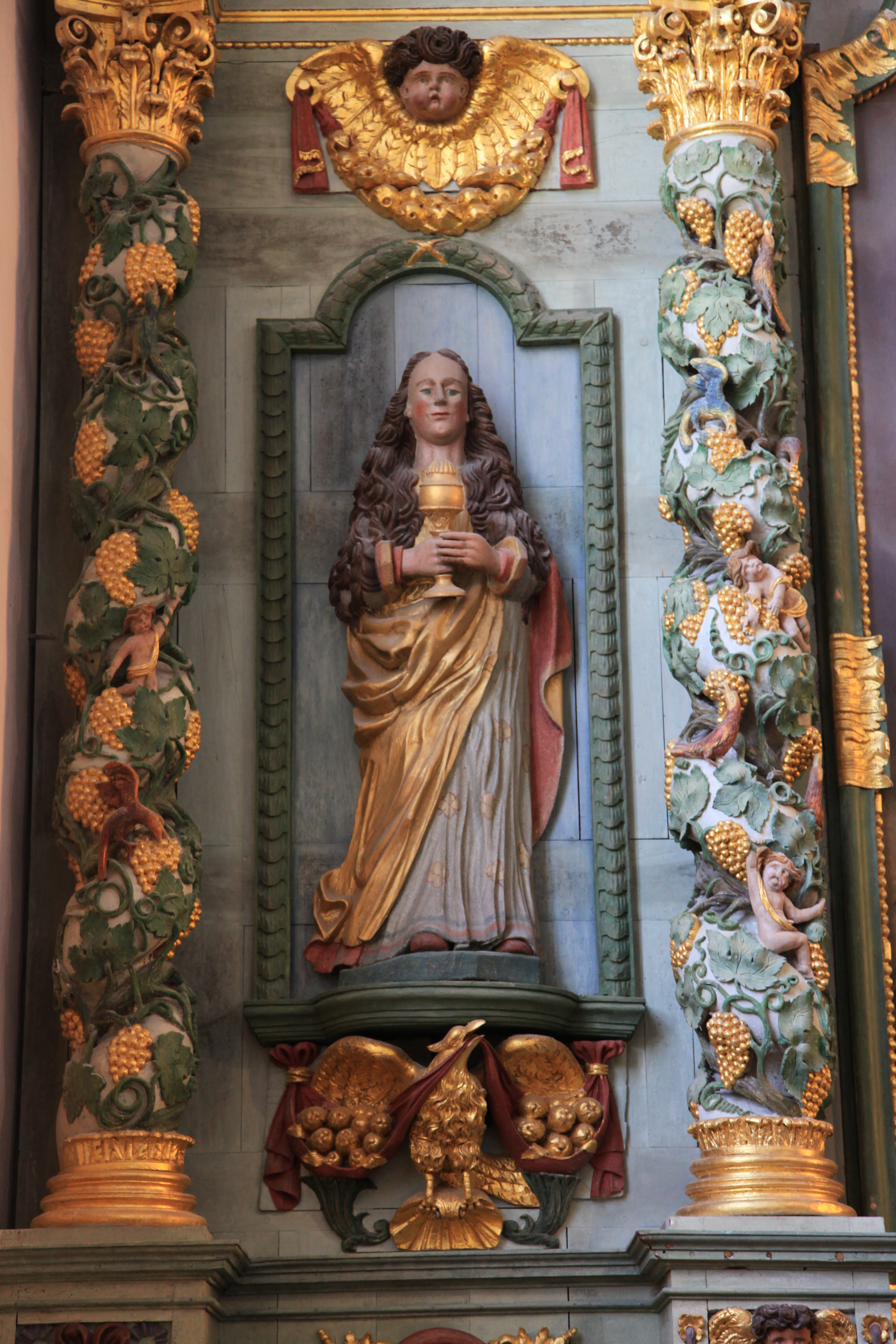
Retable du Rosaire, sainte Marie-Madeleine, patronne de la paroisse
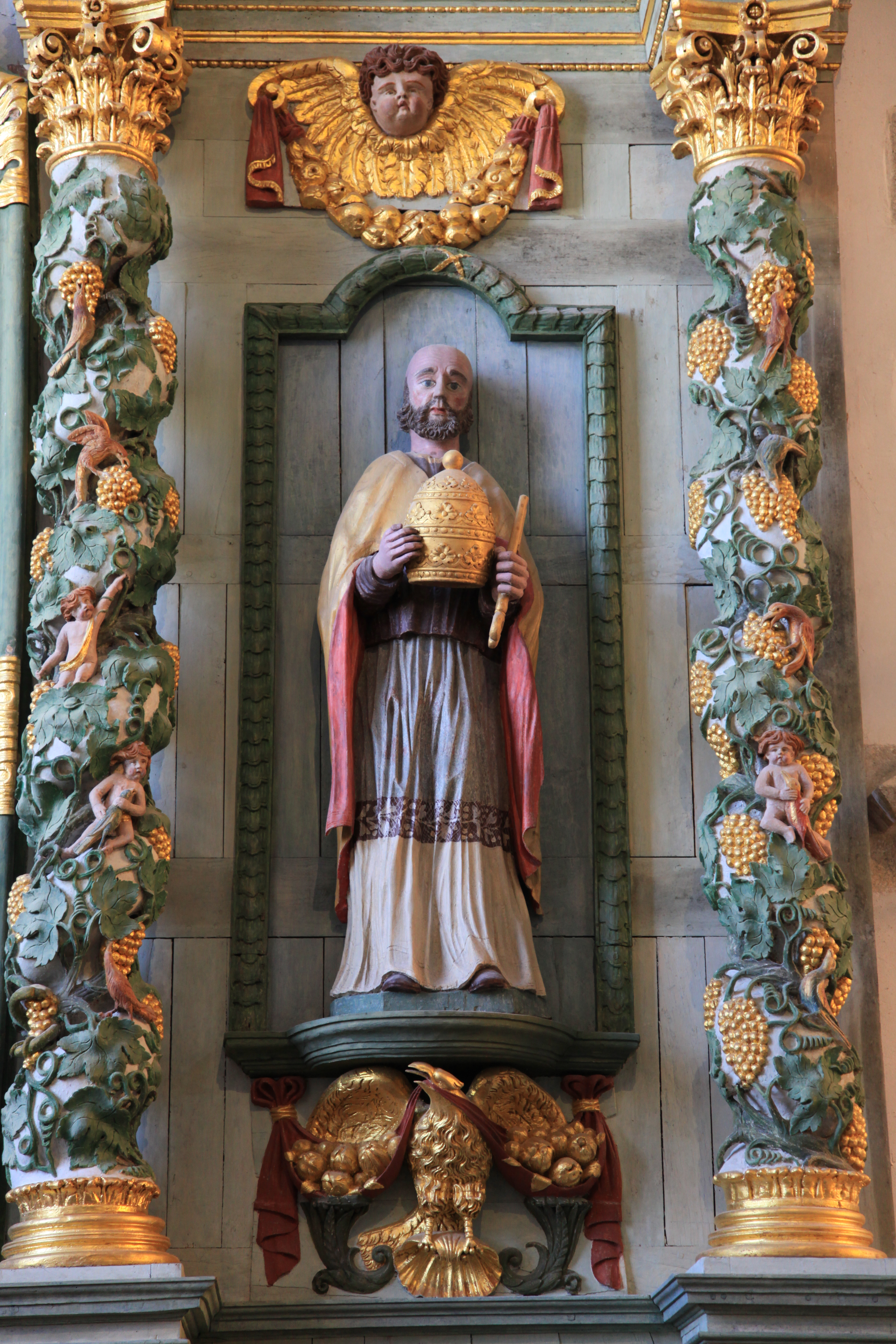
Retable du Rosaire, saint Pierre, titulaire de l'église
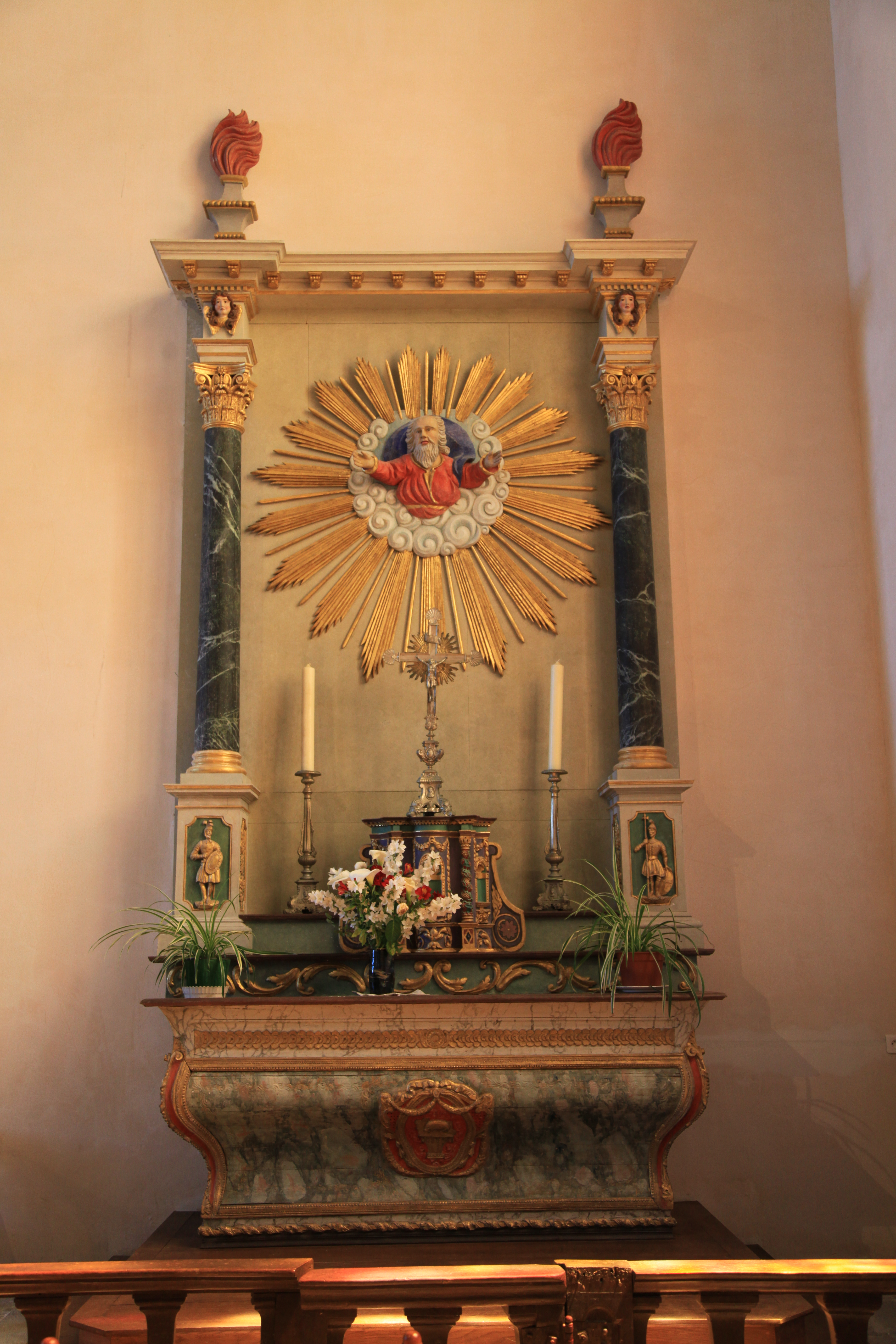
Retable sud

## Bannières

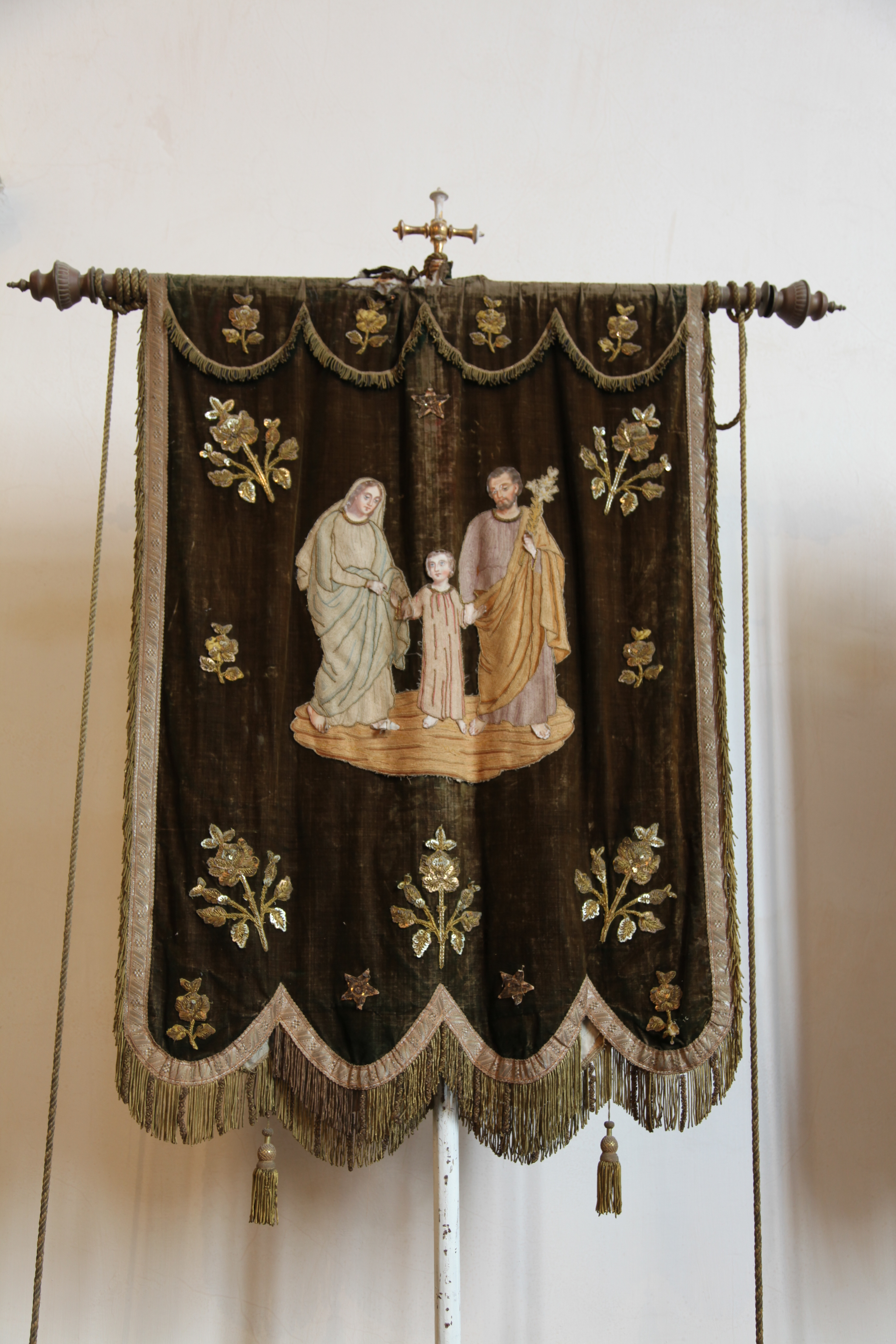
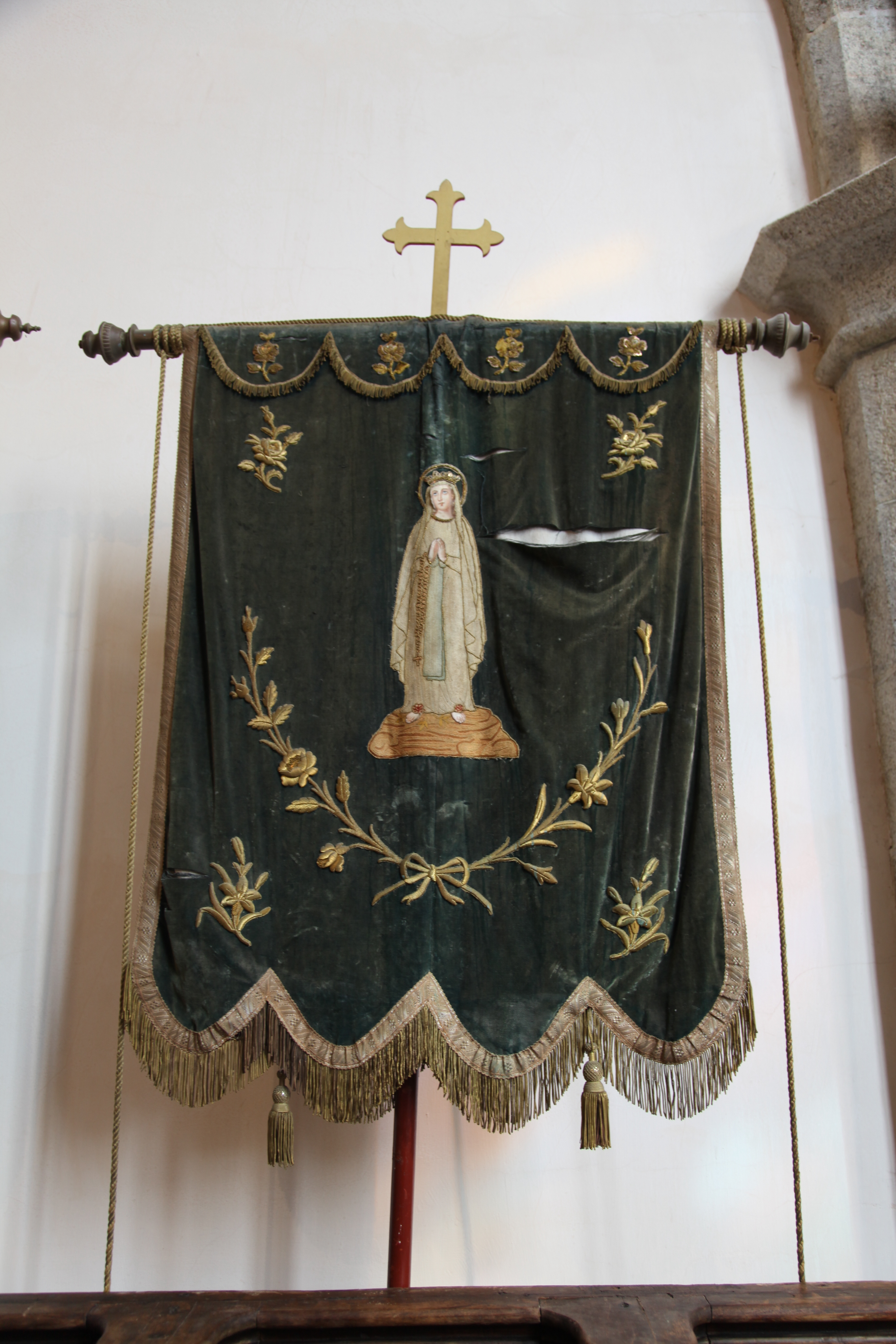
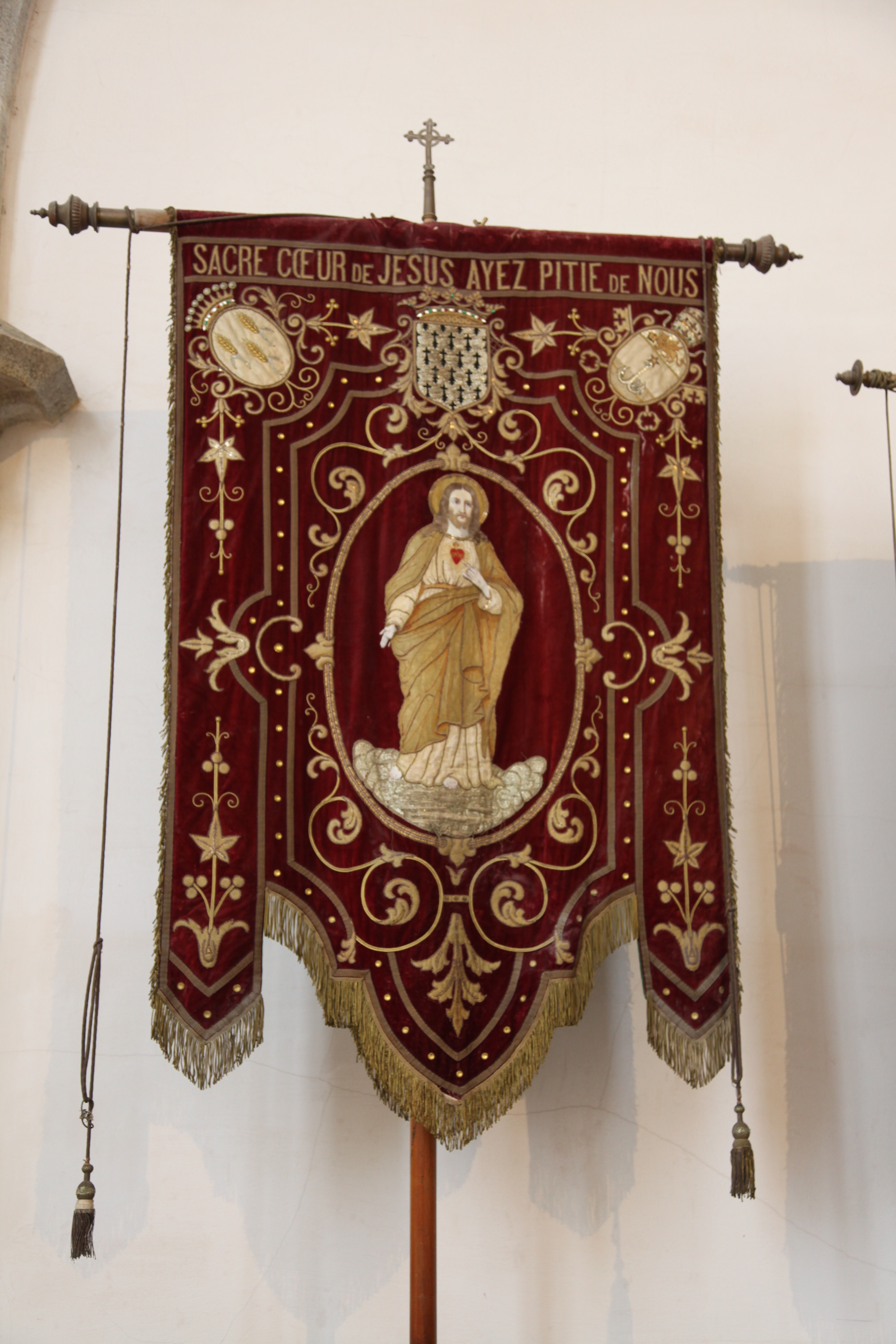
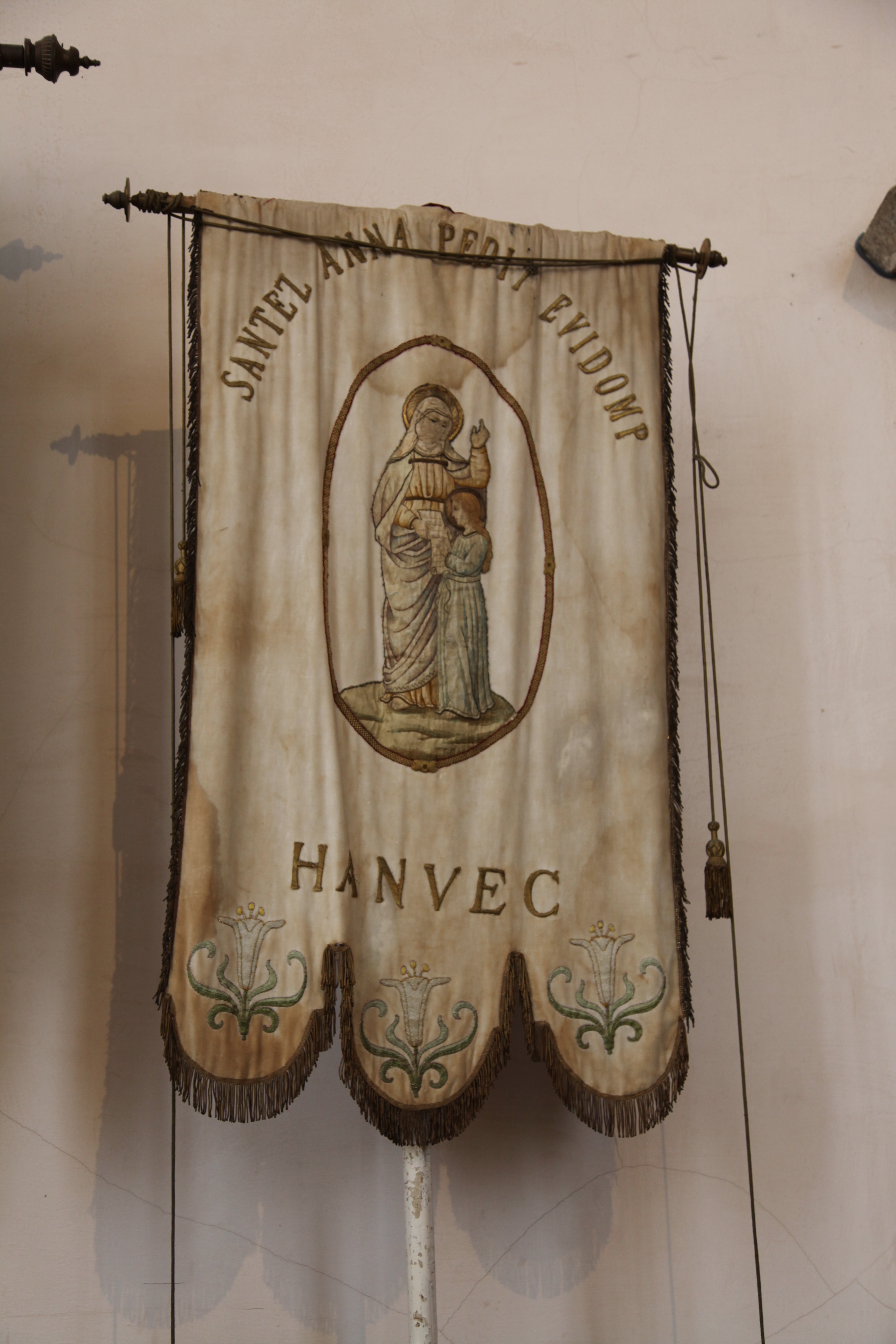

## Autres vues

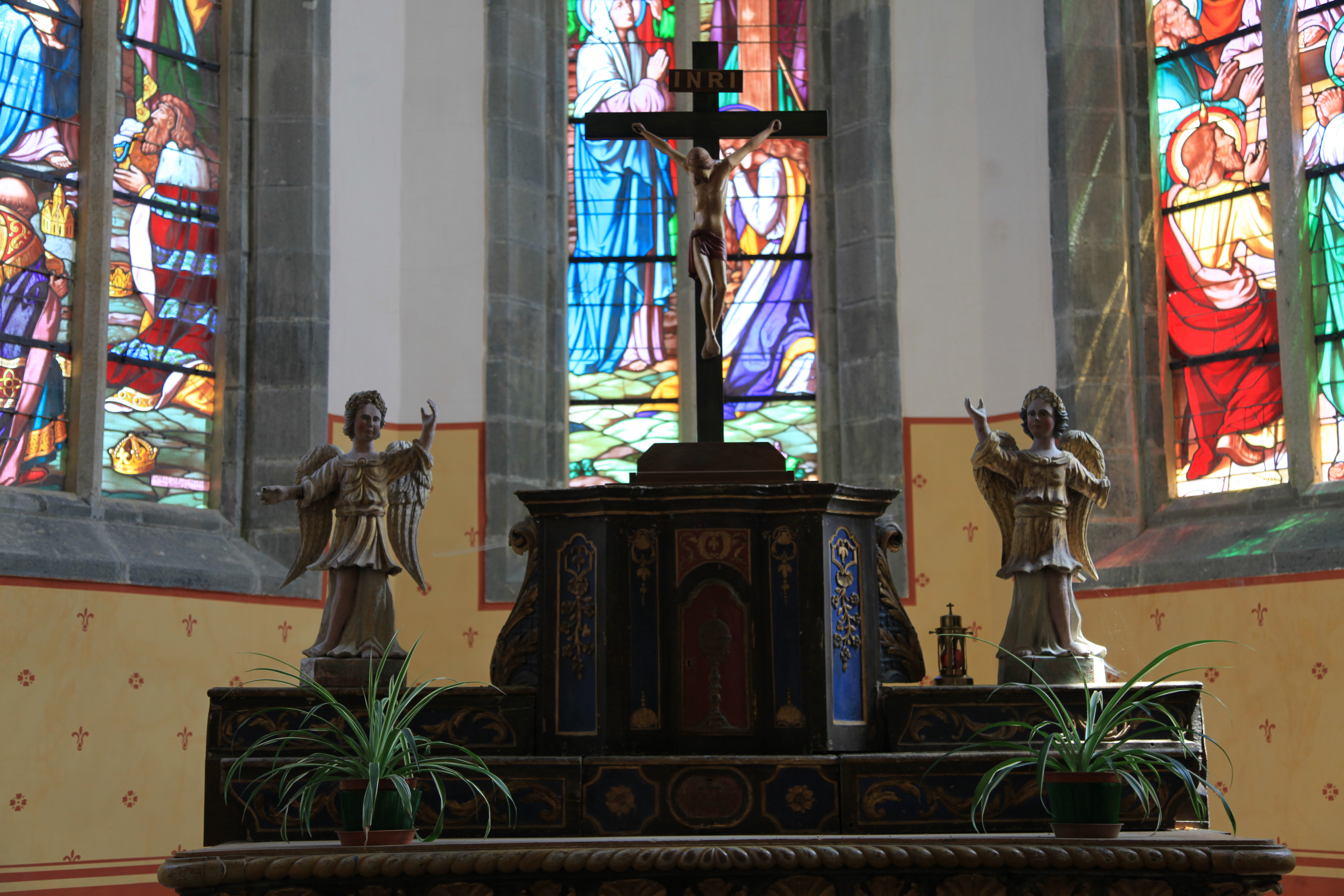
Le chœur
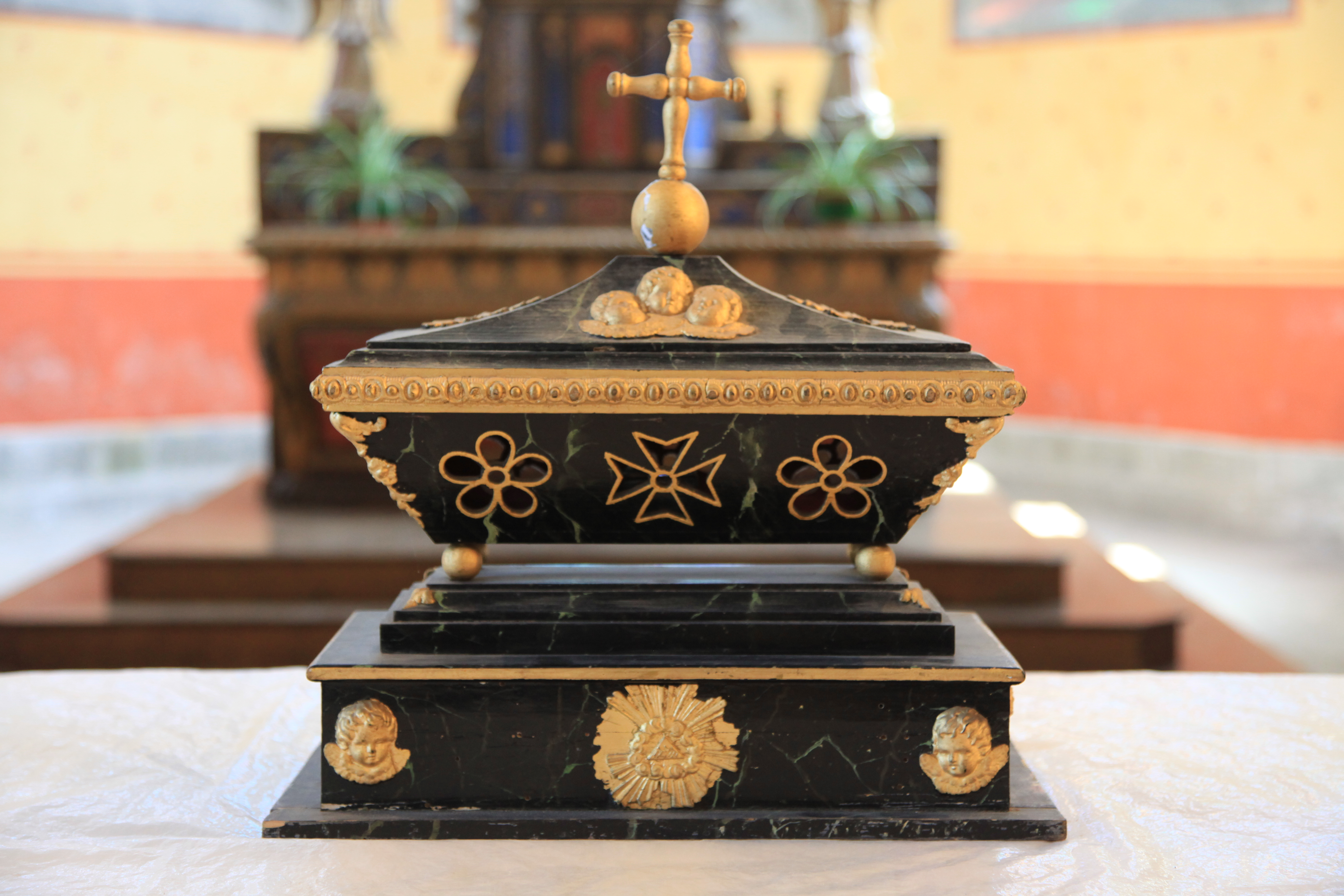
Châsse
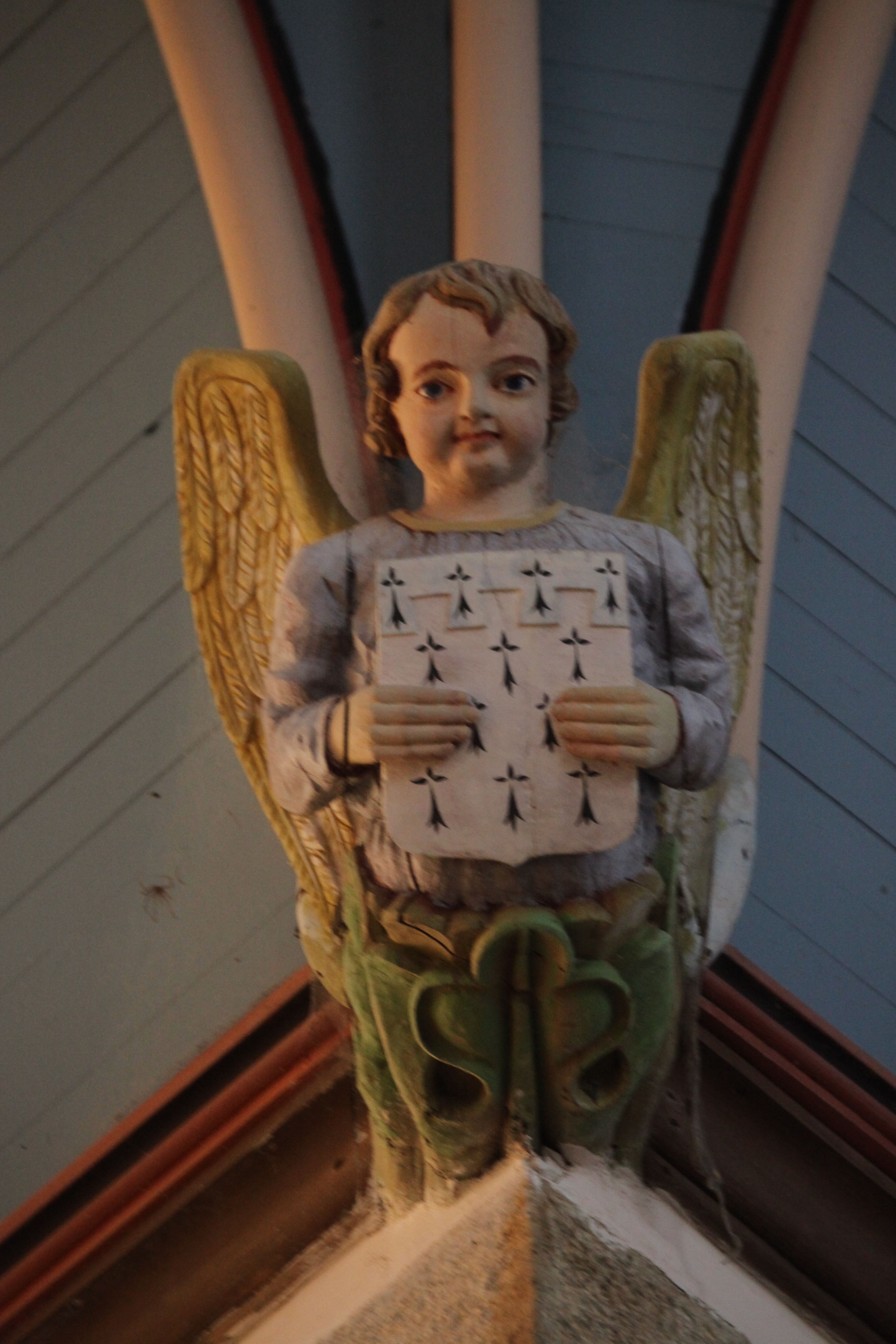
Ange
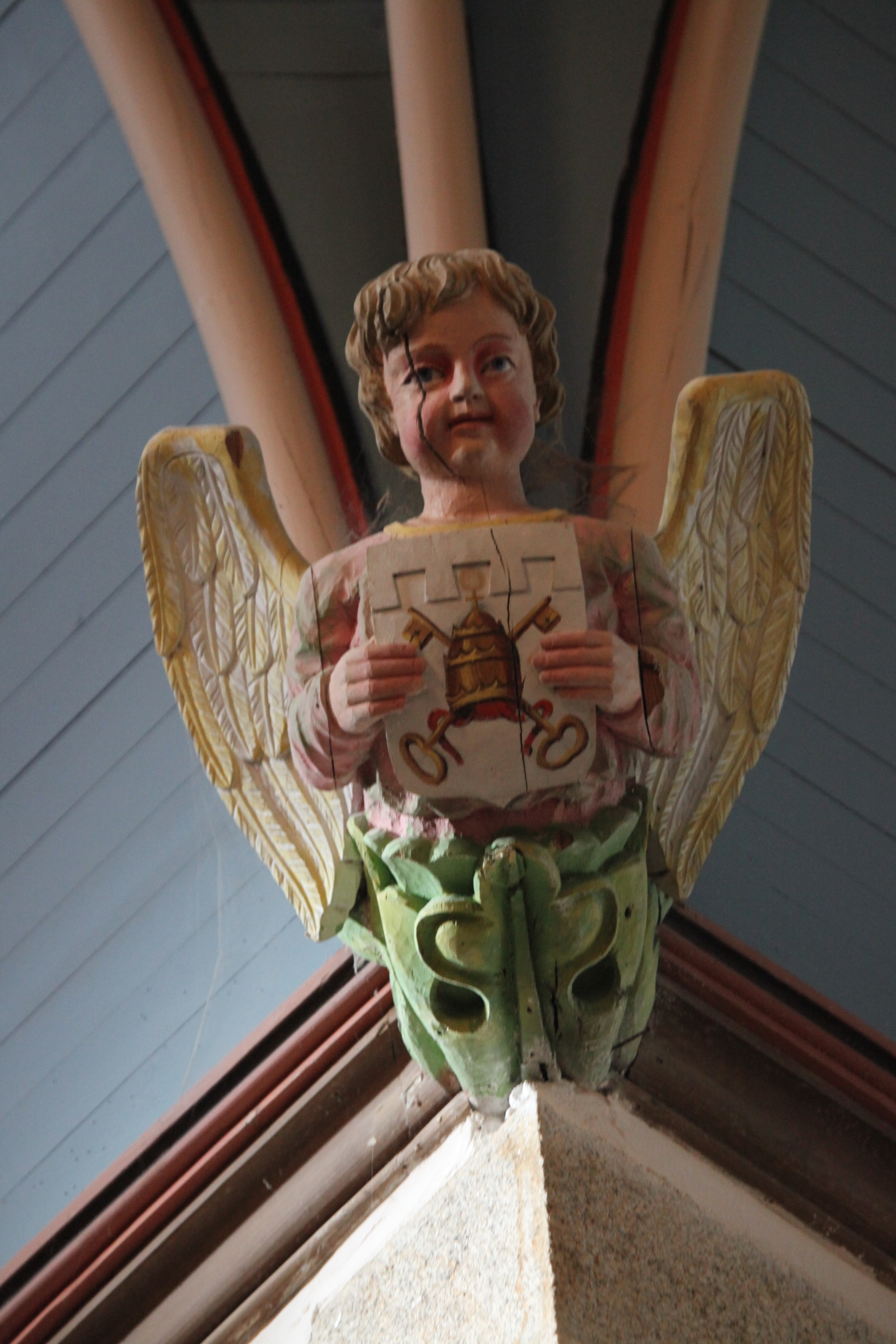
Ange
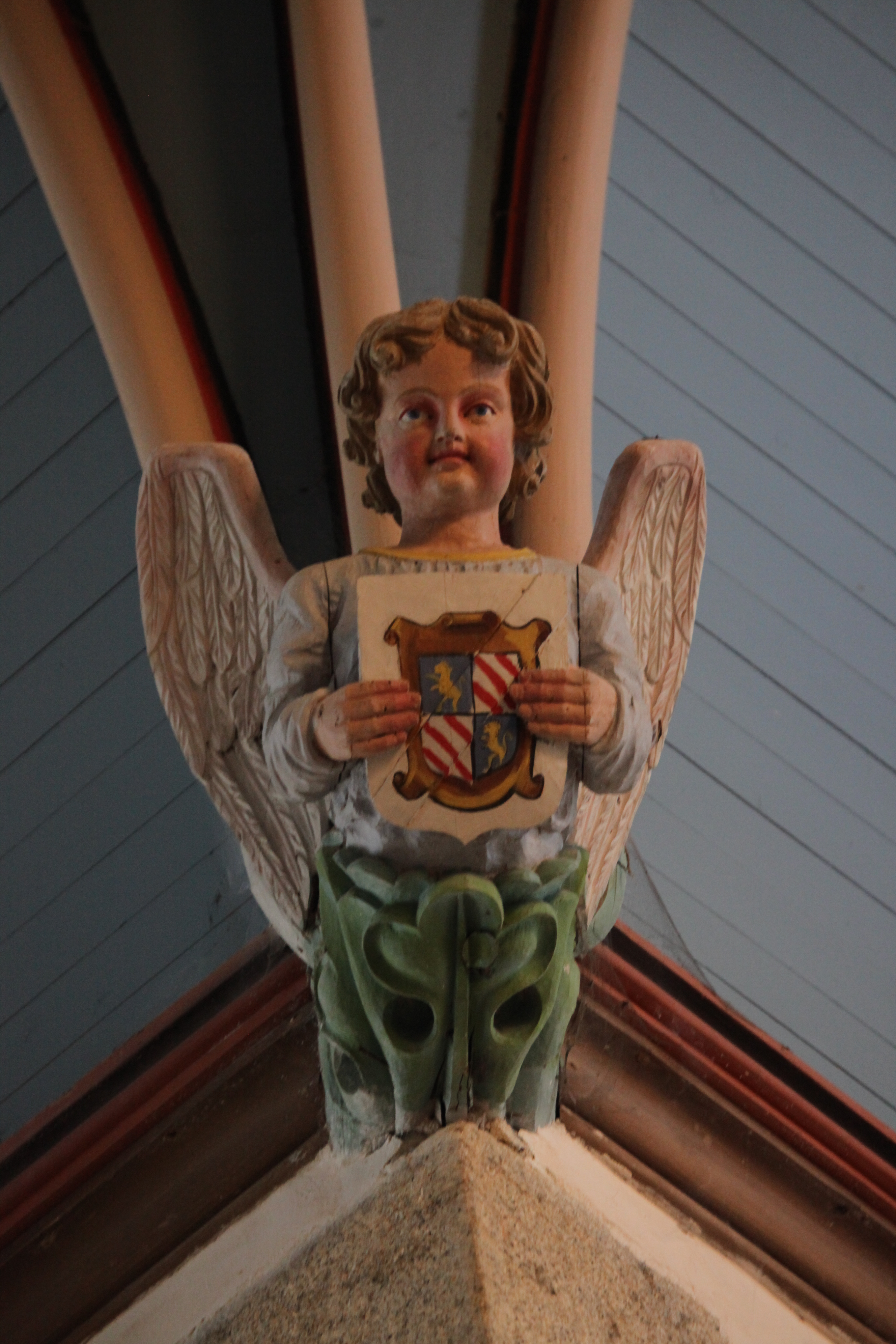
Ange
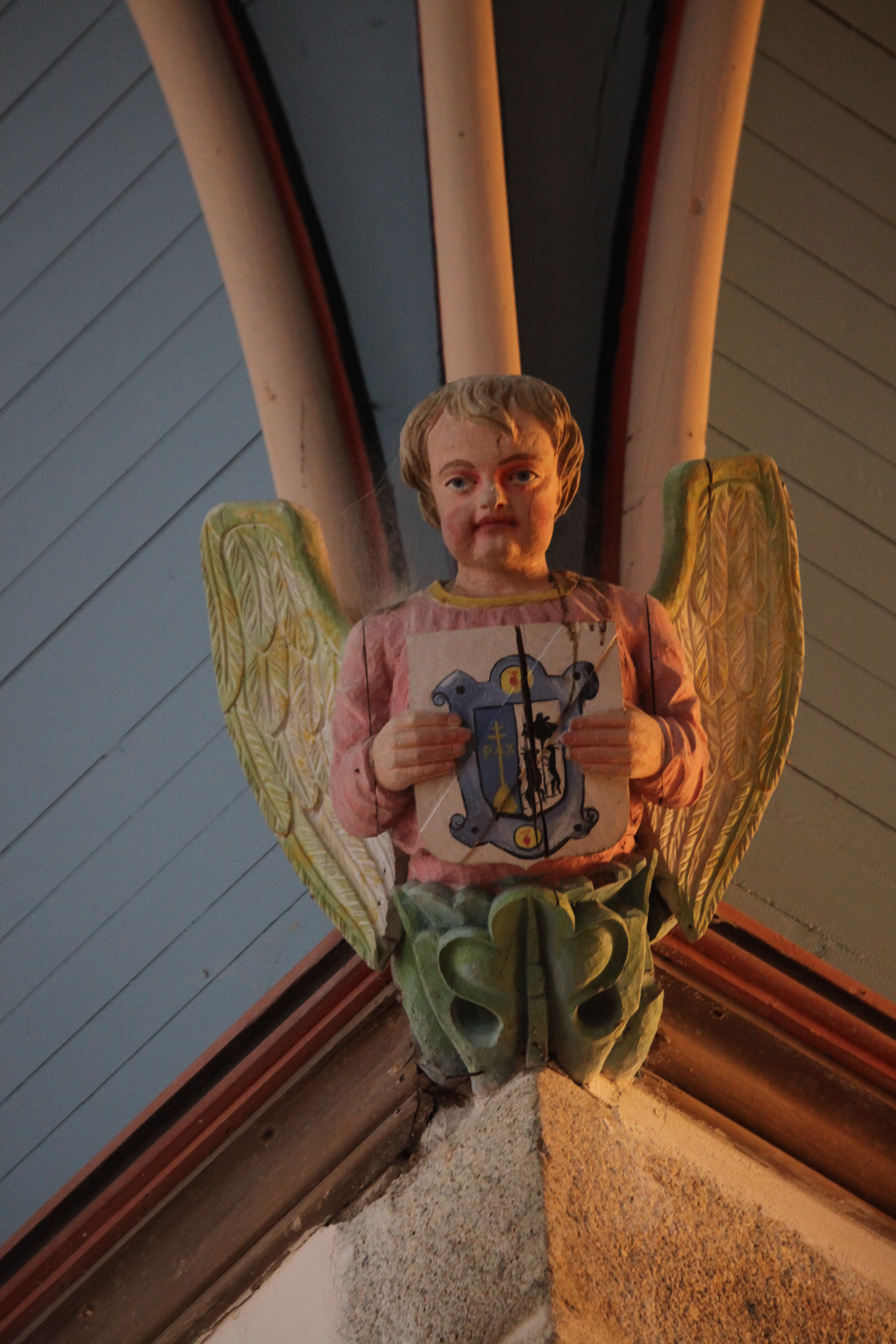
Ange
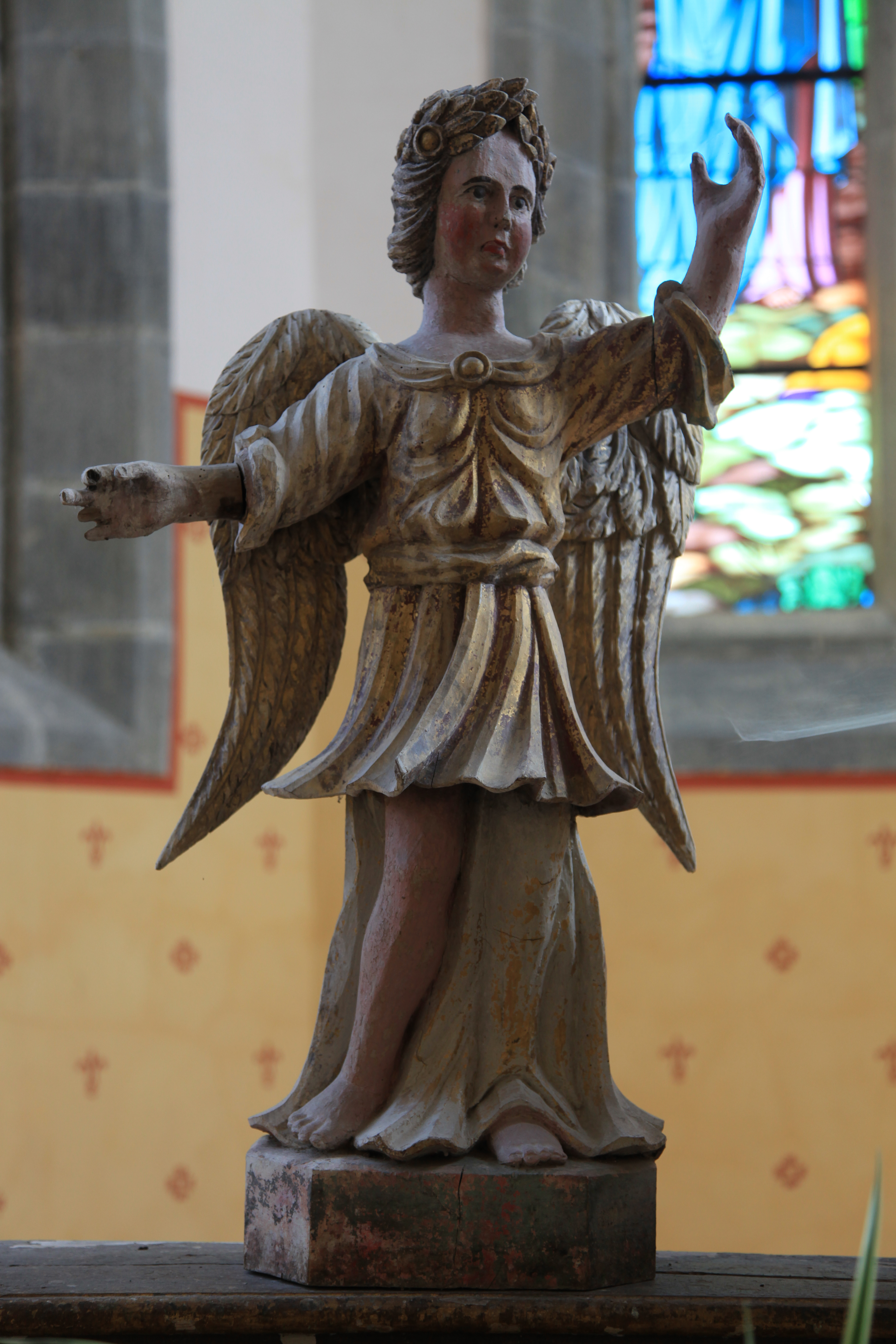
Ange
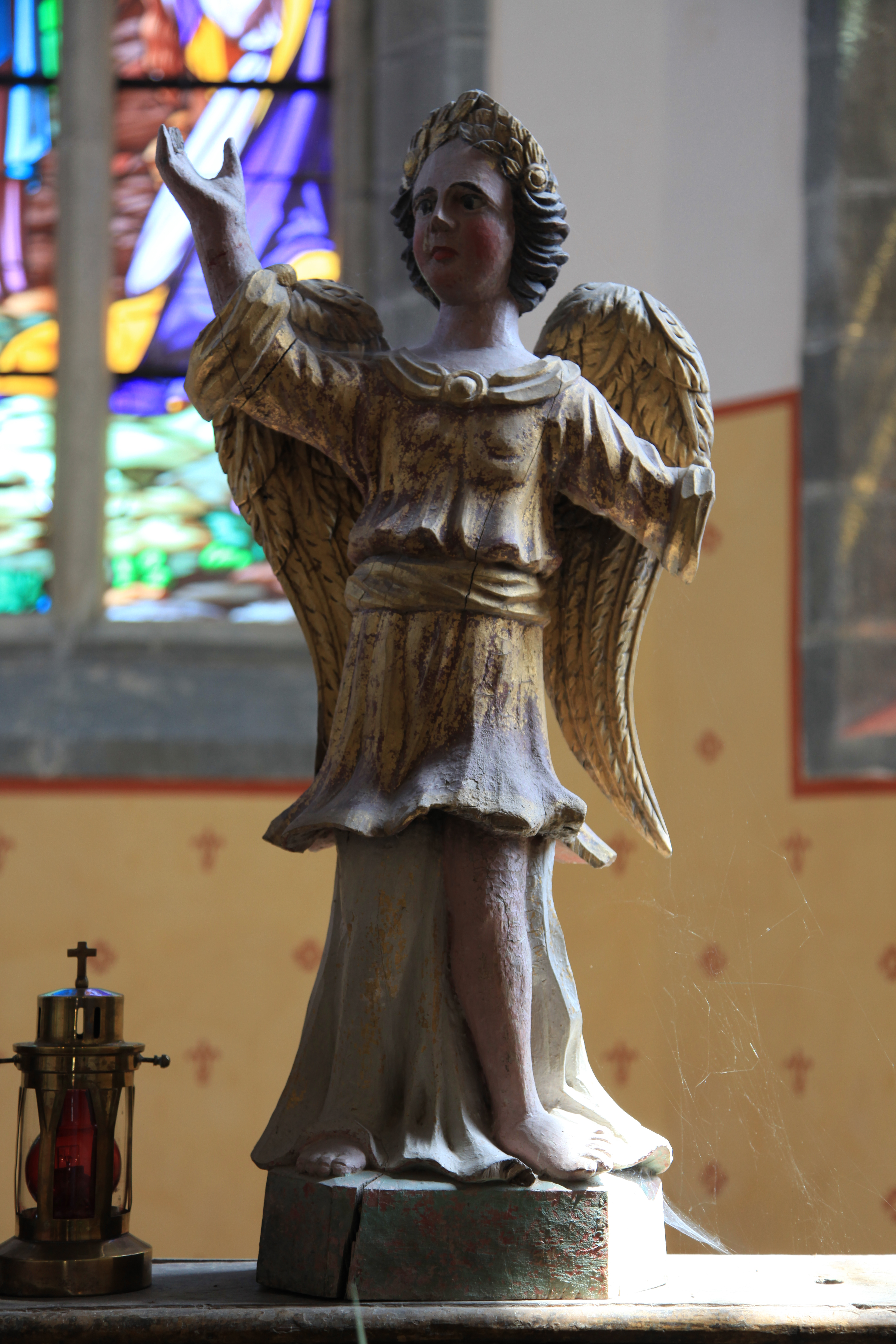
Ange
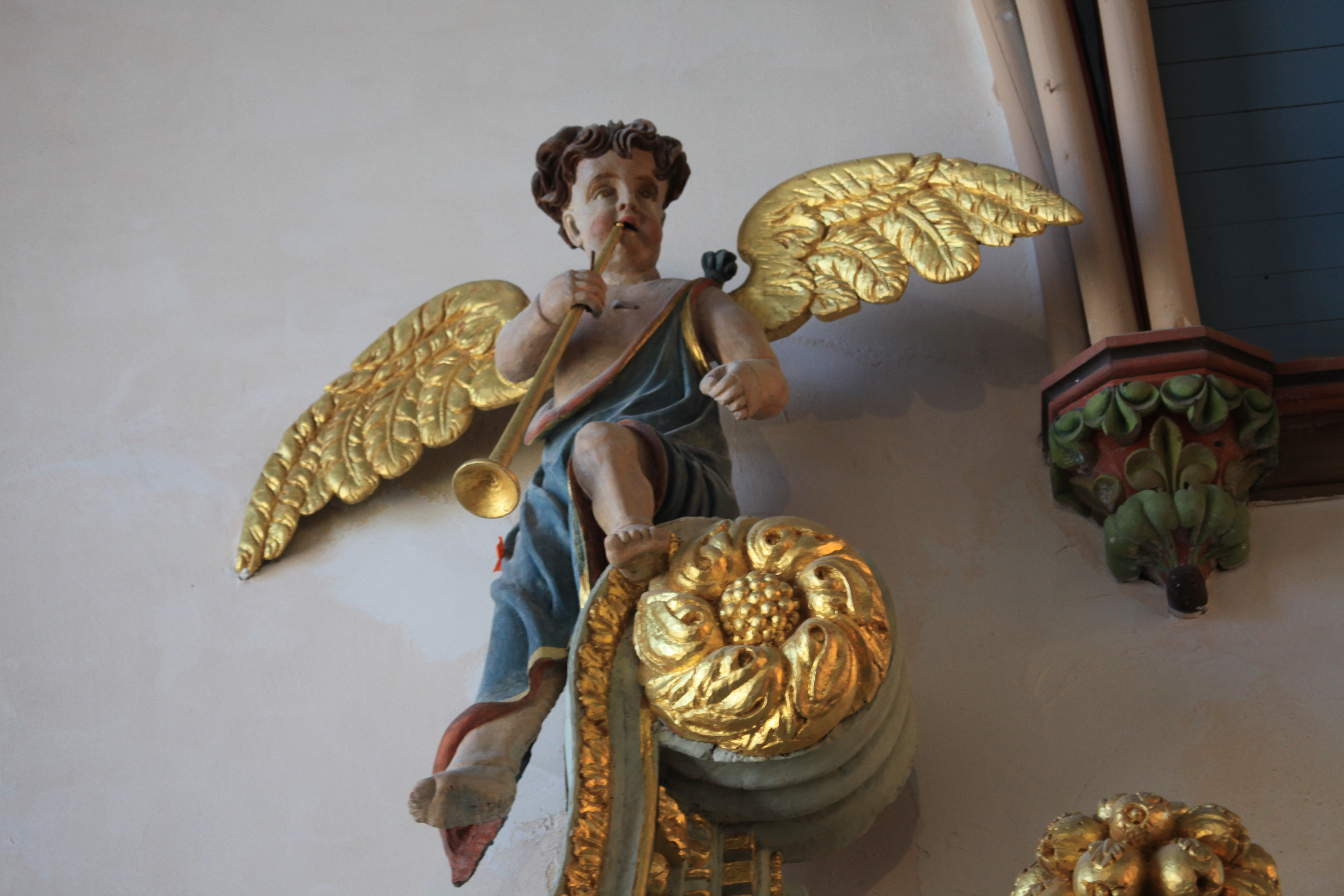
Ange
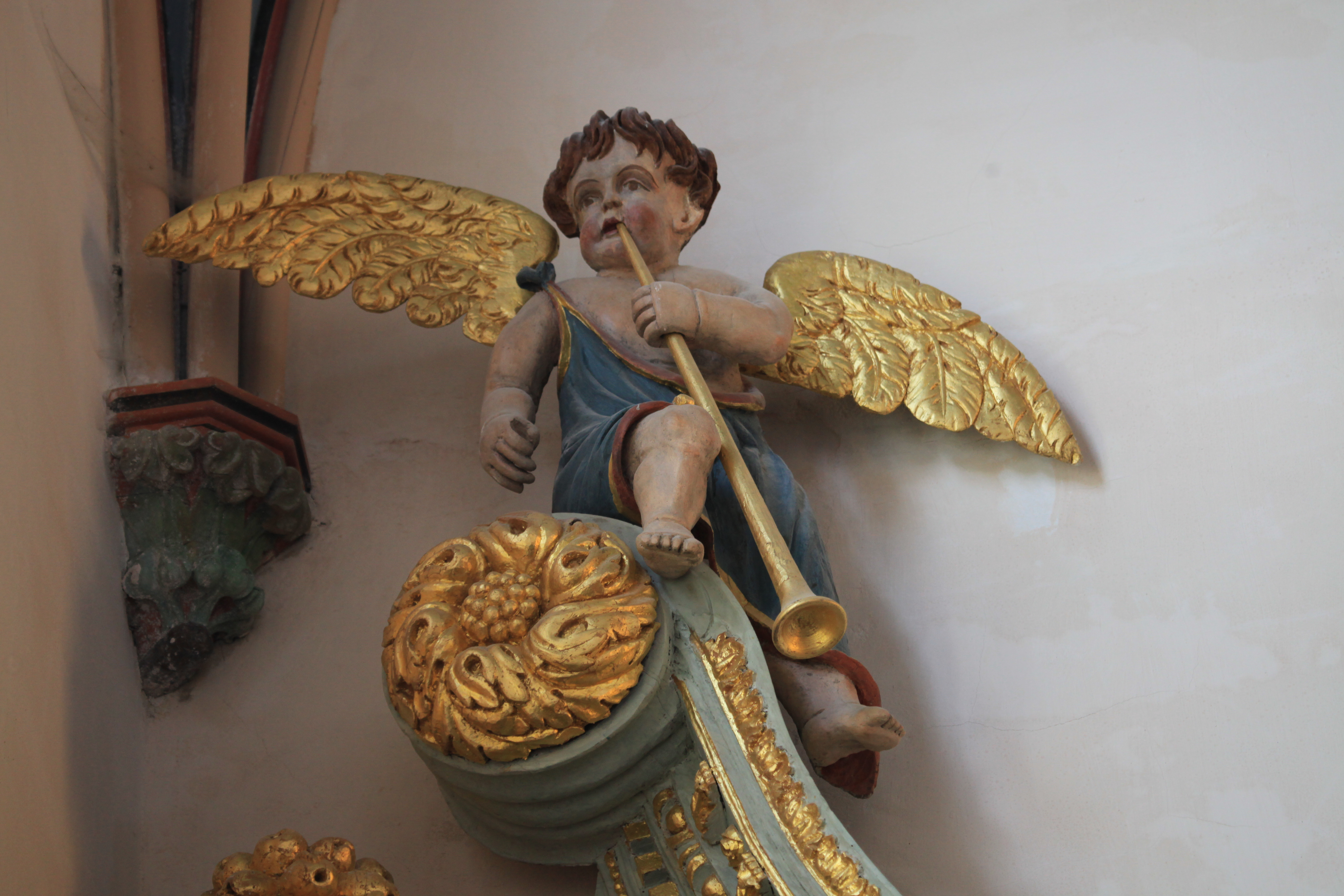
Ange
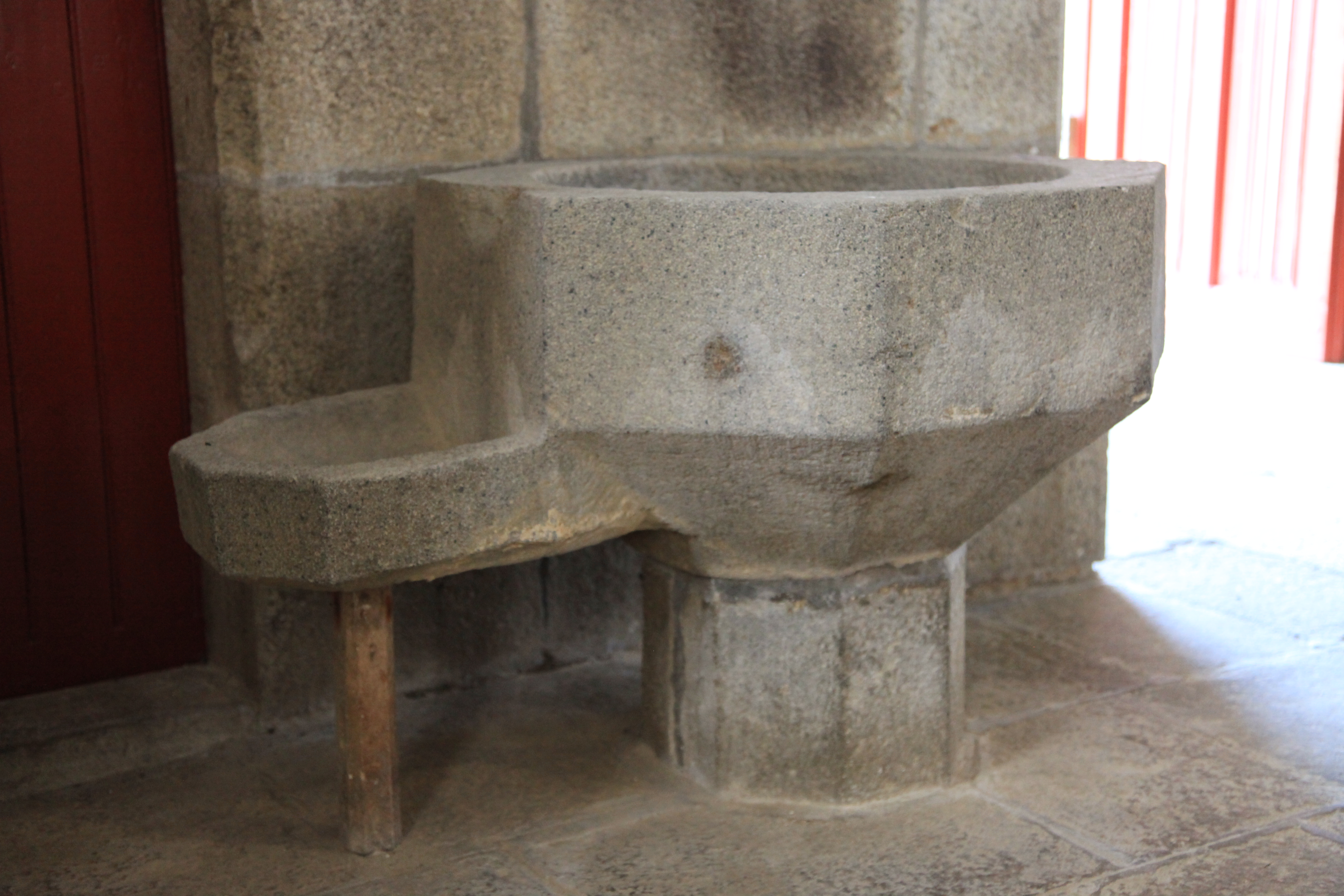
Fonts baptismaux
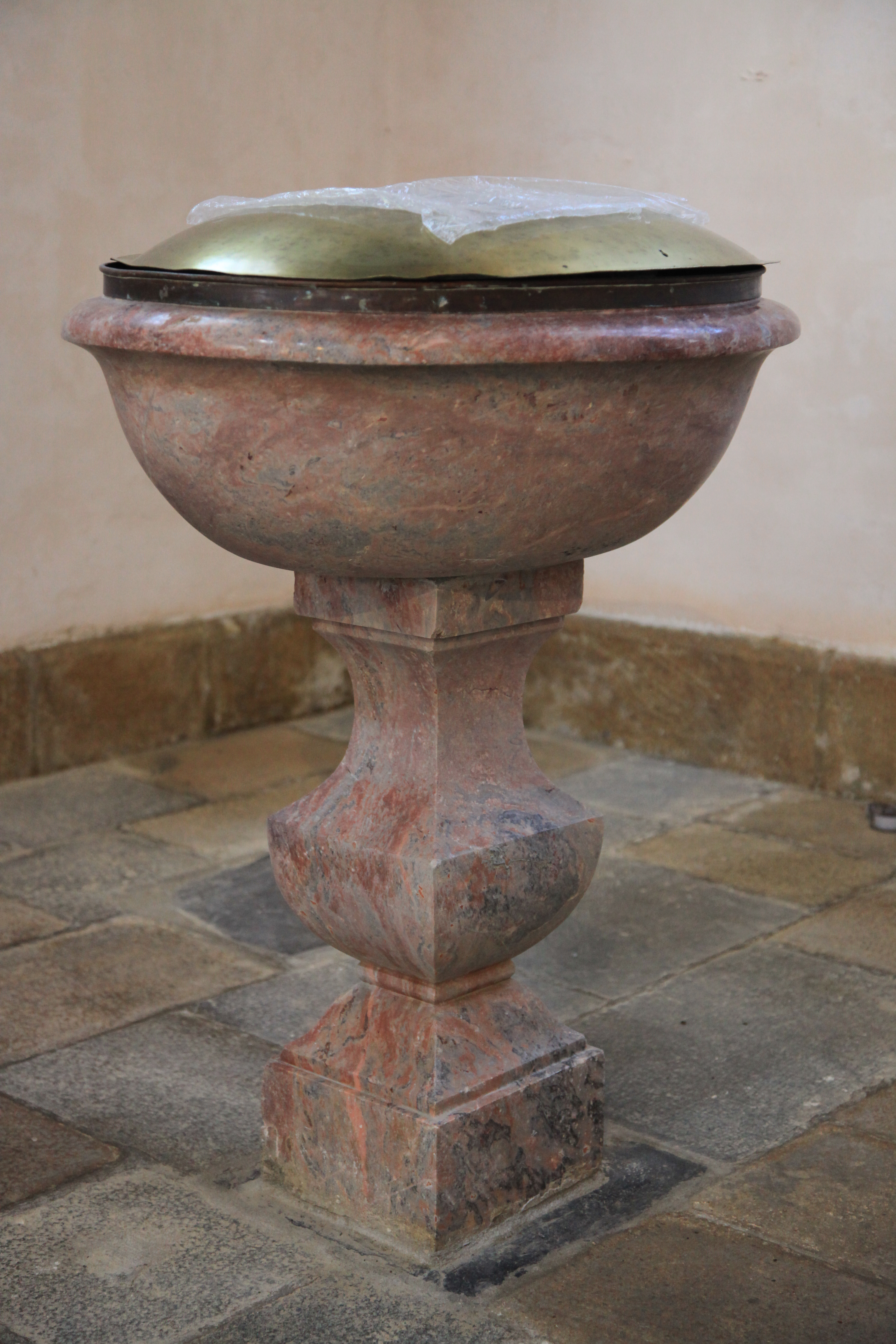
Fonts baptismaux
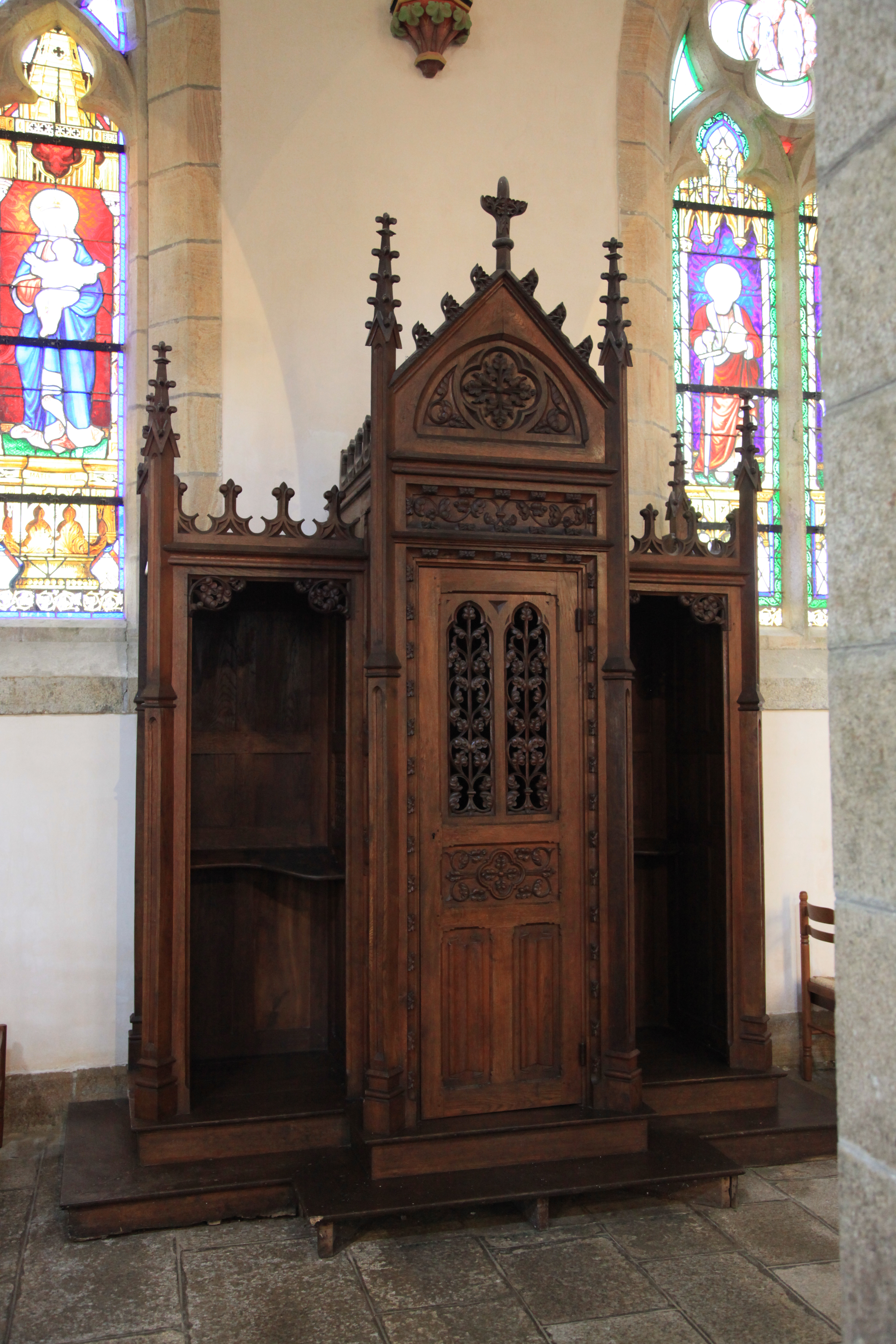
Confessionnal
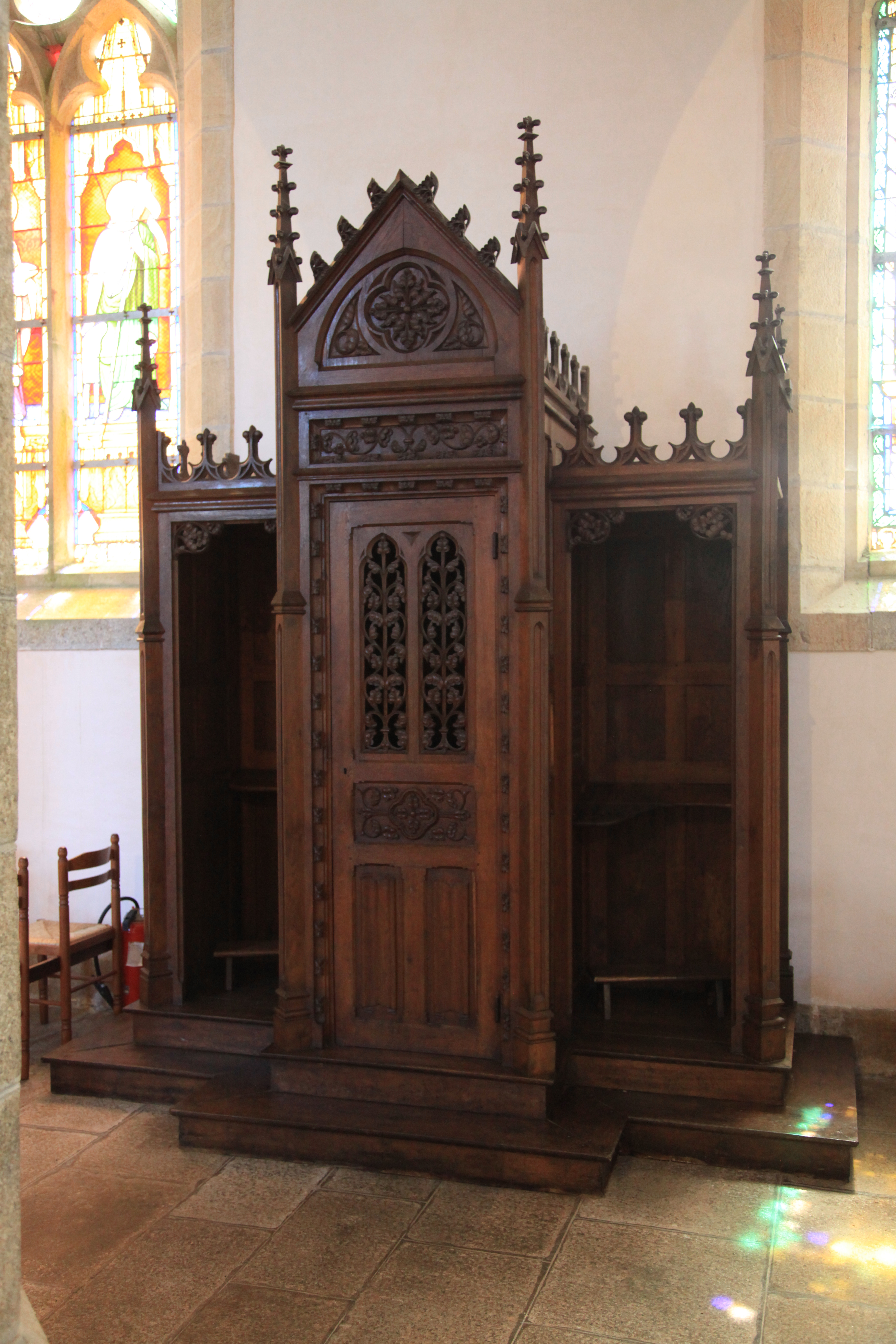
Confessionnal
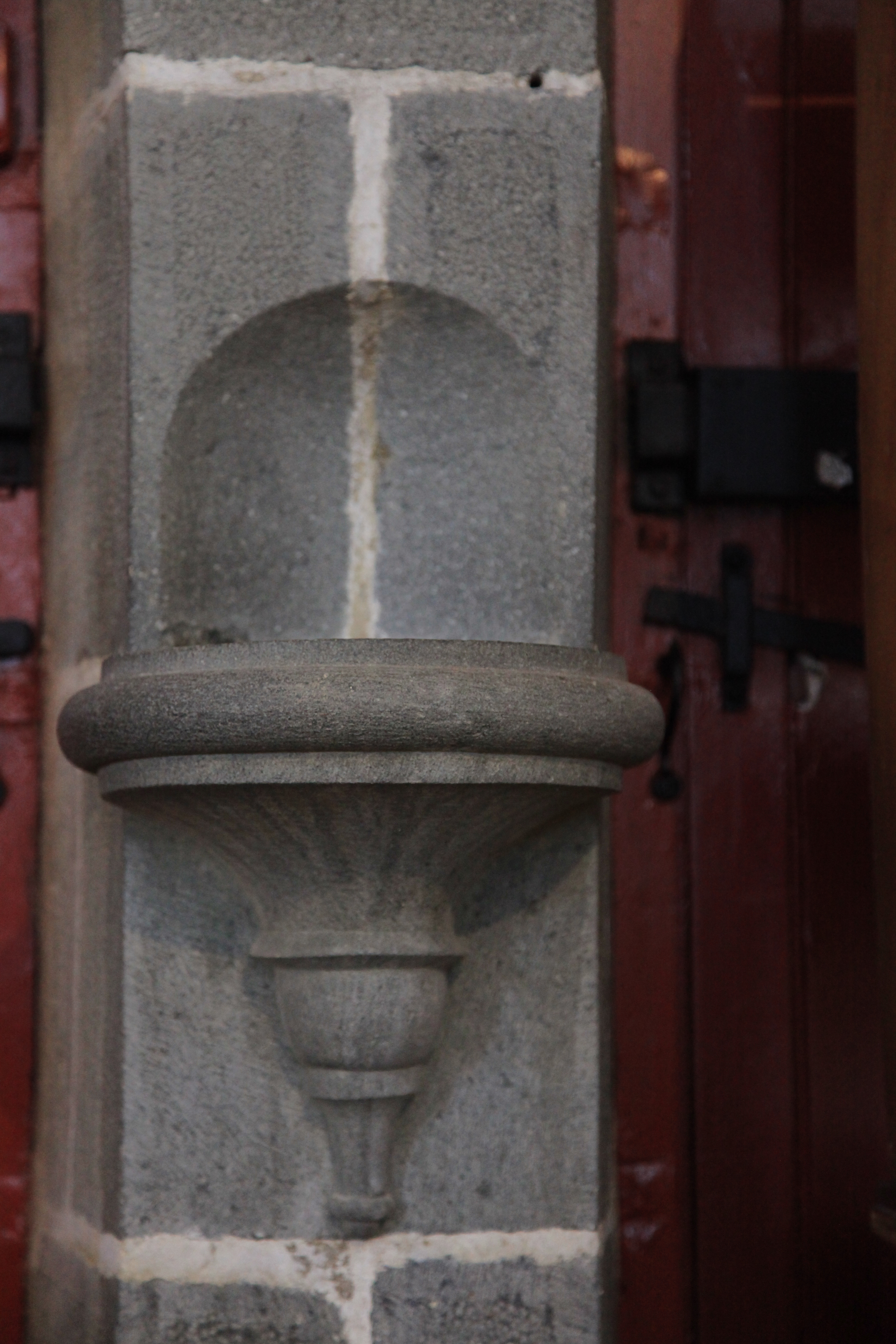
Bénitier